# Biserica de lemn din Bârsana

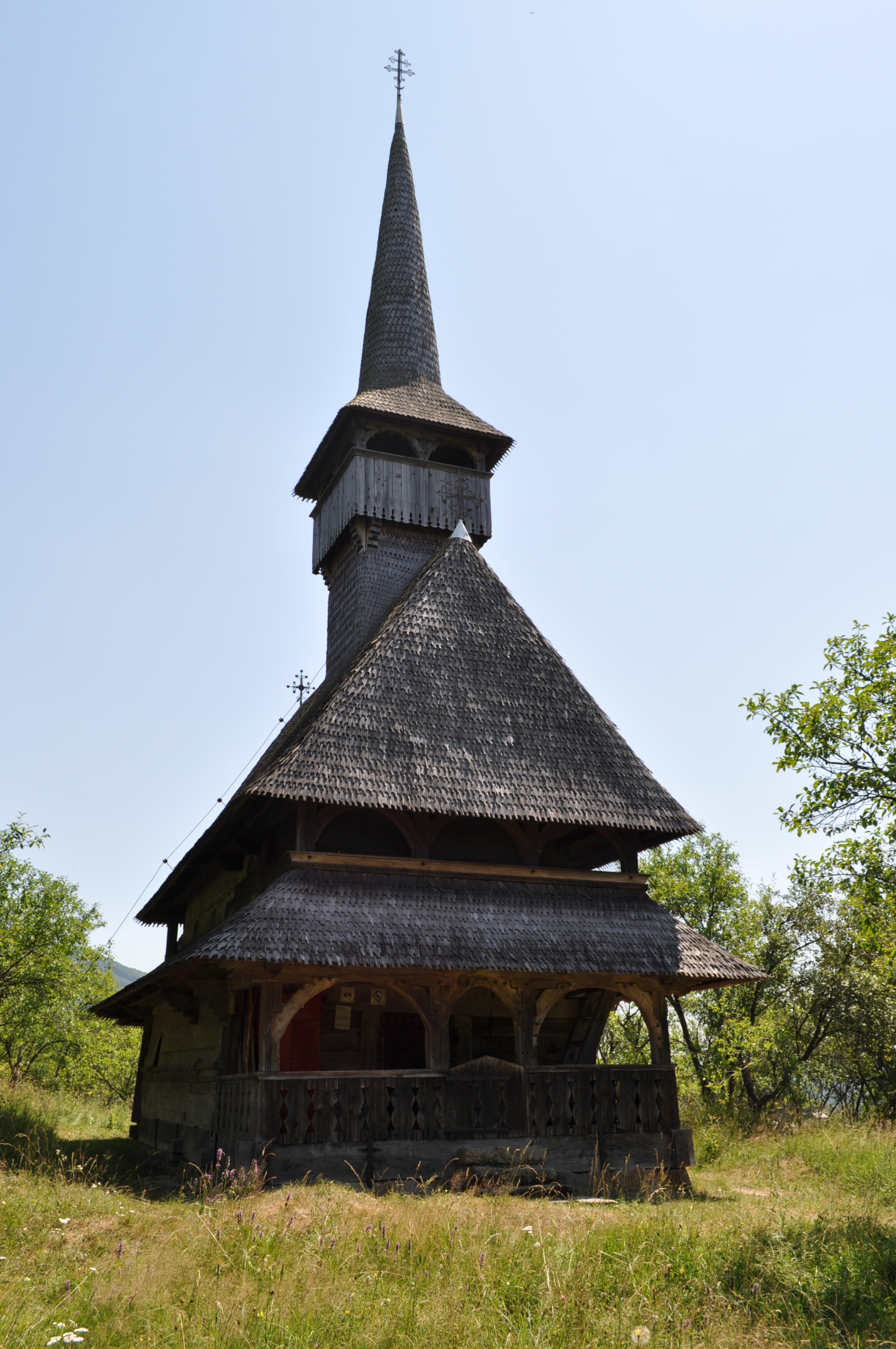
Biserica de lemn „Intrarea Maicii Domnului în Biserică” din Bârsana, județul Maramureș, foto: iulie 2012.

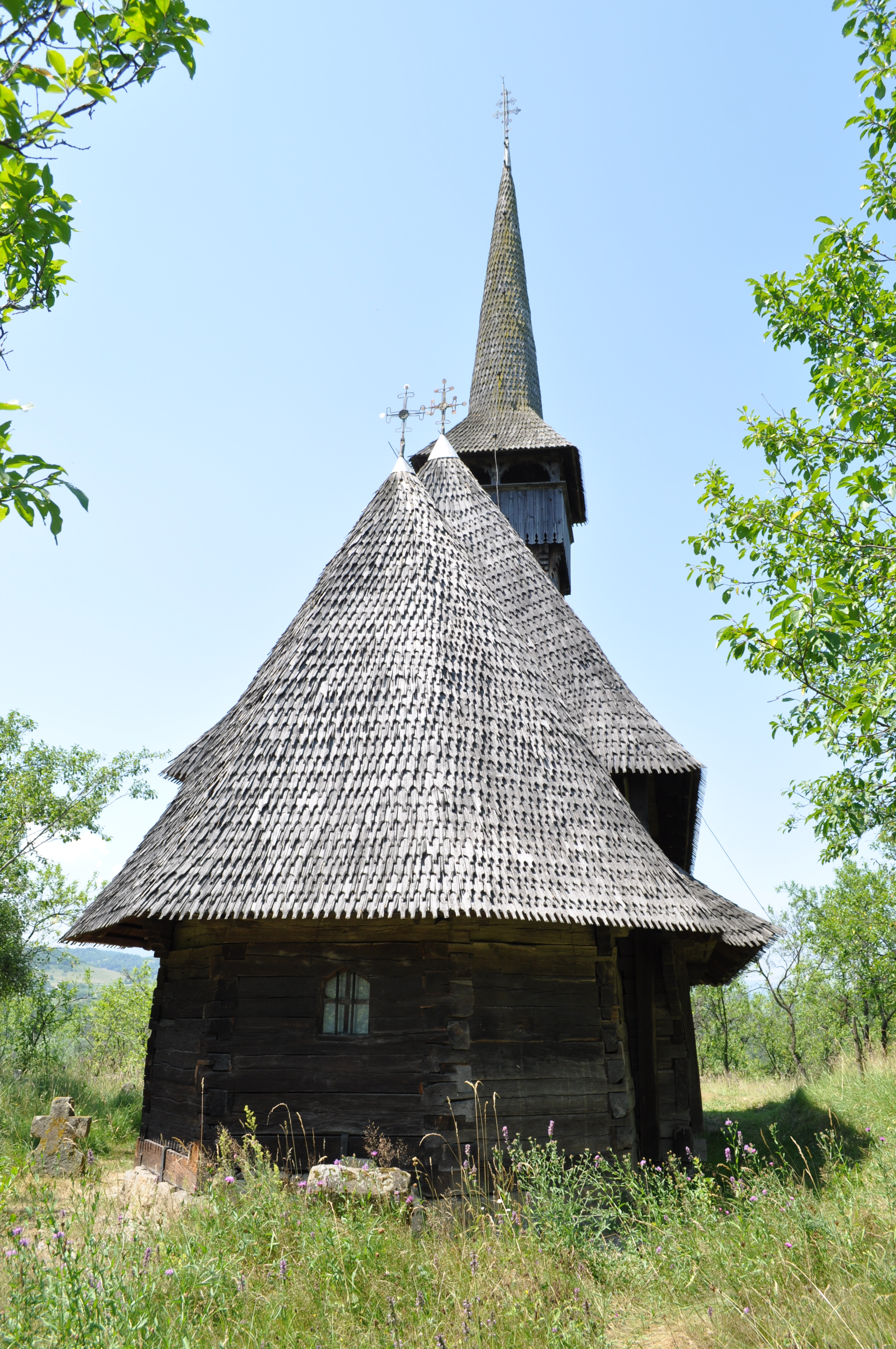
Biserica de lemn „Intrarea Maicii Domnului în Biserică” din Bârsana, județul Maramureș, foto: iulie 2012.

Biserica de lemn a vechii mănăstiri a Bârsanei se află azi în localitatea Bârsana, în județul Maramureș, pe dealul numit Jbâr. Aceasta este o veche biserică greco-catolică (azi, monument istoric). Însă nu trebuie confundată cu noua biserică de lemn din actualul complex monahal ortodox "Mănăstirea Bârsana", aflat la câțiva km distanță de locul unde s-a aflat aproximativ între anii 1739-1795 vechea biserică de lemn. Datează din anul 1711. Are hramul „Intrarea Maicii Domnului în Biserică”. 
Biserica de lemn din Bârsana se află pe noua listă a monumentelor istorice sub codul LMI:  MM-II-m-A-04517. Biserica a fost inclusă pe lista de patrimoniu cultural mondial UNESCO împreună cu alte șapte biserici din județul Maramureș în decembrie 1999:
- Biserica de lemn din Budești Josani, Budești
- Biserica de lemn din Desești, Desești
- Biserica de lemn din Poienile Izei, Poienile Izei
- Biserica de lemn din Ieud Deal, Ieud
- Biserica de lemn din Șurdești, Șurdești
- Biserica de lemn din Plopiș, Plopiș
- Biserica de lemn din Rogoz, Rogoz

Bisericile de lemn din Budești Josani, Desești, Bârsana, Poienile Izei și Ieud Deal se află în Maramureșul istoric, cele de la Șurdești și Plopiș sunt în vechea Țară a Chioarului, iar biserica Sf. Arhangheli din Rogoz e situată în Țara Lăpușului.

## Istoric și trăsături arhitectonice
Biserica de lemn din Bârsana este situată în Maramureșul istoric, pe valea Izei. Este o biserică veche de lemn, construită în anul 1711, în locul numit „Părul Călugărului”, de preotul nobil Ioan Ștefanca, împreună cu fiii săi și alți săteni, pentru a-i mulțumi lui Dumnezeu pentru protecție în timpul ciumei mari din anul anterior. Biserica a fost mutată mai apoi, pe Valea Izei, în jurul anului 1739, pe locul unui cimitir apărut după luptele cu tătarii de la 1717. Biserica a fost mutată a doua oară, când a fost adusă în sat, în jurul anului 1795, în mijlocul unui cimitir apărut în urma victimelor ciumei mici de la 1742 sau de mai târziu. 
Biserica este construită din bârne asamblate în sistem „blockbau” și are plan dreptunghiular, cu pridvor cu două niveluri pe vest și absidă a altarului poligonală, în retragere. Acoperișul, cu streașină dublă, are deasupra pronaosului un turn-clopotniță cu camera clopotelor în consolă, deschisă, cu arcade pe stâlpi și acoperiș înalt, piramidal. Înlăuntrul bisericii este remarcabil prin bolta de secțiune poligonală, pe console (în comparație cu bolțile semicilindrice întâlnite de obicei), iar la exterior sunt pridvoarele cu arcade pe stâlpi sculptați și parapete traforate. Ulterior, a fost adăugat, pe latura de vest, pridvorul cu două niveluri și au fost lărgite ferestrele. În anul 1929 au fost tăiate ferestrele care încadrează ușa dintre naos și pronaos.

## Pictura

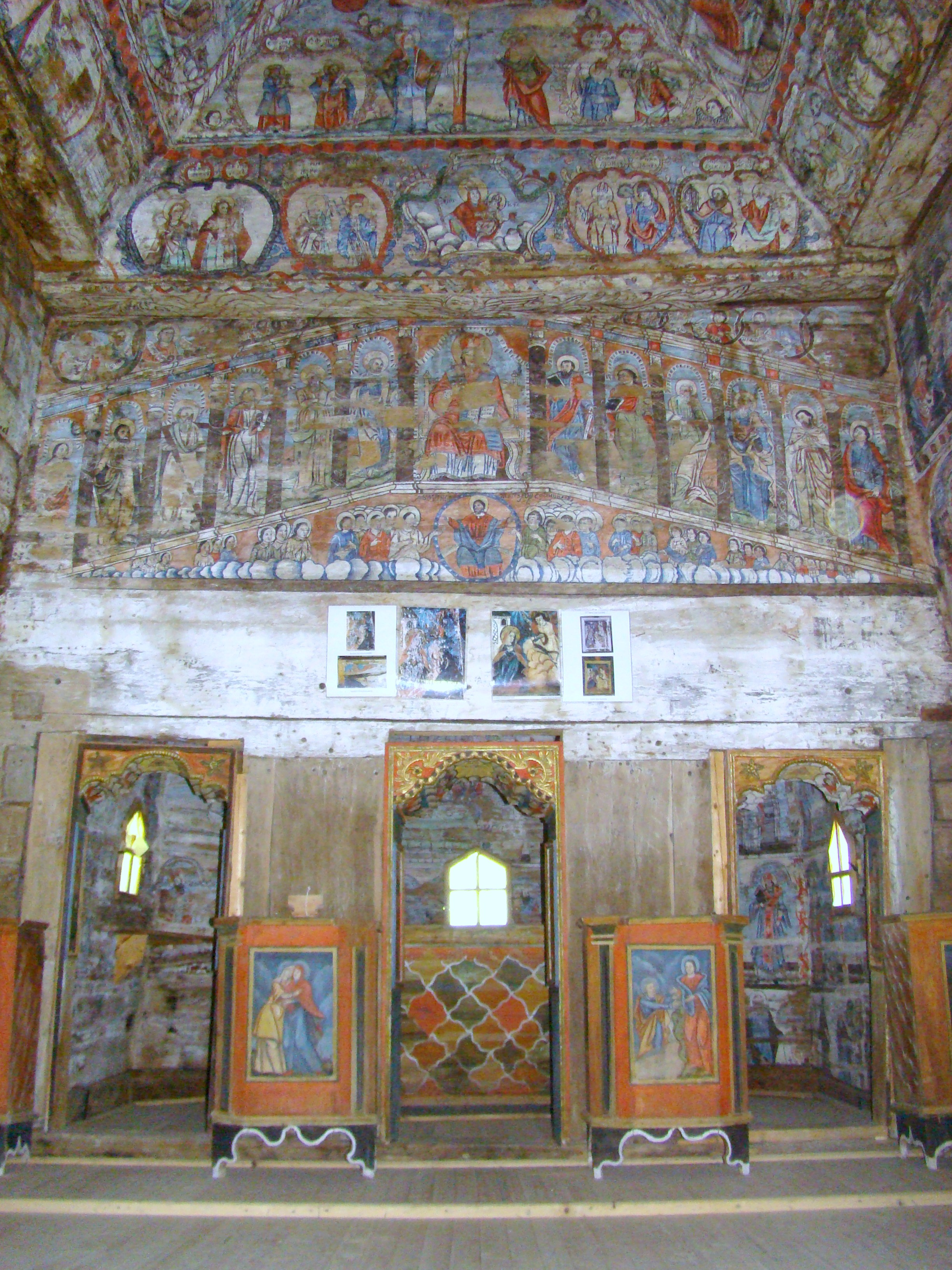
Iconostasul

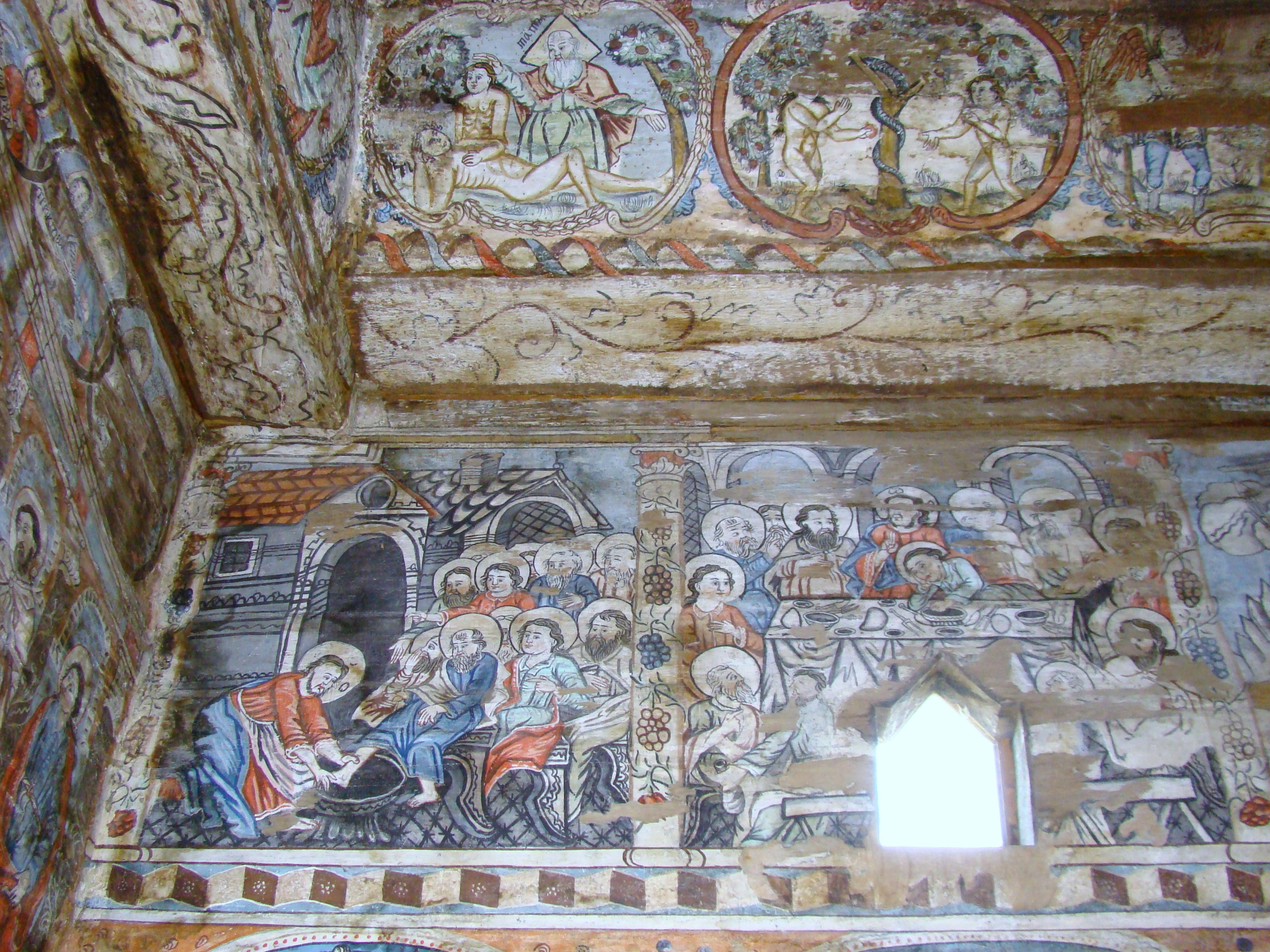
sus: Facerea lui Adam și a Evei; Ispita șarpelui;
jos: Spălarea picioarelor; Cina cea de taină

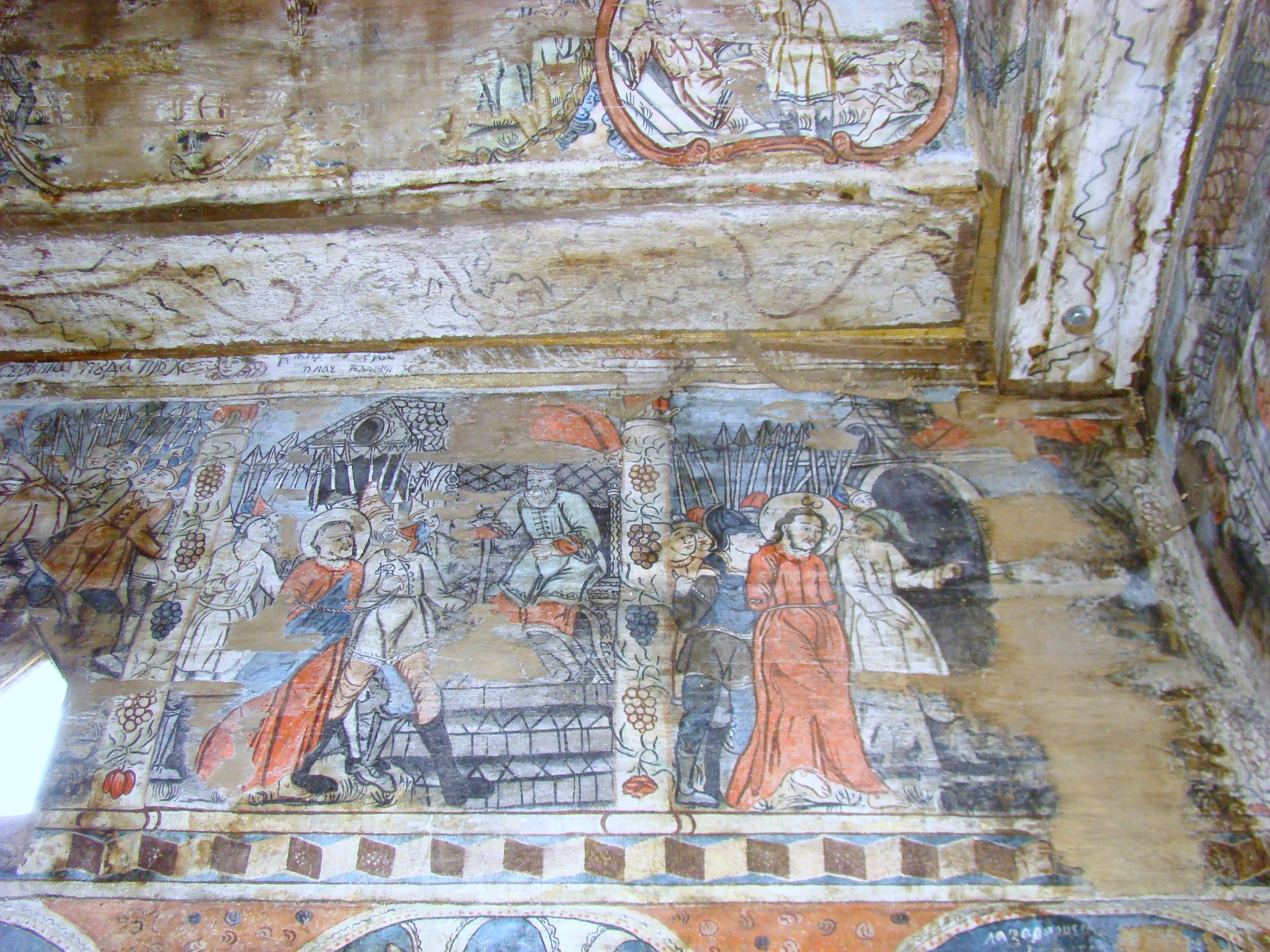
Iisus la Ana; Iisus la Caiafa

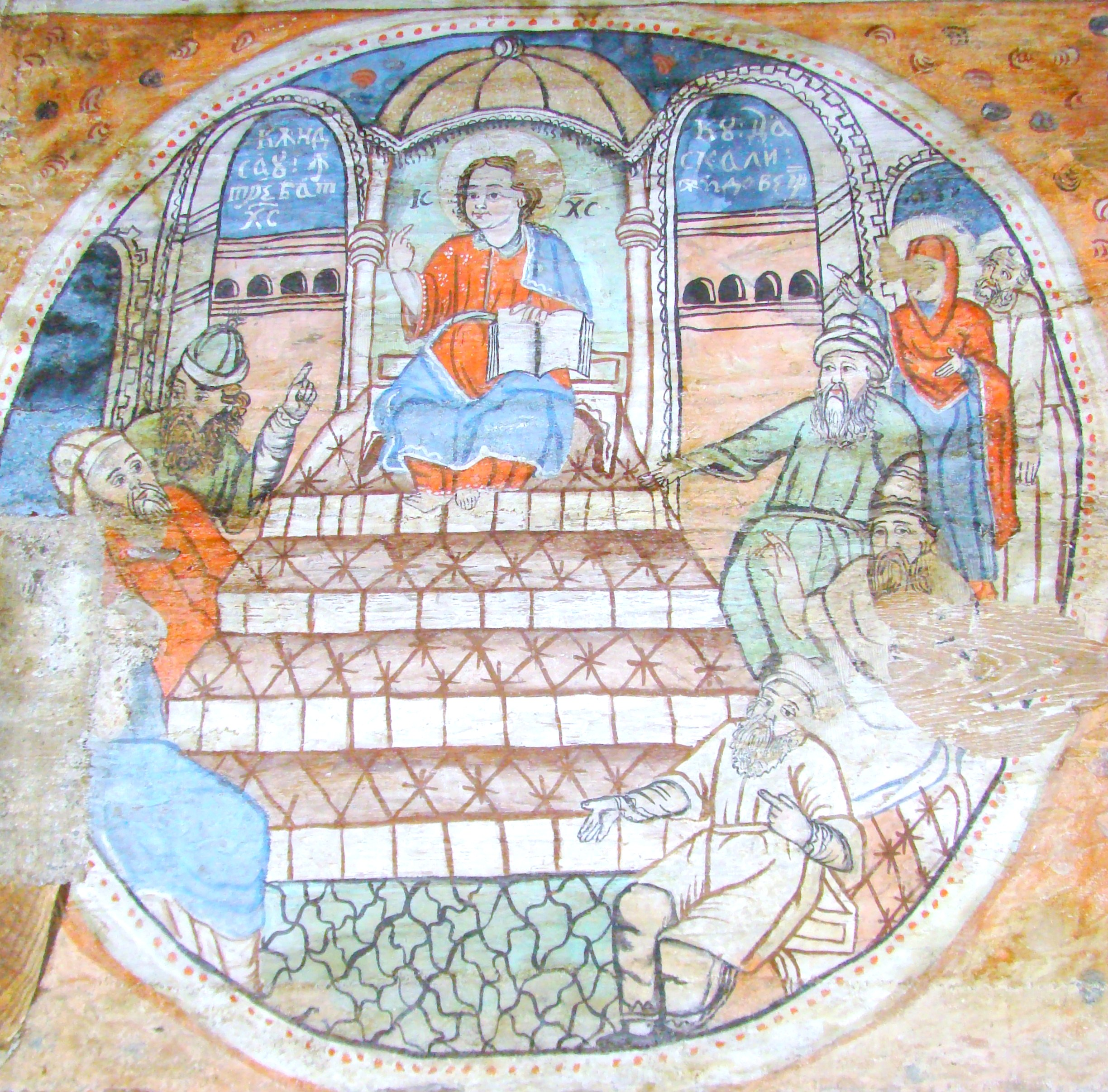
Iisus în templu cu dascălii

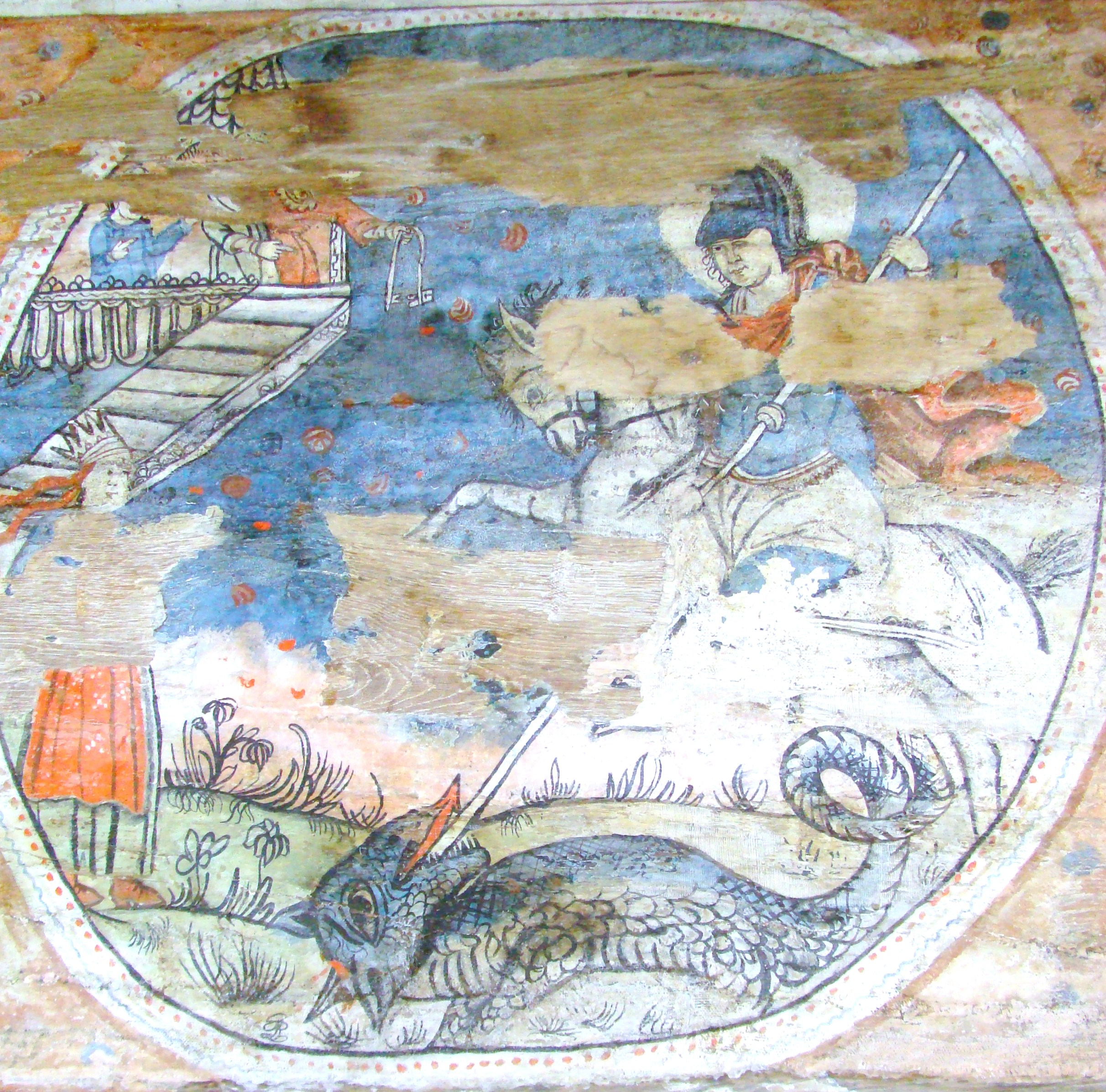
Sf.Gheorghe ucigând balaurul

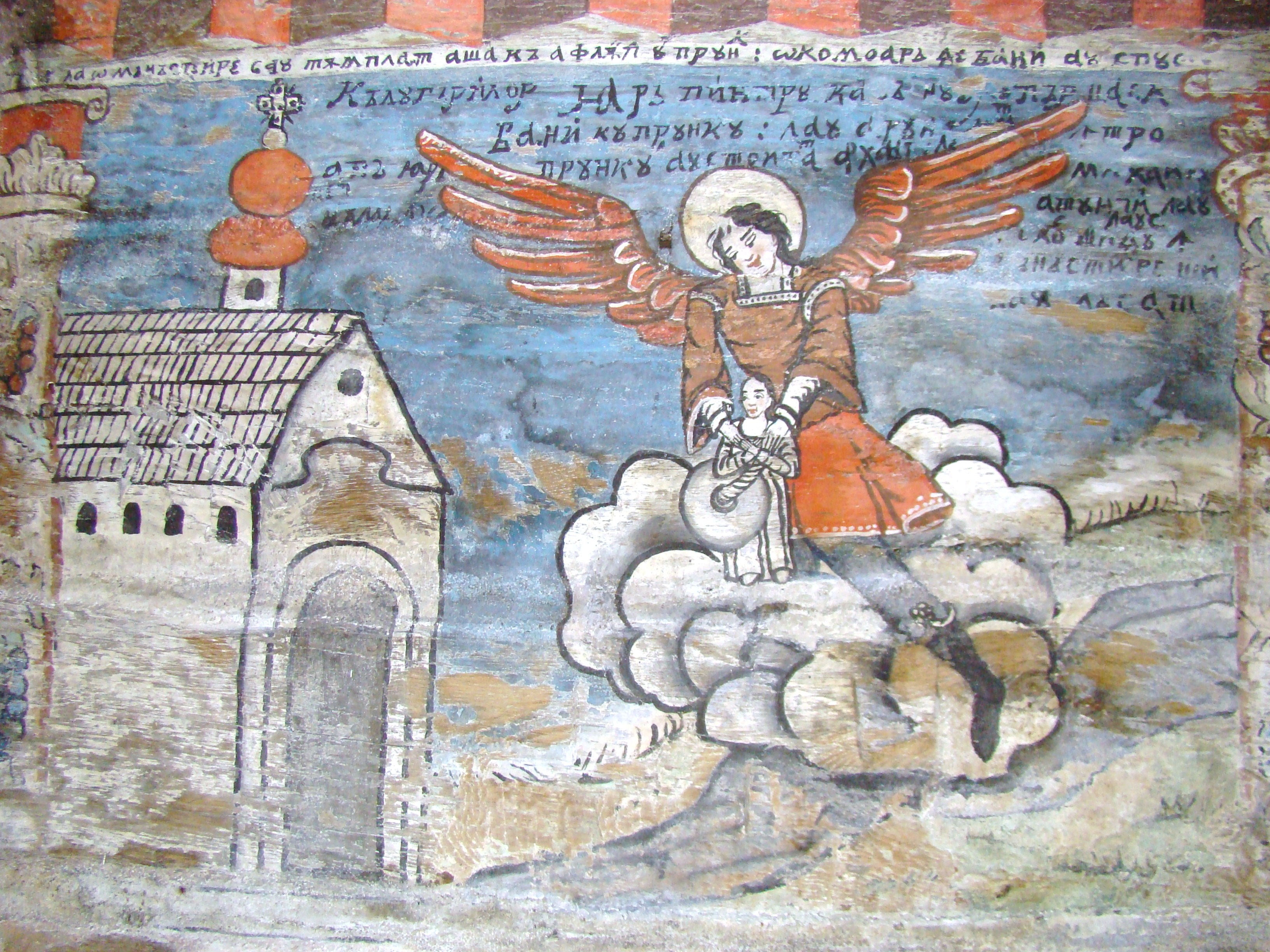
Arhanghelul Mihail salvează un copil de la înec

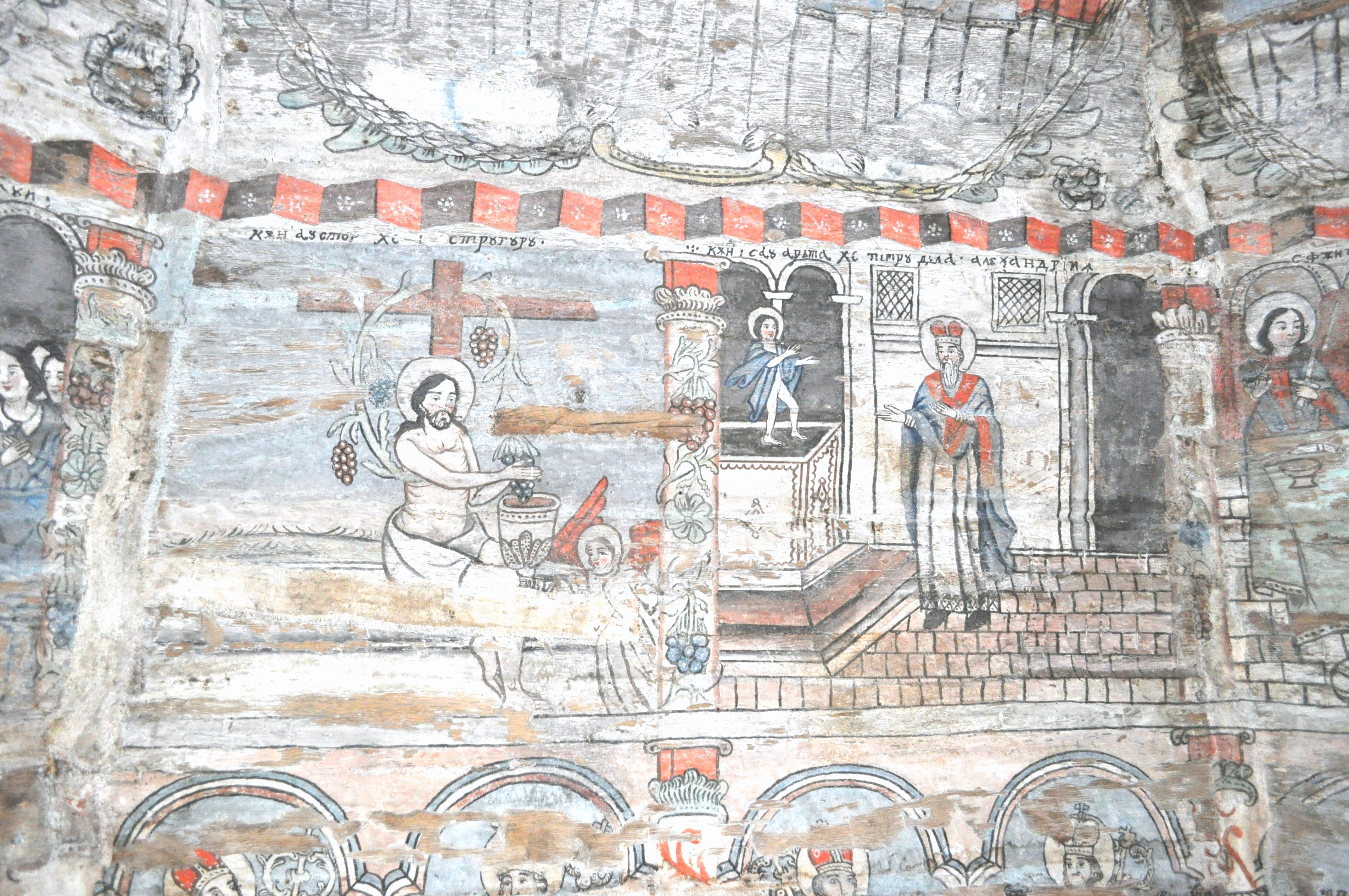
Iisus-Viță-de-Vie; Viziunea lui Sf.Petru din Alexandria

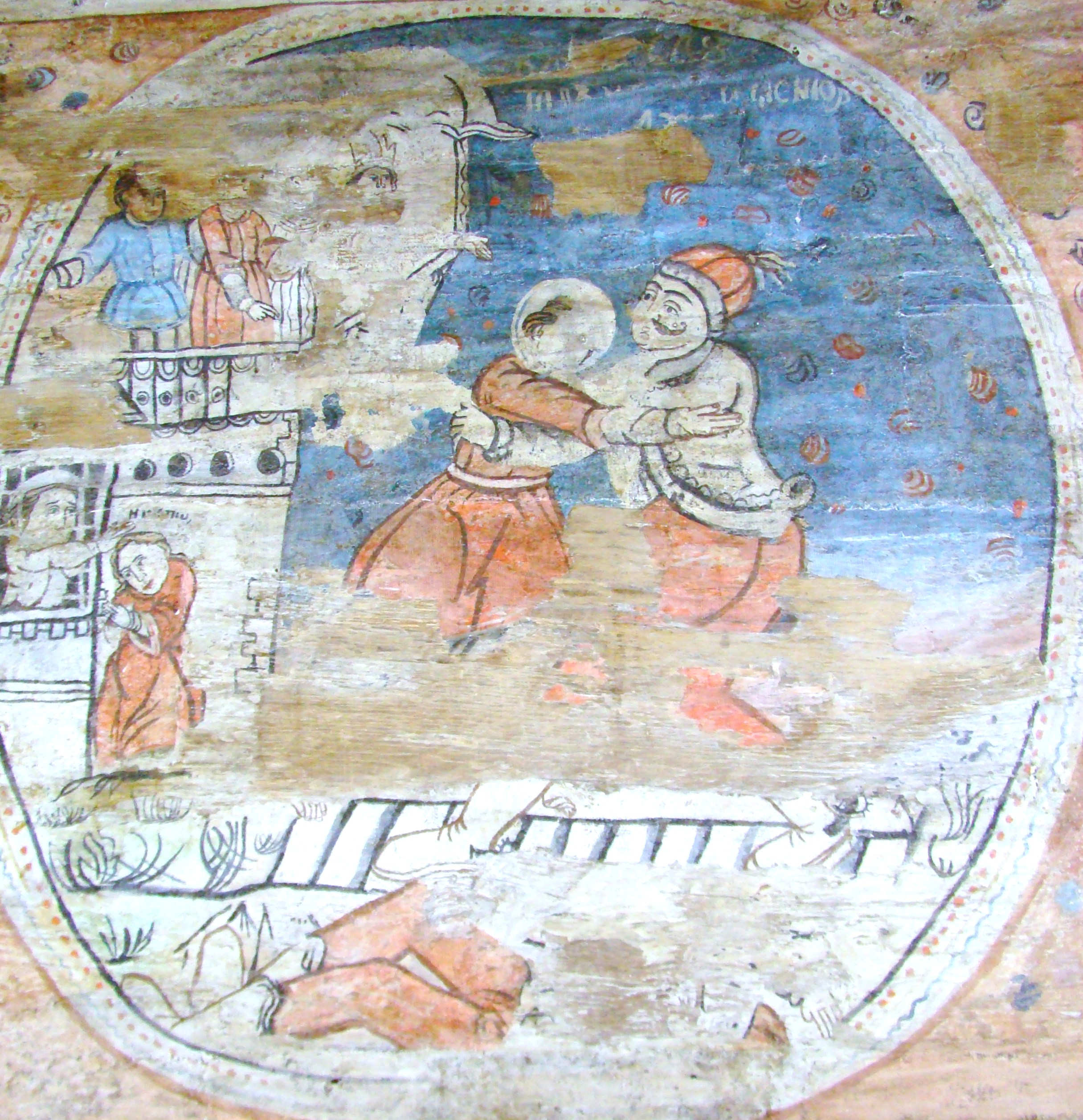
Lupta lui Nestor cu Lie păgânul

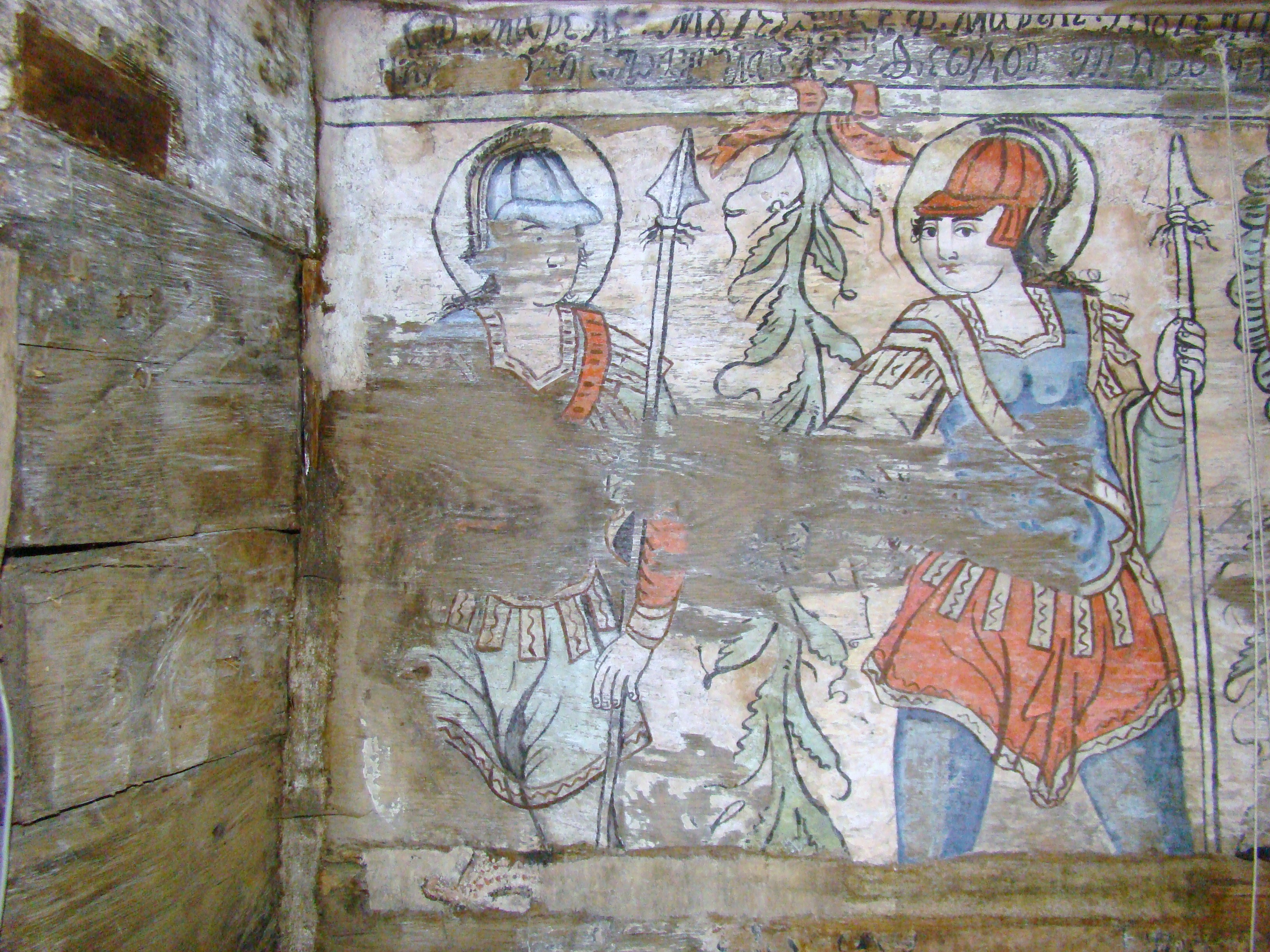
Sfinți mucenici militari

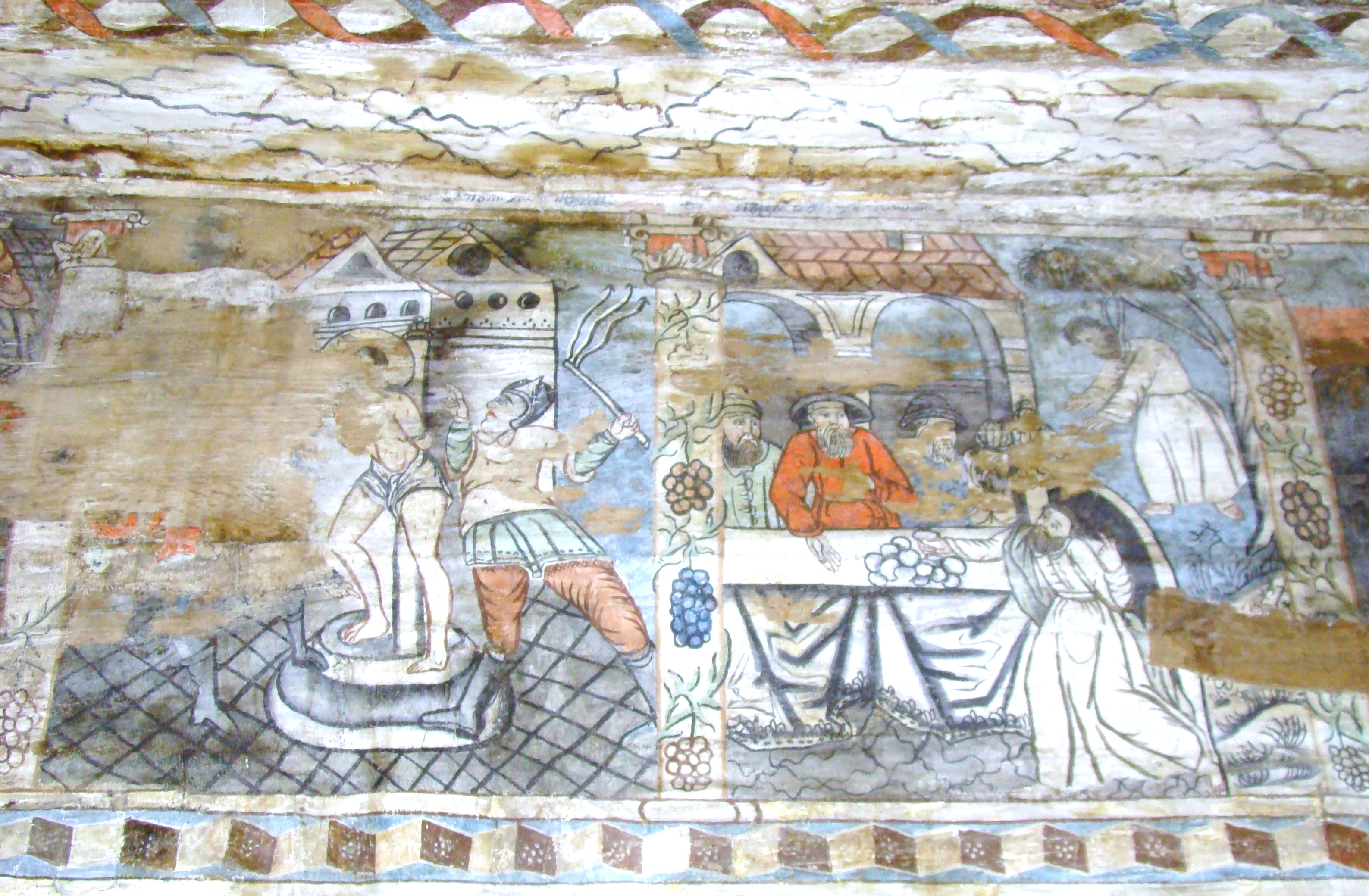
Flagelarea; Iuda aruncă arginții și se spânzură

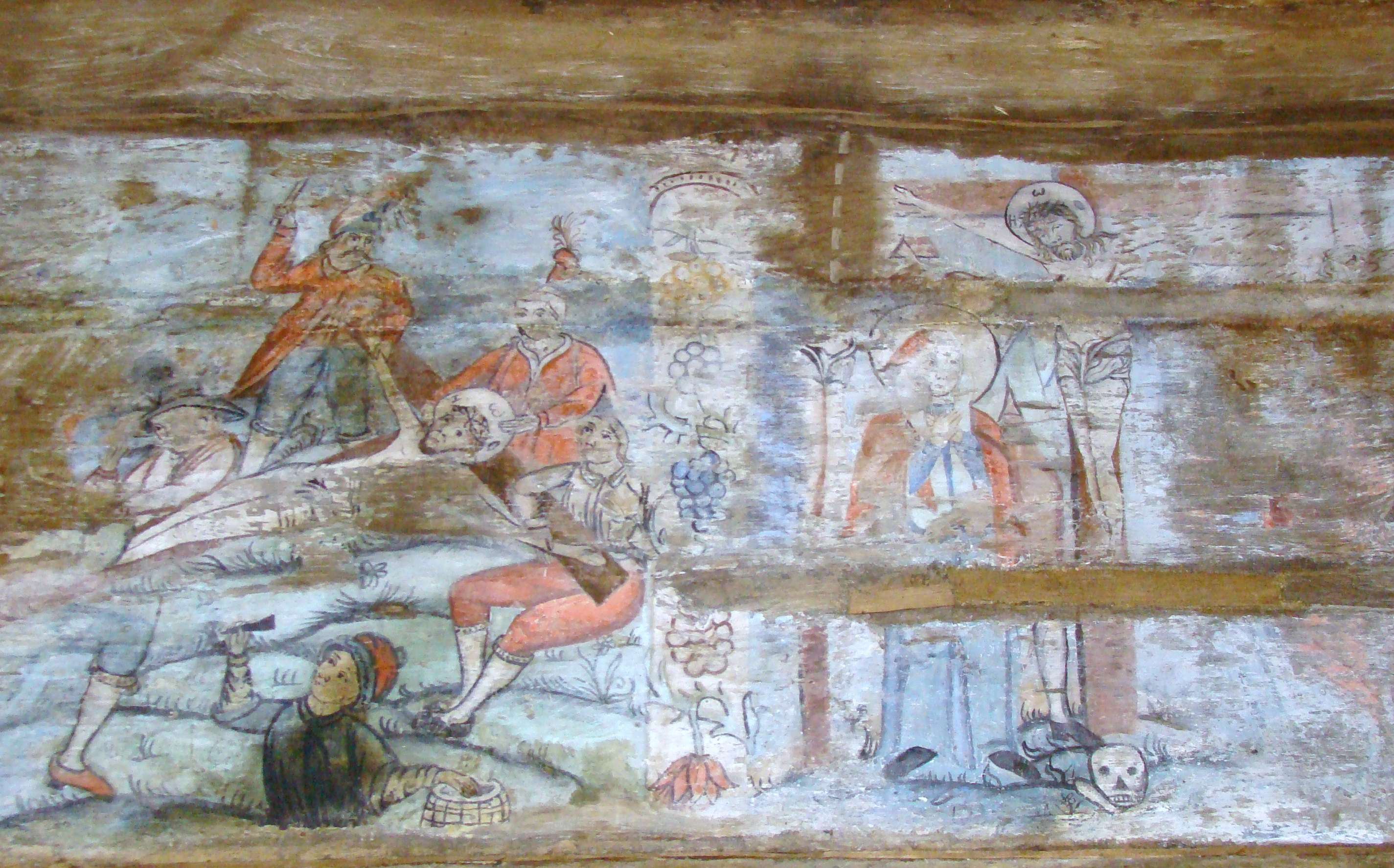
Punerea pe cruce; Crucificarea

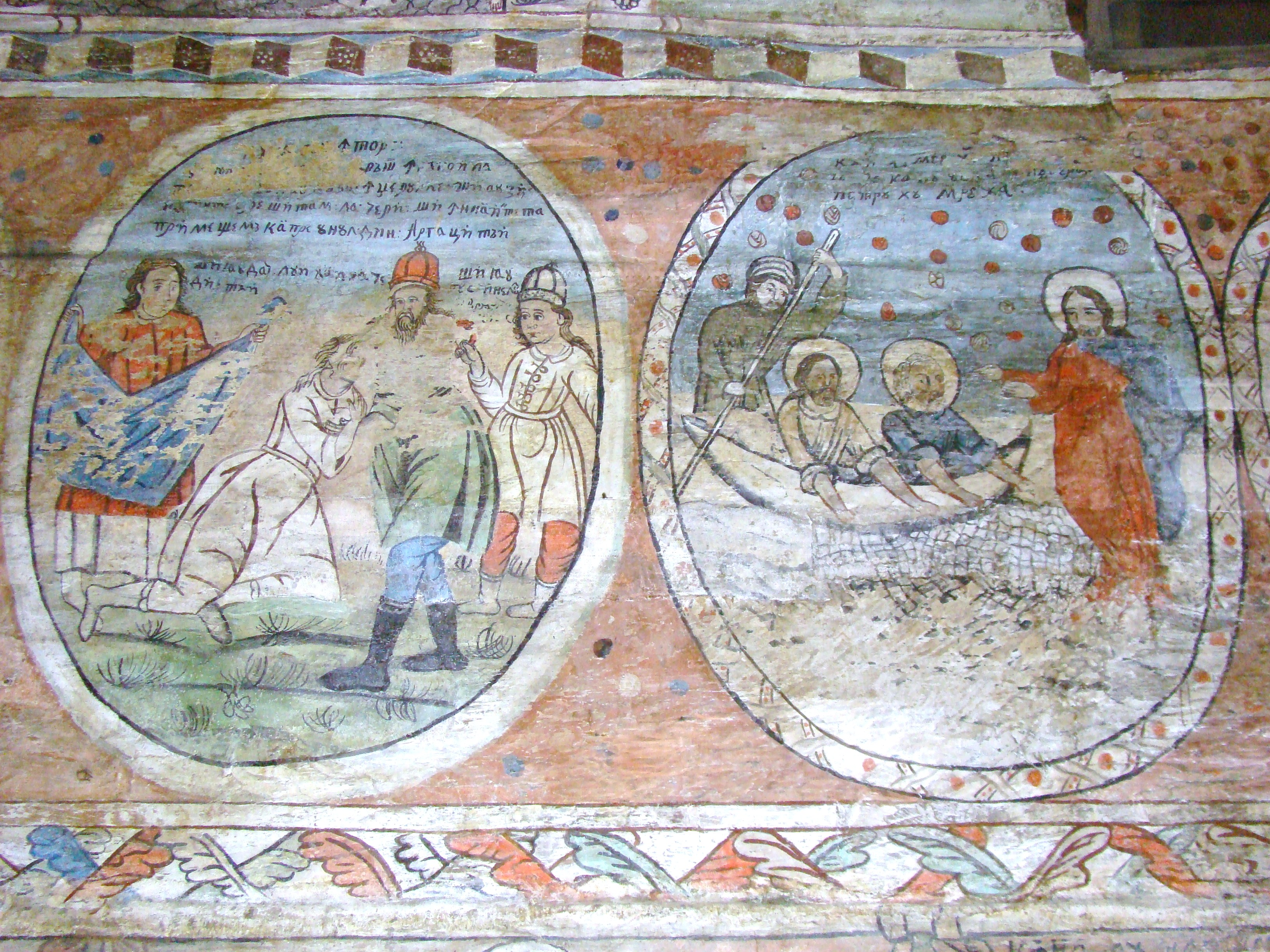
Întoarcerea fiului risipitor; Iisus umblă pe mare

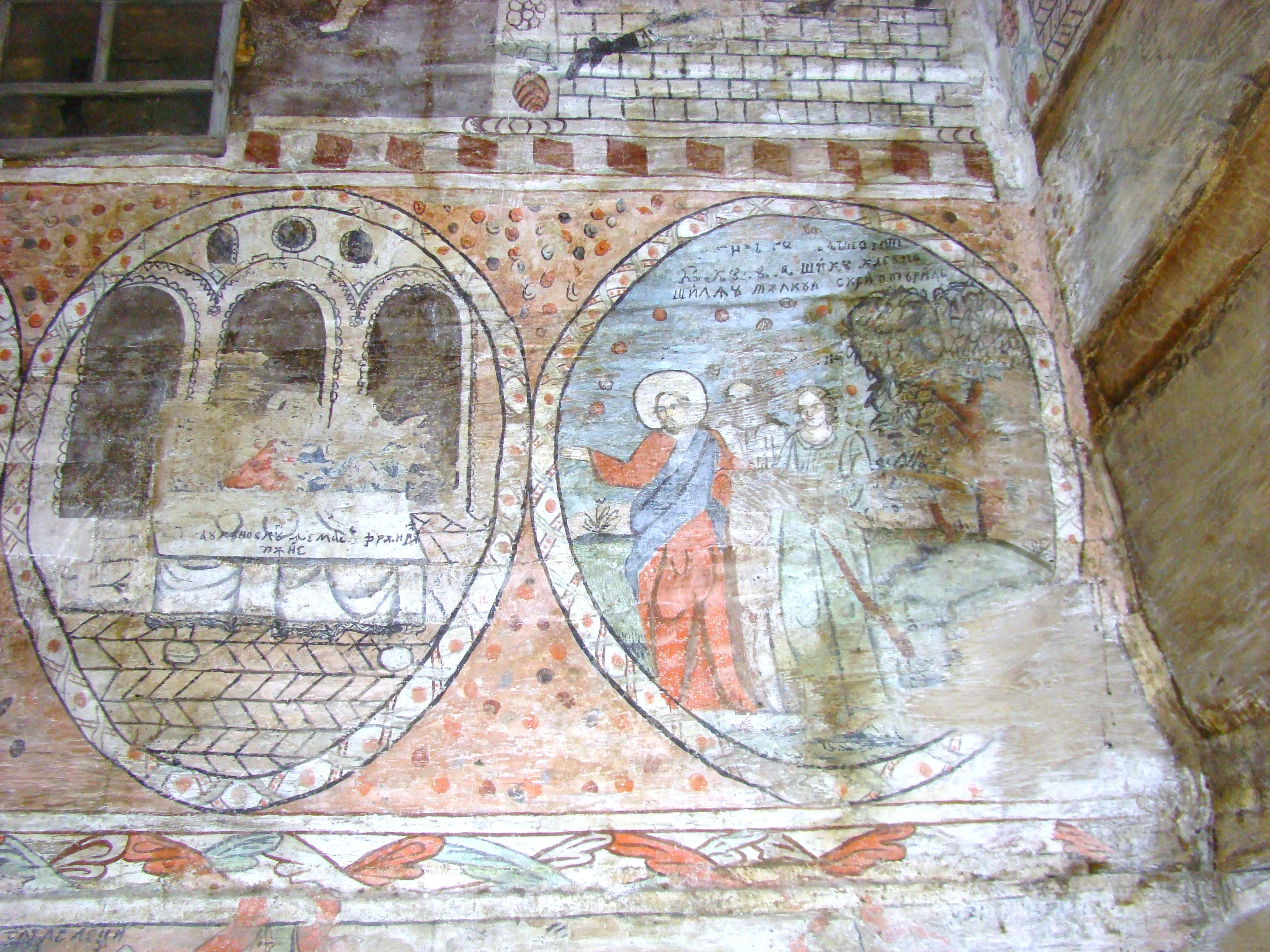
Cina din Emaus; Iisus călătorește cu Luca și Cleopa

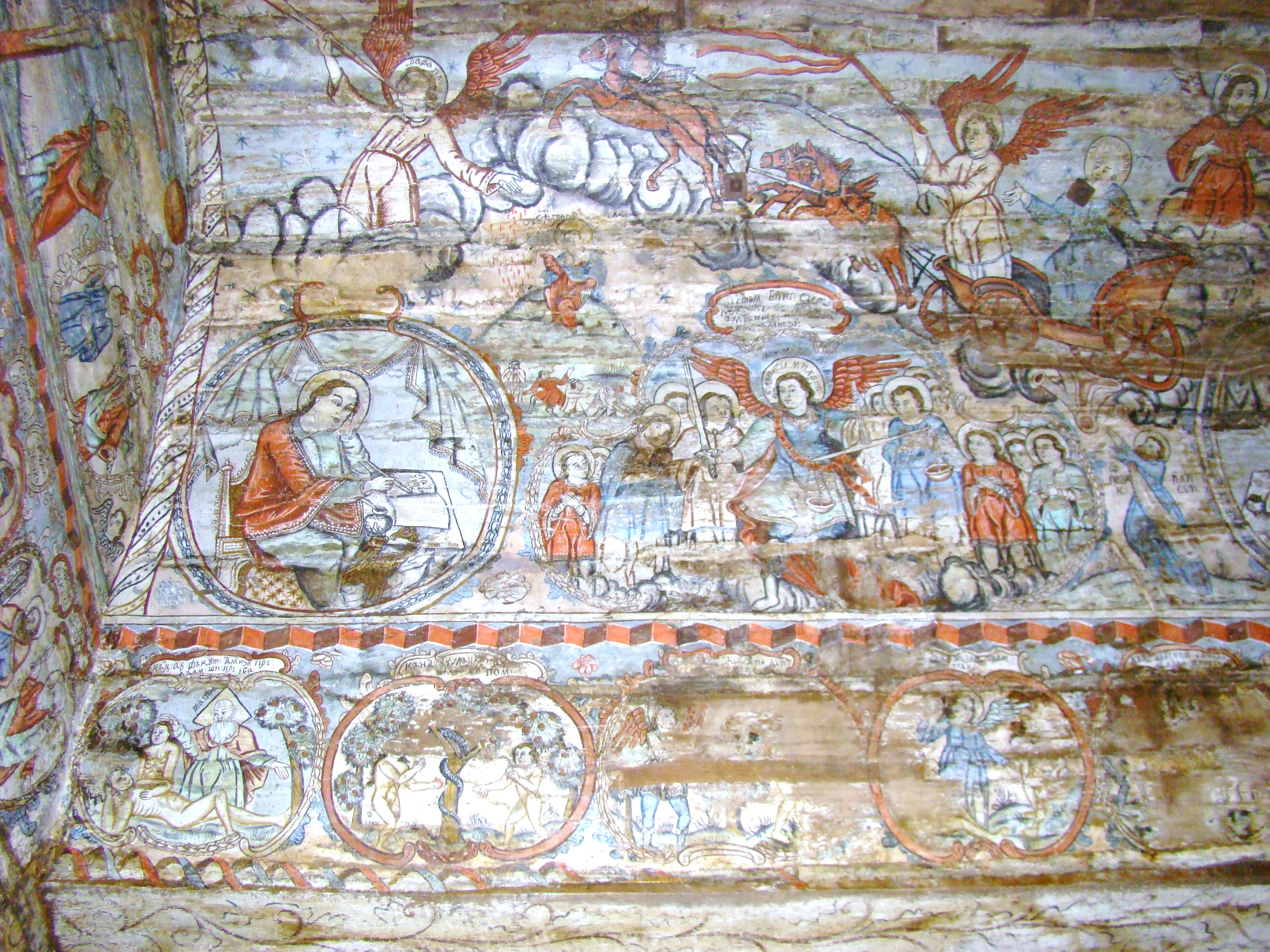
sus: Înălțarea sfântului Ilie, Înger trâmbițând; Jos: Evanghelistul Ioan, Soborul Arhanghelilor

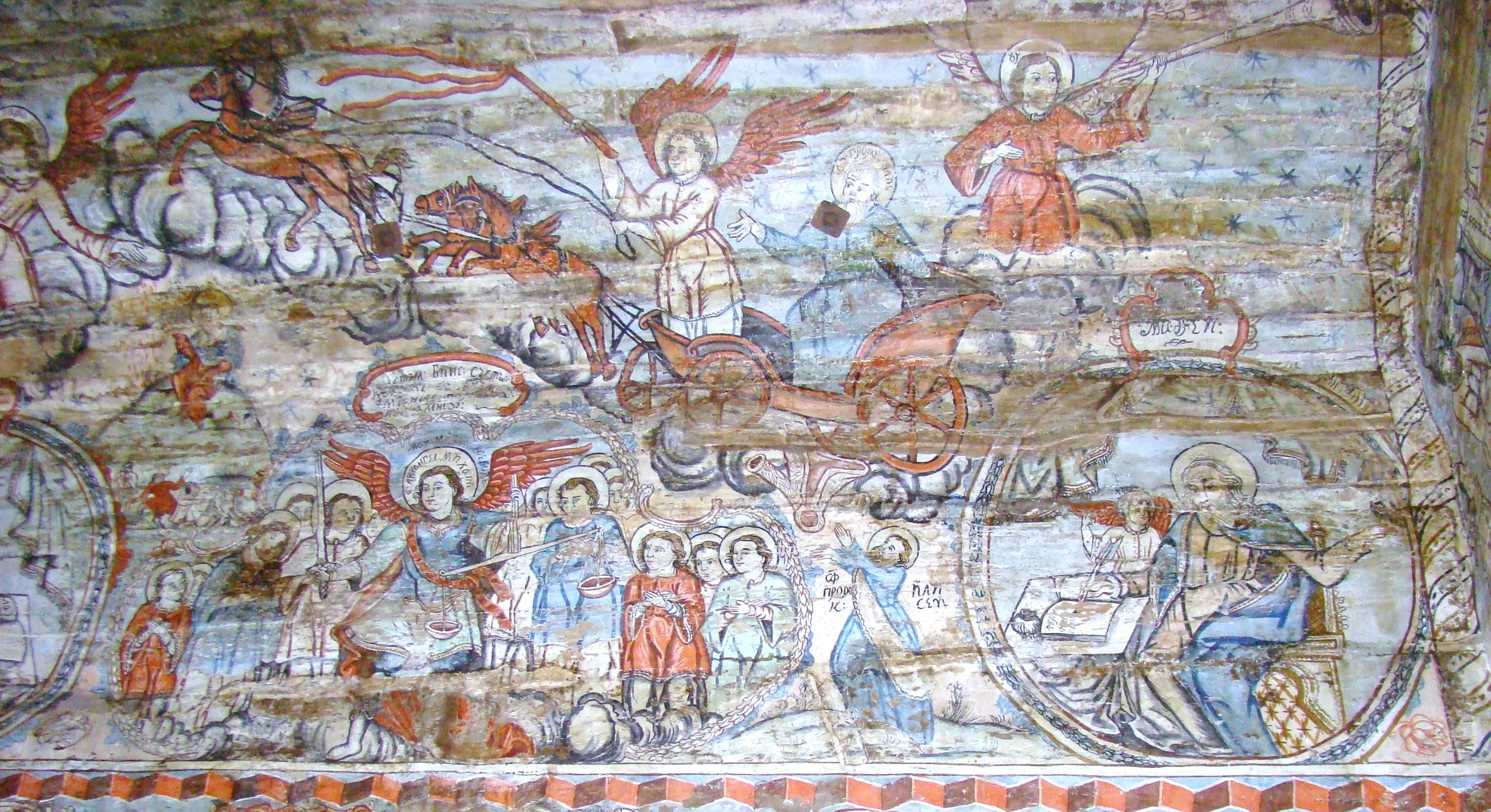
sus: Înălțarea sfântului Ilie, Înger trâmbițând; Jos: Soborul Arhanghelilor; Evanghelistul Matei

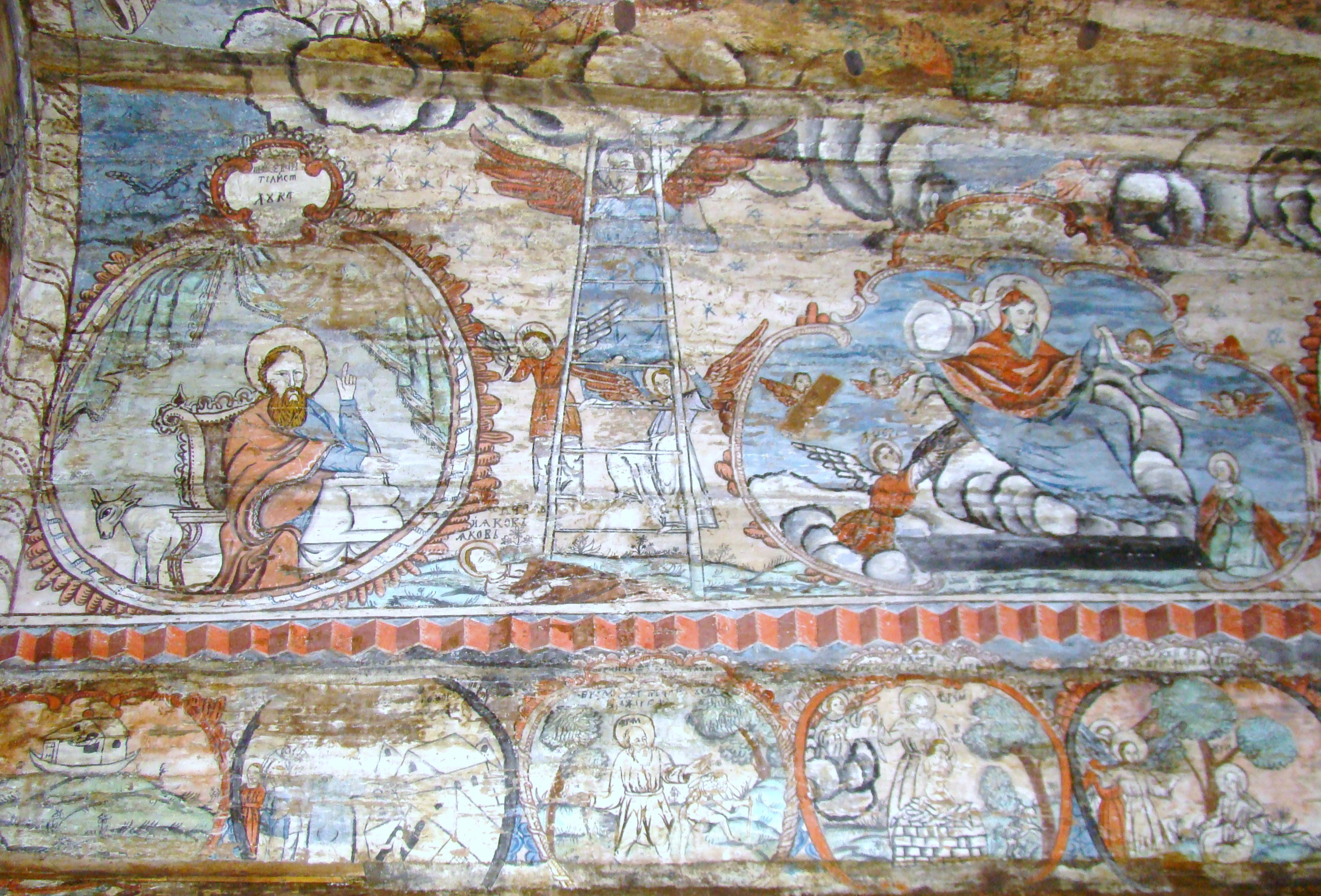
sus: Evanghelistul Luca; Scara lui Iacov; Înălțarea Maicii Domnului;
jos: Corabia lui Noe pe muntele Ararat; Arderea Somorei și Gomorei; Dumnezeu îi poruncește lui Avraam să-și sacrifice fiul; Isaac adus spre jertfă.

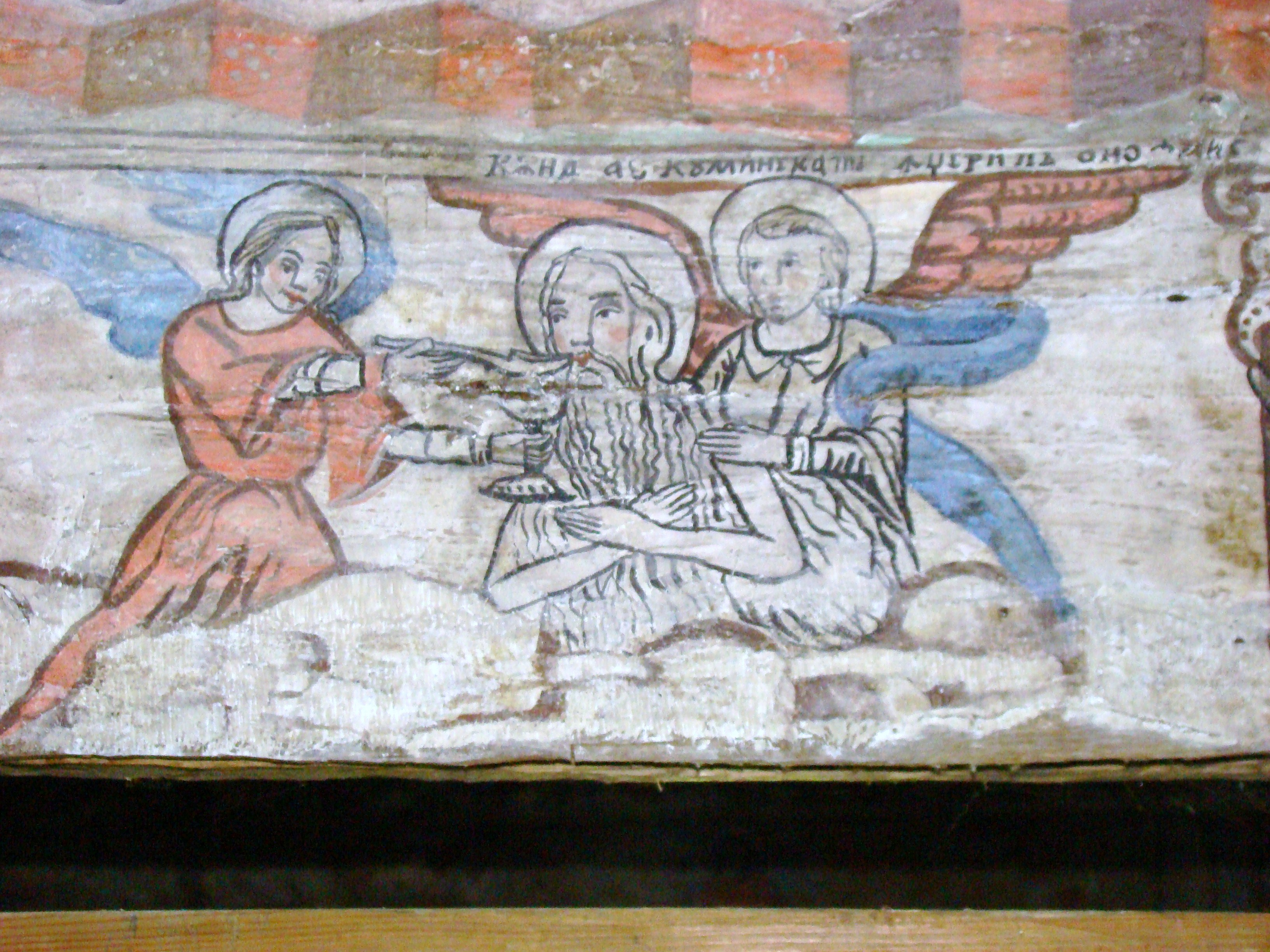
Sf.Onufrie împărtășit de înger

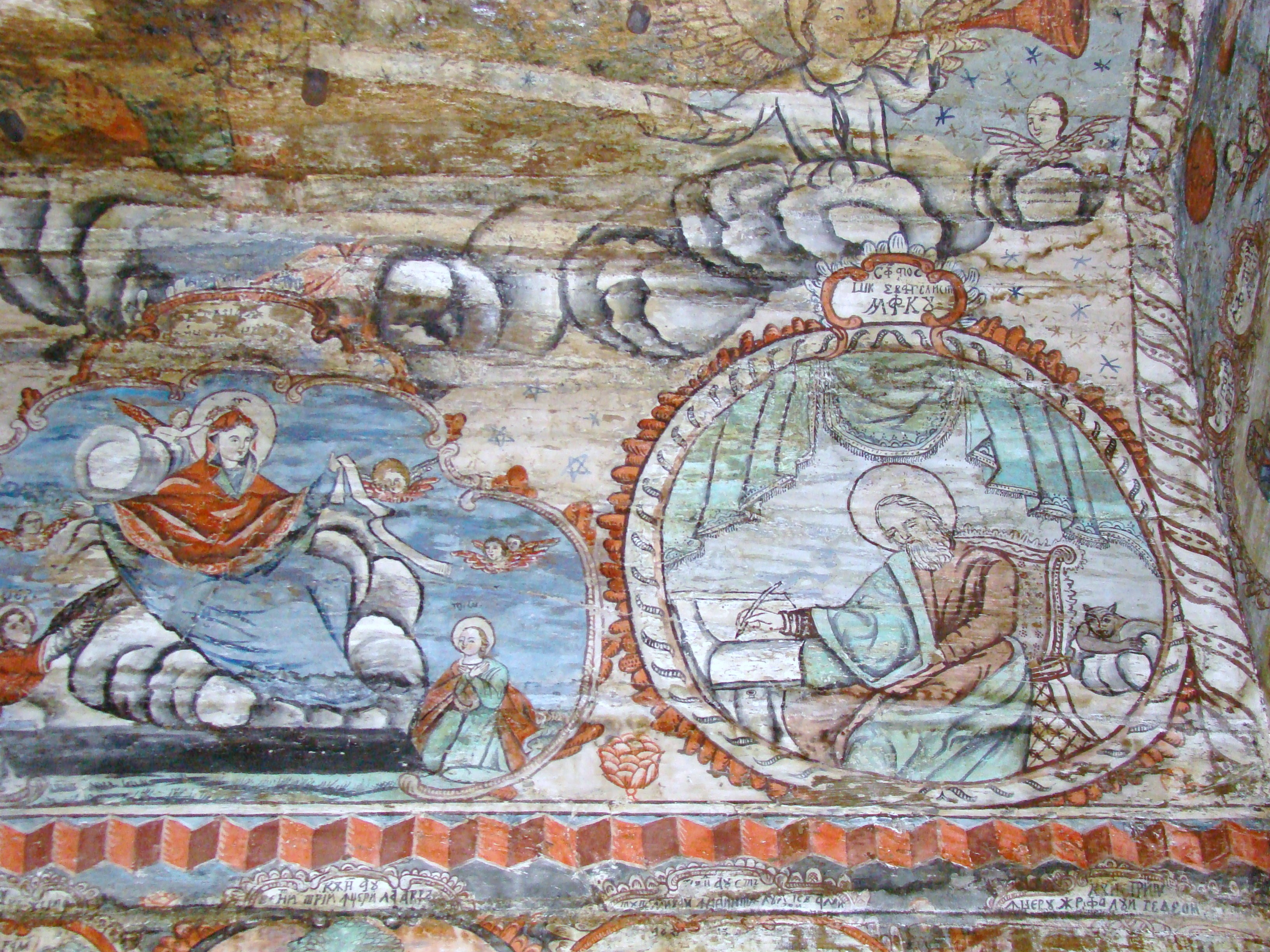
Înălțarea Maicii Domnului; Evanghelistul Marcu

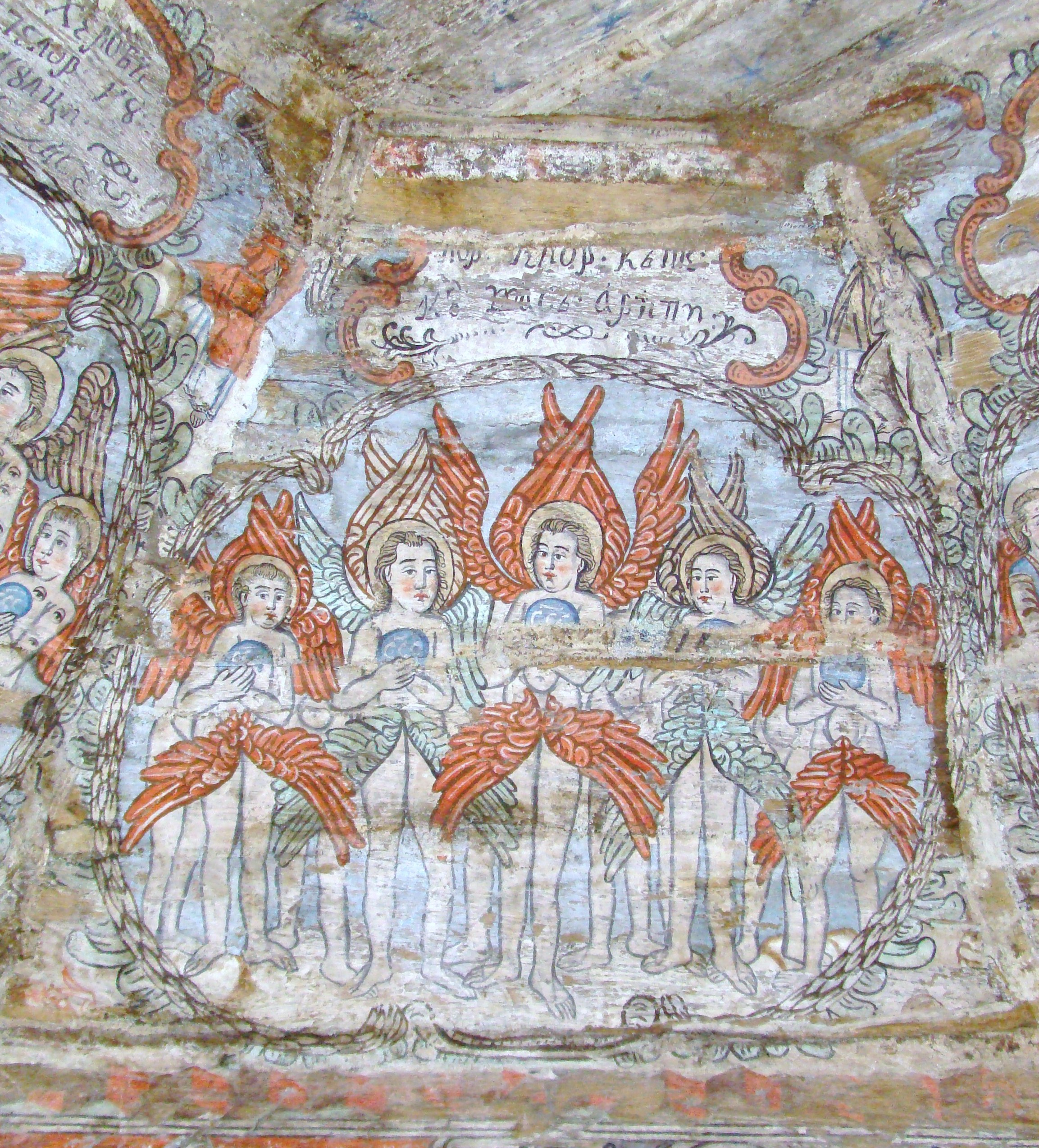
Ceata (serafimilor) „celor cu multe aripi”

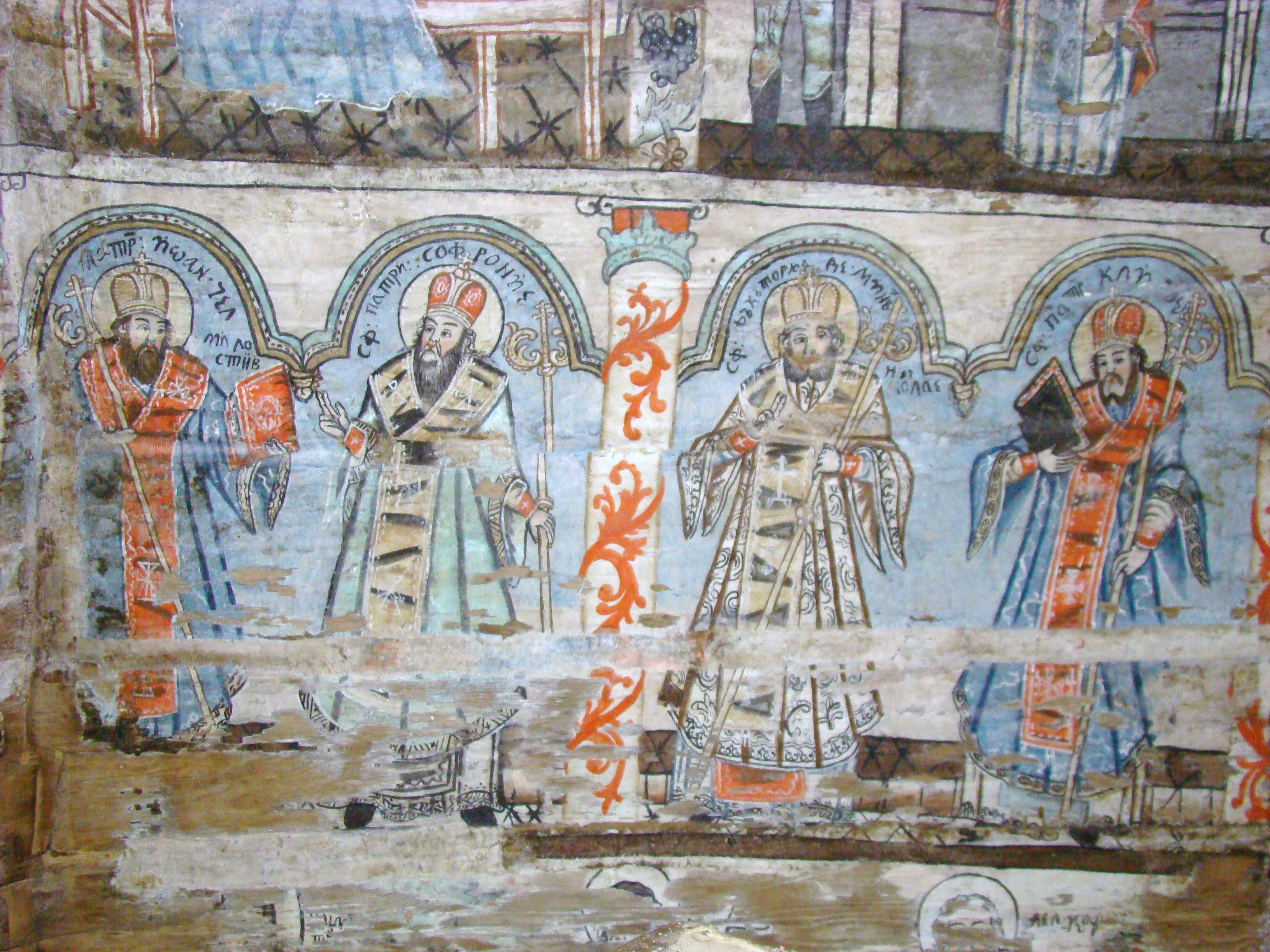
Altar: Sfinții Ierarhi

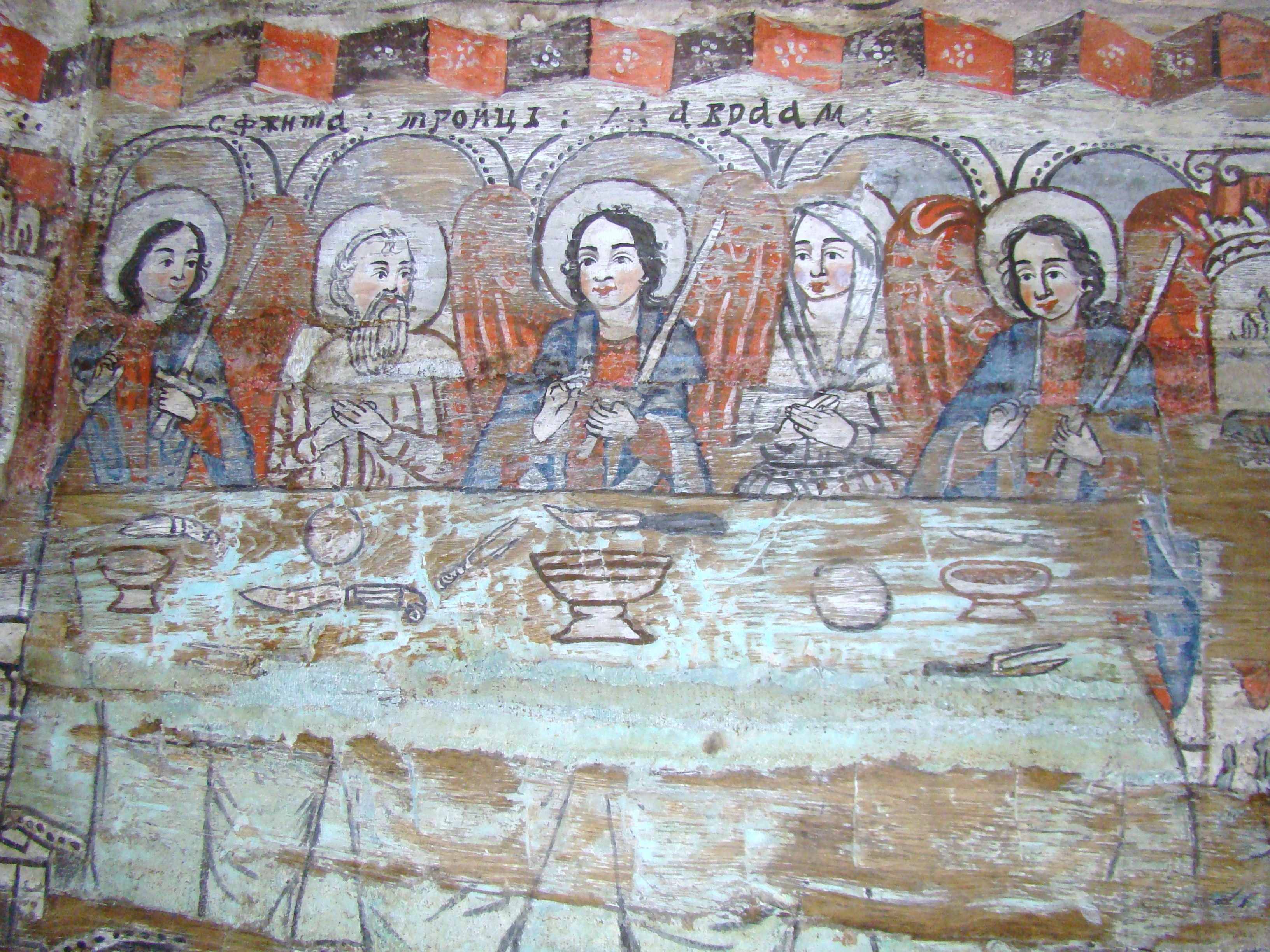
Sfânta Treime la Mamvri

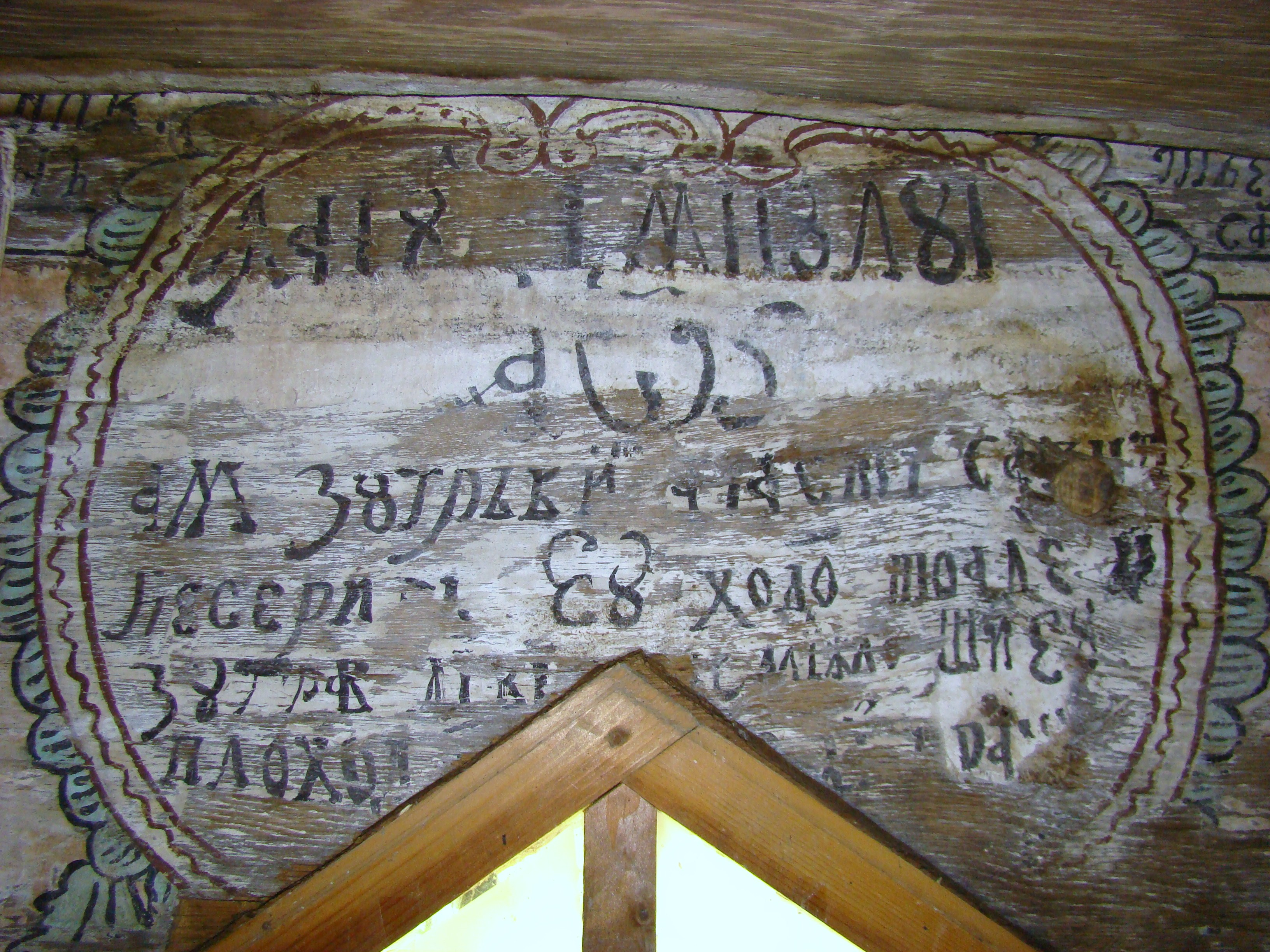
Iscălitura zugravului

Interiorul bisericii a fost repictat în 1806 de către zugravul Toader Hodor, originar din Vișeu de Mijloc, ale cărui lucrări au fost influențate de arta barocă și rococo a acelor vremuri.. Prezența lui în Maramureș e semnalată abia în primii ani ai secolului XIX, în câteva biserici de pe cursul inferior al Izei și din satele din vecinătate: Cornești, Bârsana (1806), Văleni (1807), și Nănești (1809).
Picturile din vechea biserică de la Bârsana, păstrată în proporție mai mare în altar și naos, au fost executate pe pânză fixată pe pereții de lemn, materialul textil fiind acoperit mai înainte cu un preparat pe bază de var peste care se realiza lucrarea artistică, așa cum se obișnuia atunci în zugrăveală lăcașurilor de cult din lemn din Transilvania.
Pictura murală are un program iconografic dominat, în naos, de scene din Geneză, iar în pronaos de Judecata de Apoi, ca și de discursul moralizator pus în evidență de paralelismul dintre scenele din Vechiul Testament și Patimile lui Iisus. Zugravul Toader Hodor introduce în pictura murală maramureșeană motive decorative de inspirație barocă și rococo și un mod de reprezentare pictural și dinamic, ce depășește tradiția postbizantină. În cadrul creației sale pictura de la Bârsana reprezintă cel mai coerent ansamblu decorativ, ce include pictura murală, iconostasul și mobilierul, interiorul bisericii dând impresia unui spațiu plastic inedit prin raport cu tradiția postbizantină, dominantă până spre sfârșitul secolului al XVIII-lea.
„De numele lui Toader Hodor se leagă introducerea picturii de factură barocă și rococo în Maramureș. Zugravul a urmat cu consecvență anumite modele care îi deveniseră familiare, pe care le folosește  cu dezinvoltură și ingeniozitate formală. Se simte în opera lui ceva din plăcerea improvizației și a jocului fanteziei cu formele și motivele ornamentale atât de dragi barocului și rococoului. ”—Anca Pop-Bratu, Pictura murală maramureșeană. Meșteri zugravi și interferențe stilistice
Nu numai pictura murală a bisericii din Bârsana, dar și icoanele și piesele de mobilier se conformează unor legi ornamentale de tip baroc.

## Imagini din exterior

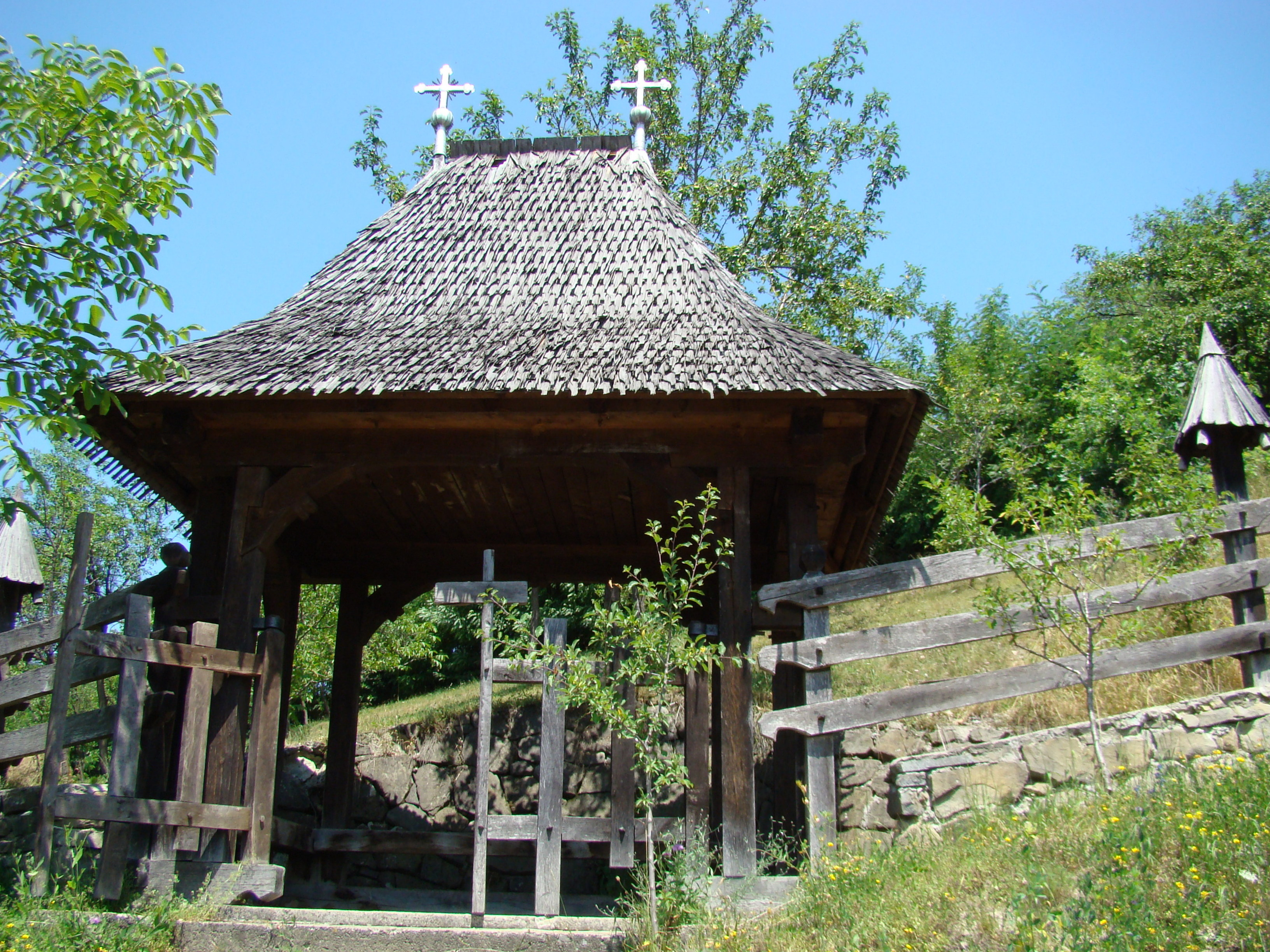
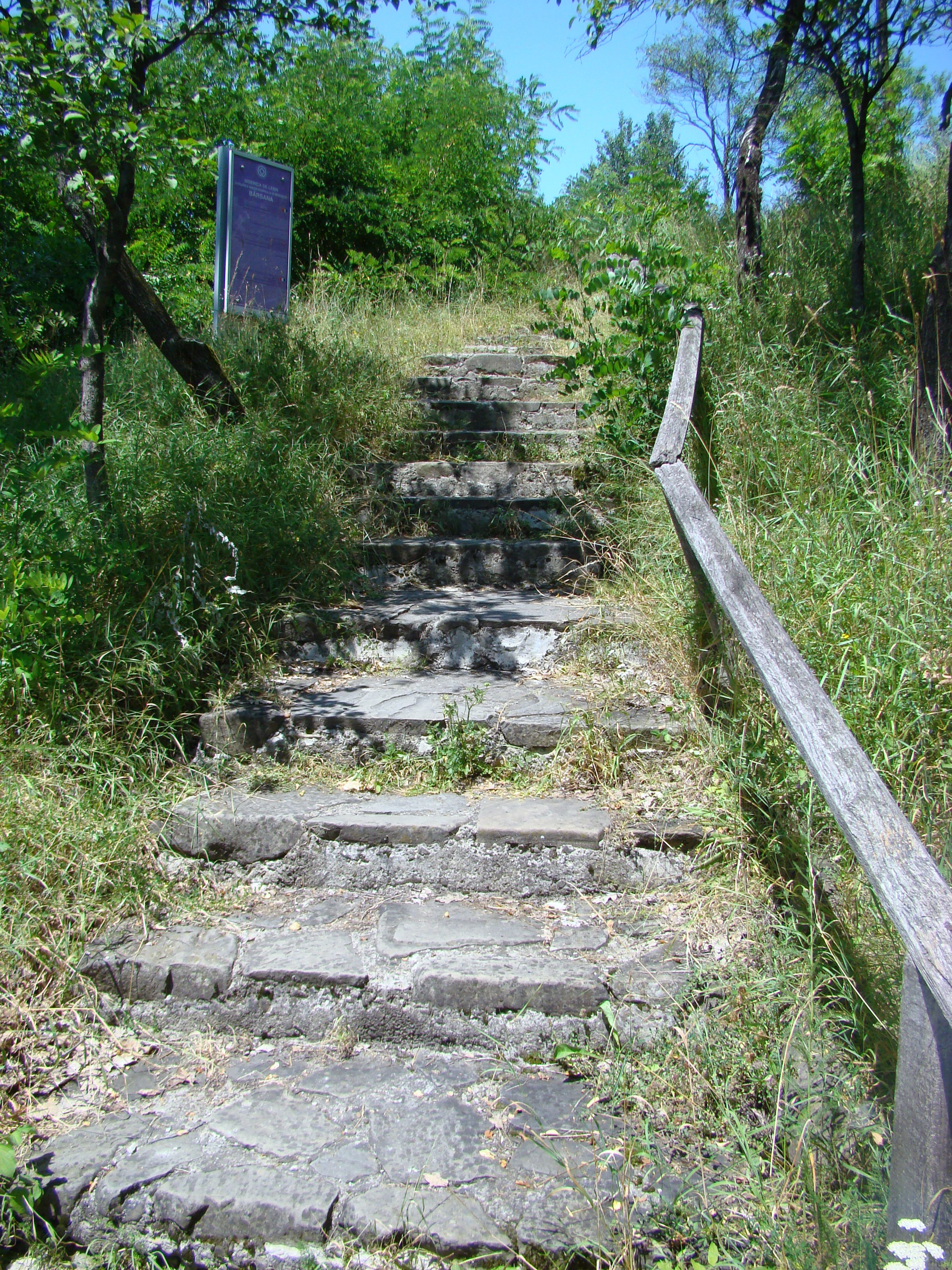
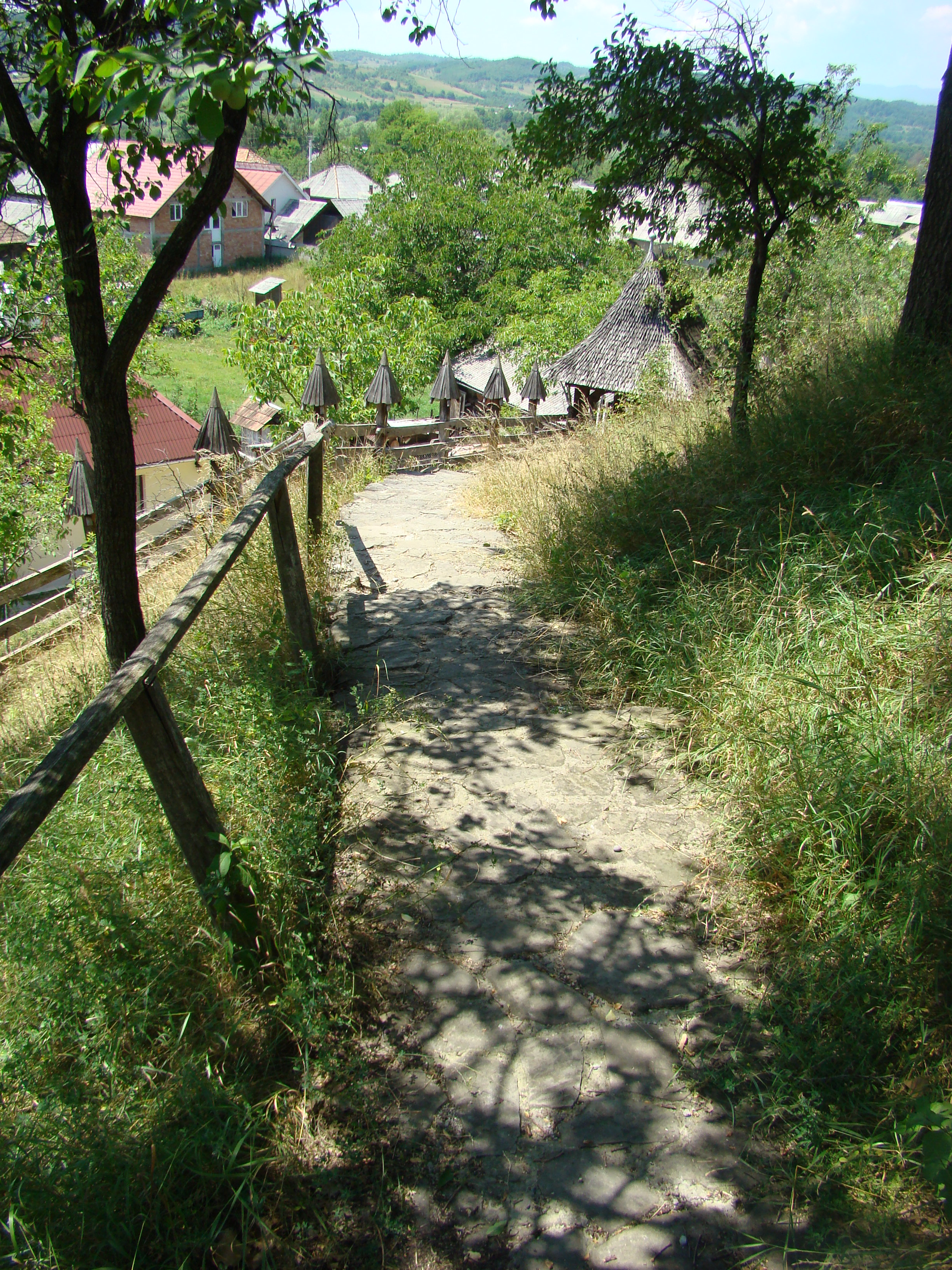
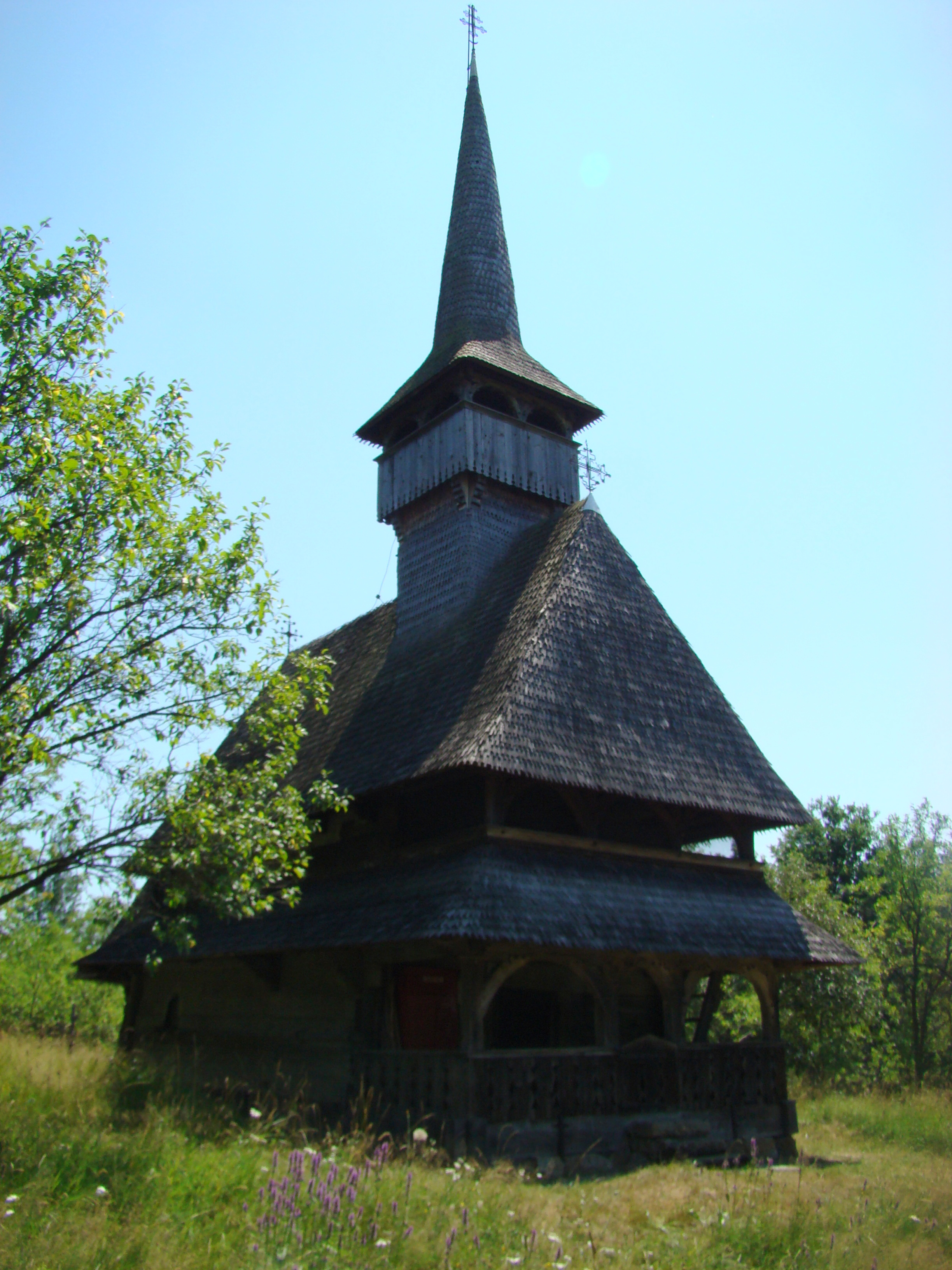
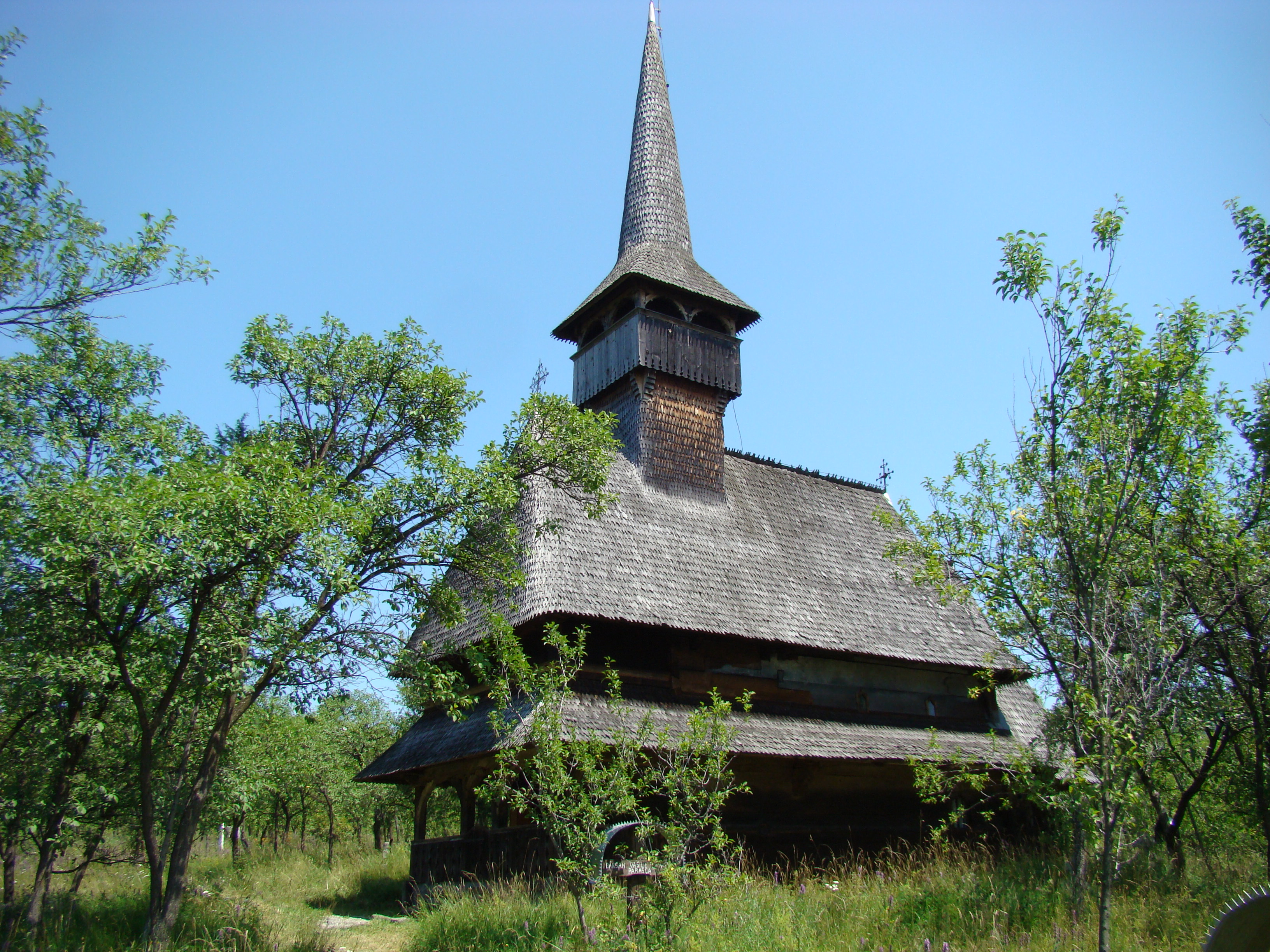
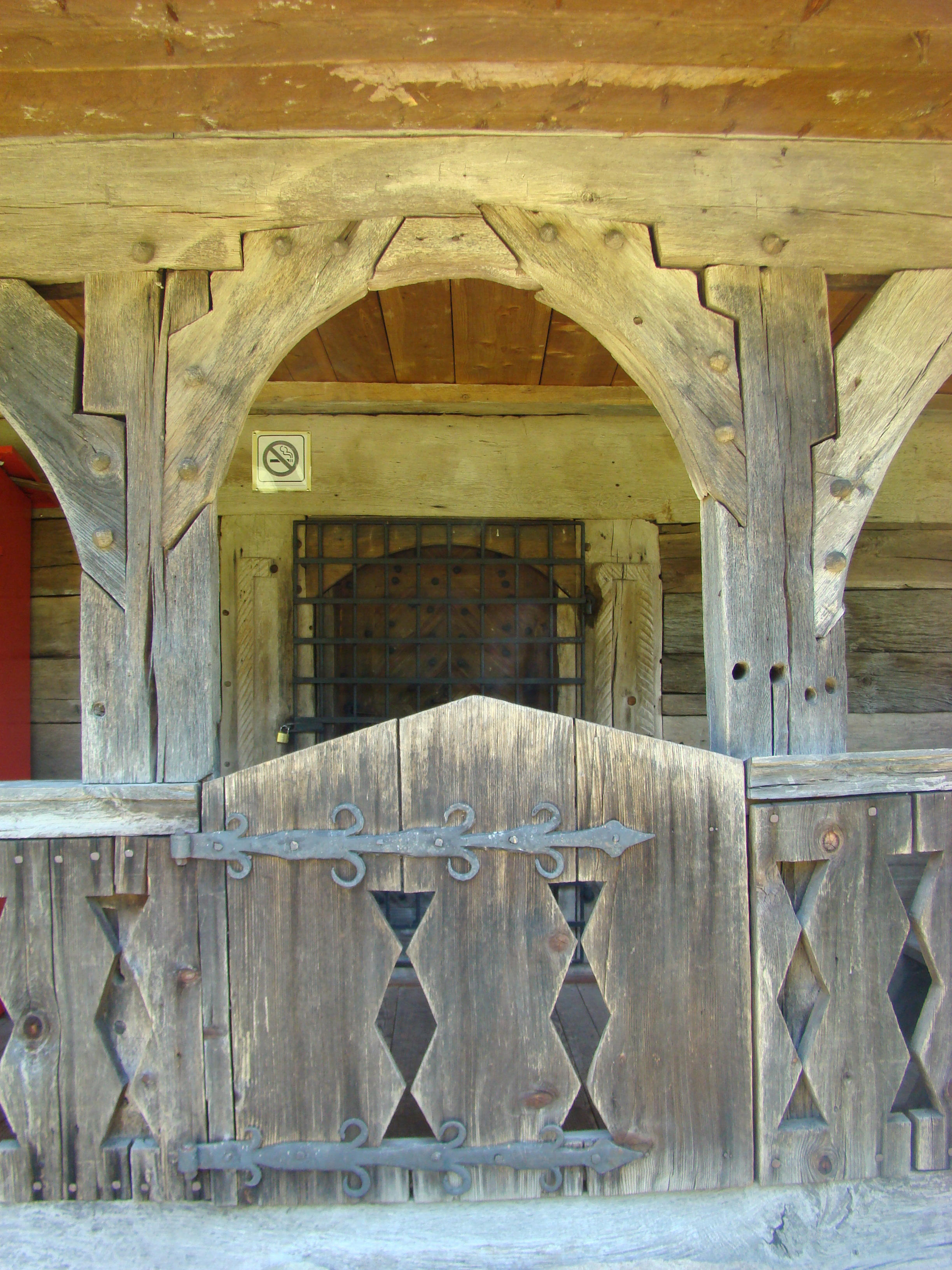
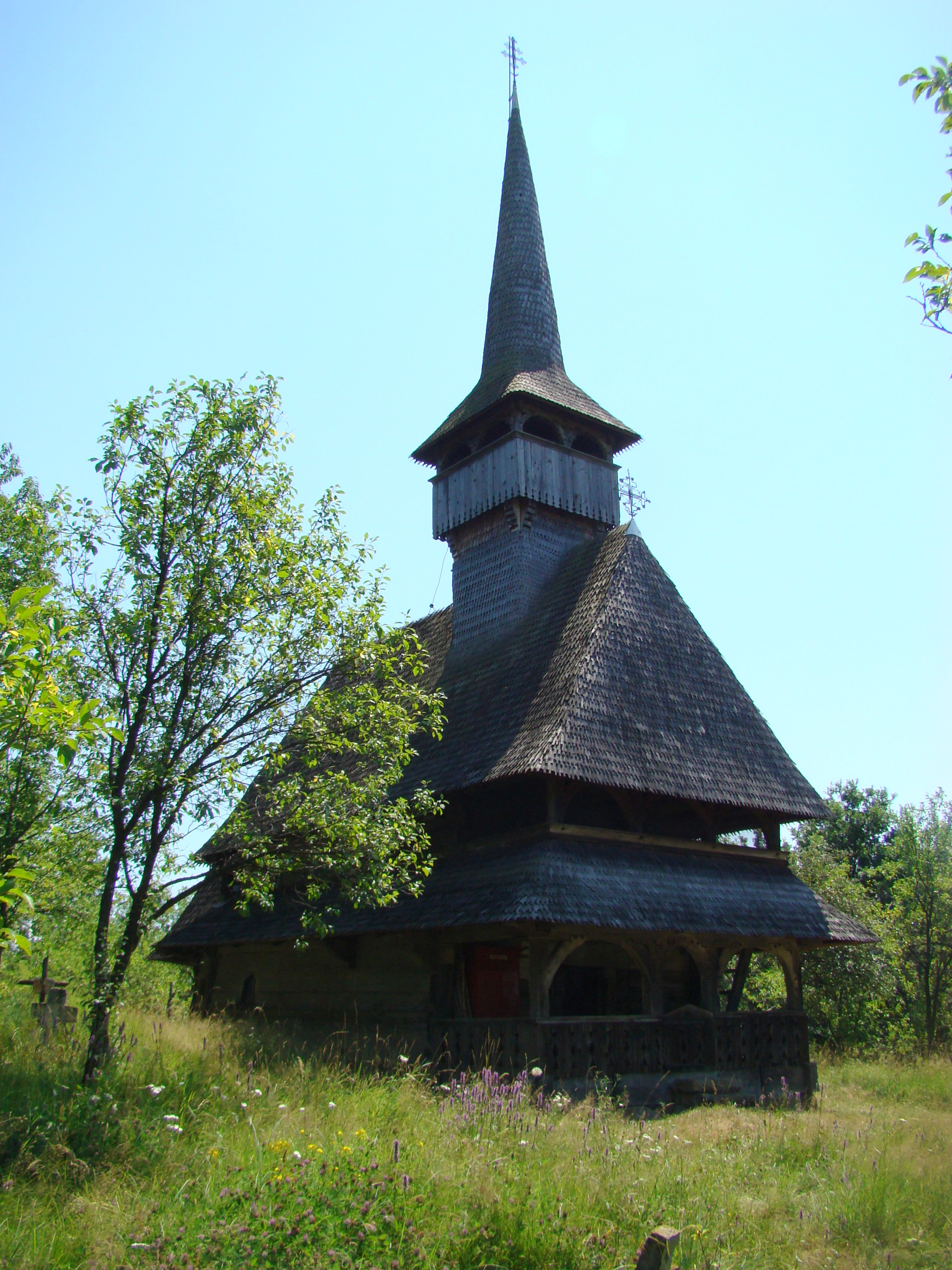
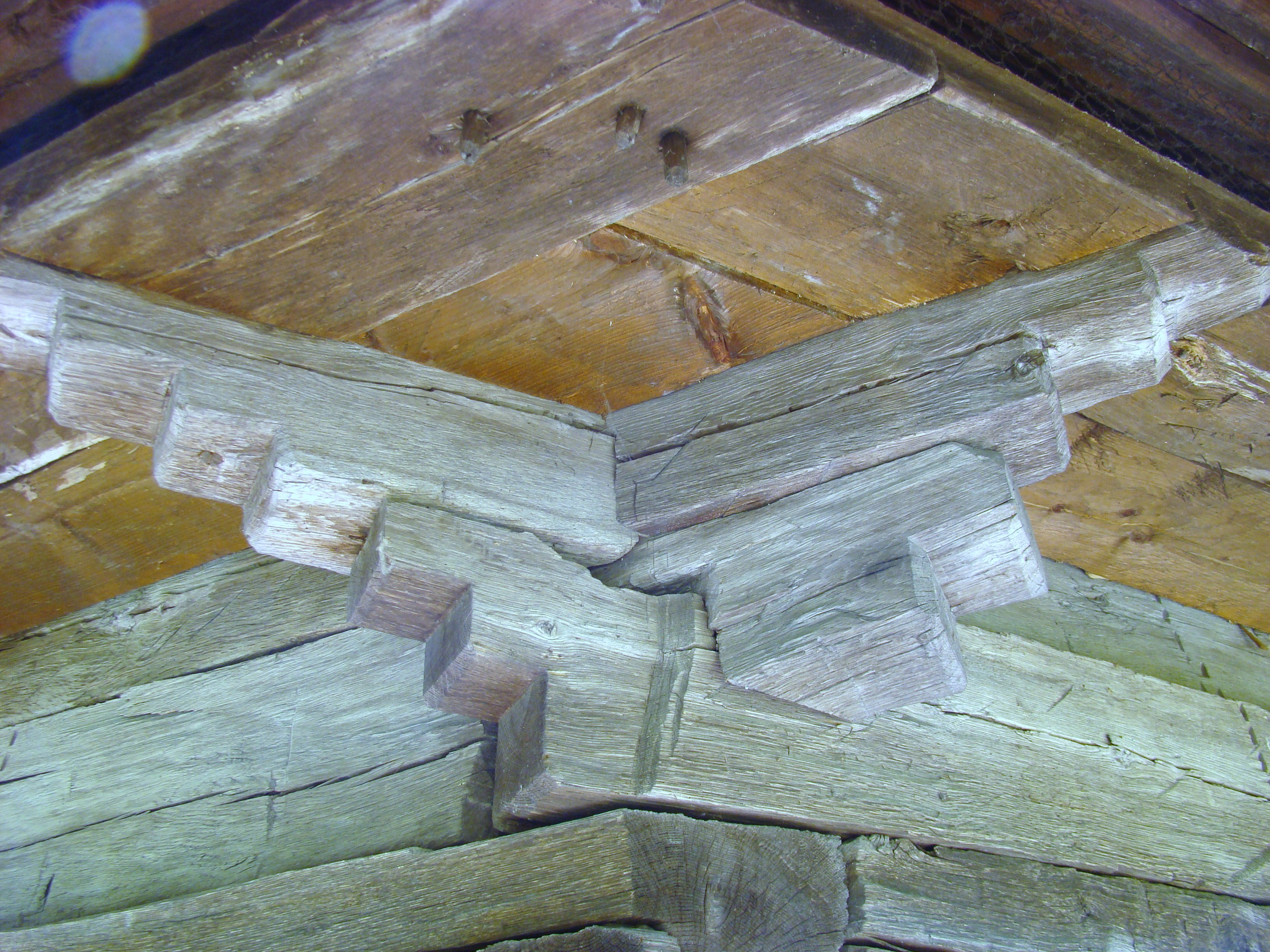
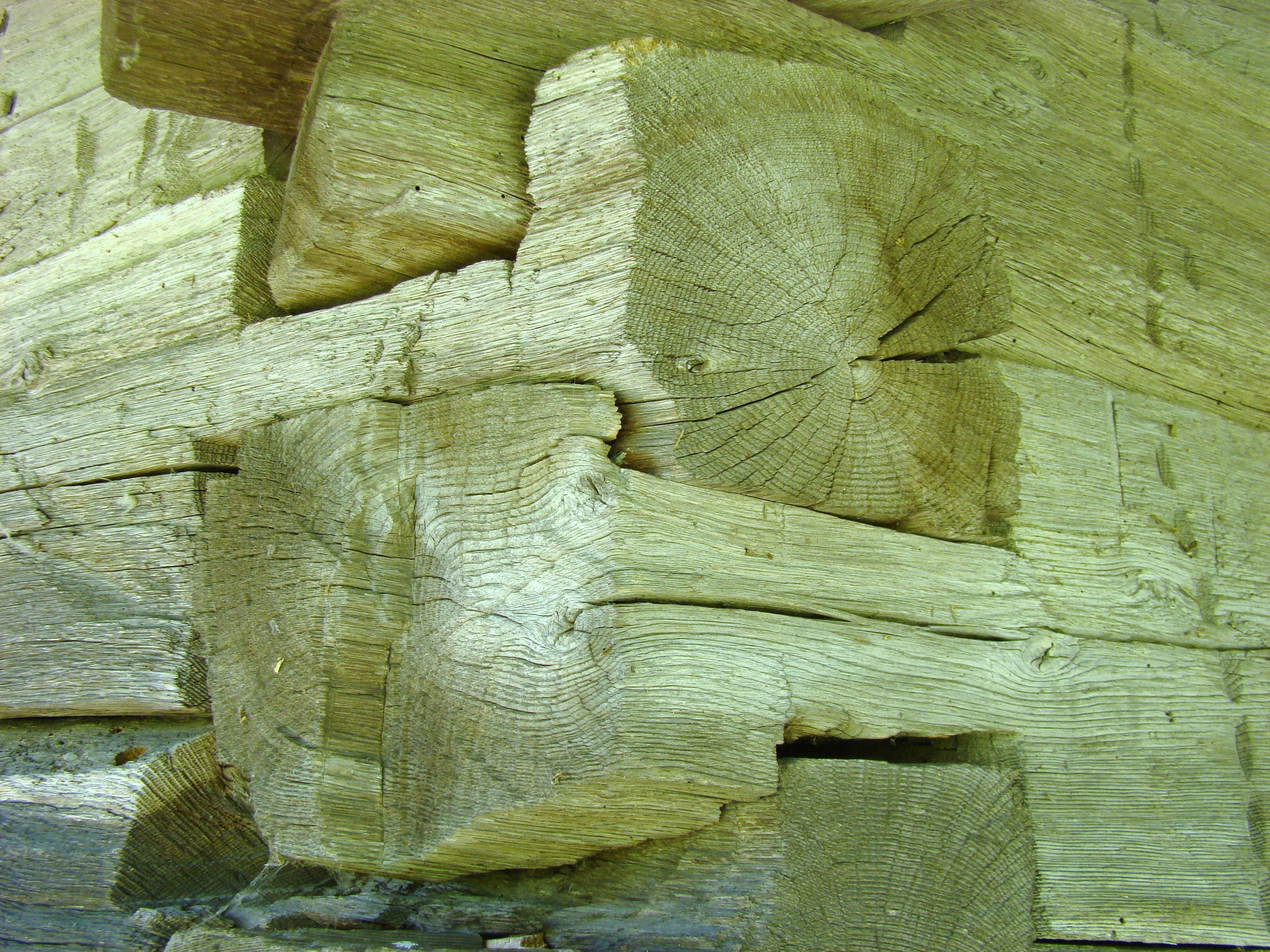
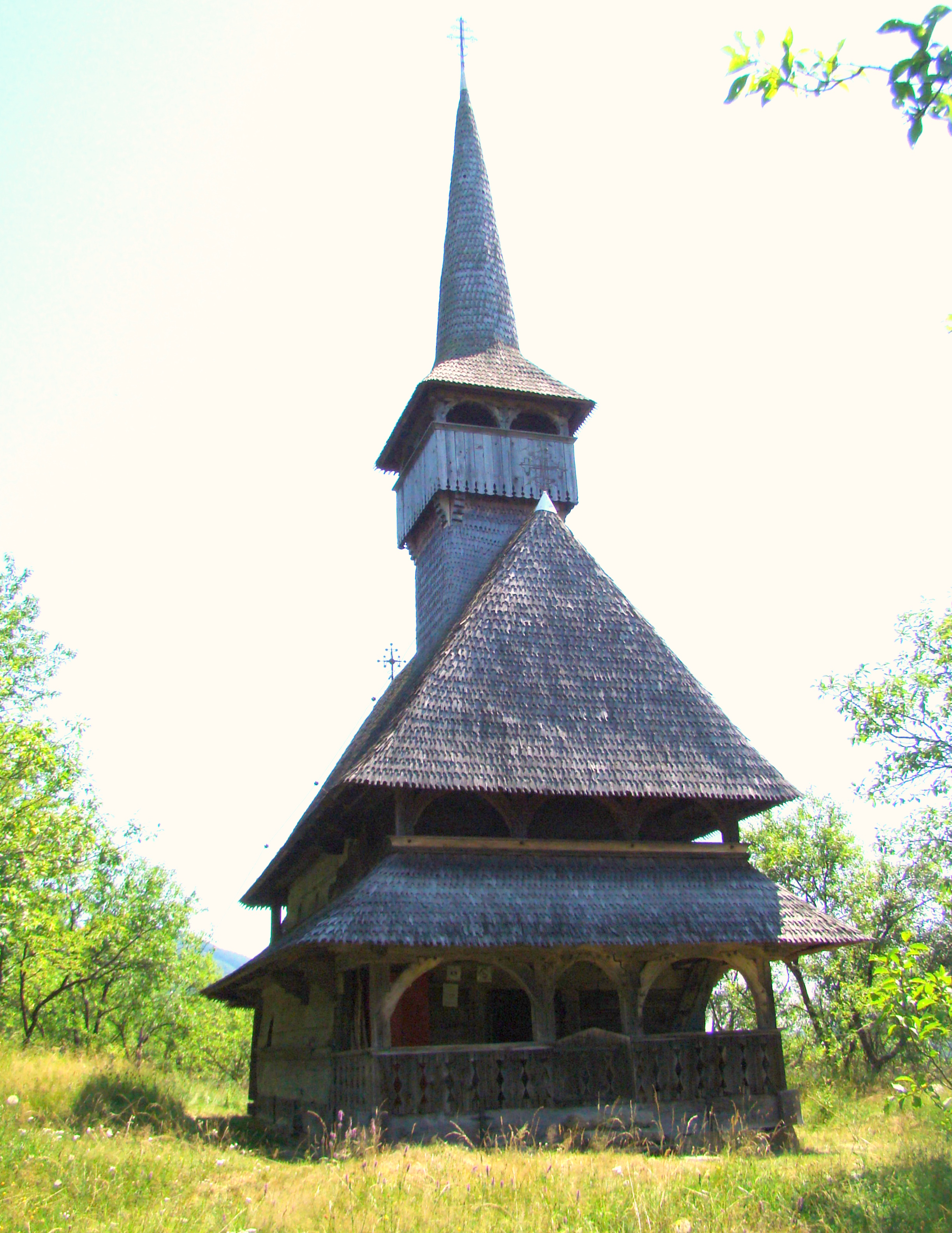
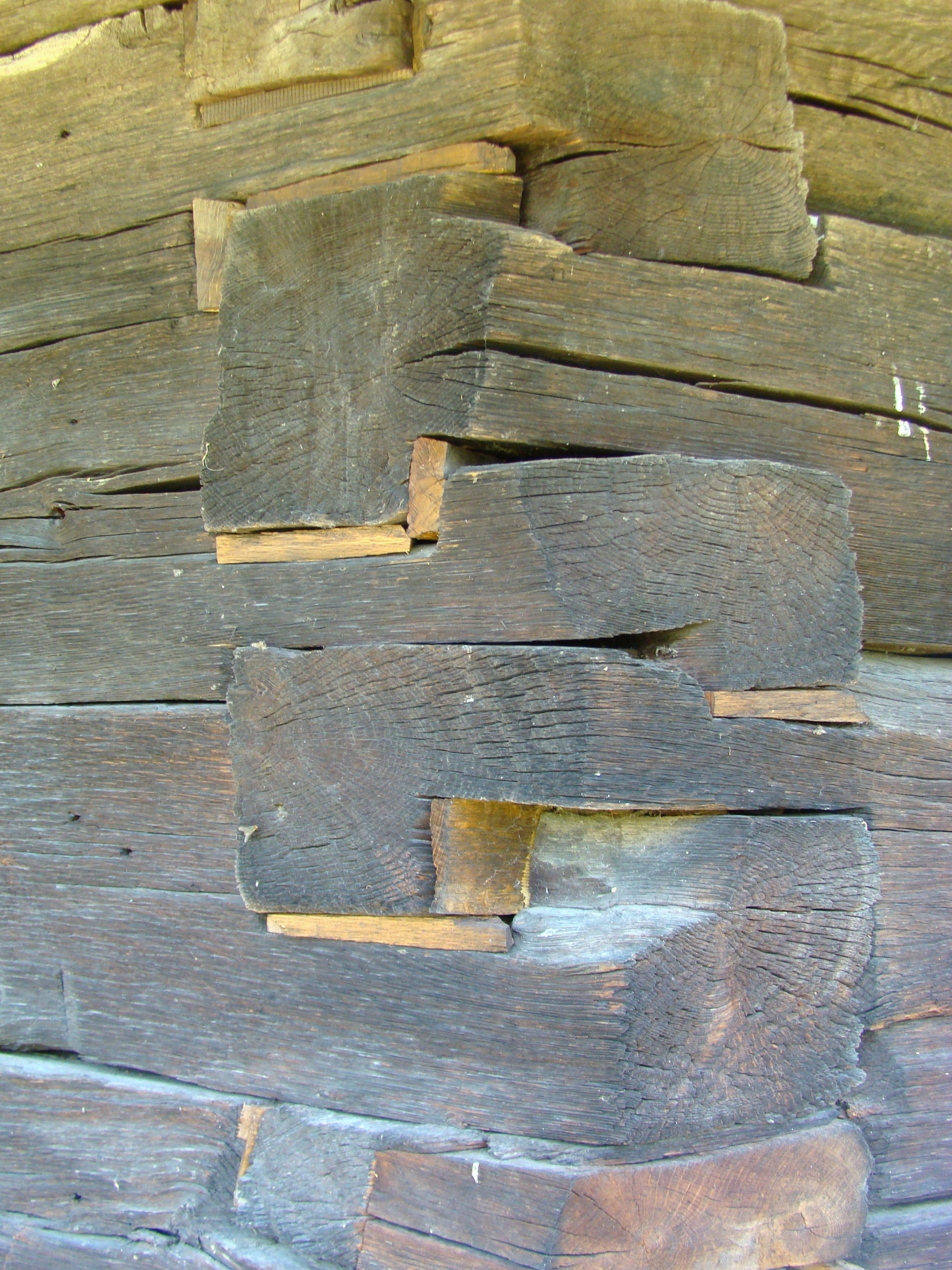
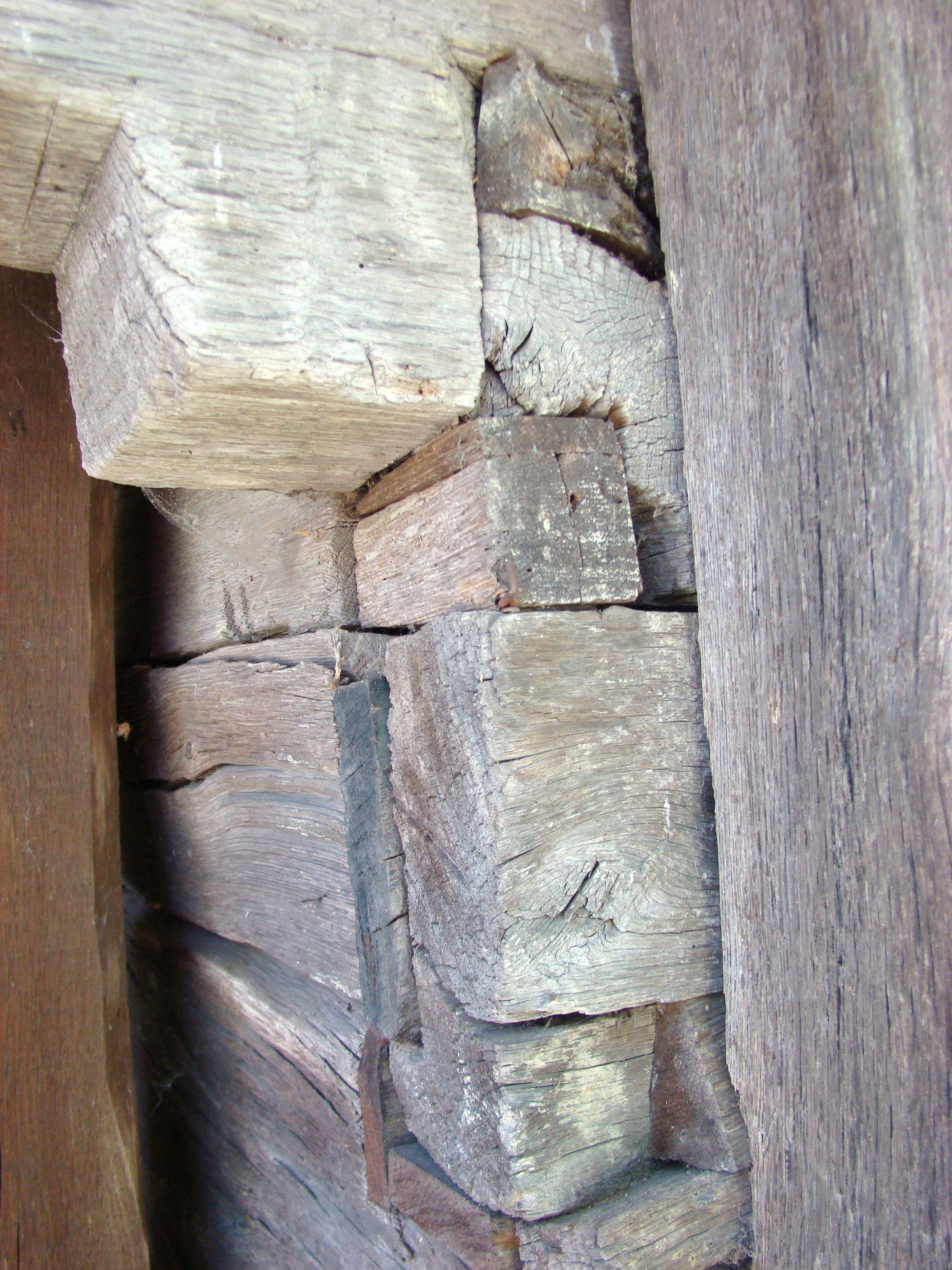
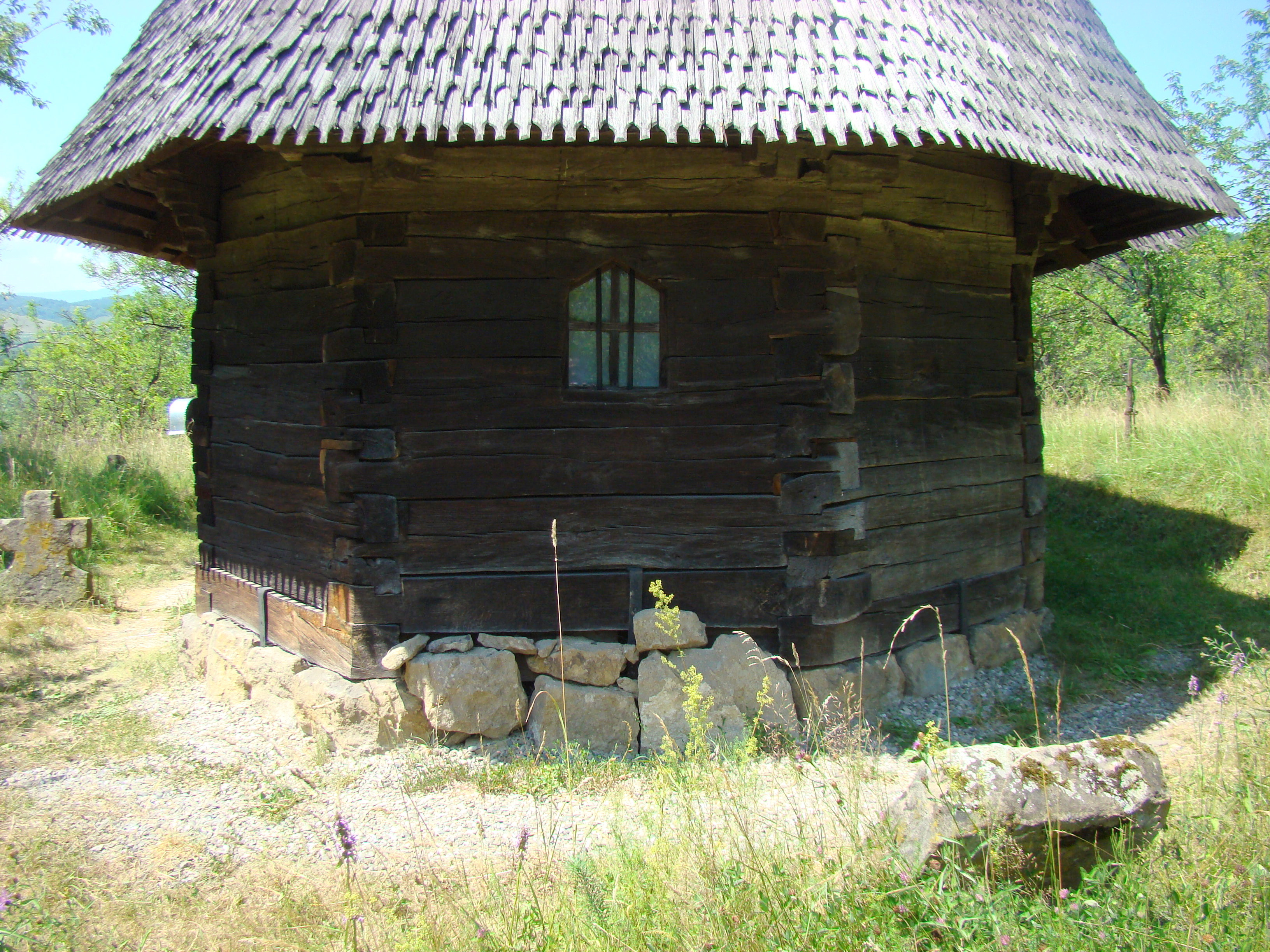
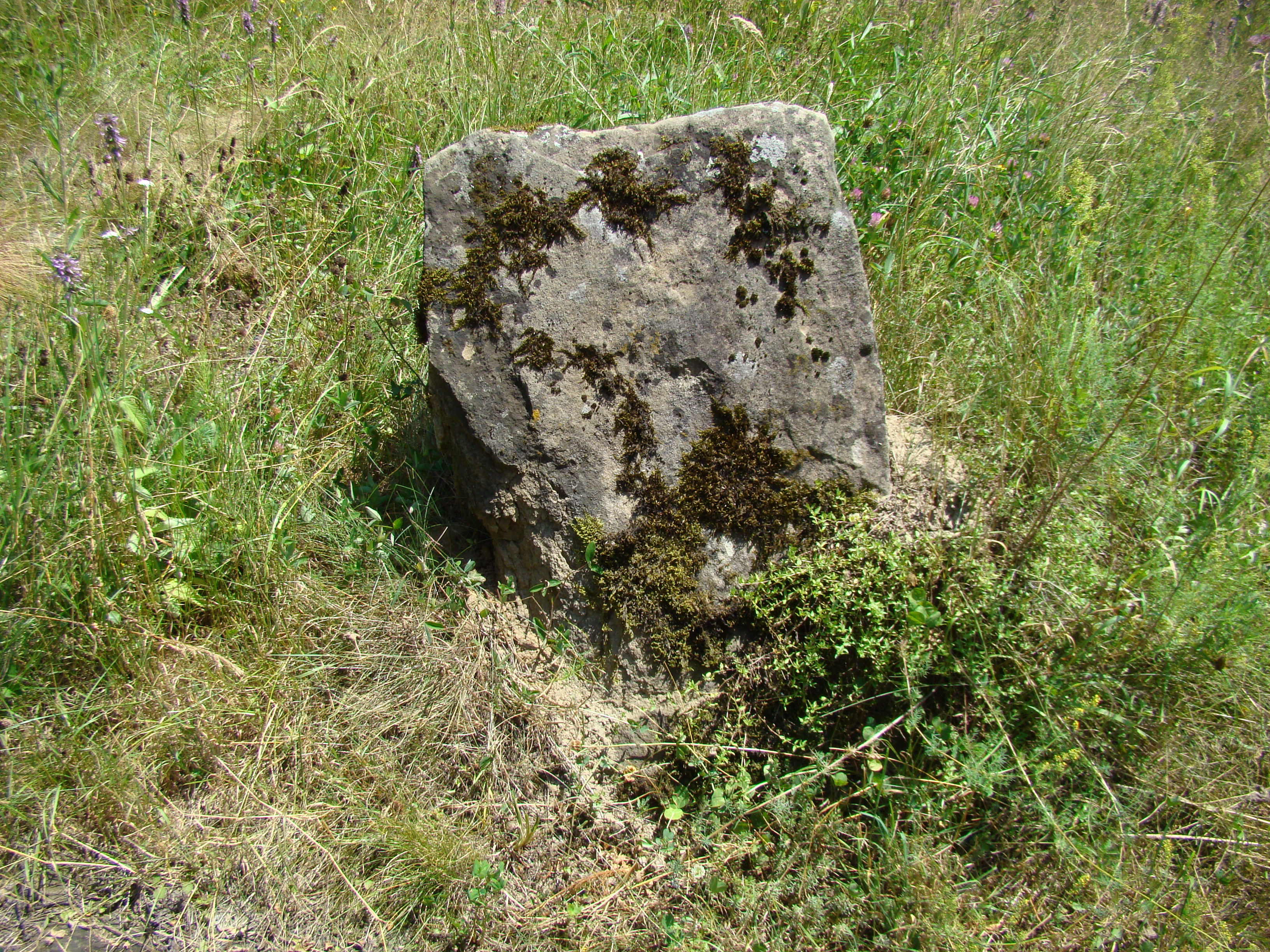
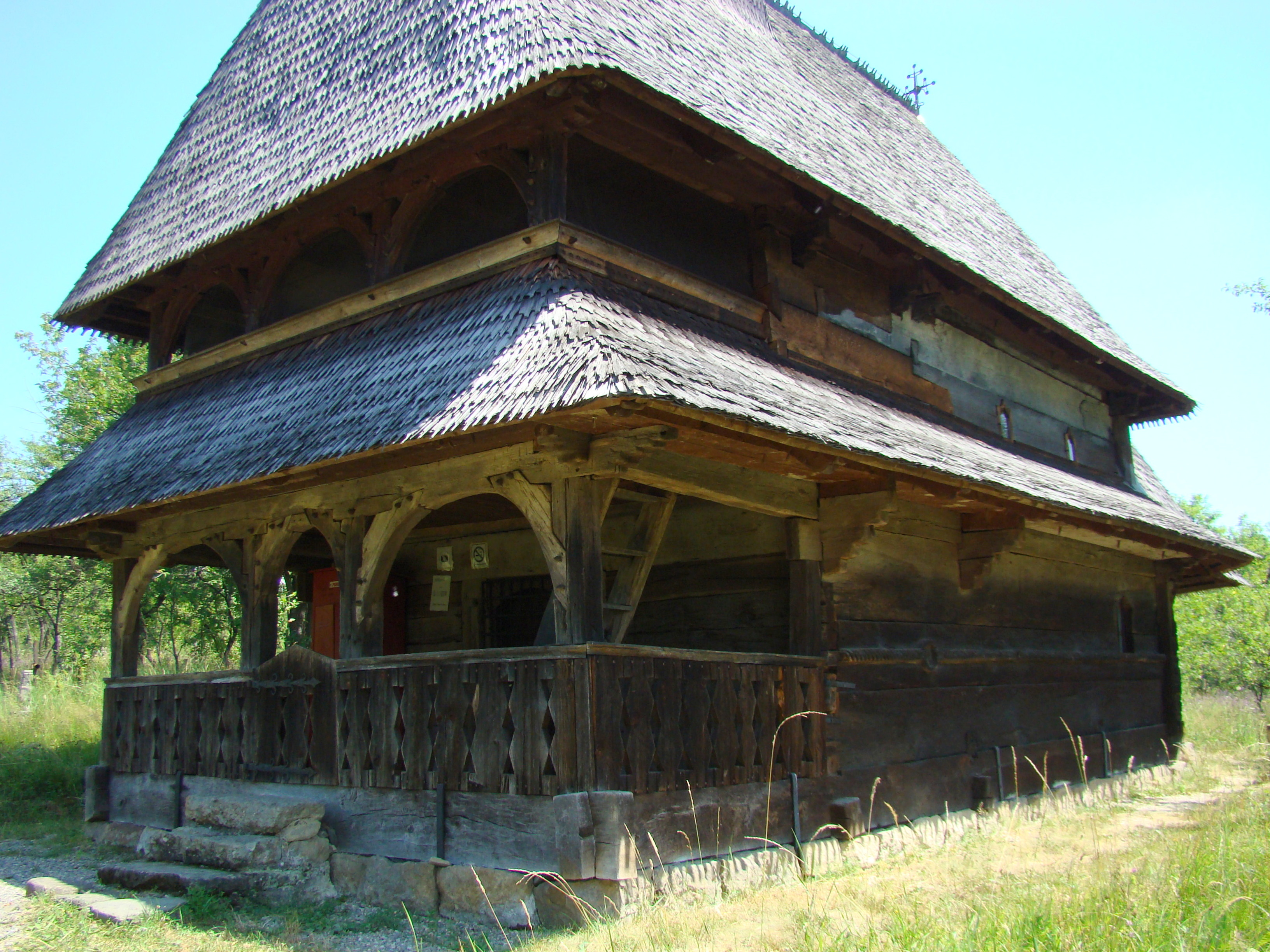
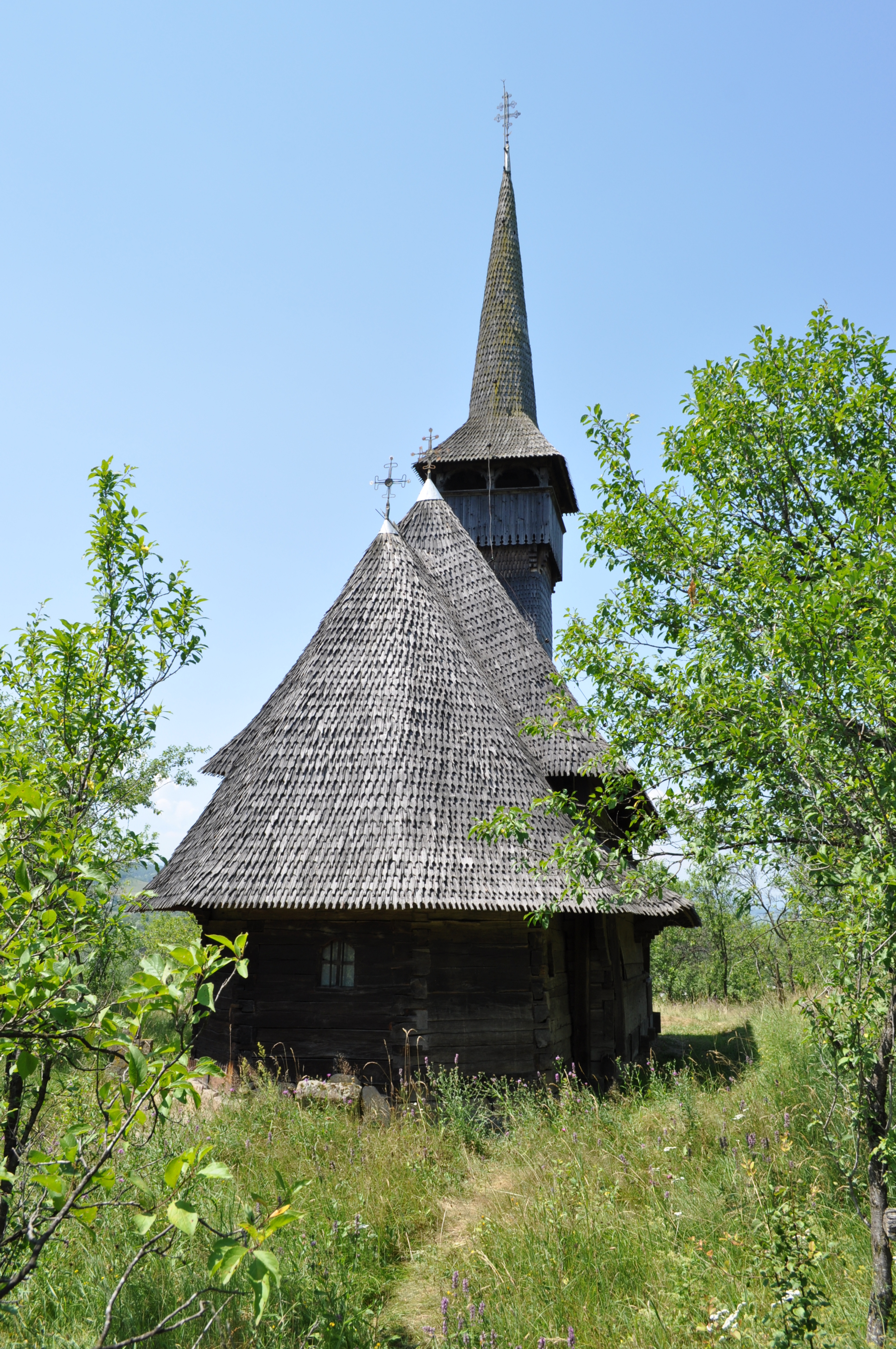
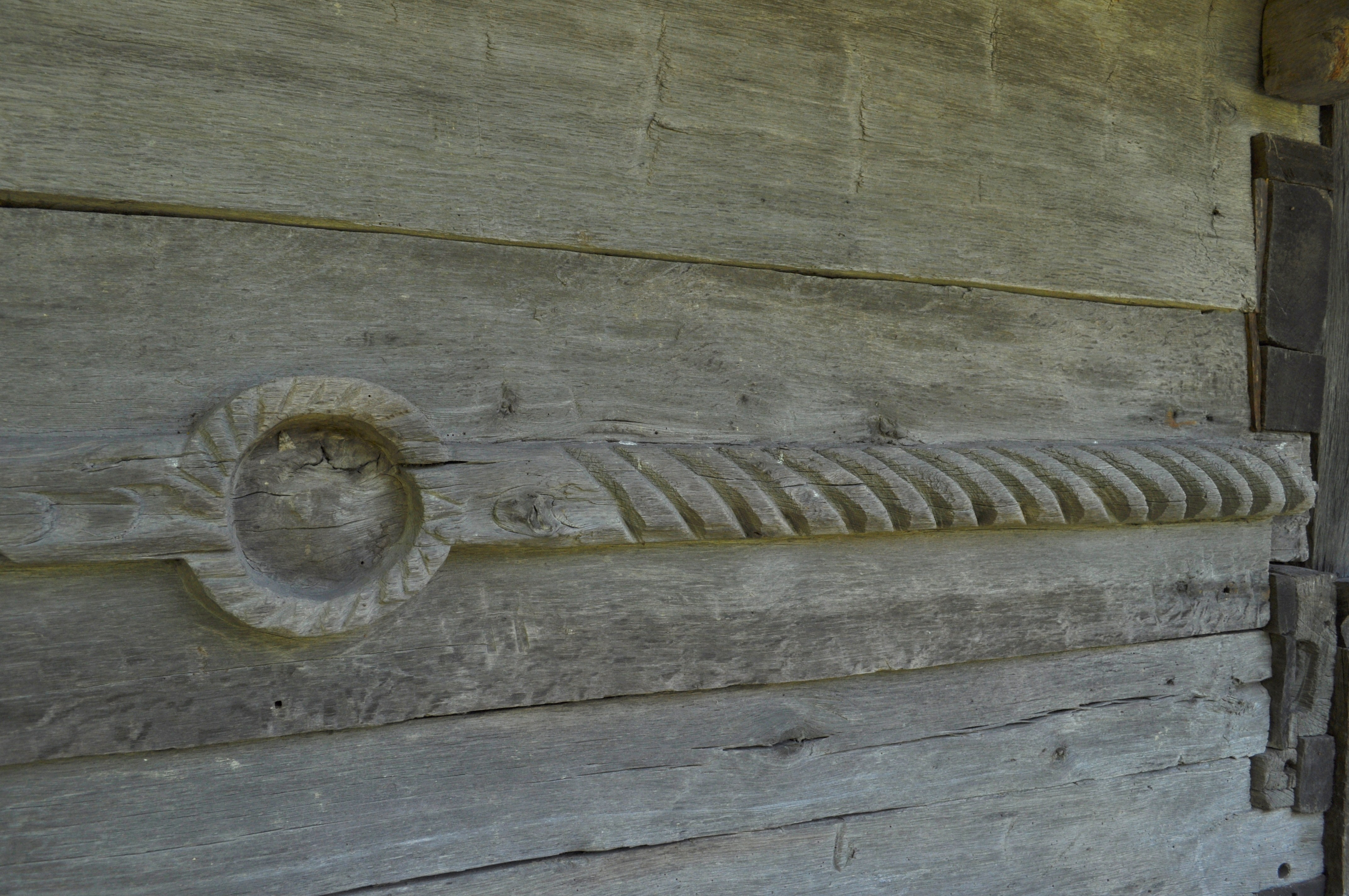
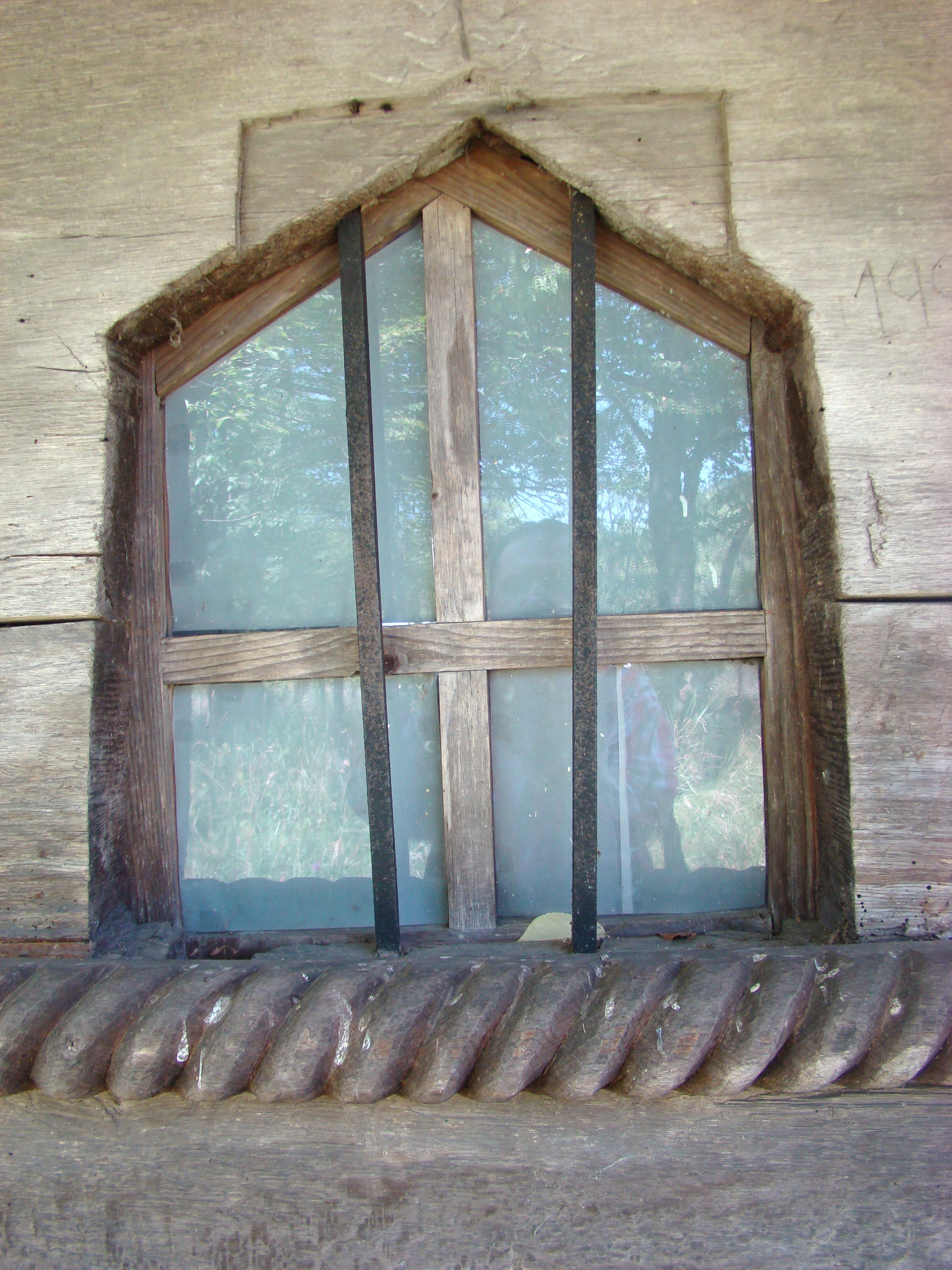
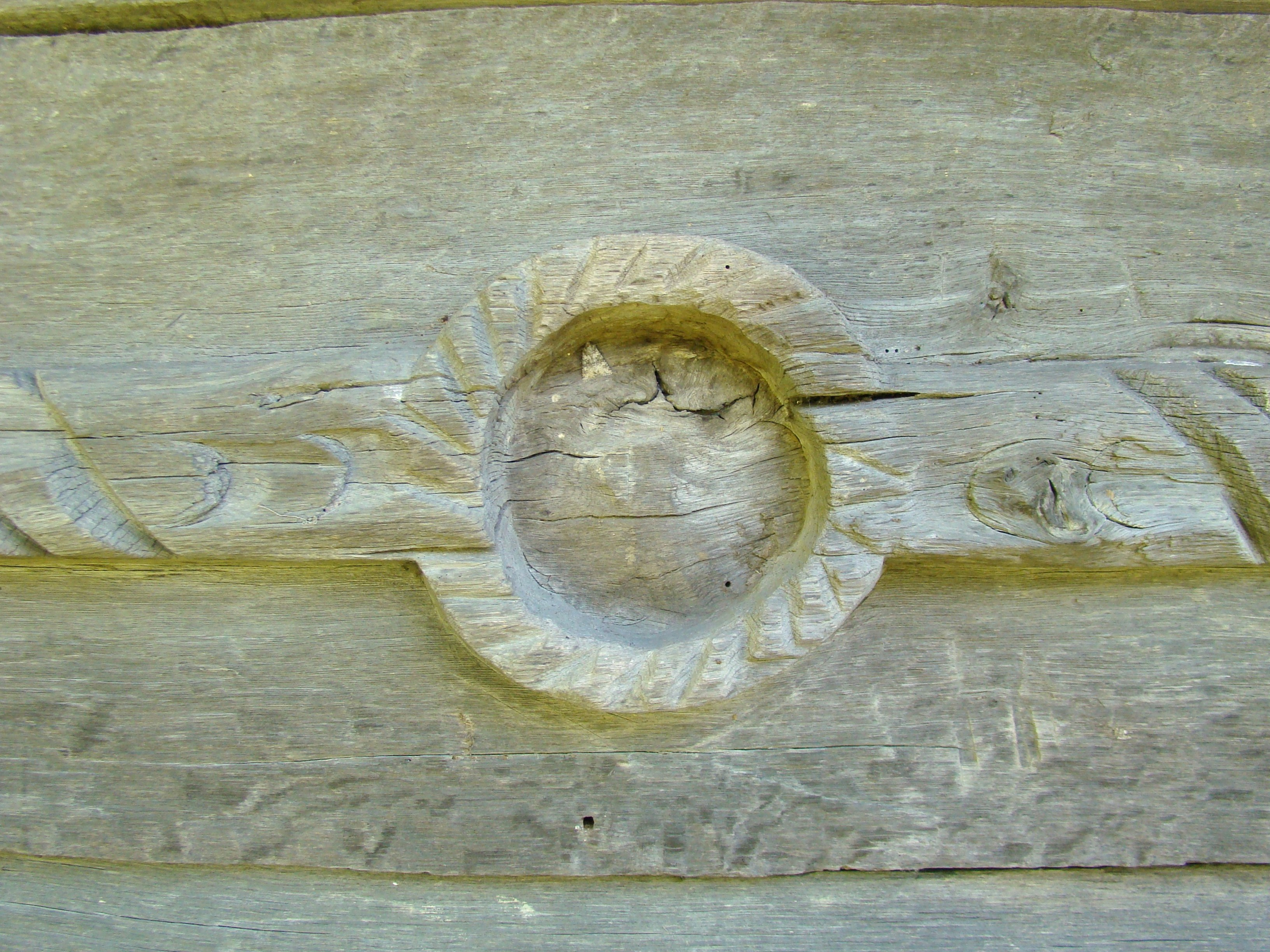
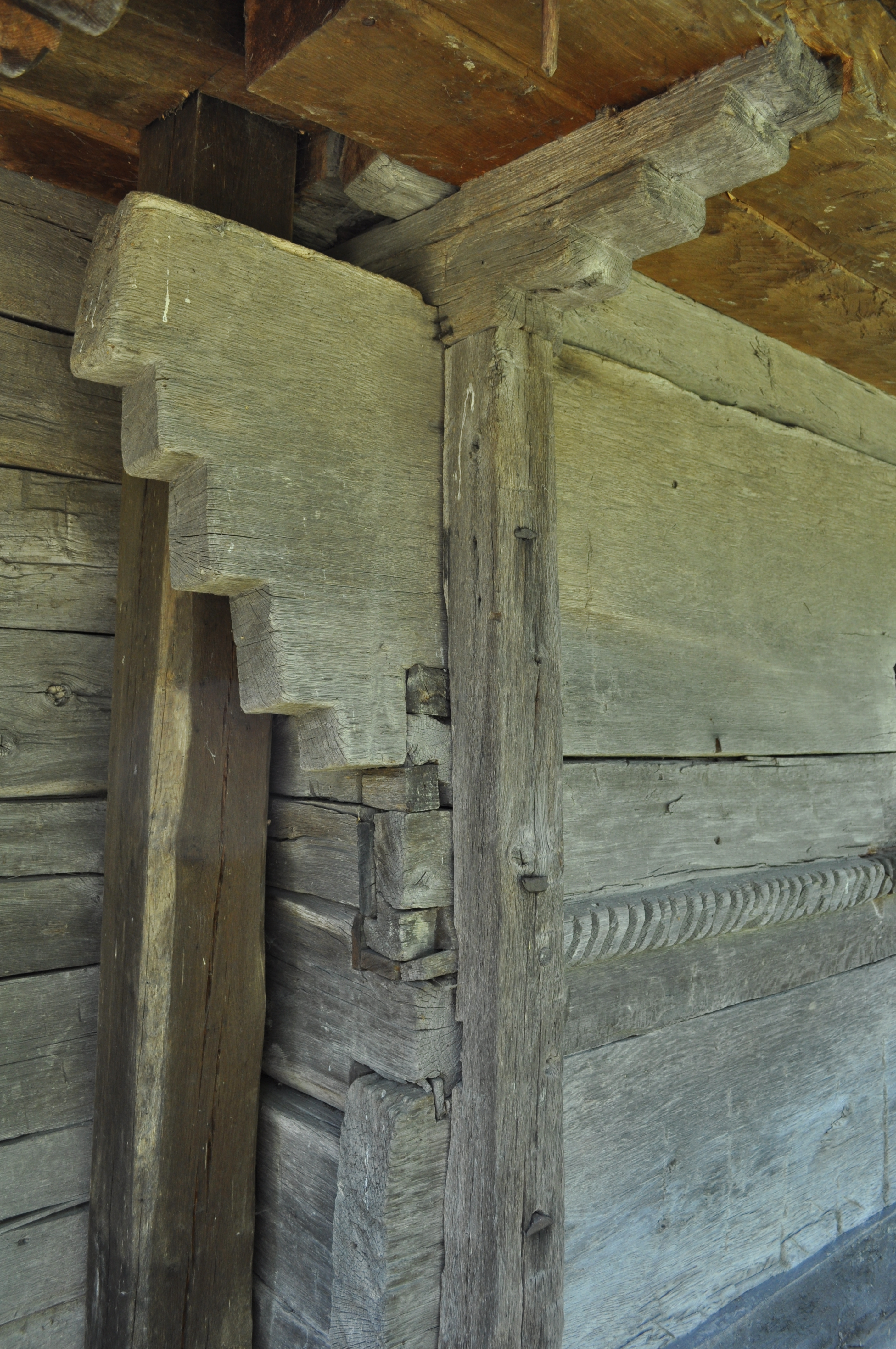
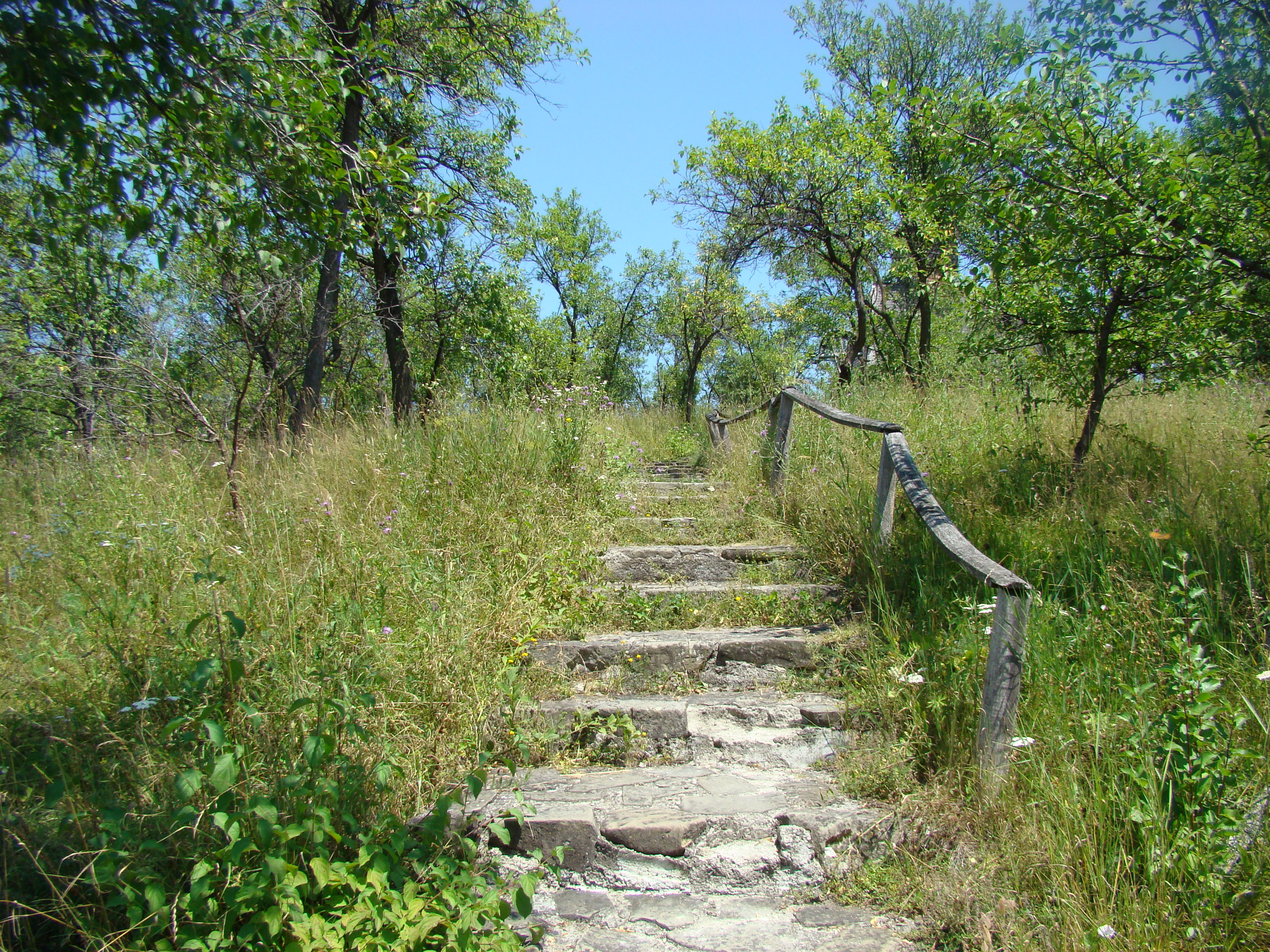
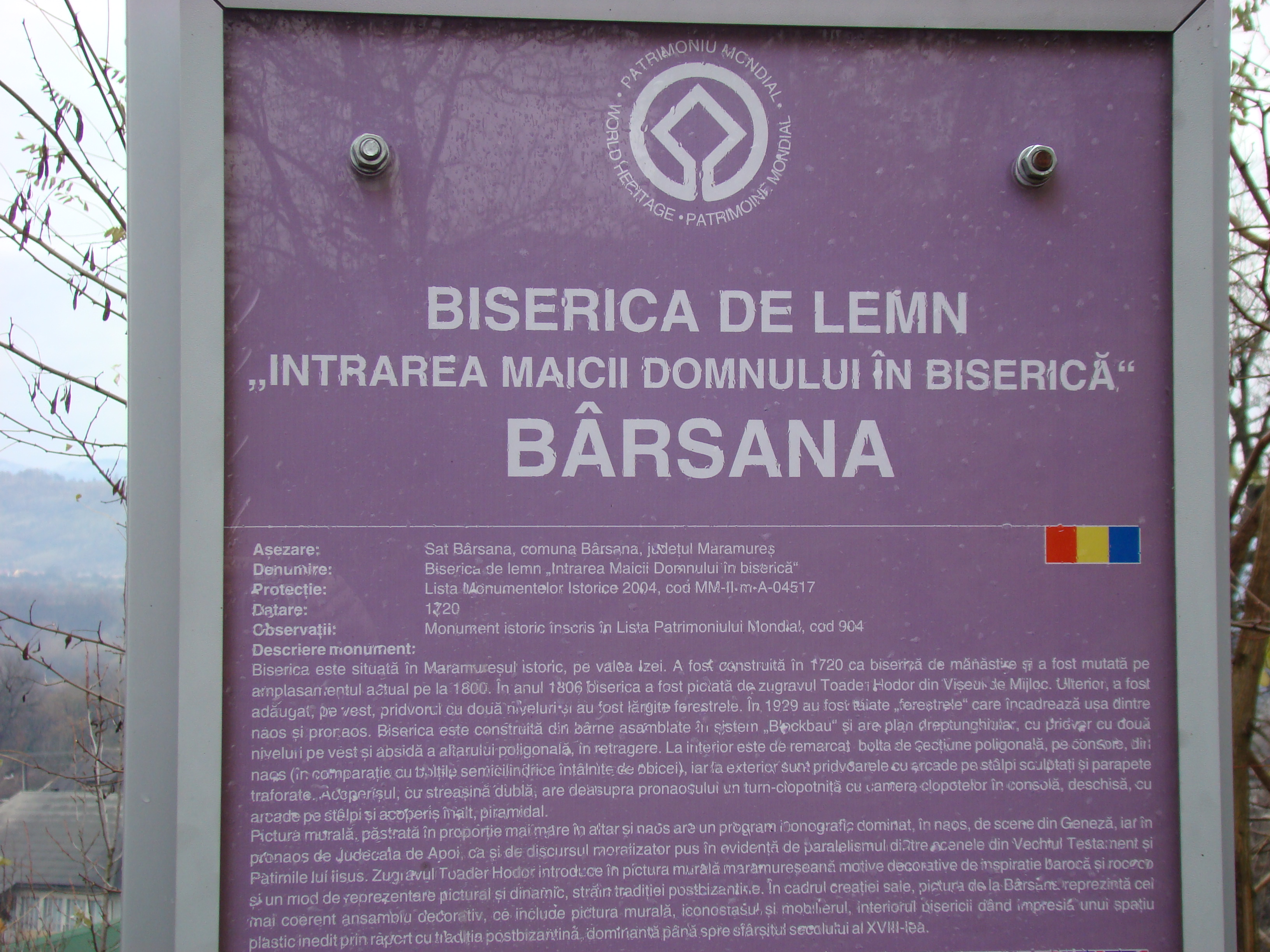
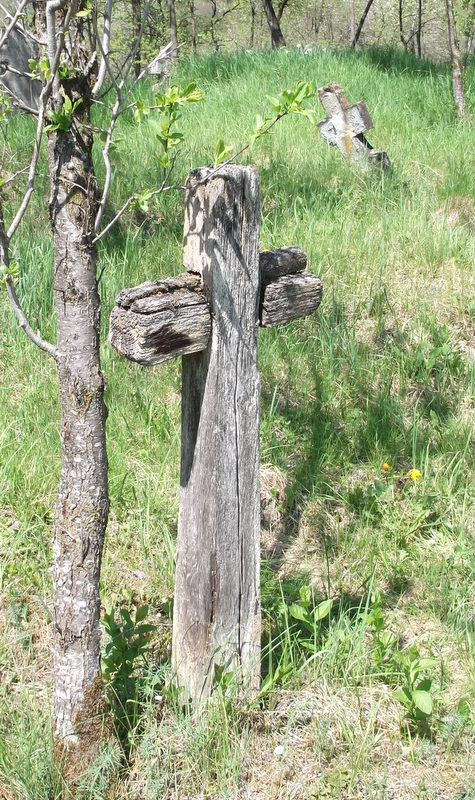
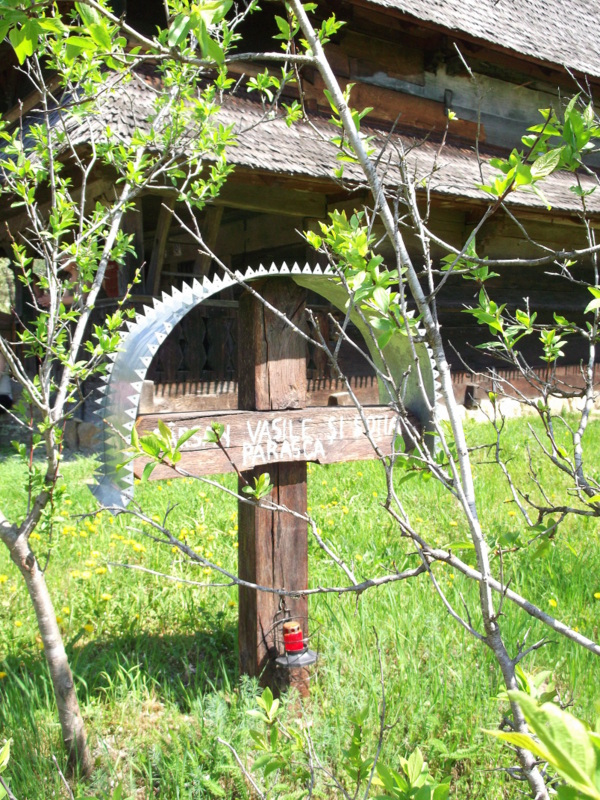

## Programul iconografic
Pictura bolții naosului cuprinde mai multe scene cu semnificație complexă, cu aluzie la Judecata de Apoi. Spre nord este reprezentat Soborul Arhanghelilor, cu Arhanghelul Mihail în centru, ținând în mâini sabia și balanța, ca în ziua Judecății de Apoi. Scena centrală a bolții este înălțarea la cer a Sfântului Ilie, în carul tras de cai înaripați.  Mai jos, la stânga, Sf. Ilie șade pe vârful muntelui, așa cum este scris în 4 R 1,9, chemând foc din cer peste cei cincizeci (4 R 1,10), cf. E. Poirot, Triada Dreptului Enoh, a Sfântului Profet Ilie și a Sfântului Ioan Teologul, în ciclul Sf. Ilie din biserica Ieud-Deal,î n Tabor 2014/nr. 7, nota 8 p. 17.
Bolta altarului înfățișează Încoronarea Fecioarei Maria, temă de glorificare a Maicii Domnului, de origine apuseană, zugrăvită în altar conform dogmei întrupării (a Neprihănitei Zămisliri).
Înfățișarea sfinților ierarhi completează programul altarului, cuprinzând registrele inferioare. Astfel sfinții arhierei poartă saccos, omofor încrucișat pe piept, mitră și cârjă episcopală.
Alte imagini simbolizează Euharistia (Iisus, vița-de-vie și vizunea din Alexandria a Sfântului Petru) sau Cuminecarea - Împărtășania (împărtășirea Sfântului Onofrie).
Pictura naosului se caracterizează prin reprezentarea în paralel a Genezei, în 20 de episoade extrem de detaliate și a ciclului „Patimilor”, în 18 episoade. Din pictura pronaosului se păstrează doar pe peretele sudic un mic fragment, reprezentând Cetele Drepților, care făceau parte din ansamblul Judecății de Apoi.
Tâmpla (iconostasul) vechii biserici din Bârsana prezintă un program iconografic aparte. De jos în sus, în primul registru este figurată Duminica tuturor sfinților, cu Iisus în centru, binecuvântând cu amândouă mâinile. În următorul, Iisus tronează înveșmântat ca mare preot (arhiereu) și ține Evanghelia deschisă, fiind încadrat de apostoli și de doisprezece prooroci. Registrul superior este dedicat Maicii Domnului care apare, cu Pruncul Sfânt în brațe, încoronată și cu un sceptru în mână, afaltă între profeții Vechiului Testament care au prevestit-o.  În ultimul registru este reprezentată Răstignirea Domnului la care asistă, de o parte și de alta a crucii, Maica Domnului și apostolul Ioan Evanghelistul.
„Programul iconografic al bisericii din Bârsana se caracterizează prin: predominarea sensului eshatologic (enunțat de asocierea temelor de pe bolta naosului, semnalat aluziv de introducerea reprezentării cetelor îngerești alături de scene din „Apocalips” în altar, în sfârșit concretizat de figurarea Judecății de apoi în pronaos), prevalența caracterului moralizator (subliniat în paralelismul scenelor din „Vechiul Testament” cu Patimile, punându-se accentul pe relația directă cu divinitatea) și relevarea laturii umane a narațiunii – ca tot atâtea simptome ale modificărilor petrecute aici, în consonanță cu noua spiritualitate a epocii. ”—Anca Pop-Bratu, Pictura murală maramureșeană. Meșteri zugravi și interferențe stilistice
Principalele piese de mobilier din biserică sunt integrate unei viziuni artistice unitare, folosind, la rândul lor, elemente de morfologie barocă. Ușile împărătești sunt construite în ajur, pe suportul unor linii șerpuite, pe care se înfășoară vrejuri cu frunze, iar ușile diaconești sunt decupate după forma siluetelor arhanghelilor Mihail și Gavril. Icoanele împărătești sunt închise în chenare, terminate în partea superioară prin arcade baroce flancate de colonete pe care se încolăcesc ciorchini de viță de vie.
Celelalte picturi murale ale lui Toader Hodor din alte locuri s-au pierdut odată cu dezmembrarea bisericilor din Văleni și Nănești.

## Imagini din interior

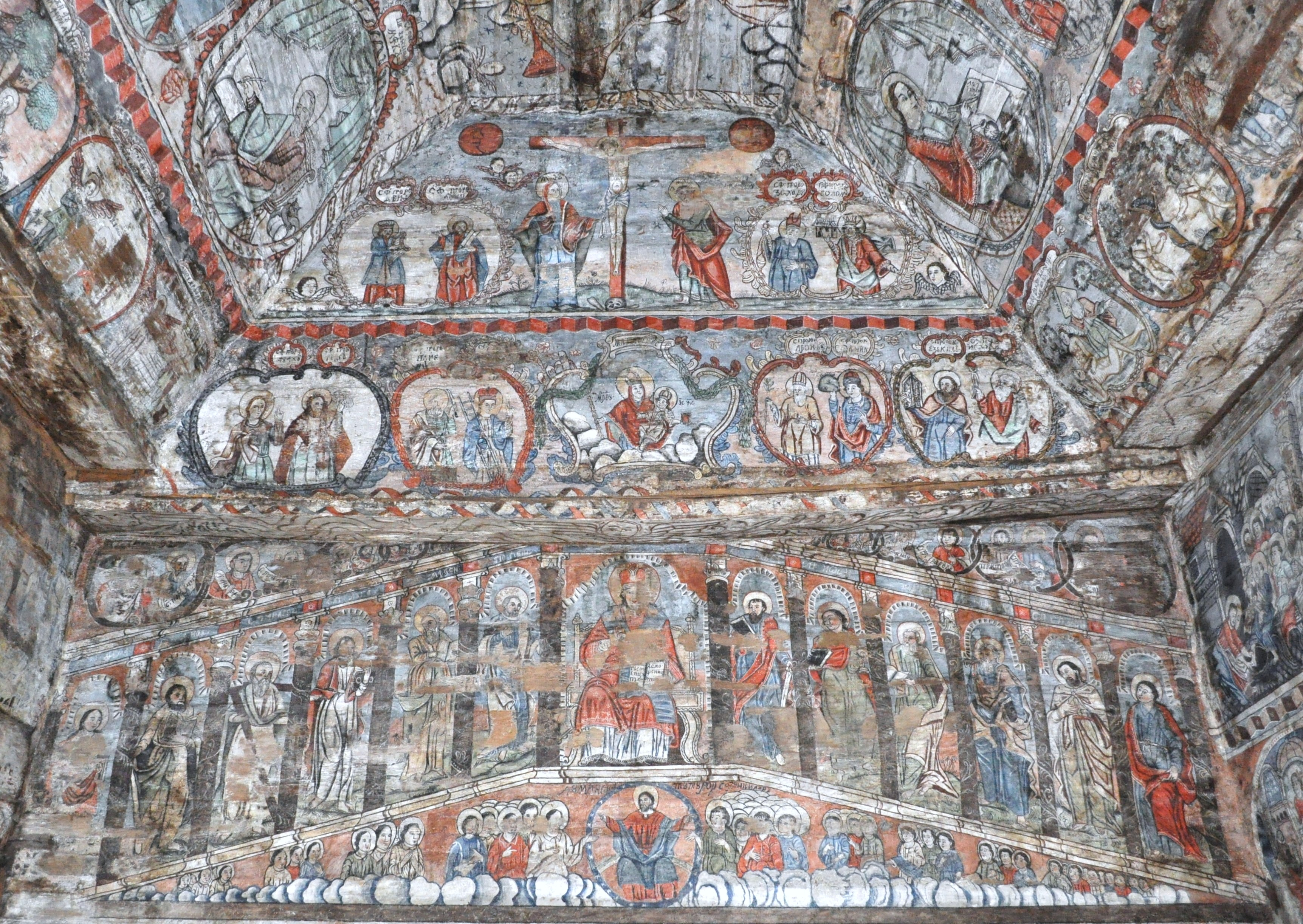
Pictura tâmplei
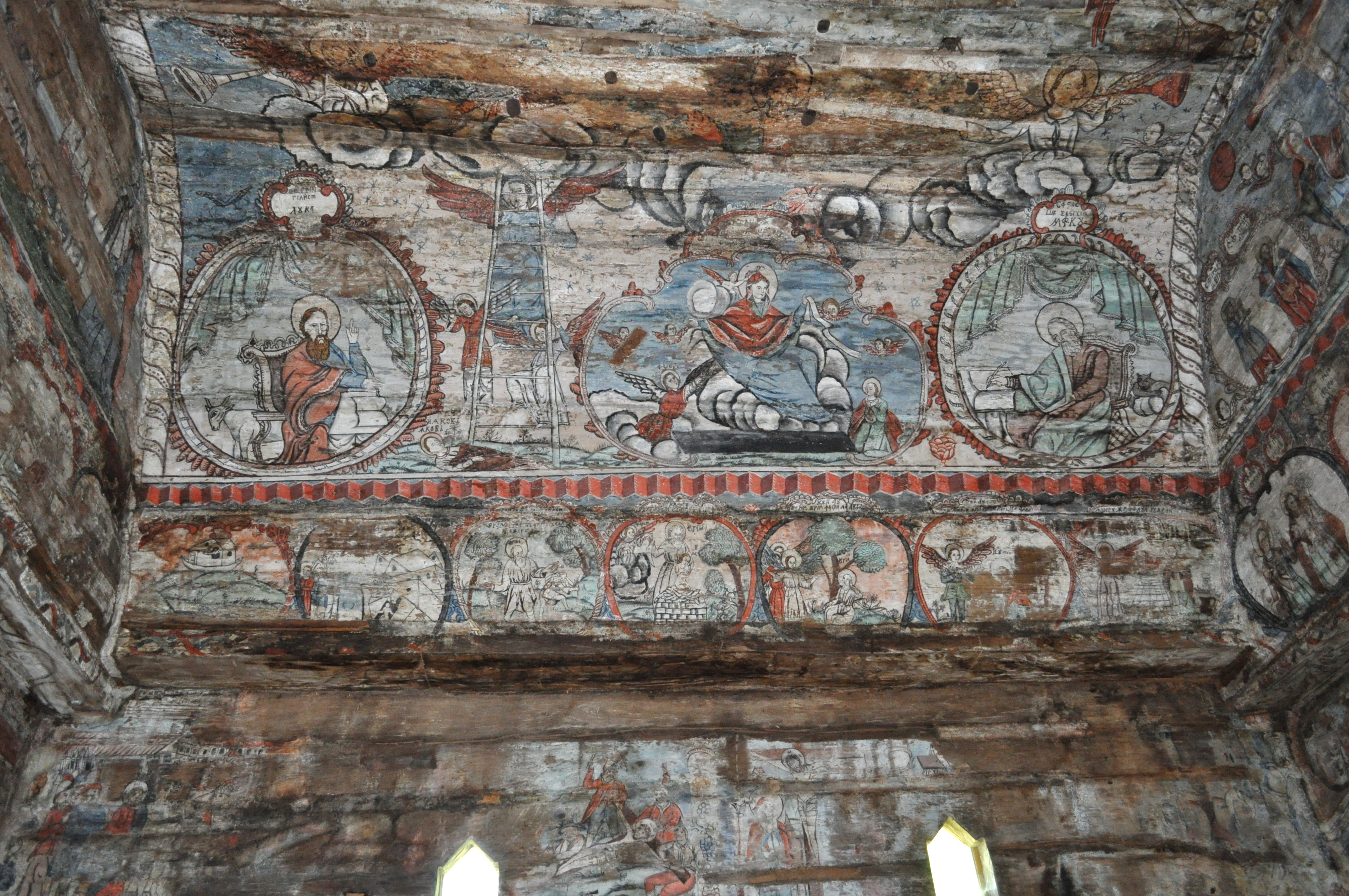
Pictura naosului (nord)
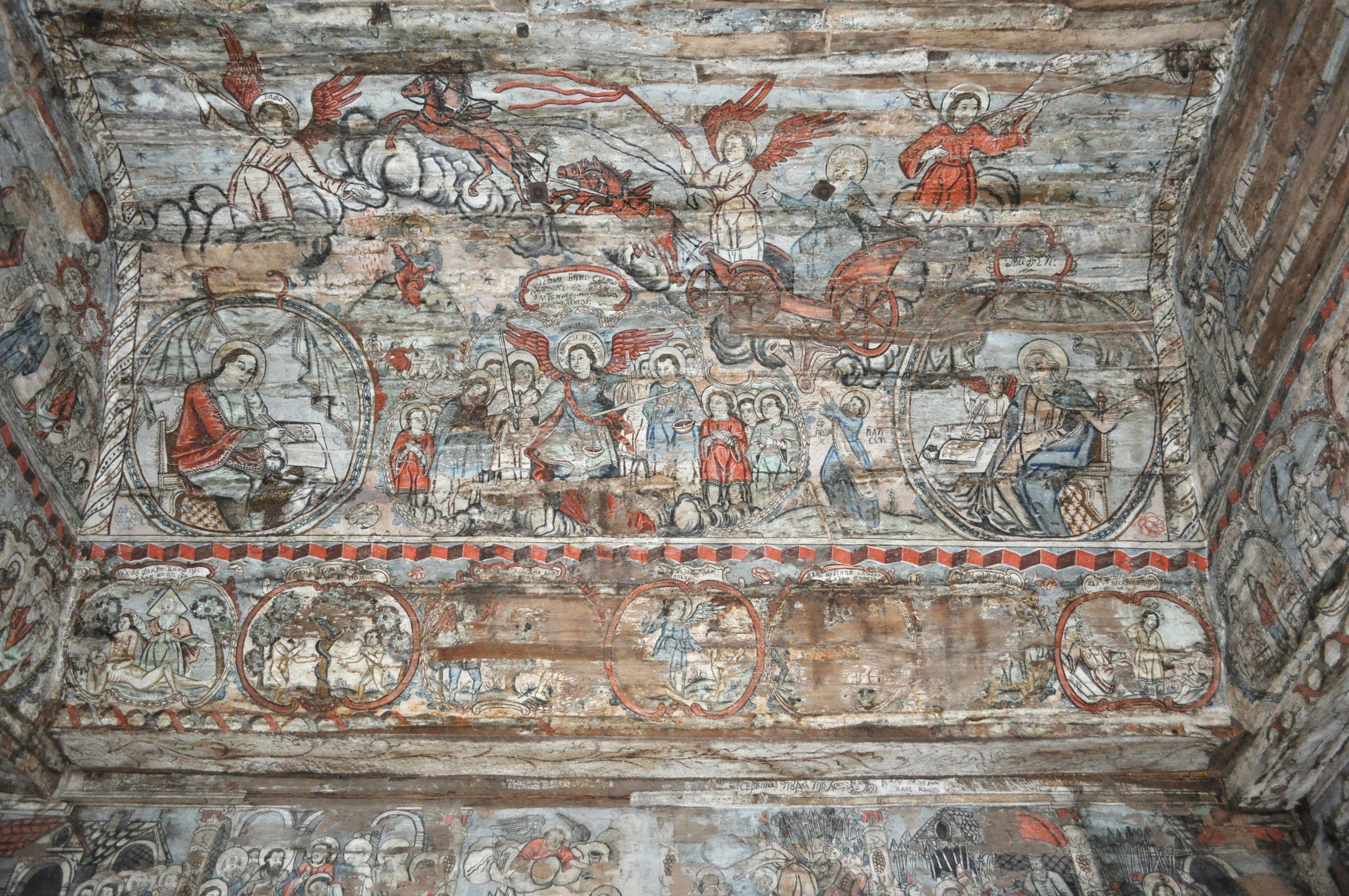
Pictura naosului (sud)
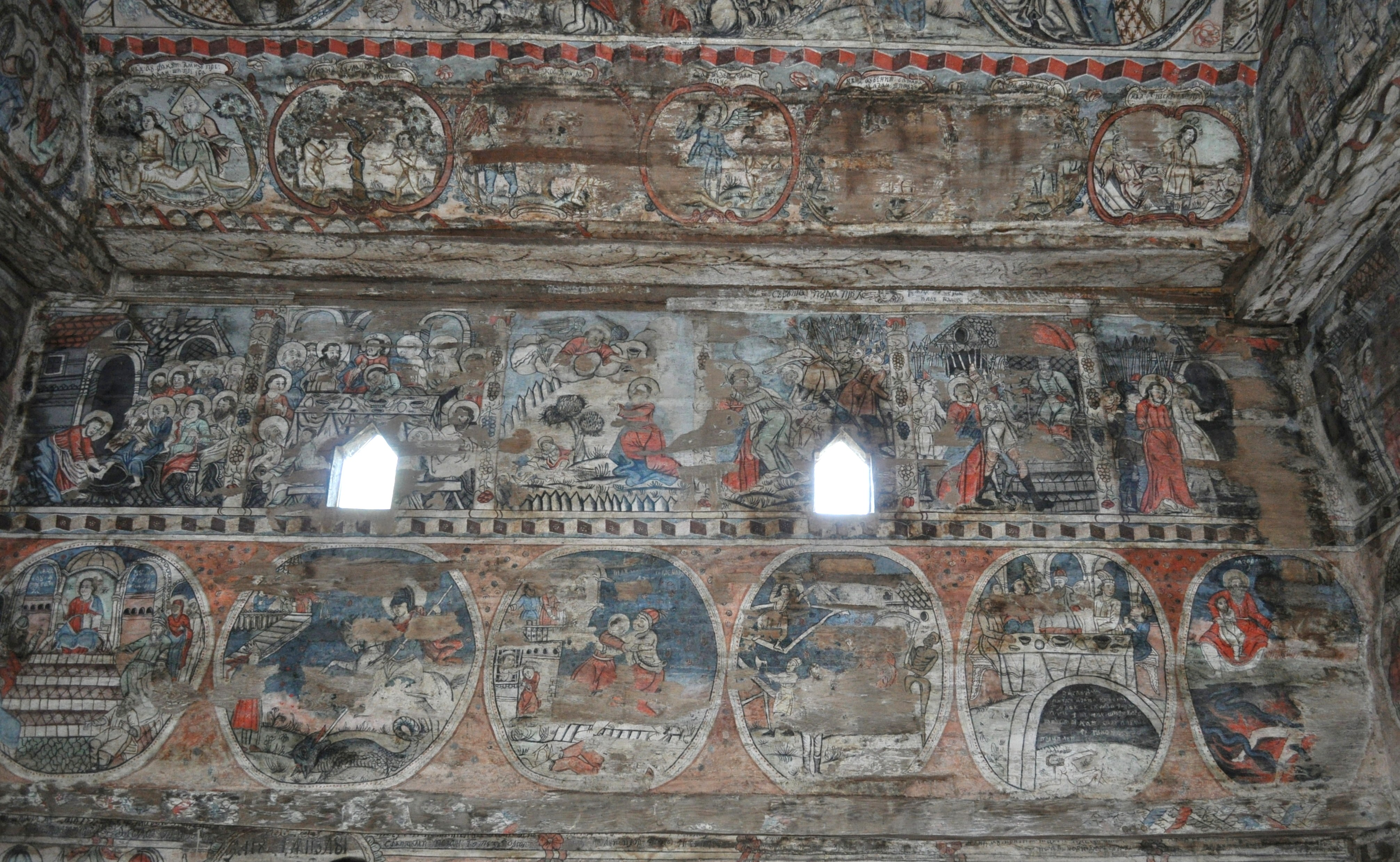
Pictura naosului (latura de sud)
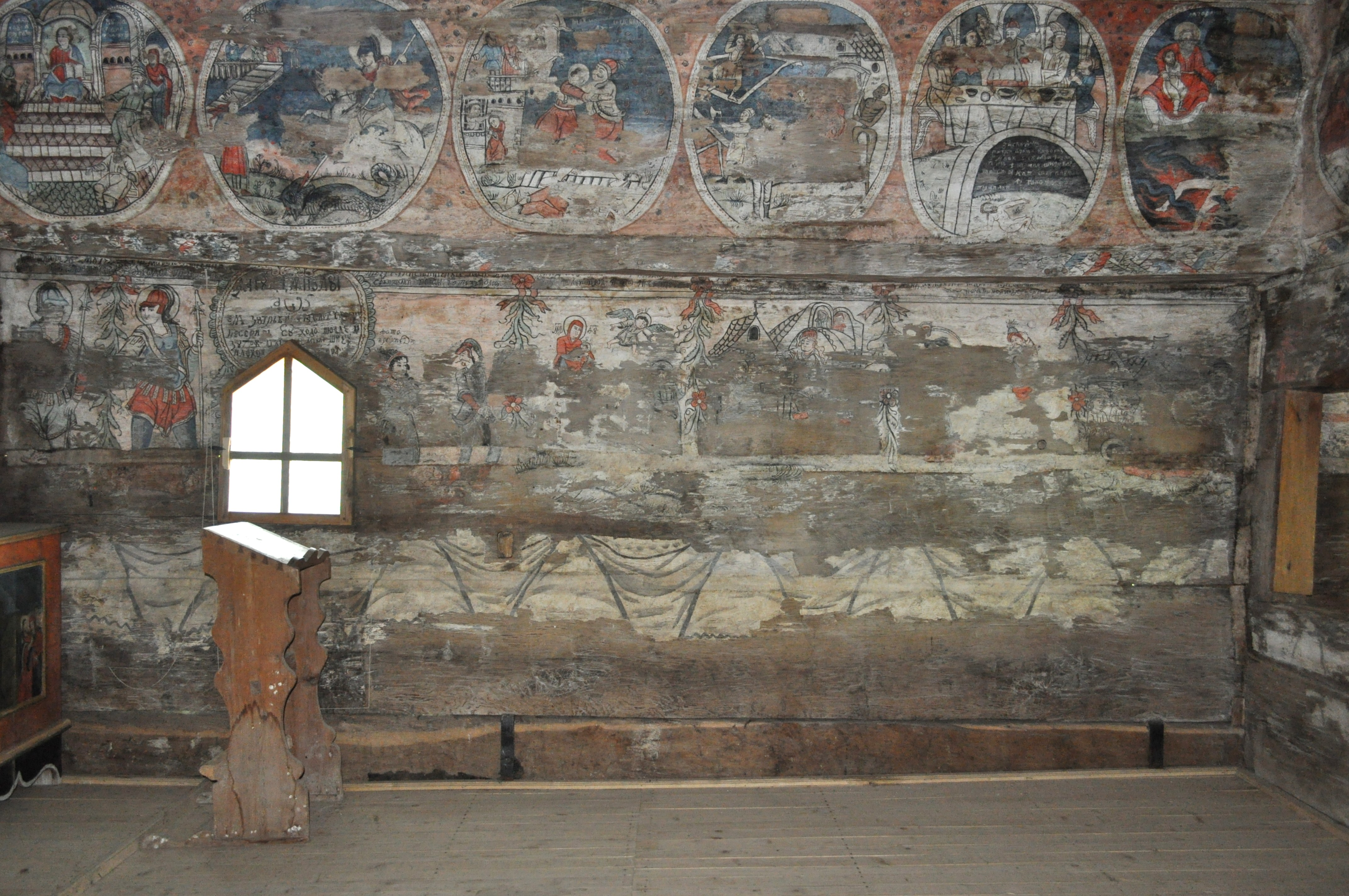
Pictura naosului (latura de sud)
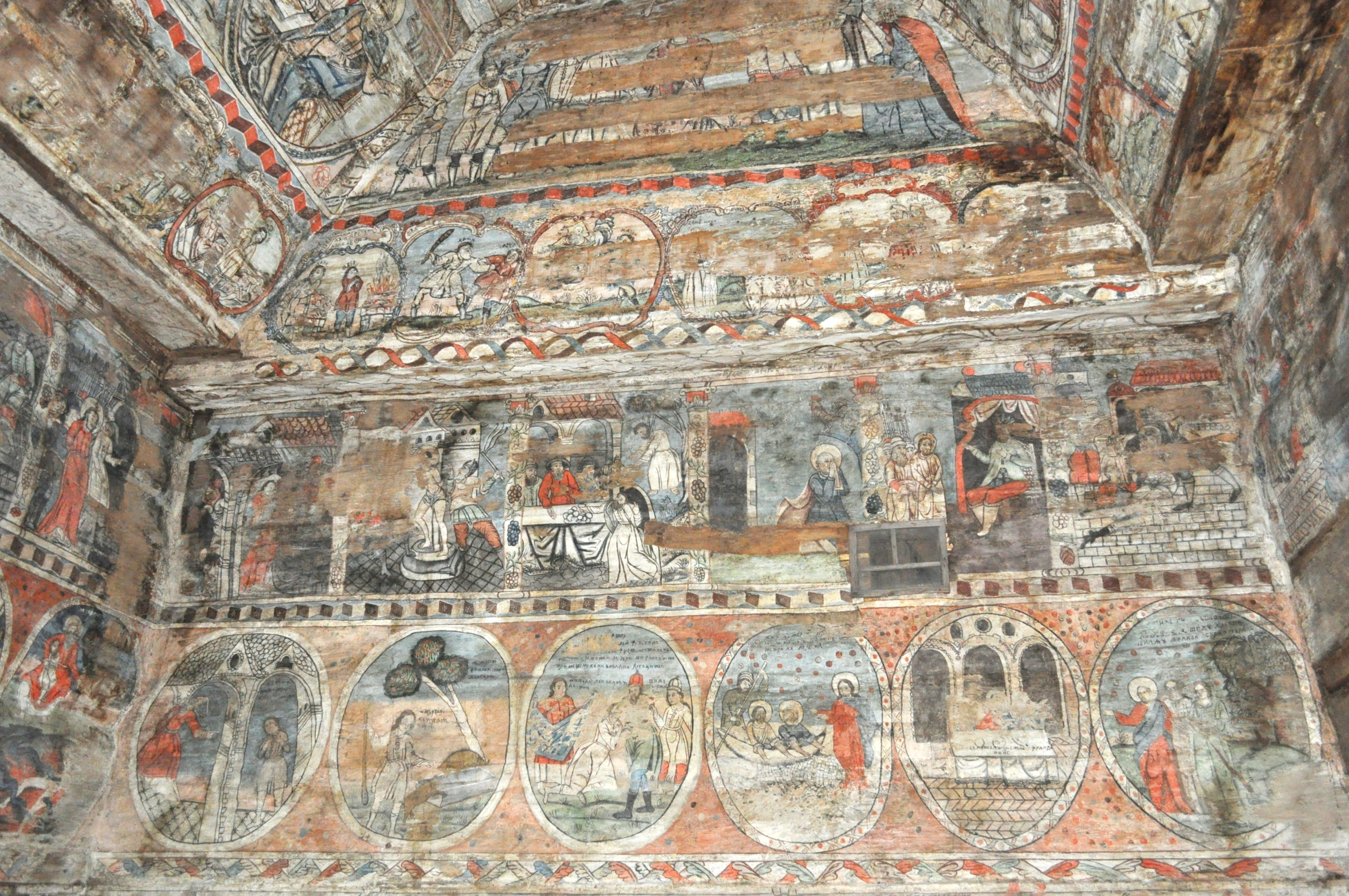
Pictura naosului (latura de vest)
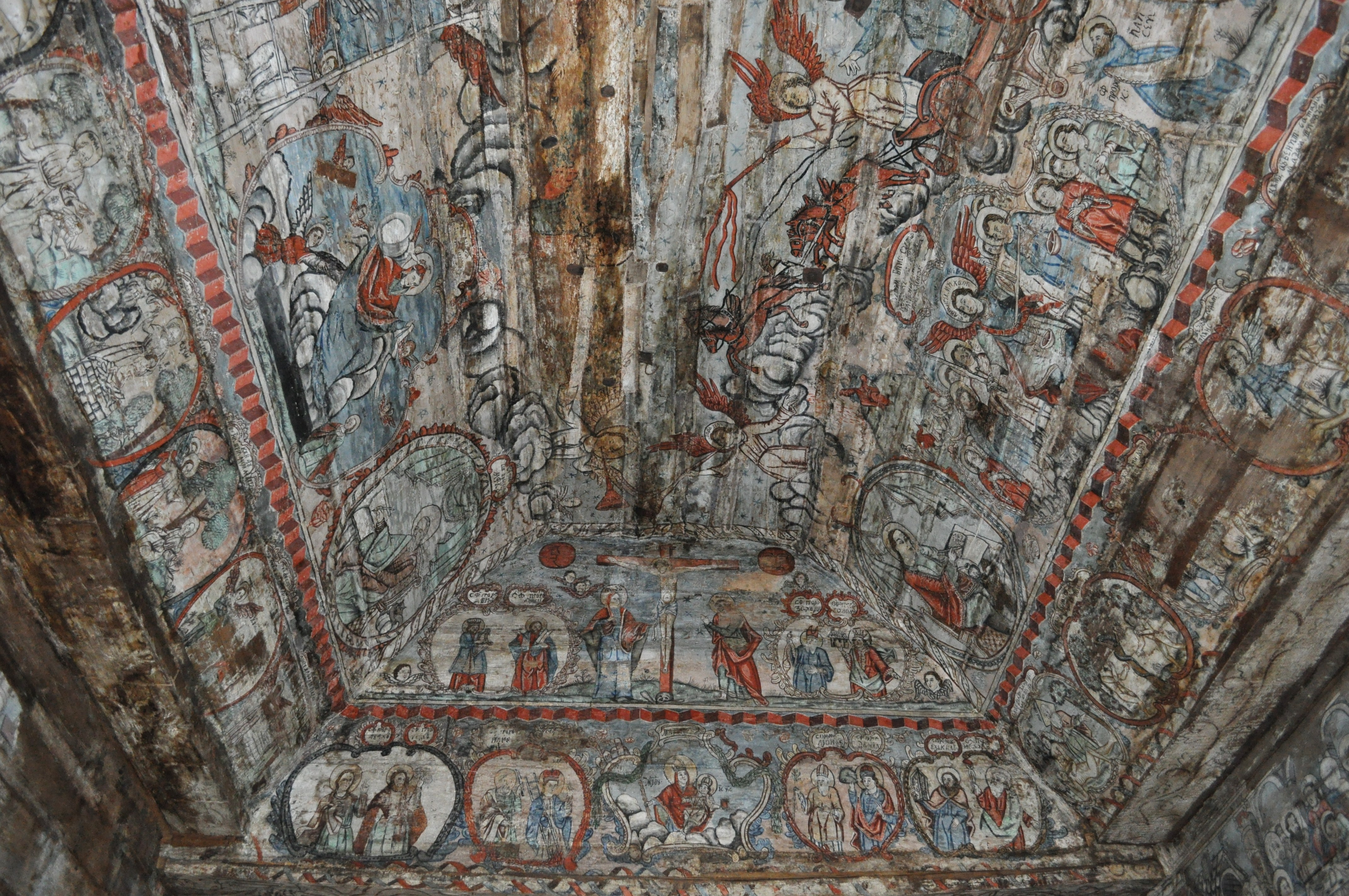
Bolta și tâmpla (parțial)
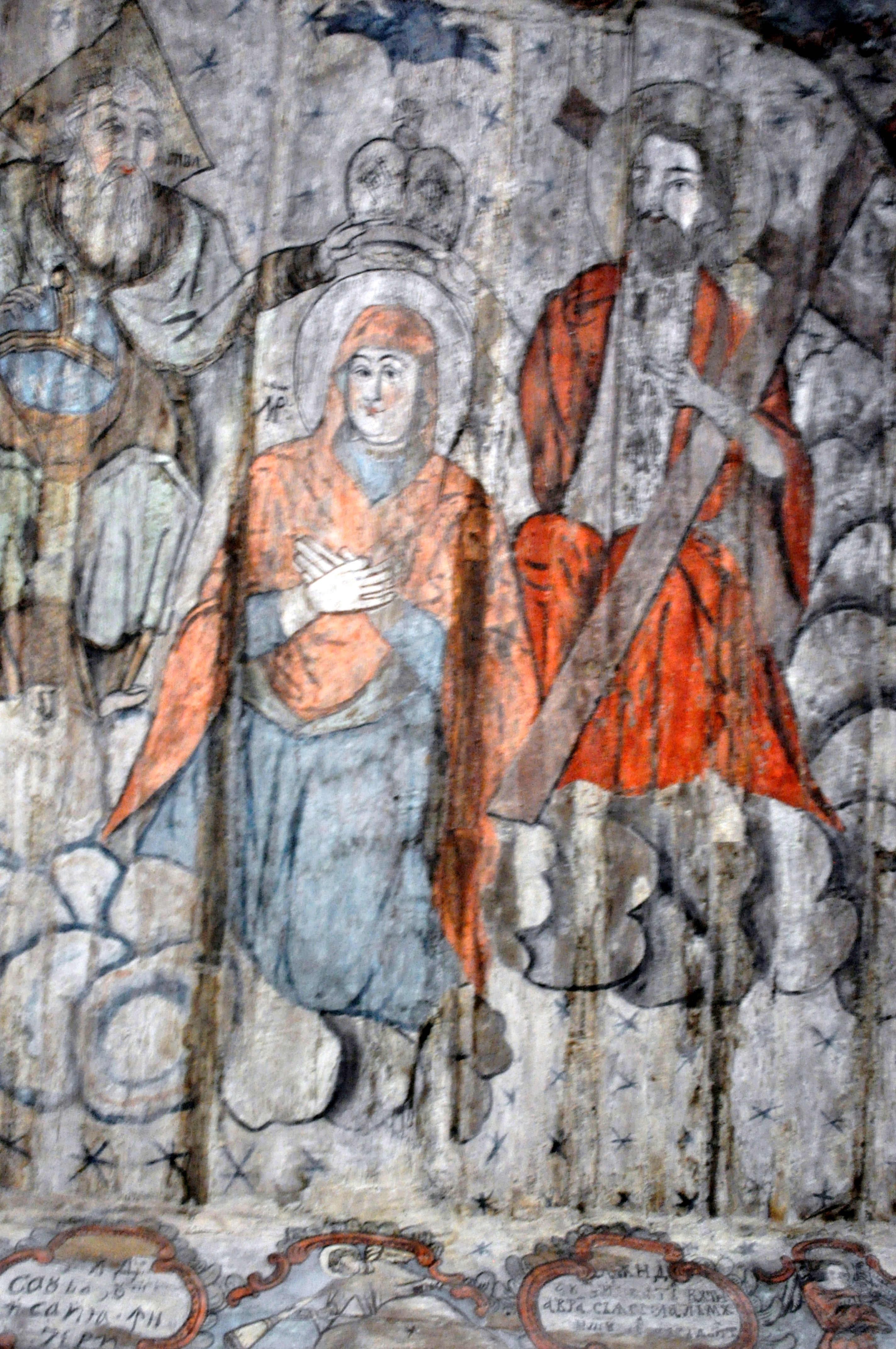
Încoronarea Fecioarei de către Sfânta Treime
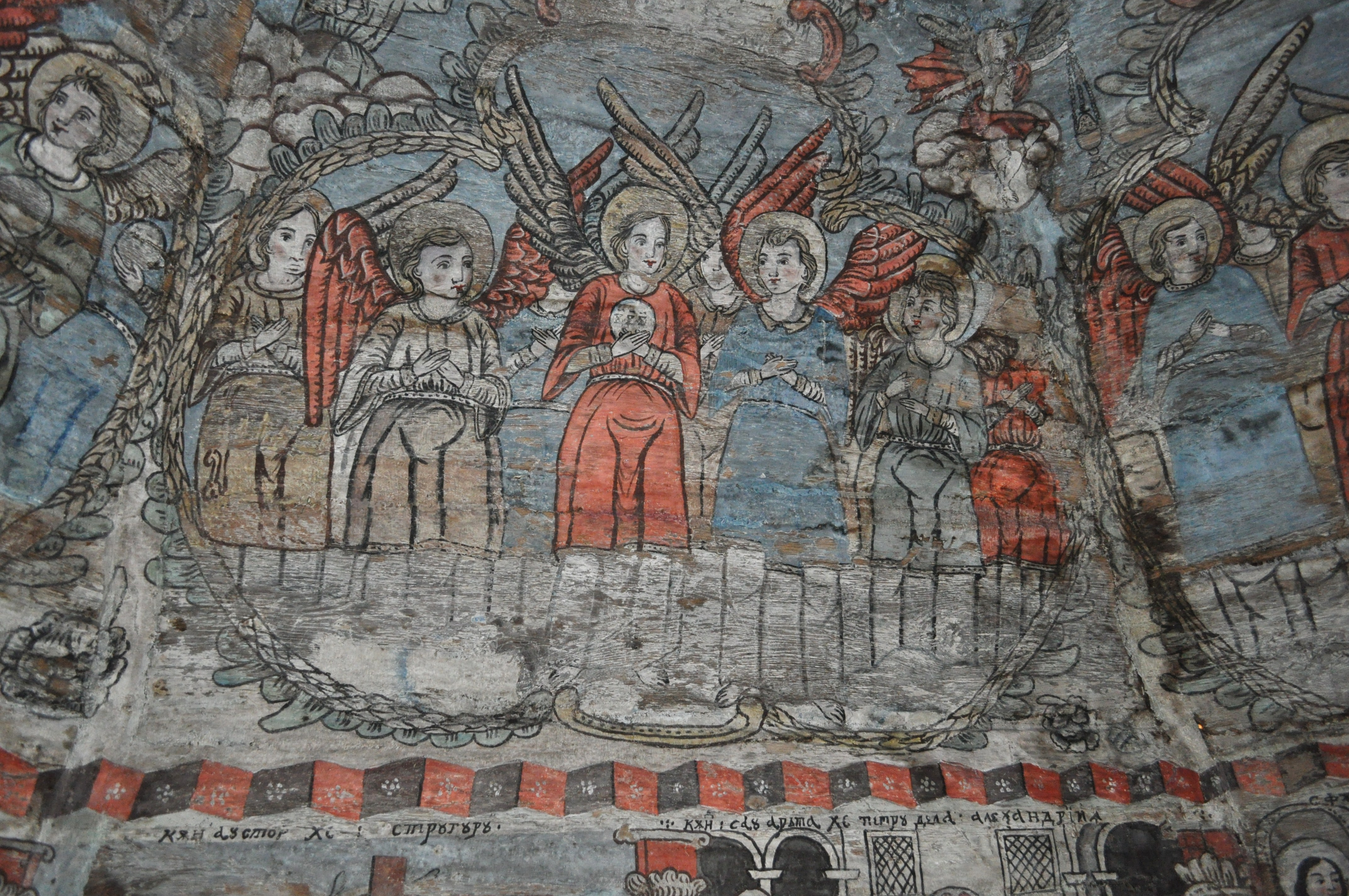
Altar: Ceata începătorilor
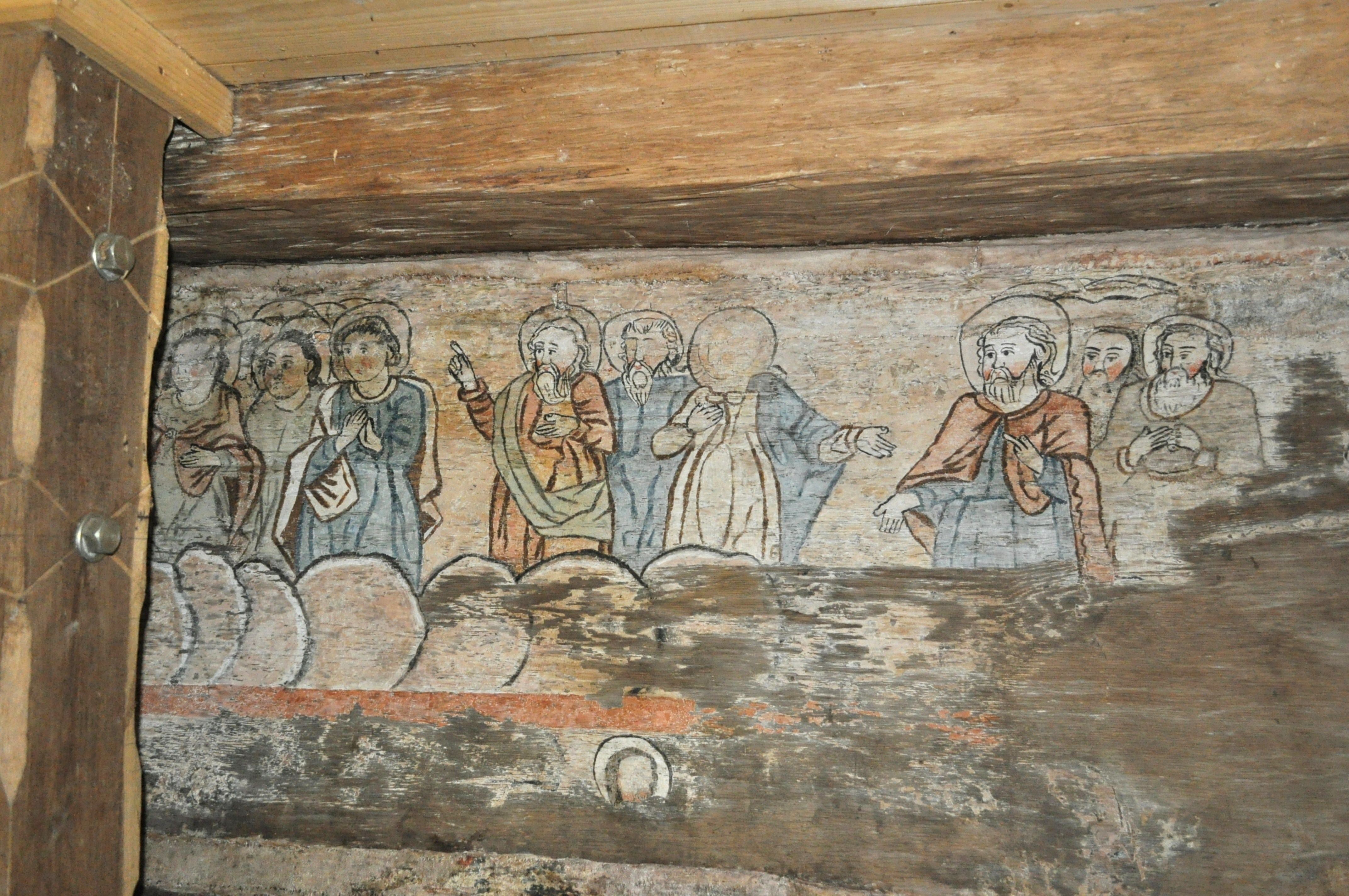
Pictura pronaosului
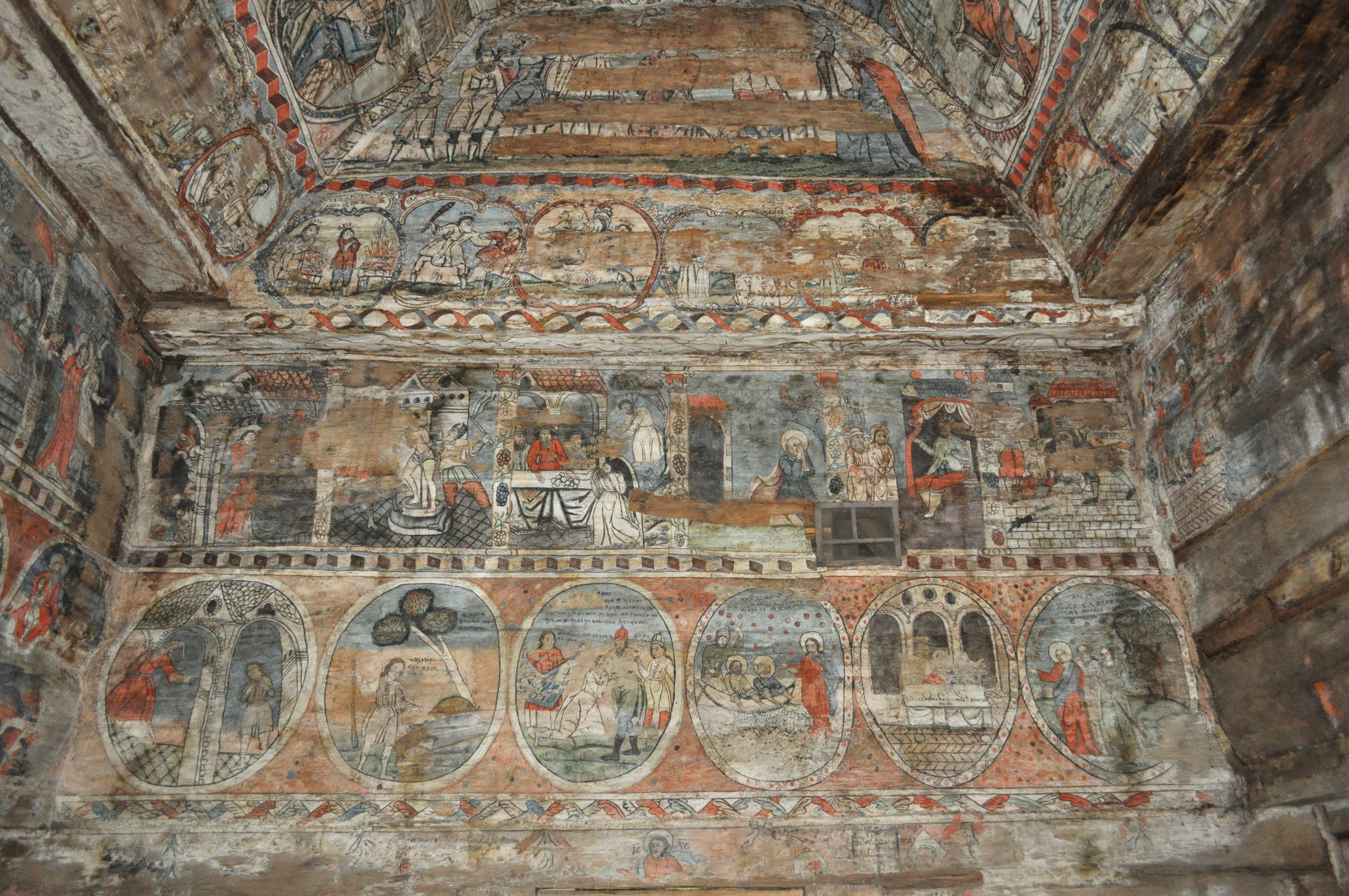
Naos (vest)
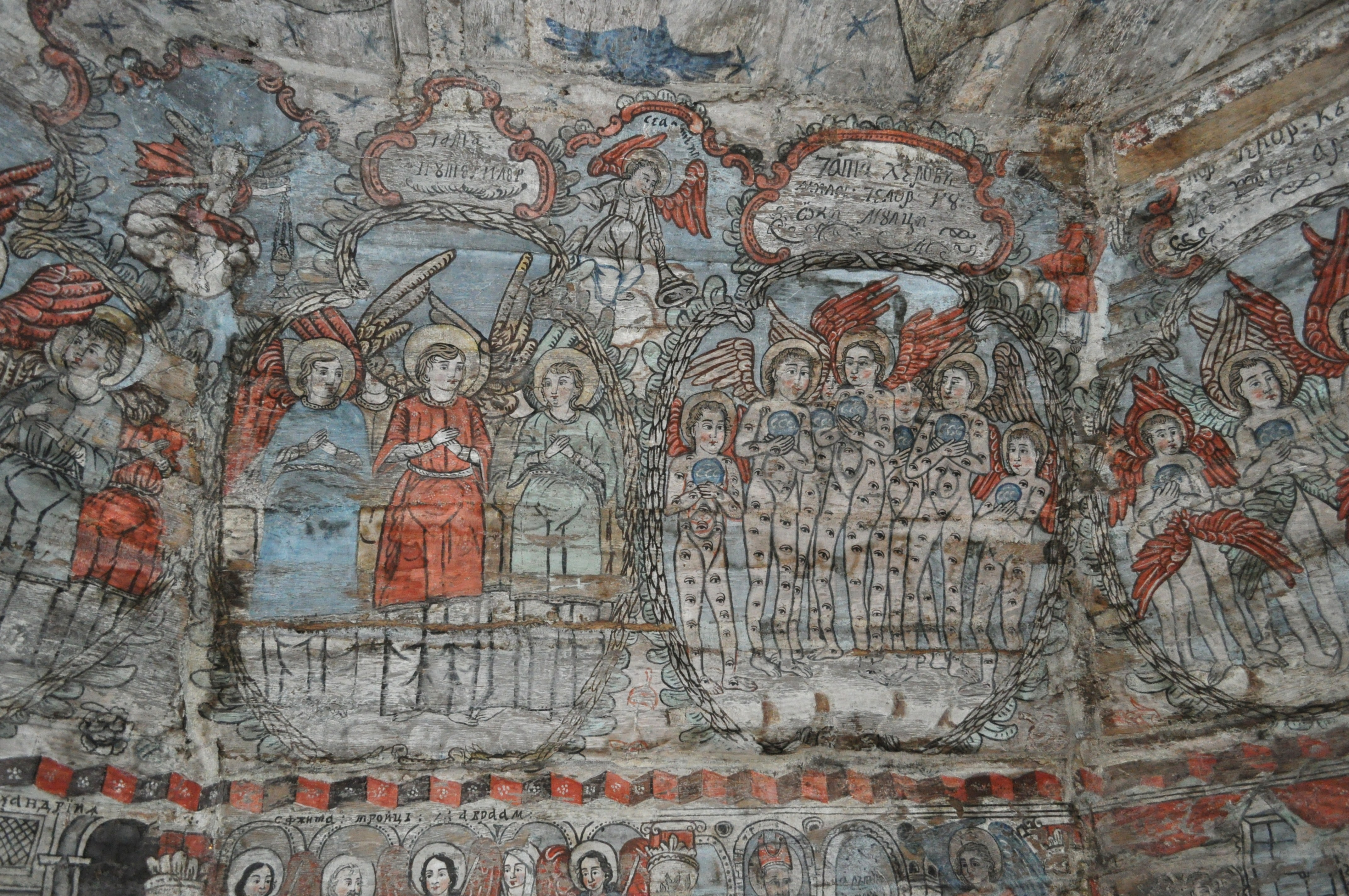
Altar (est): „Ceata puterilor”; Înger trâmbițând; „Ceata heruvimilor celor cu ochi mulți”
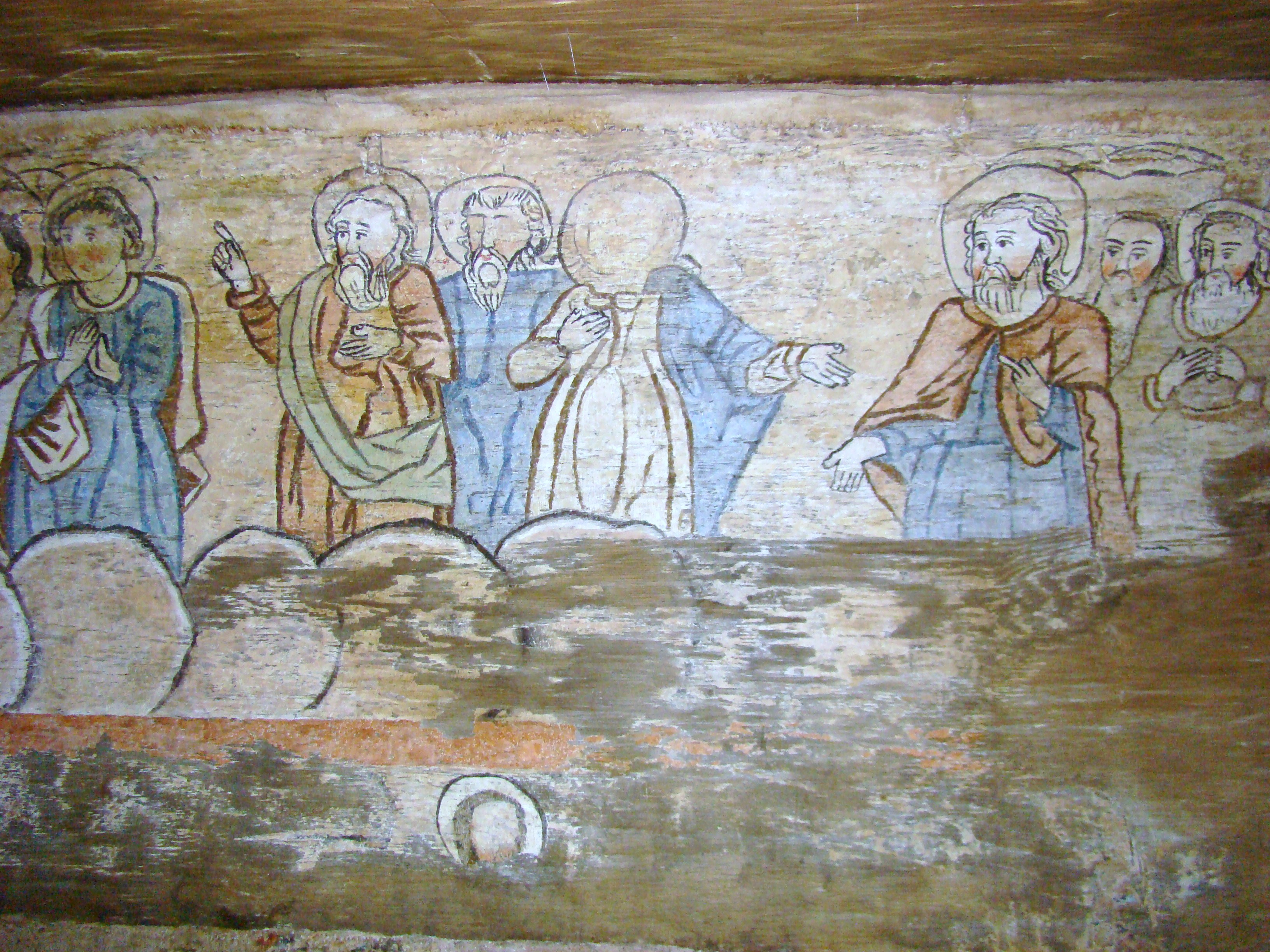
Pictura pronaosului
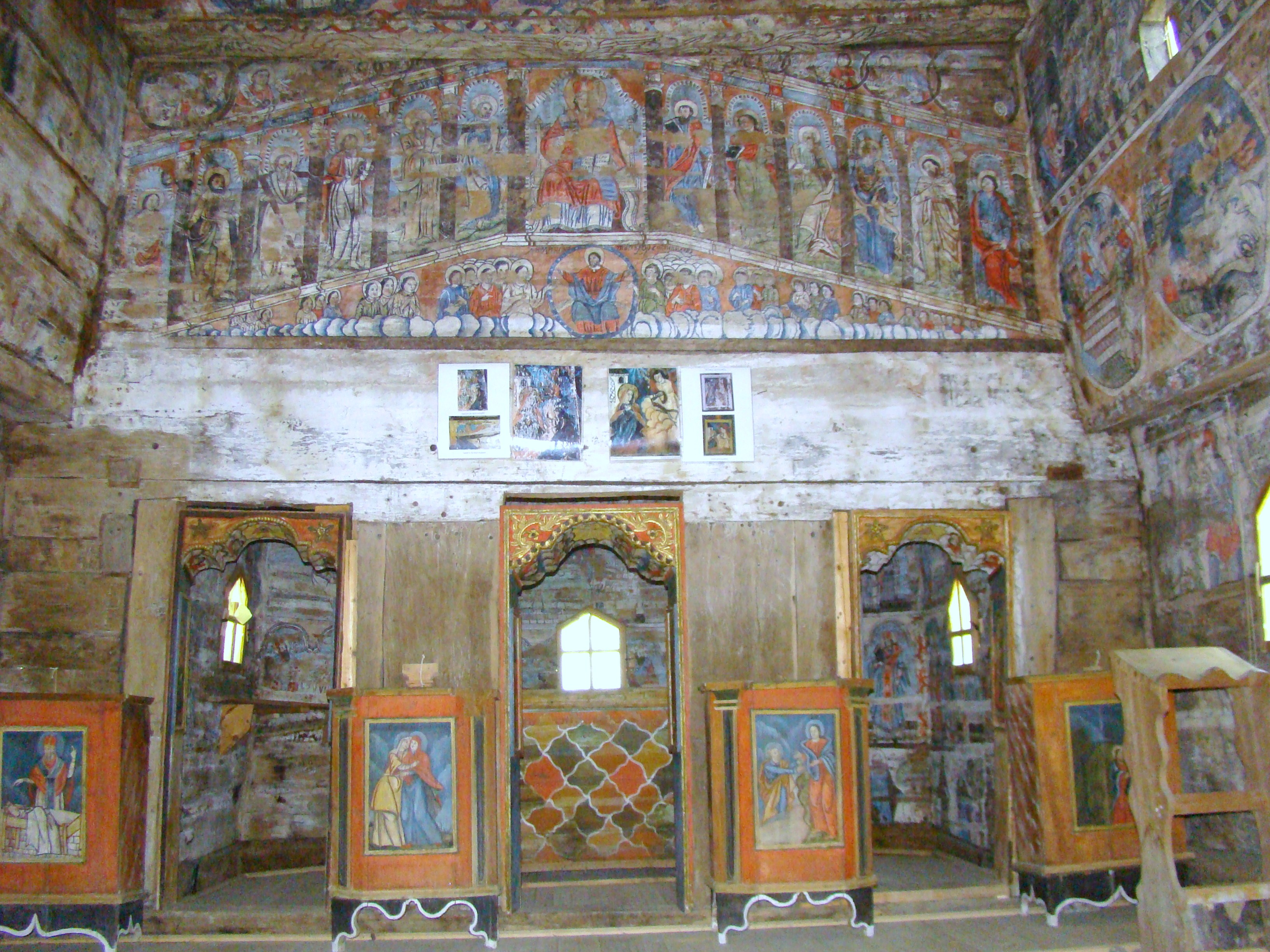
Partea de jos a iconostasului
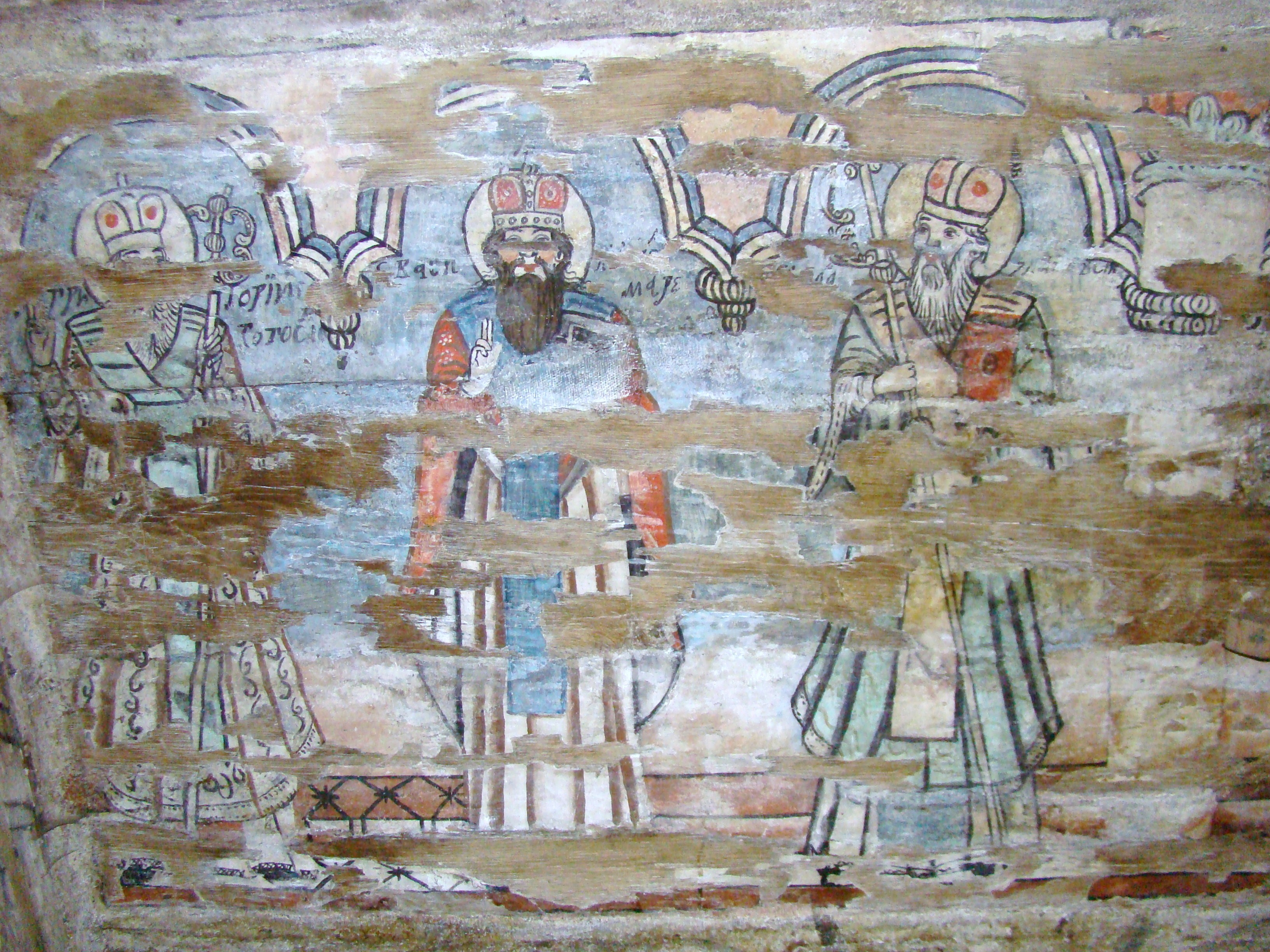
Altar: Sfinții Ierarhi
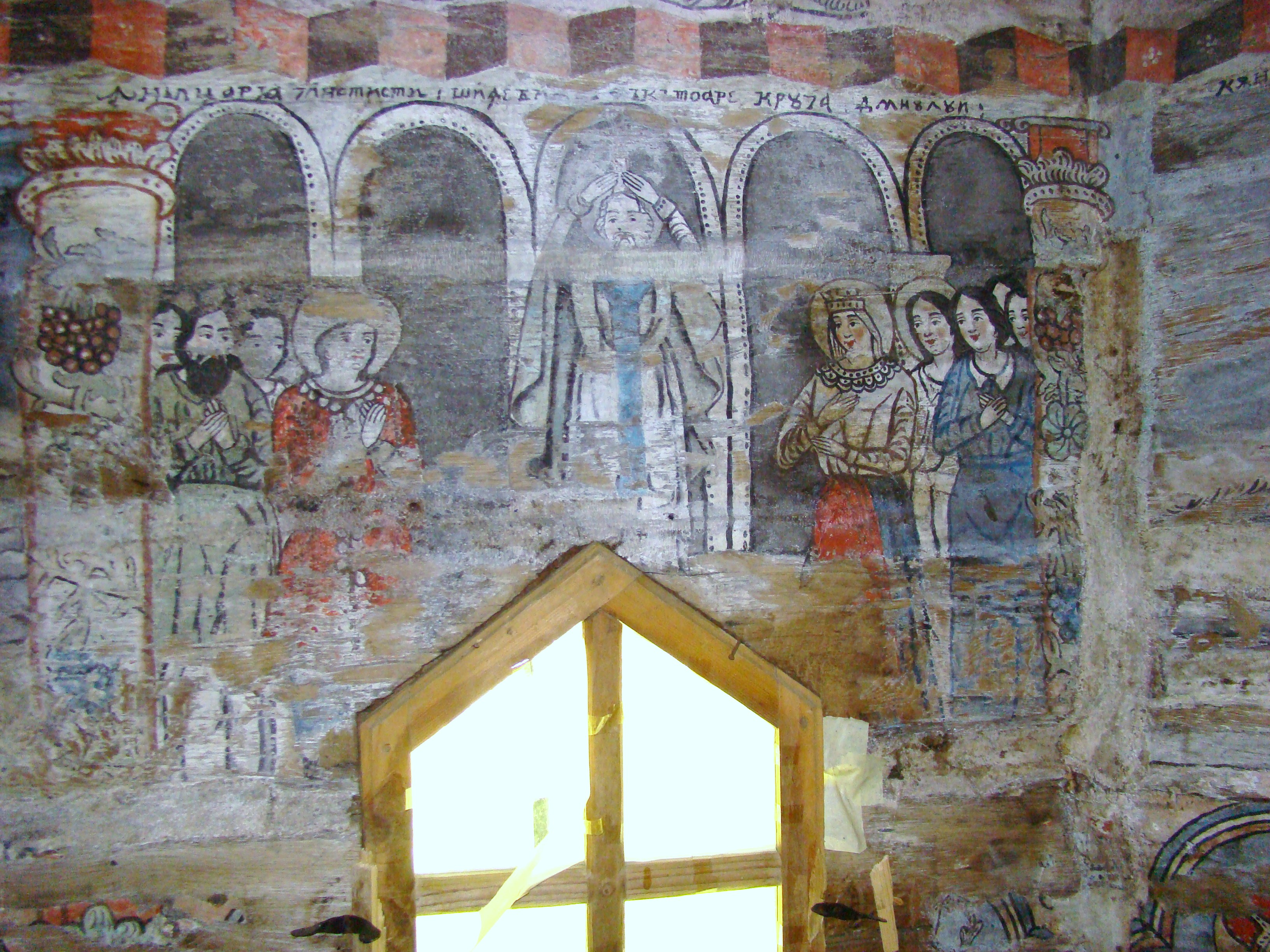
Înălțarea sfintei cruci
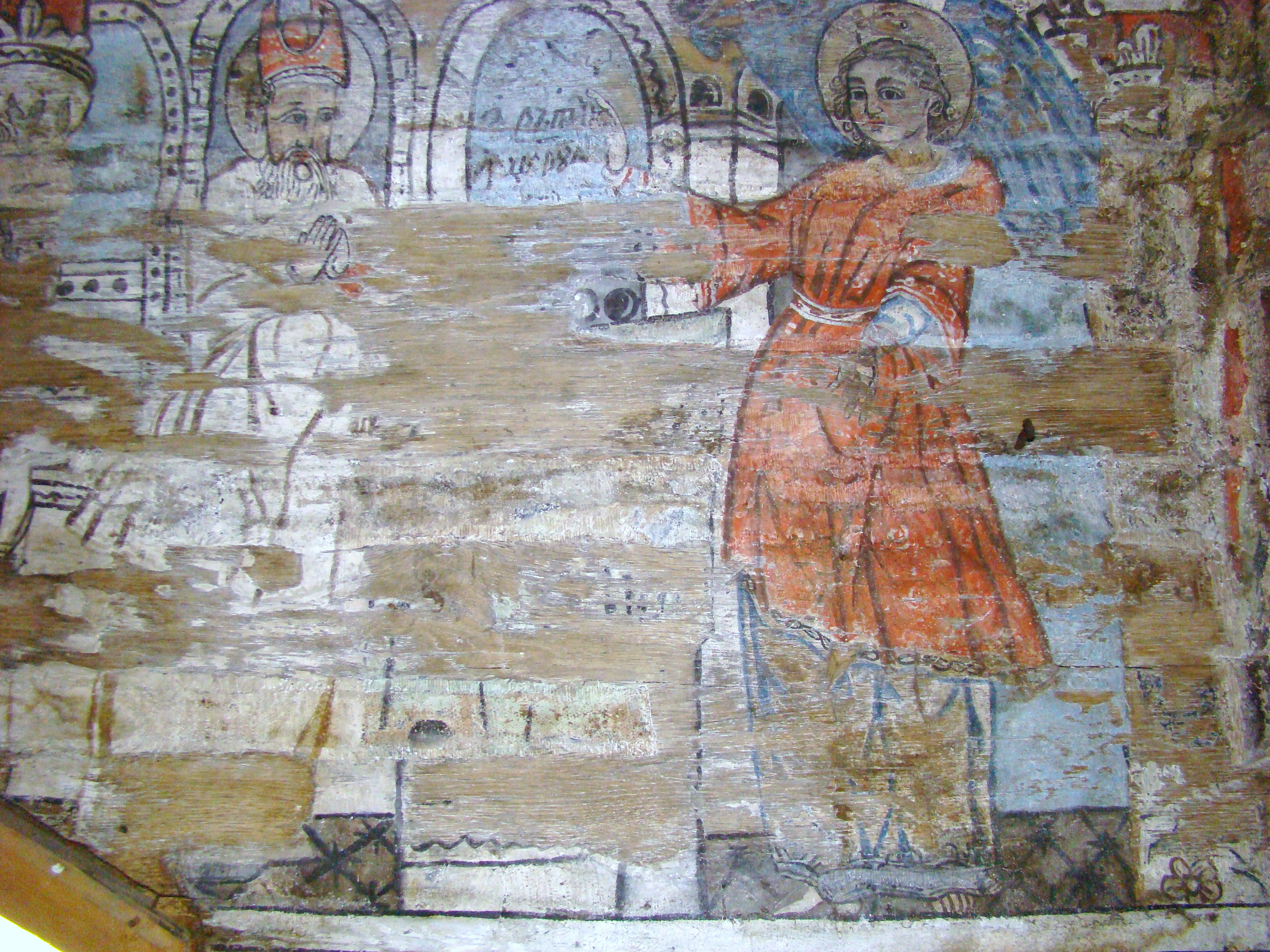
Zaharia vestit de îngeri
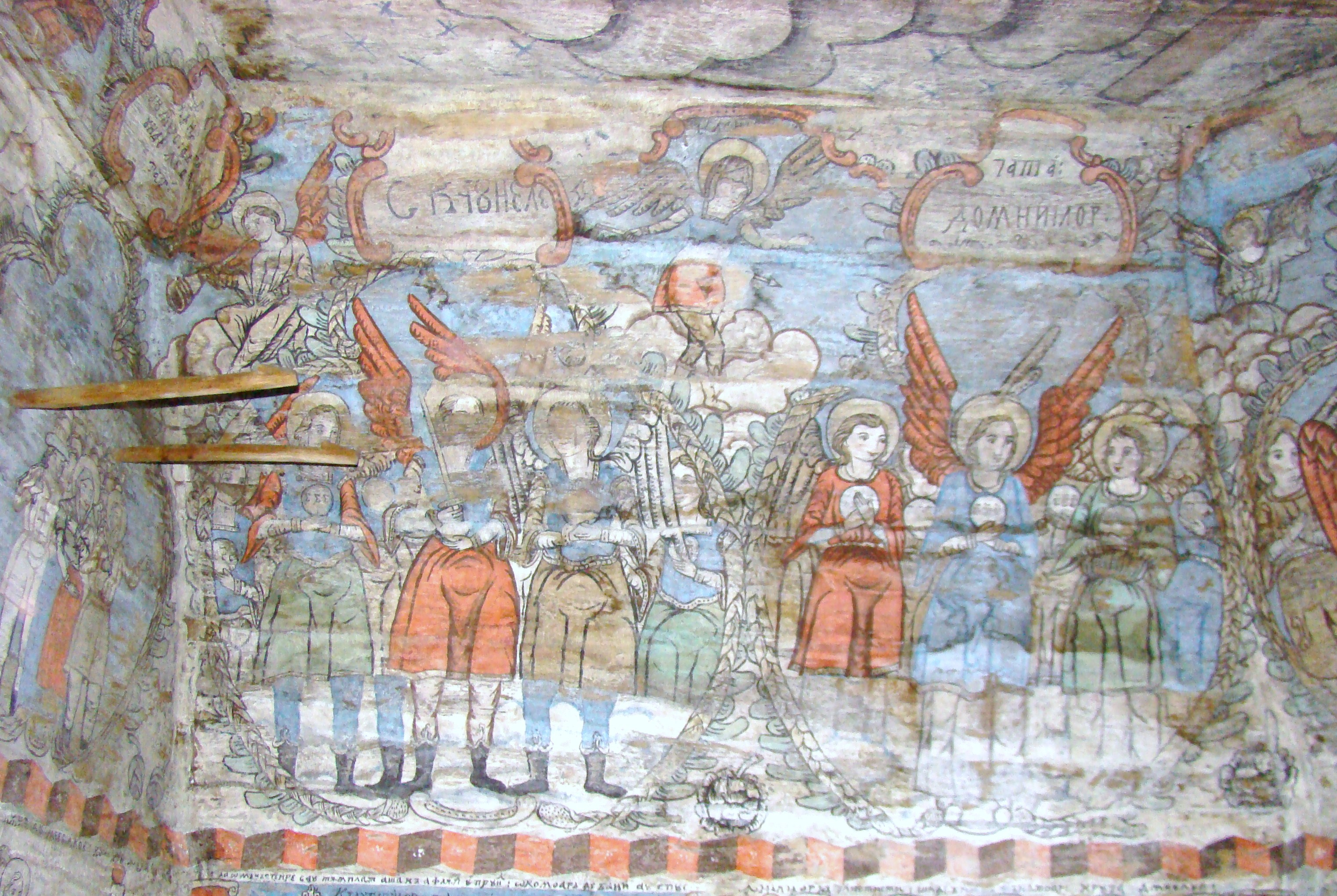
Altar (nord): „Scaunele”; „Ceata Domniilor”; sus: Înger trâmbițând; Arhanghel cu suliță
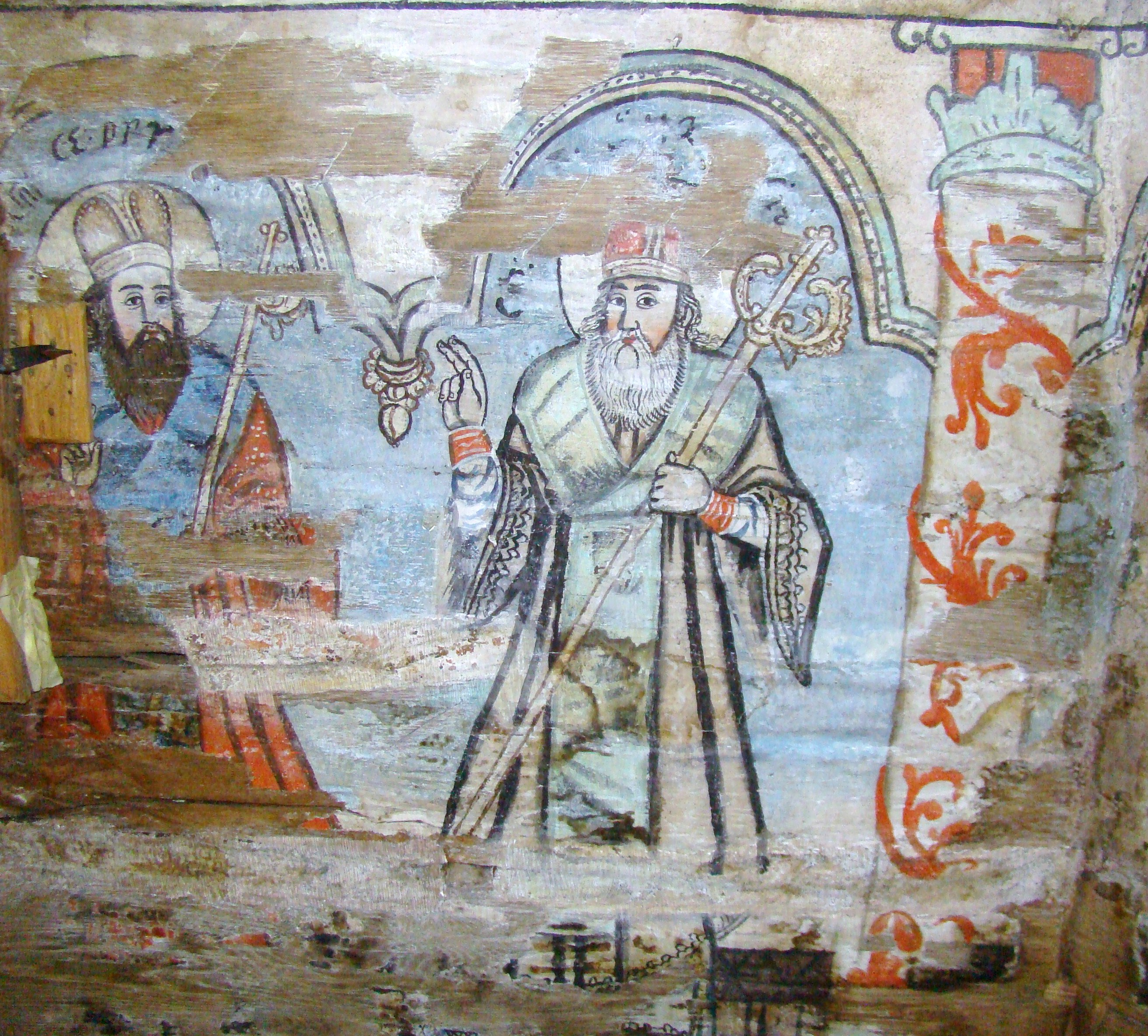
Altar: Sfinții Ierarhi
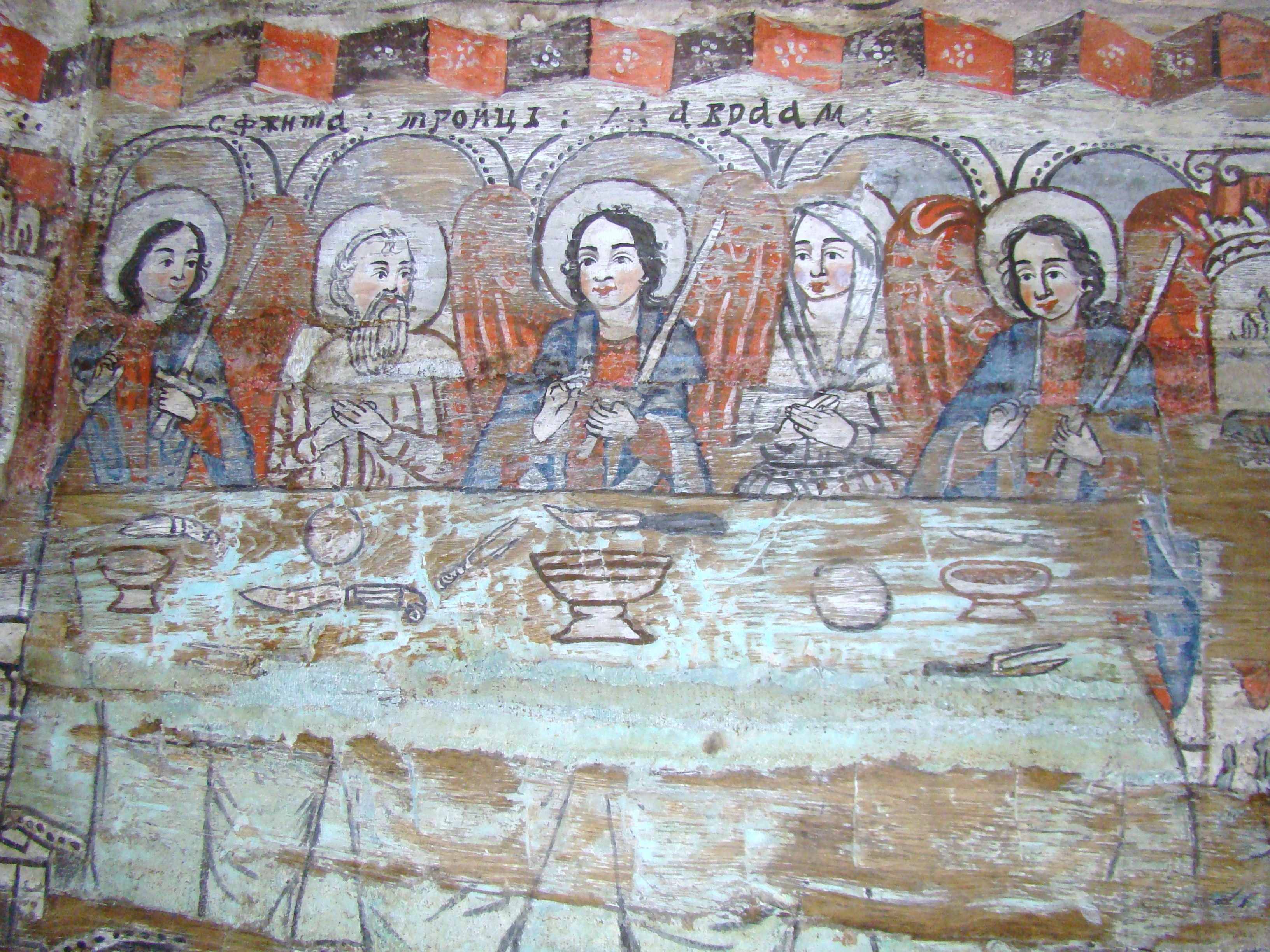
Sfânta Treime la Mamvri
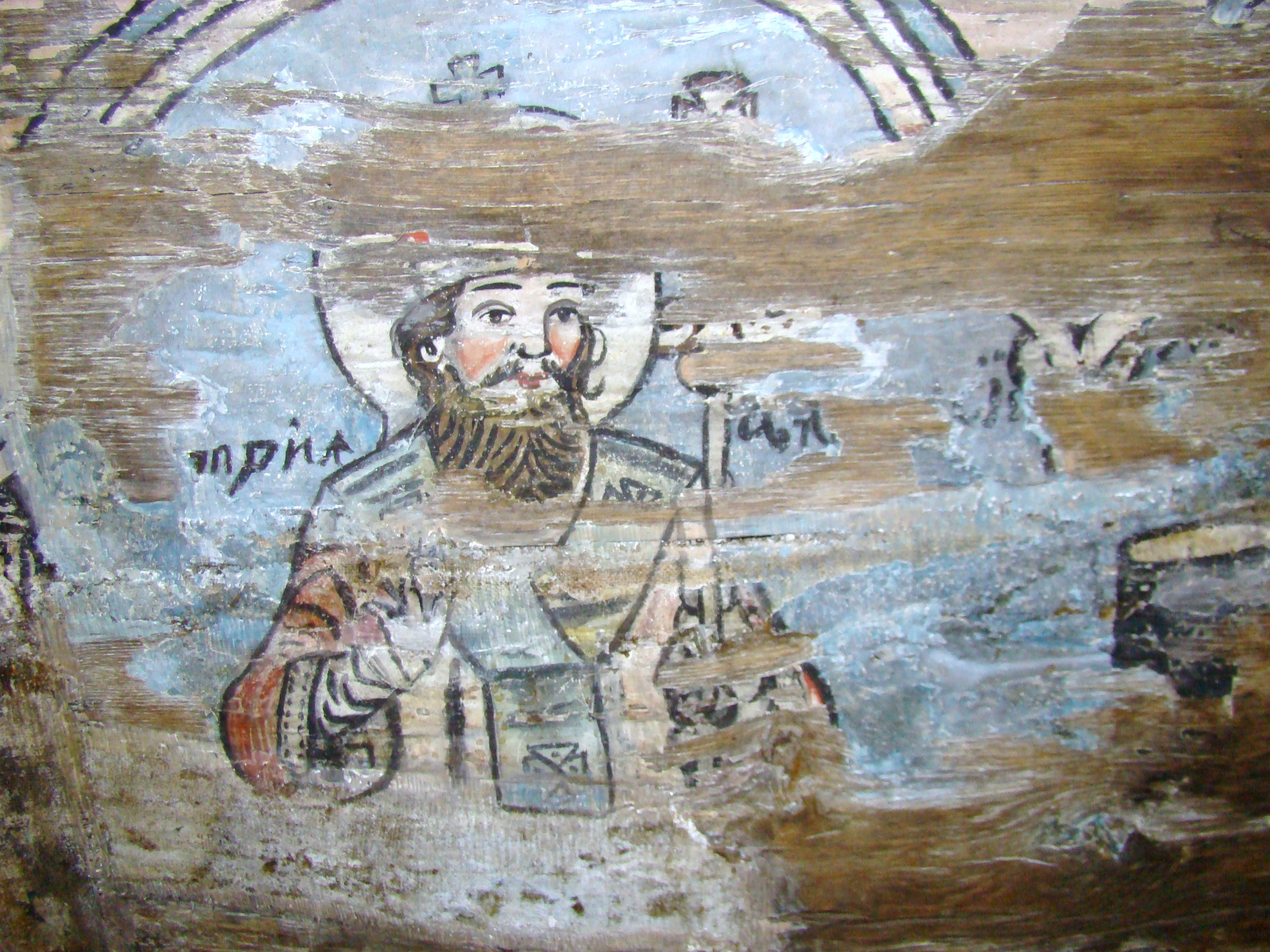
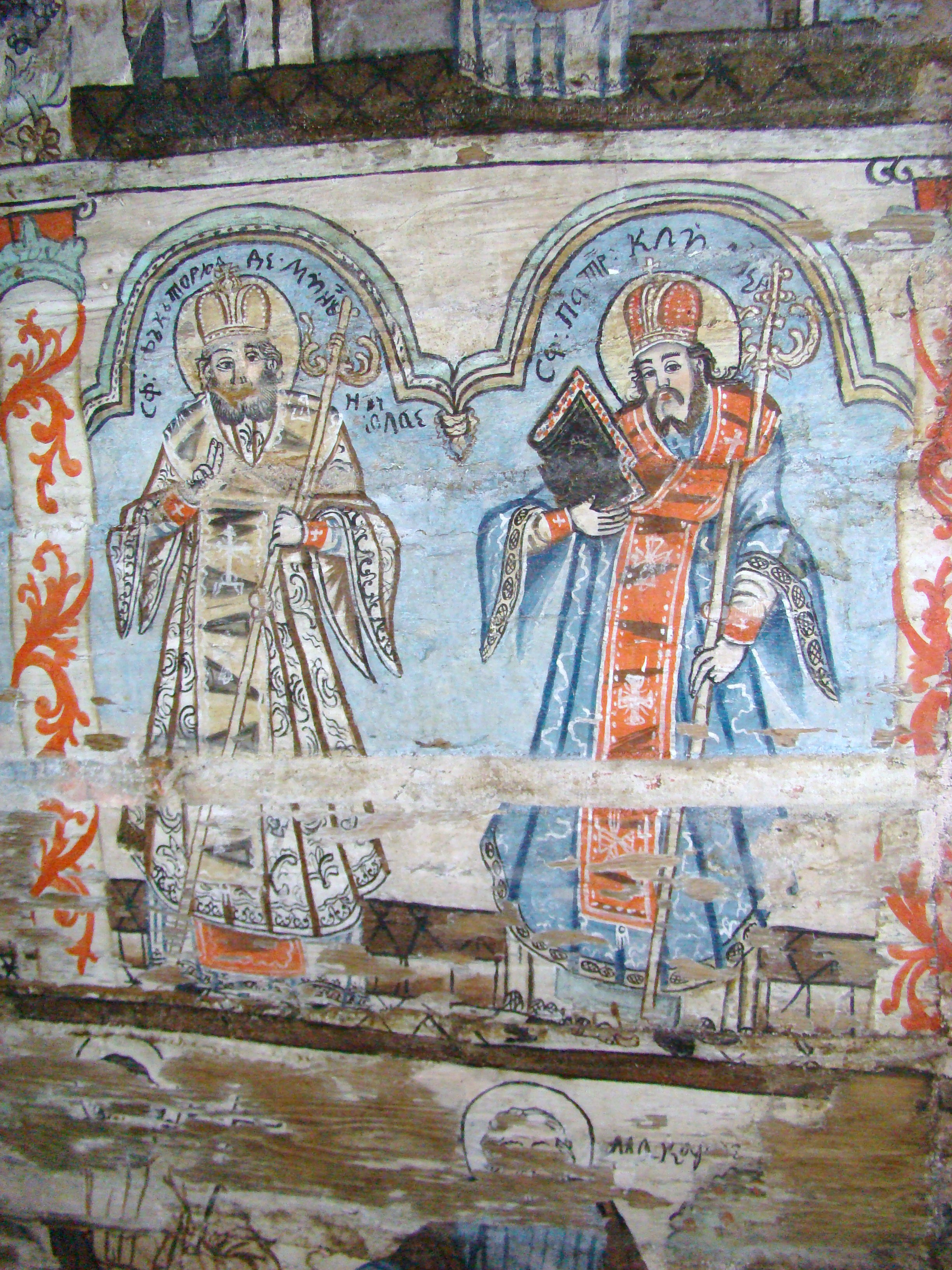
Altar: Sfinții Ierarhi
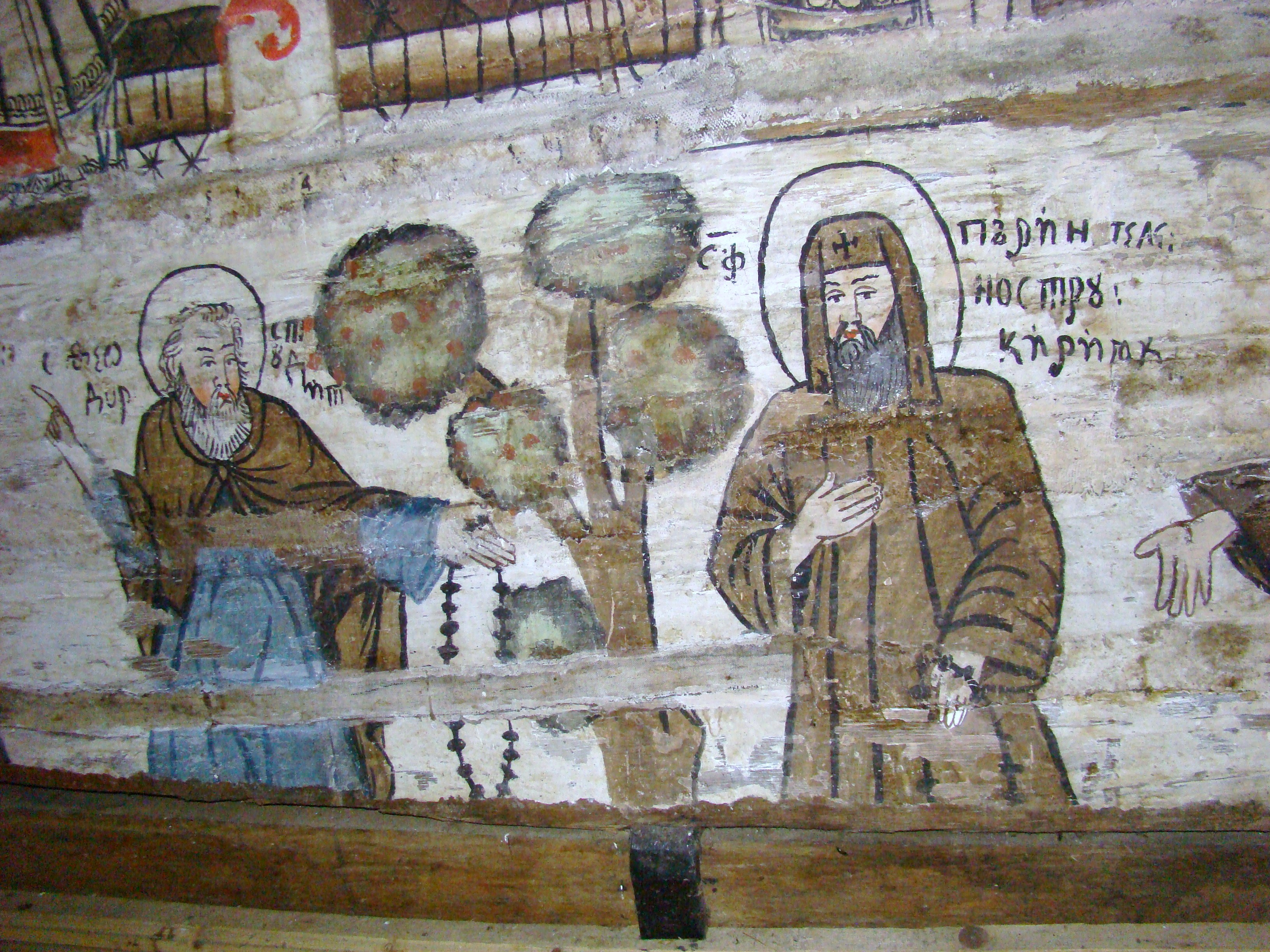
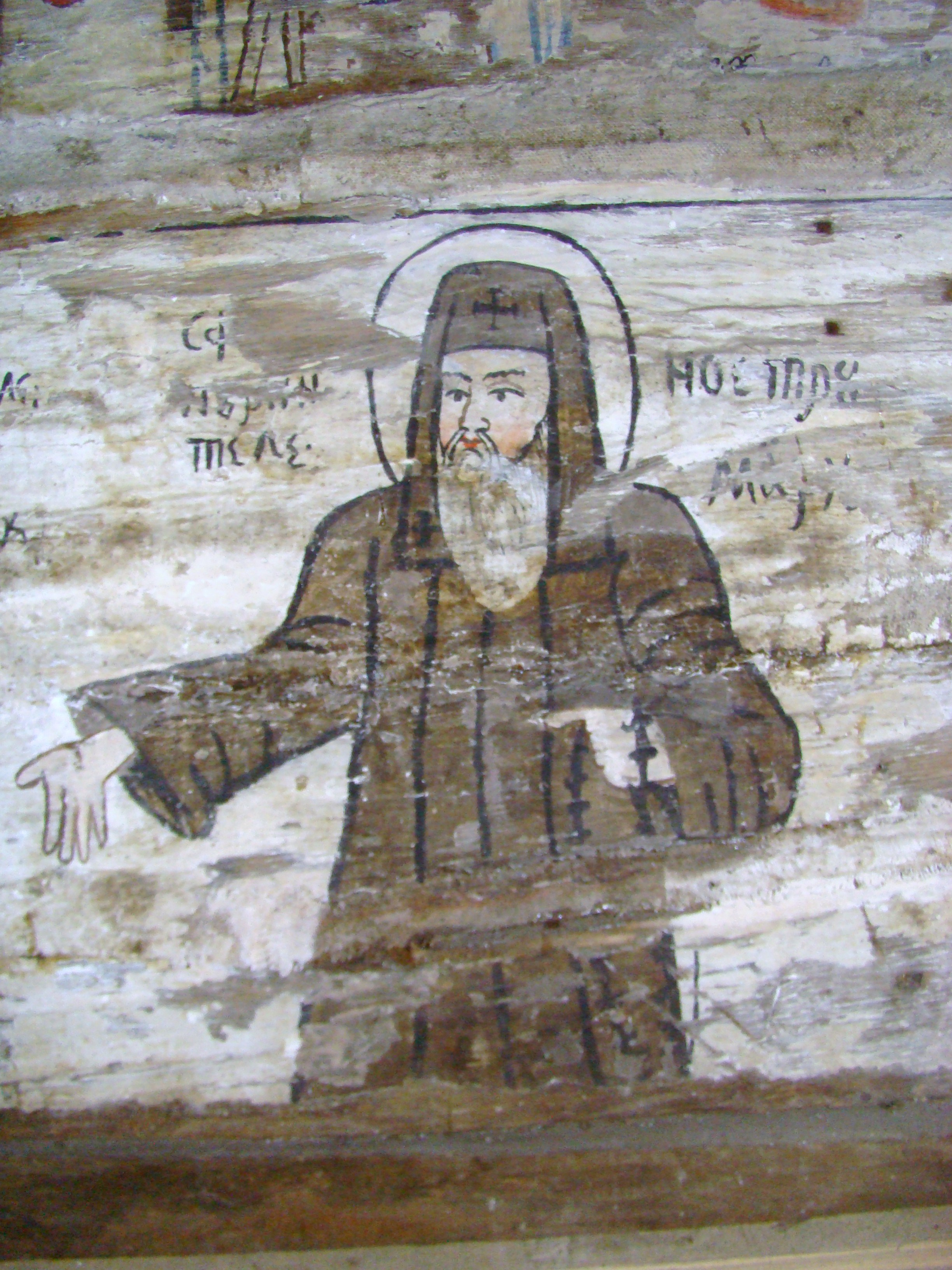
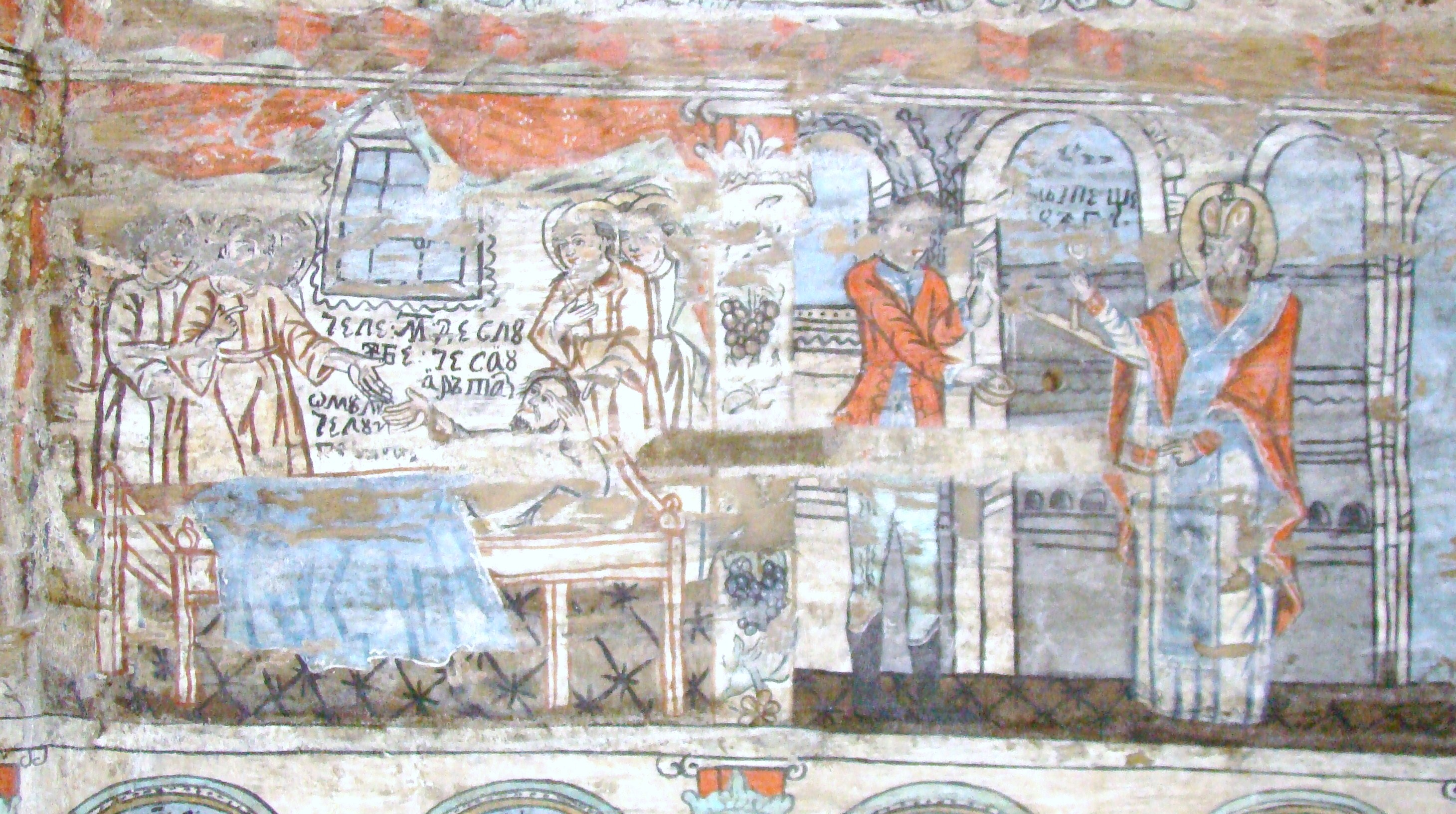
Altar (sud-est): Sărindar („Cele 40 de slujbe ce s-au arătat omului beteag”); Cântărește („cărțile și banii”)
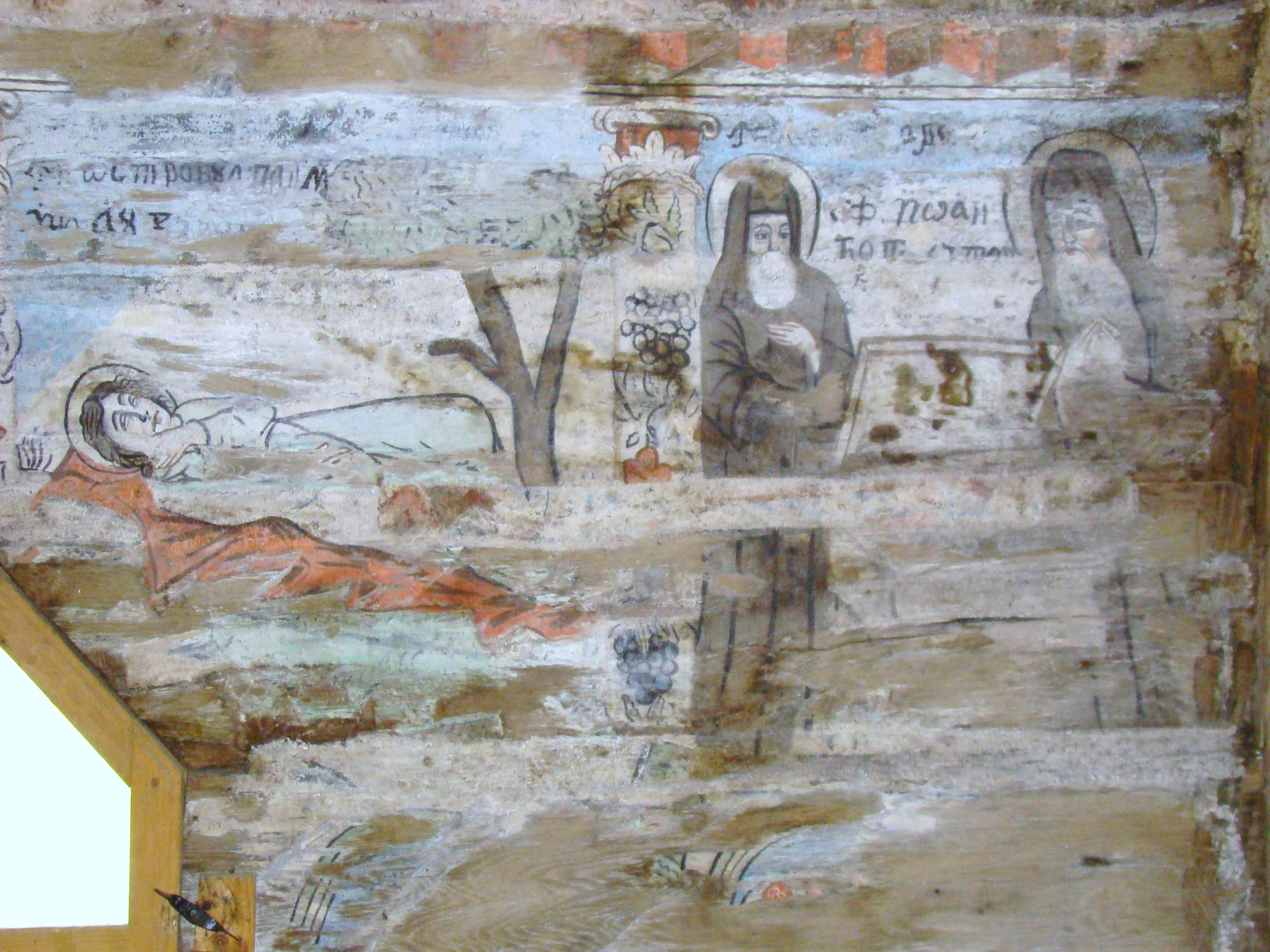
Viziunea lui Ioan în Padmos; Întâia aflare a capului sfântului Ioan Botezătorul
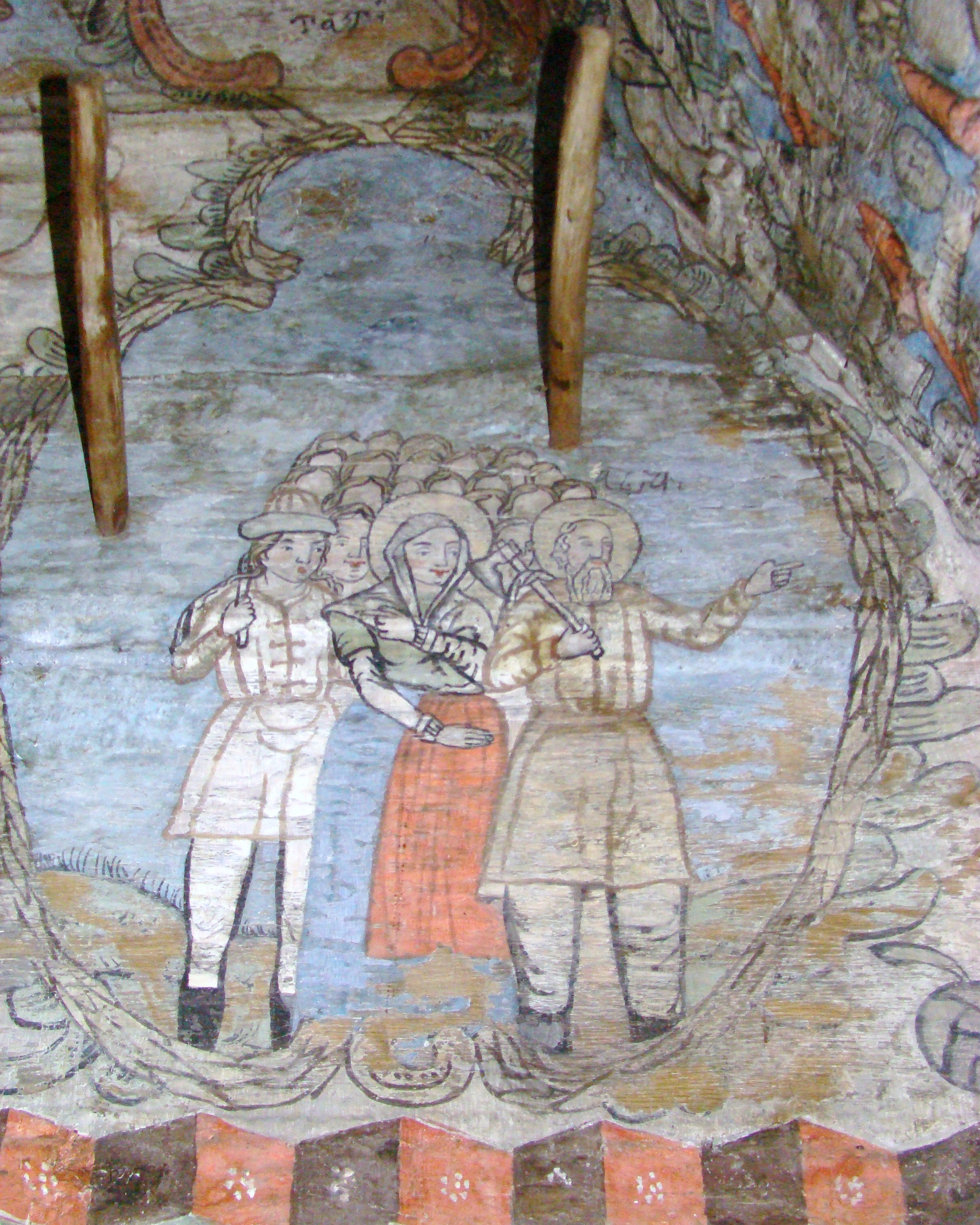
Avraam merge în Egipt
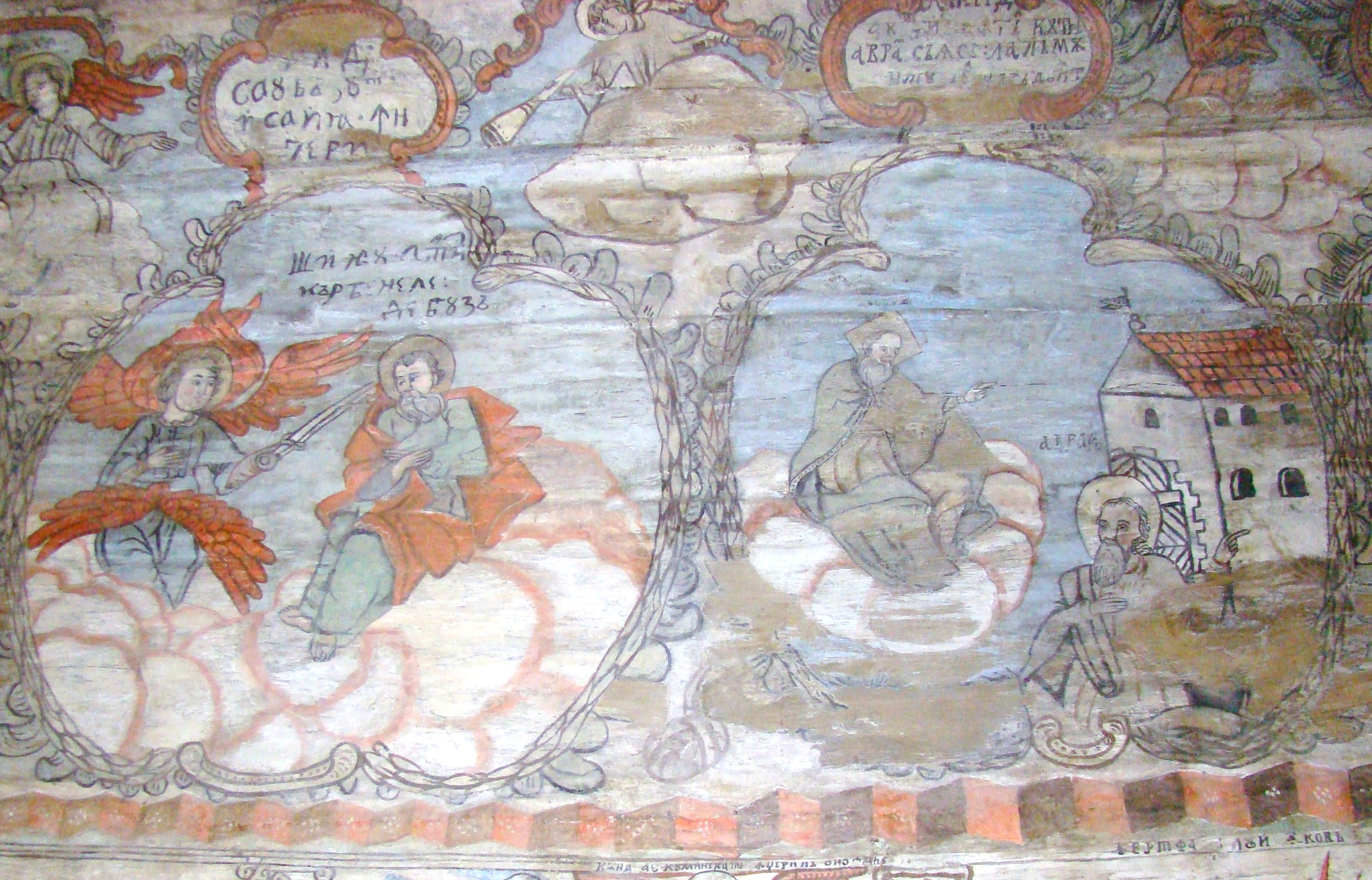
Viziunea lui Isaia; „Când au zis tatăl către Avraam să iasă la pământu cel făgăduit;
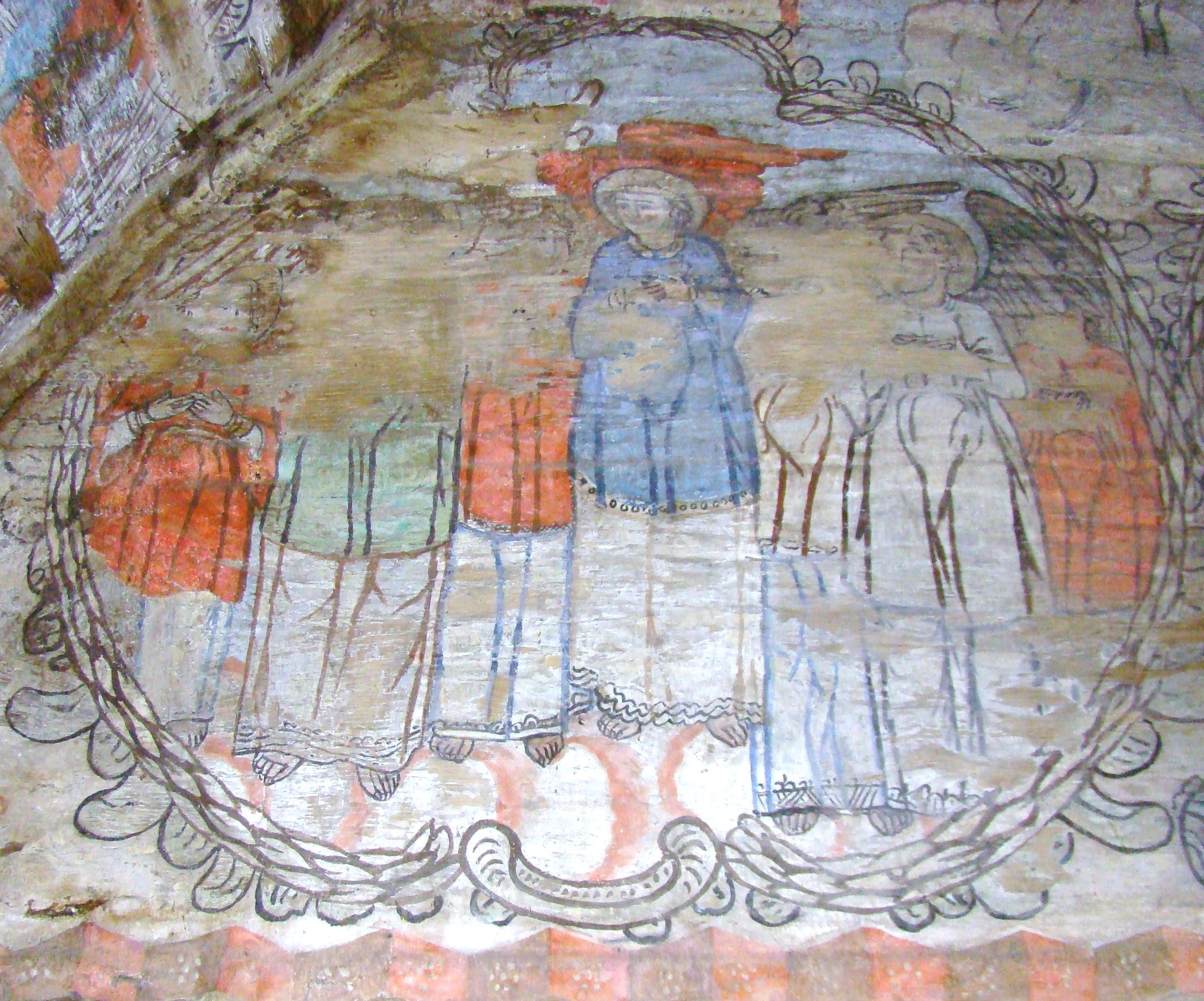
Ceata îngerilor
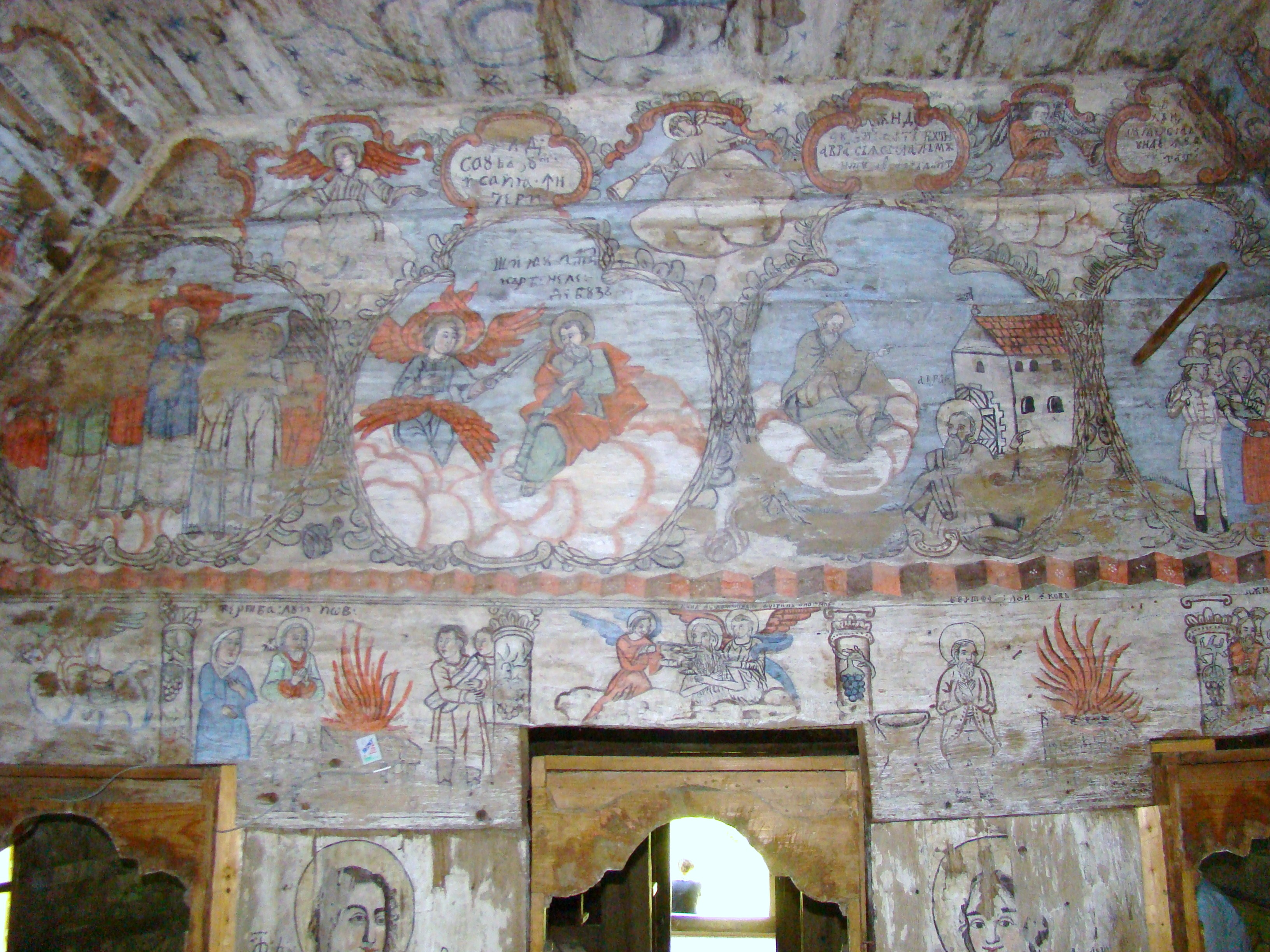
Altar (latura de vest)
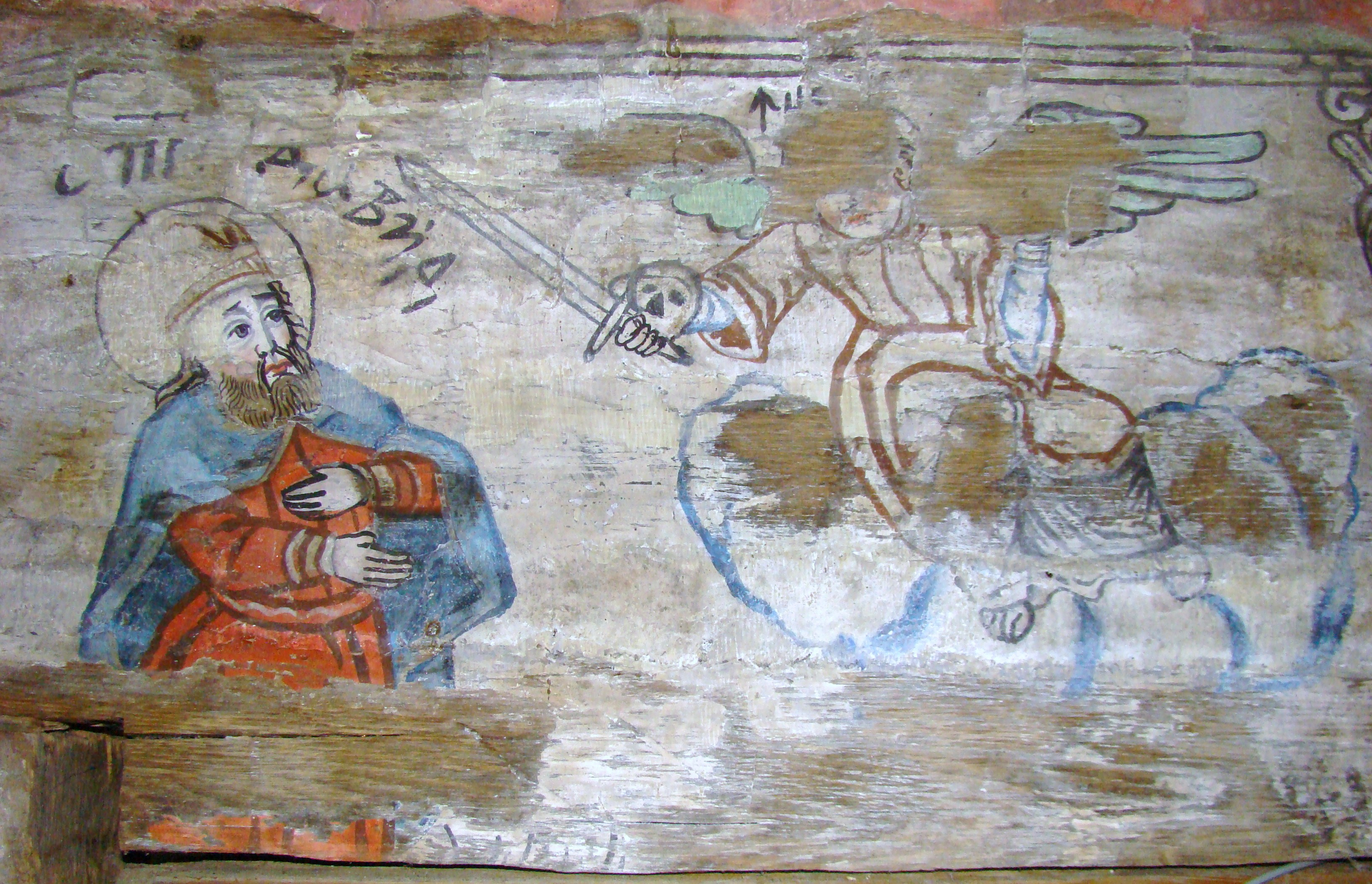
Căința lui David
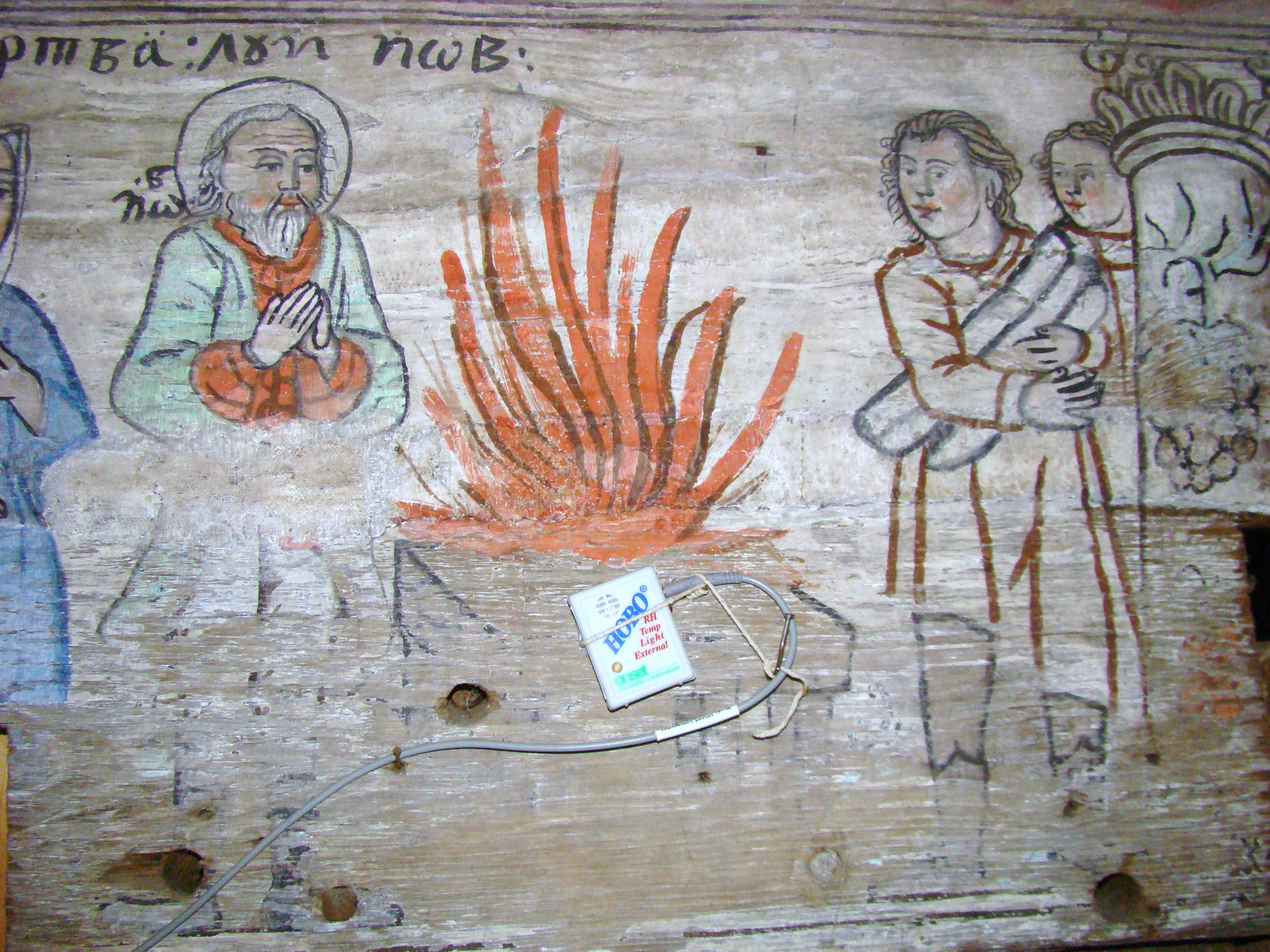
Jertfa lui Iov
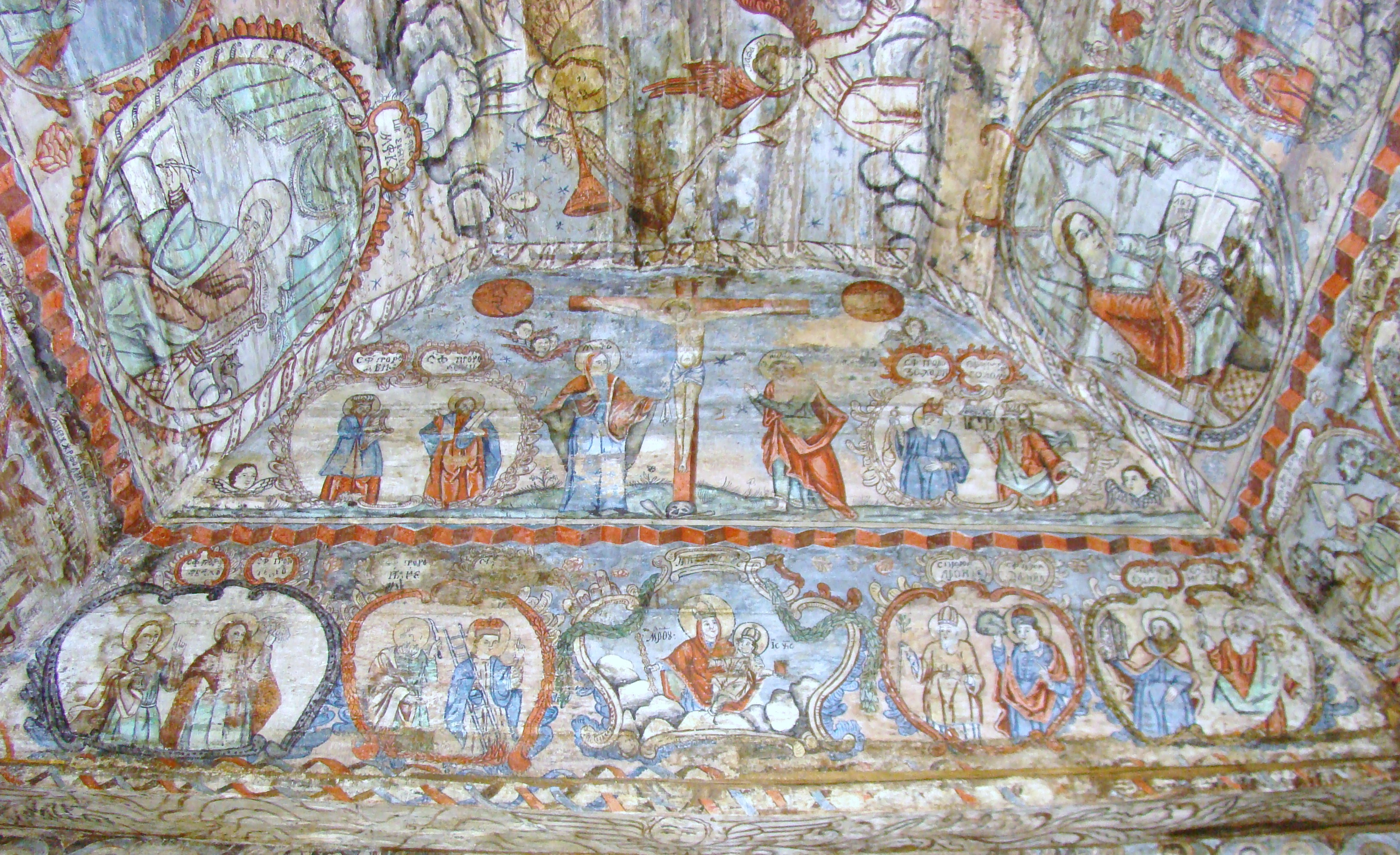
Pictura tâmplei (registrele superioare)
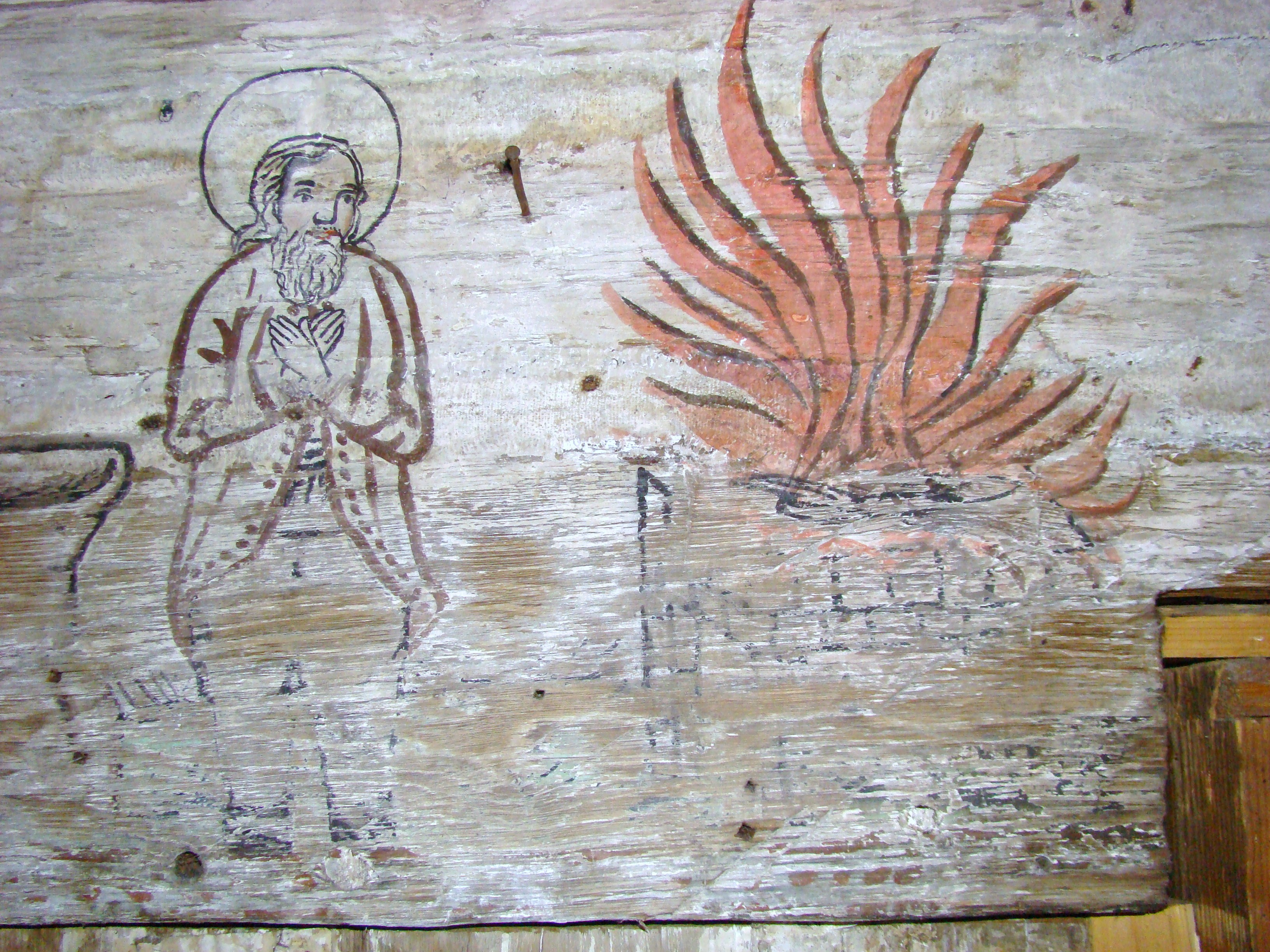
Jertfa lui Iacov
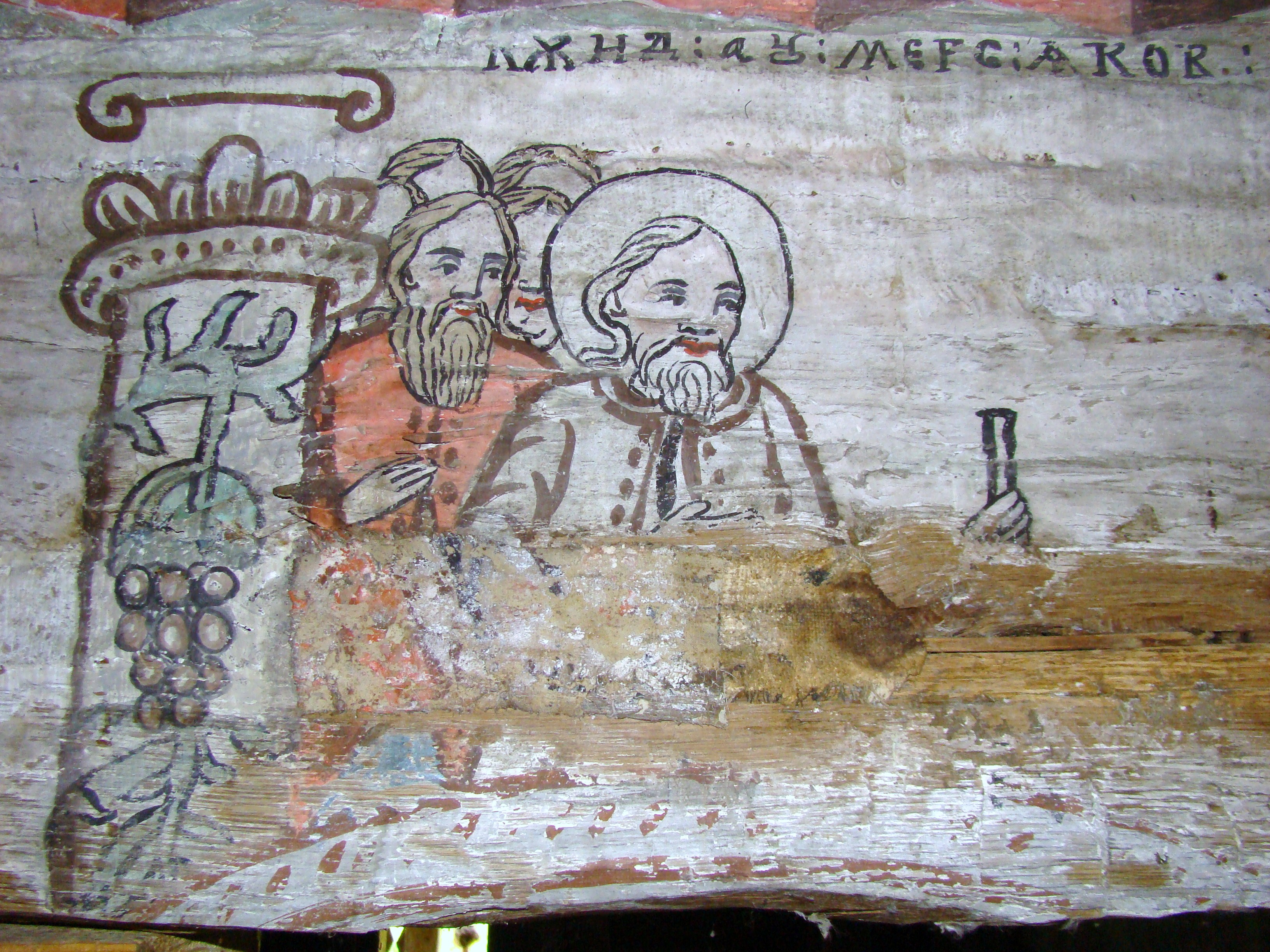
Iacov vine cu feciorii în Egipt la Iosif
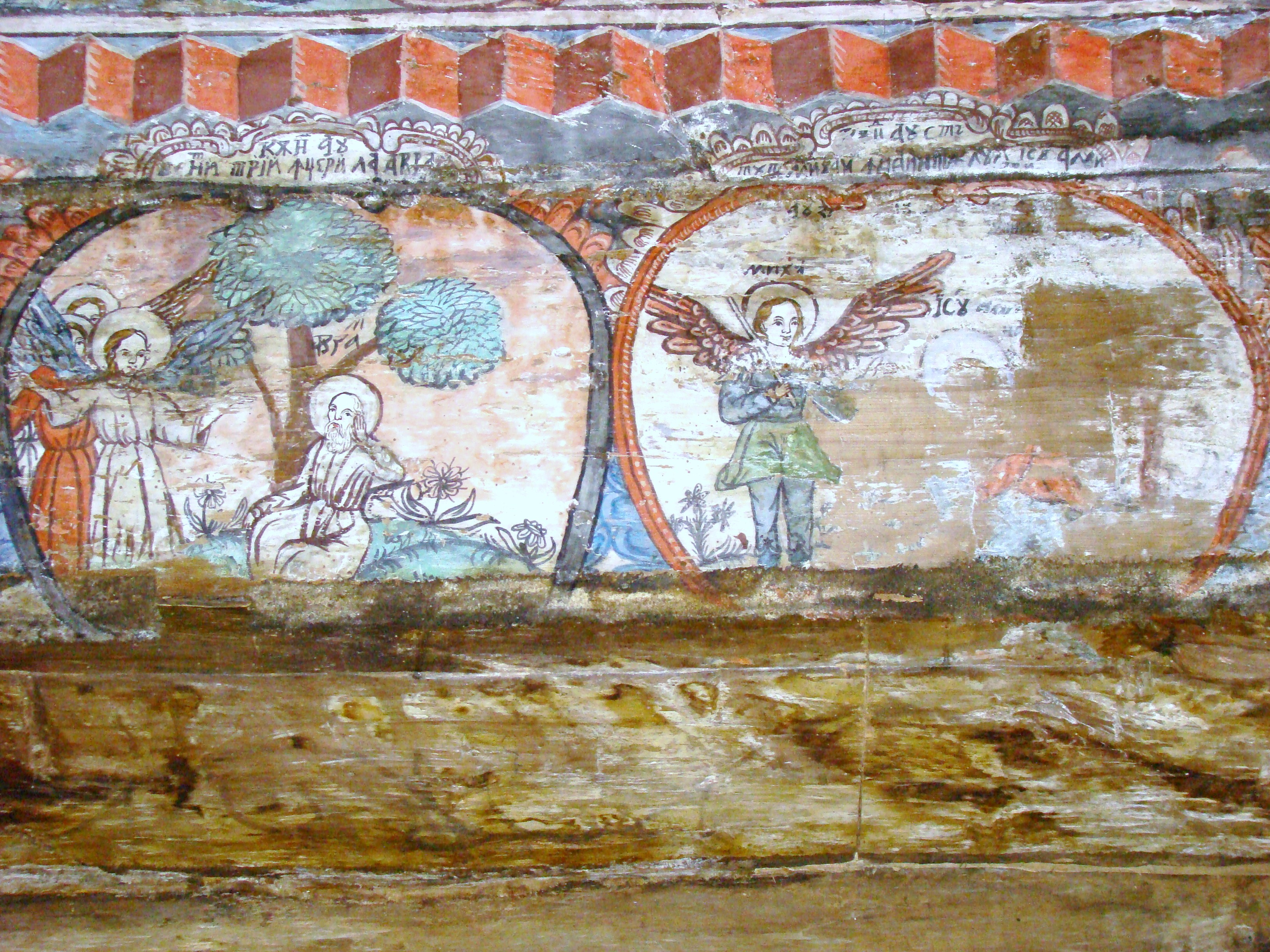
Filoxenia lui Avraam; Arhanghelul Mihail se arată lui Iosua a lui Navi
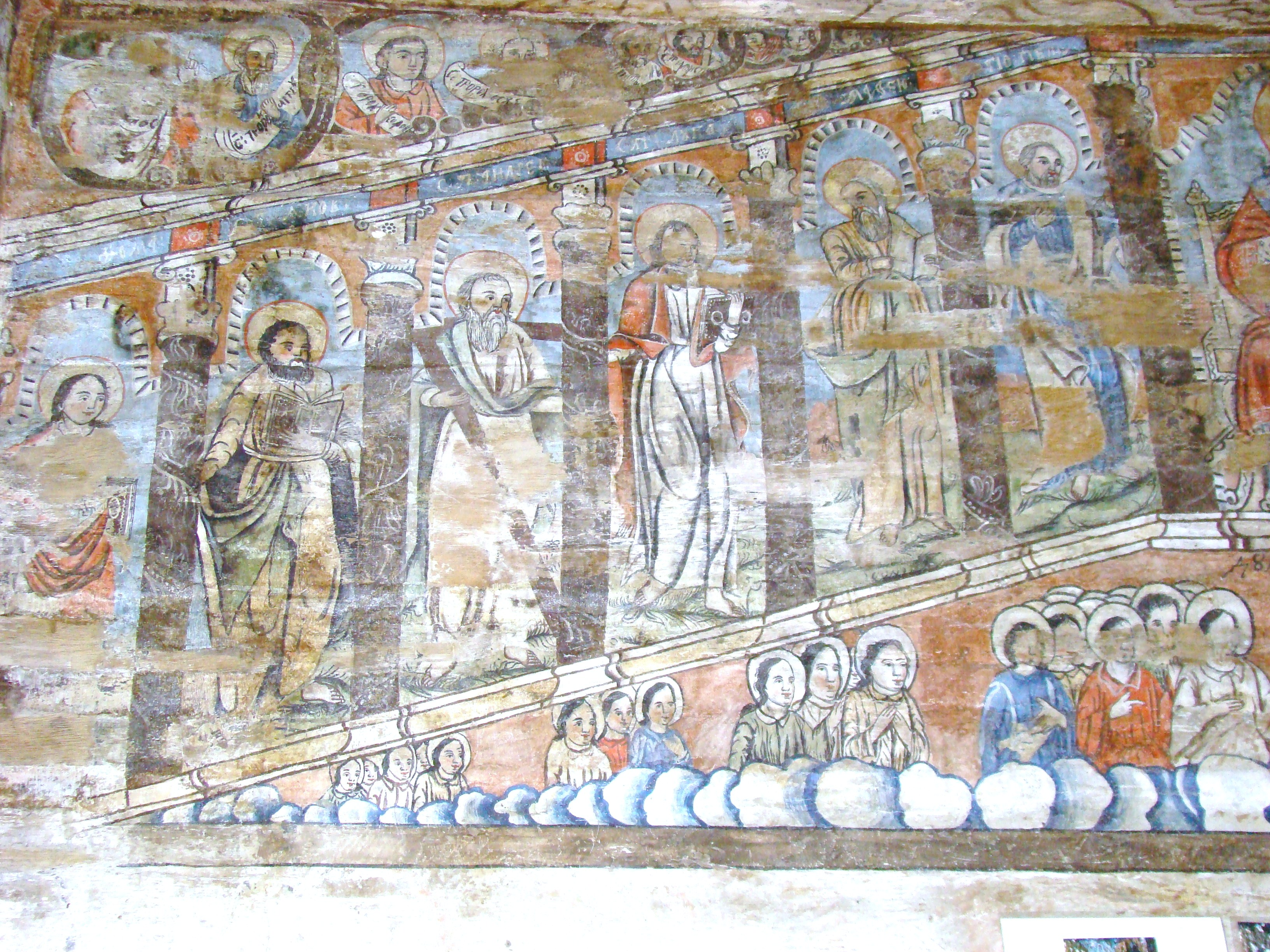
Pictura tâmplei (detaliu)
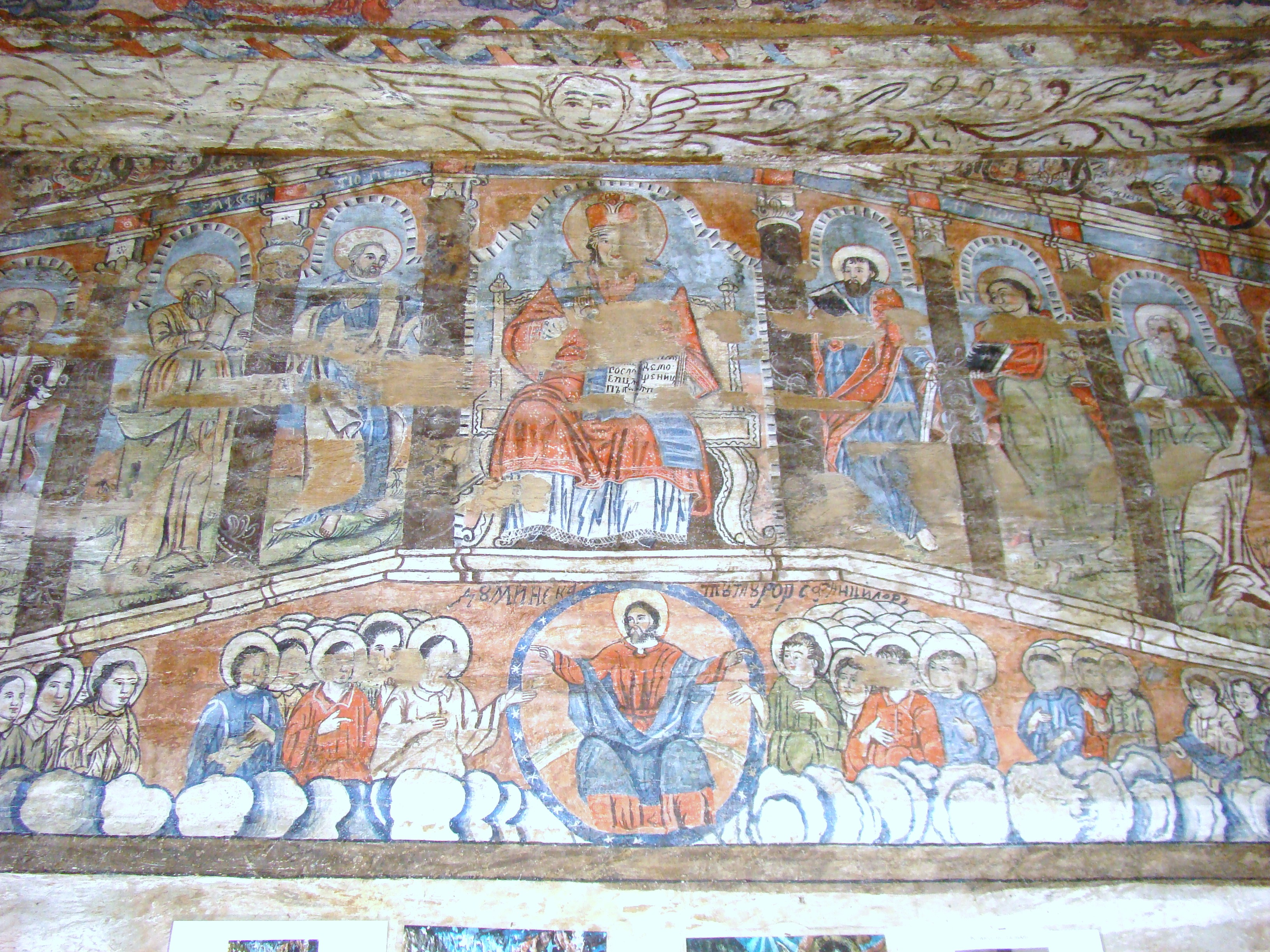
Pictura tâmplei (detaliu)
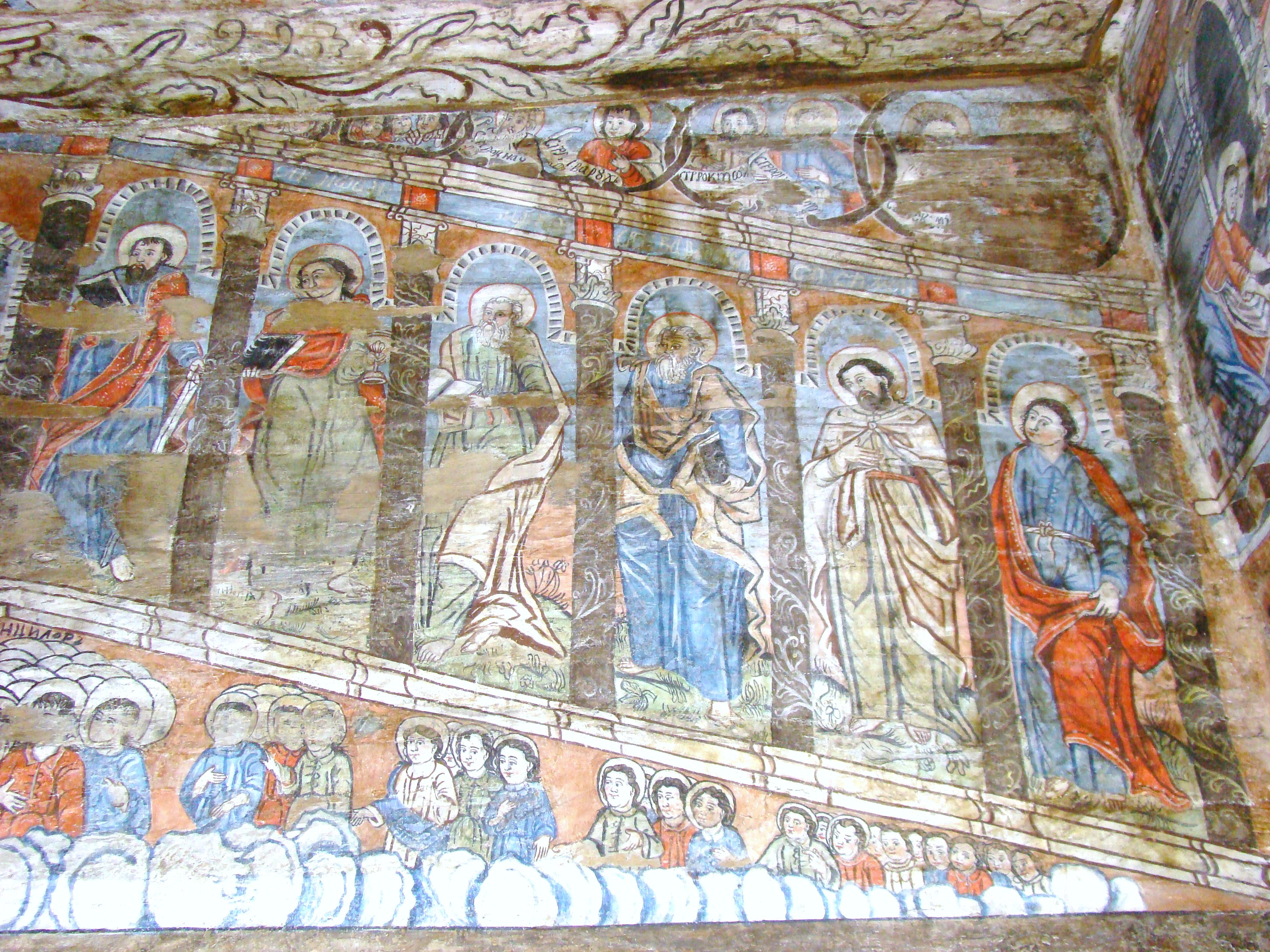
Pictura tâmplei (detaliu)
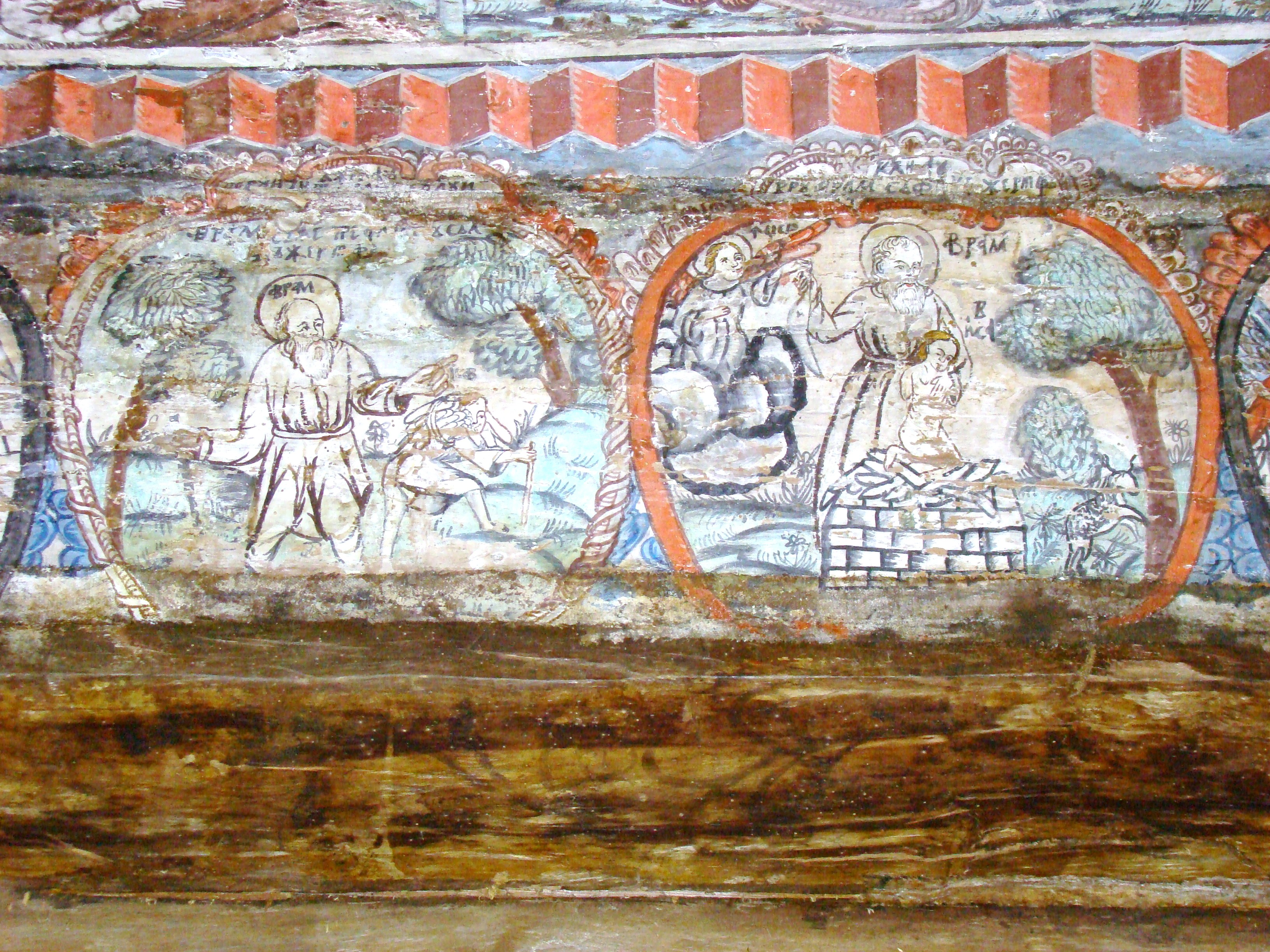
Dumnezeu îi poruncește lui Avraam să-și sacrifice fiul
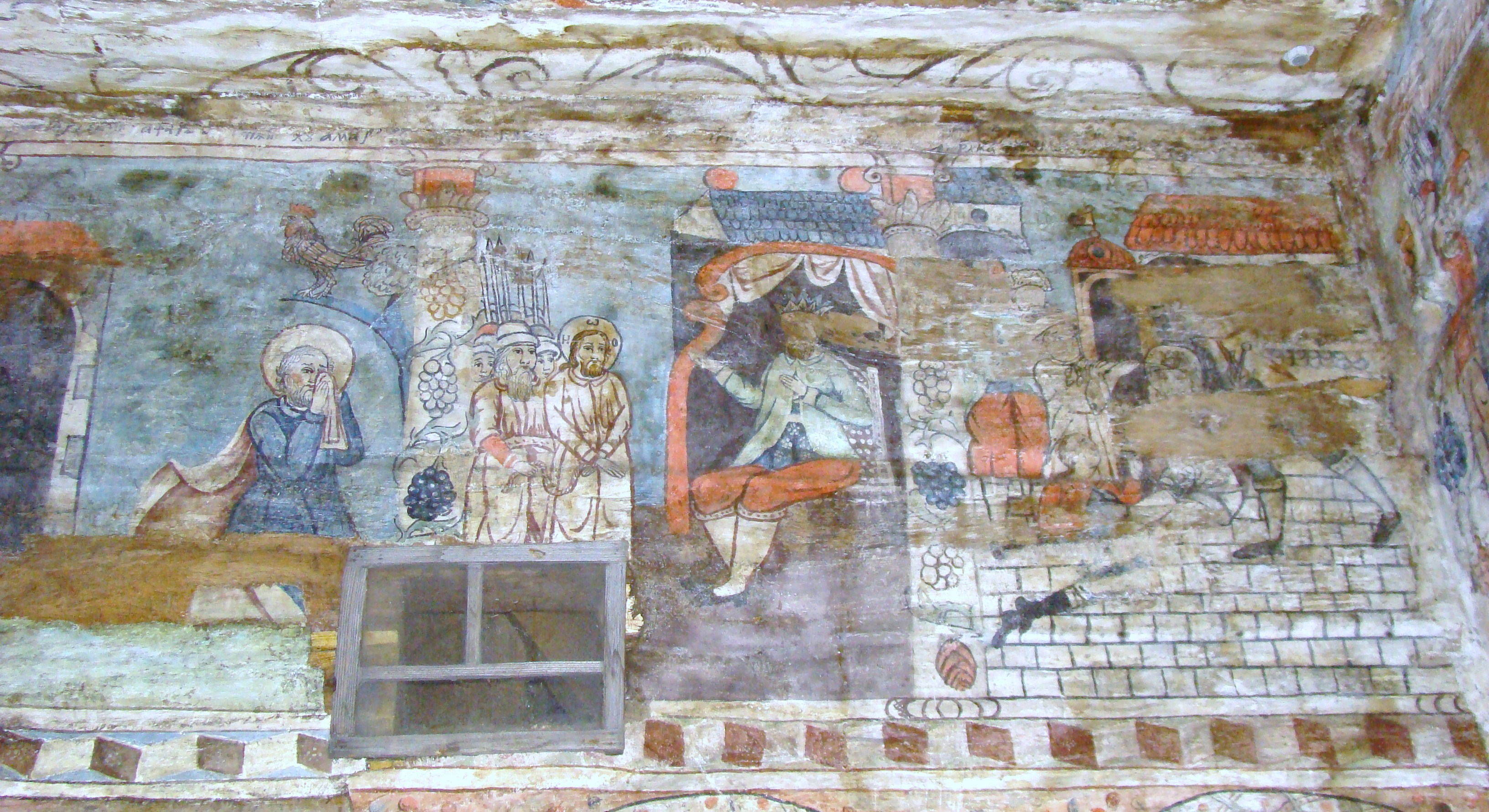
Lepădarea sfântului Petru; Iisus la Irod
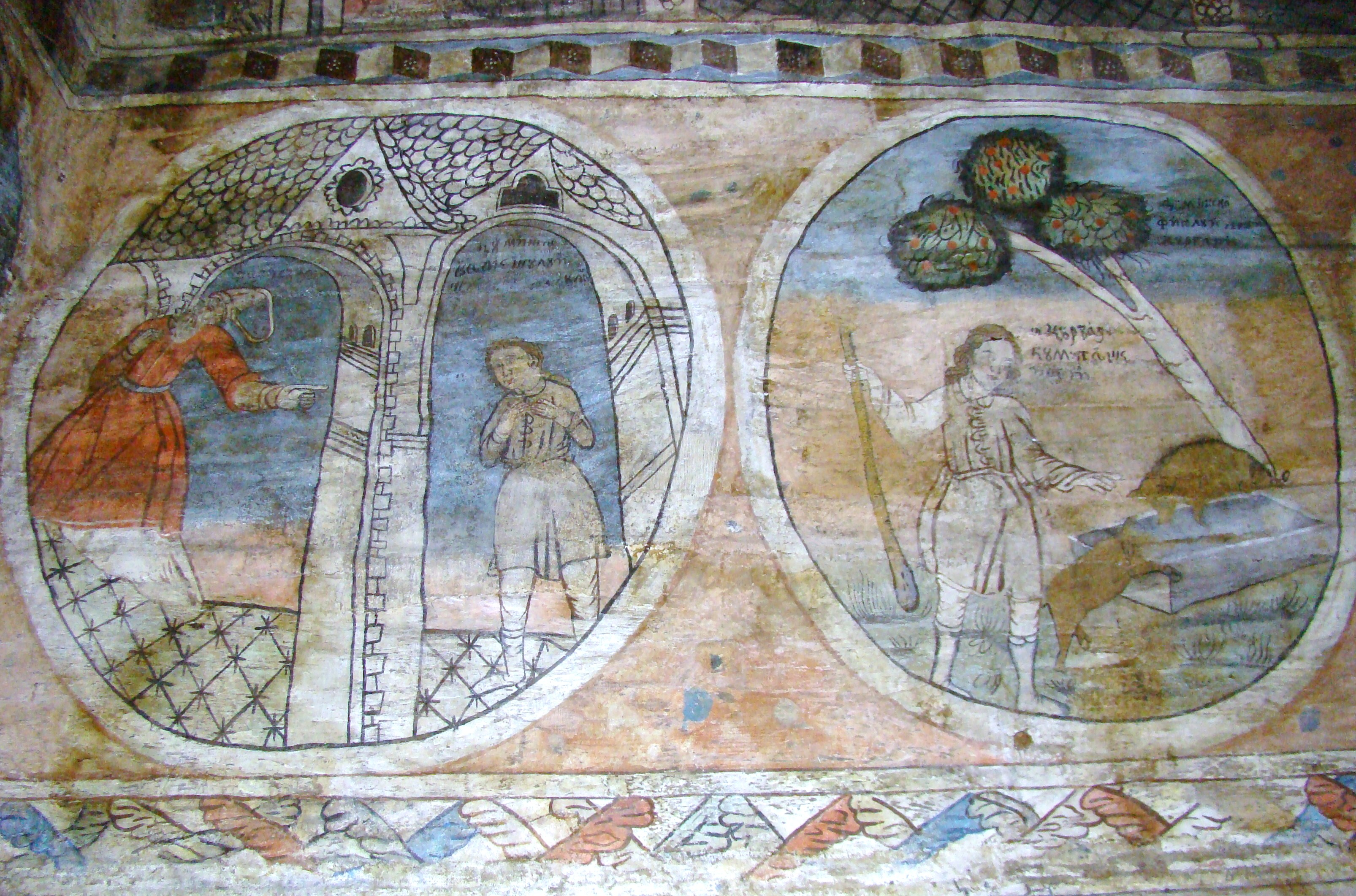
Duminica vameșului și a fariseului; Fiul risipitor paște porci
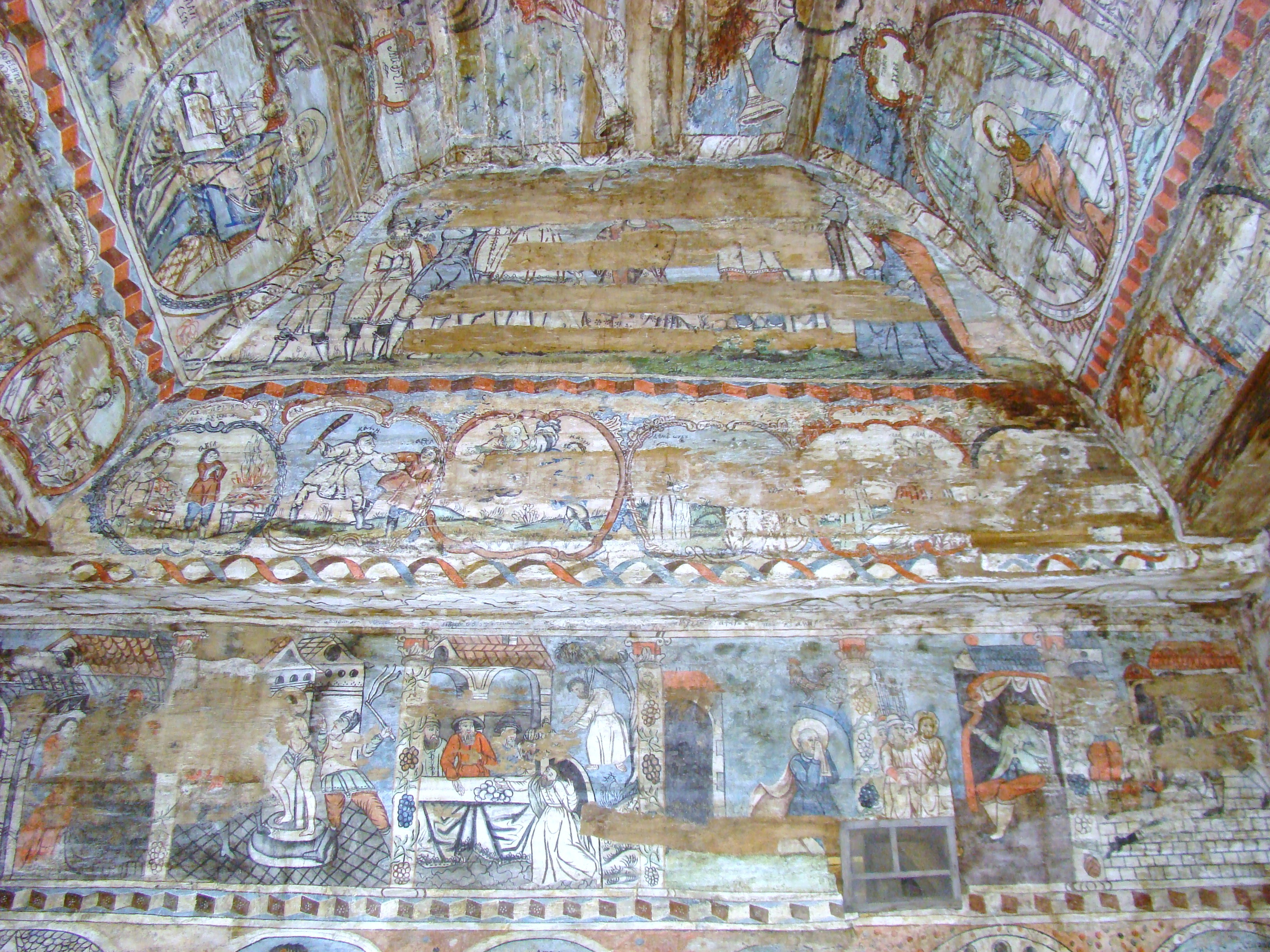
Naos (vest)
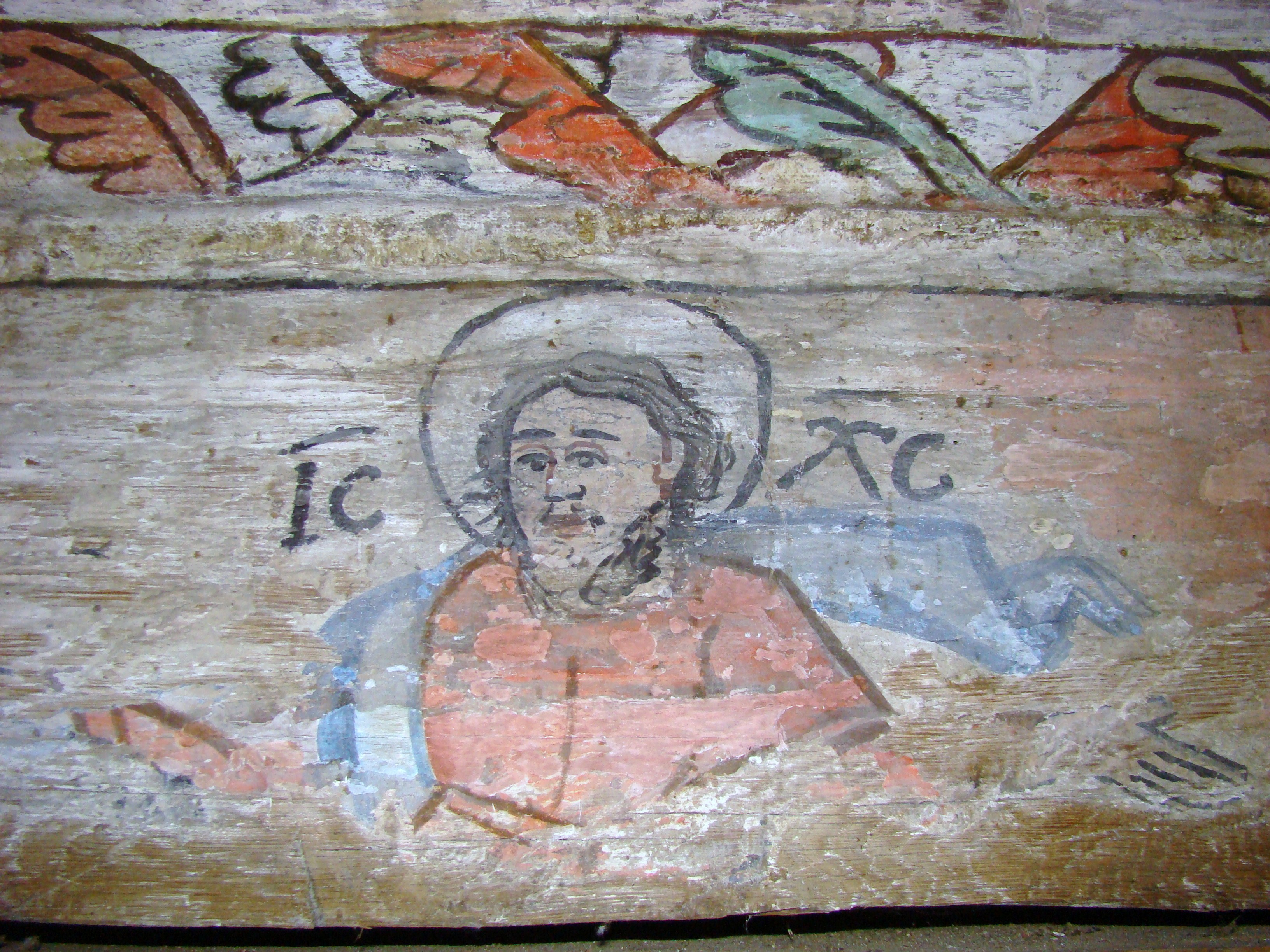
Iisus Hristos
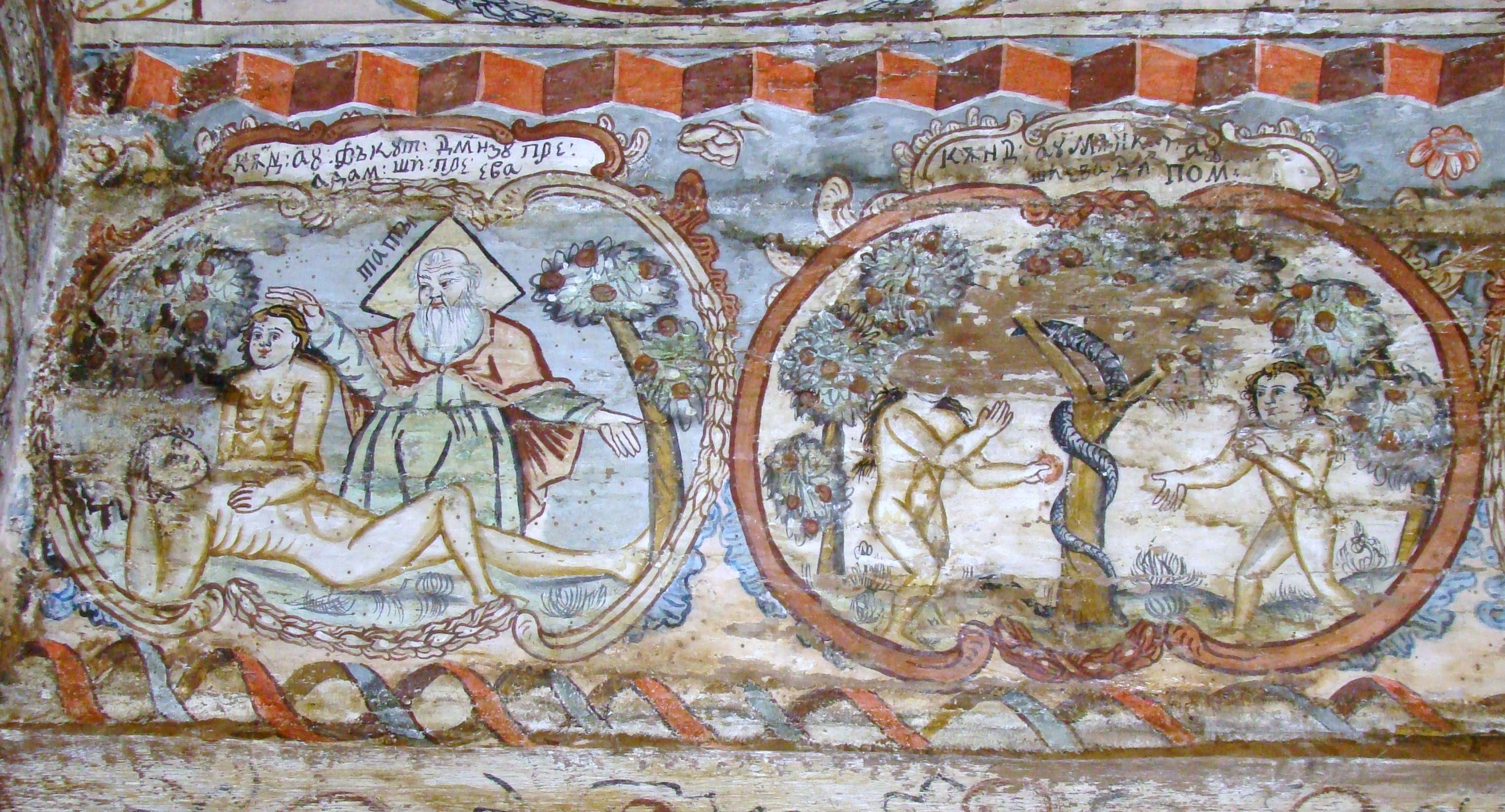
Facerea lui Adam și a Evei; Ispita șarpelui
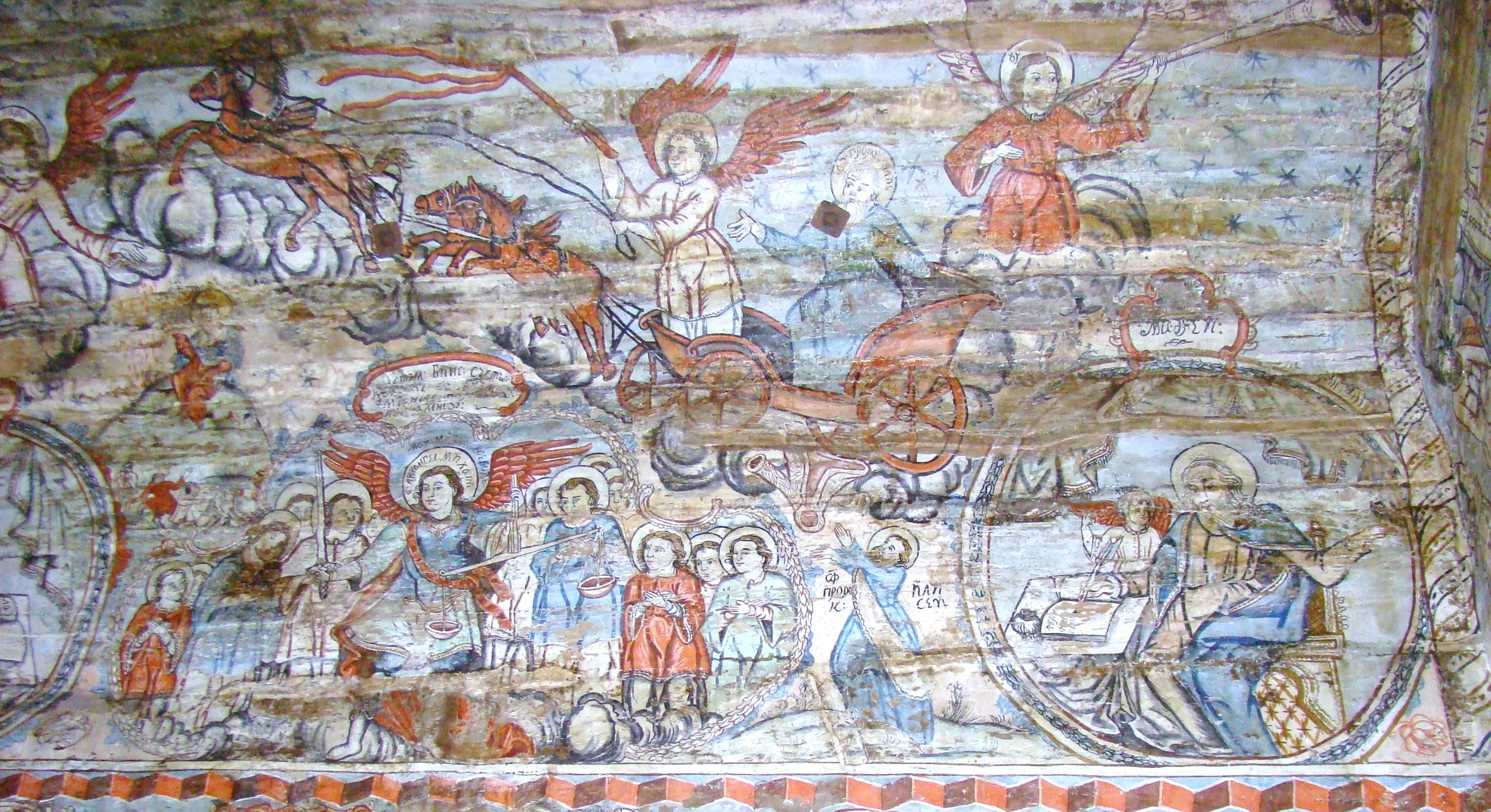
sus: Înălțarea sfântului Ilie, Înger trâmbițând; Jos: Soborul Arhanghelilor; Evanghelistul Matei
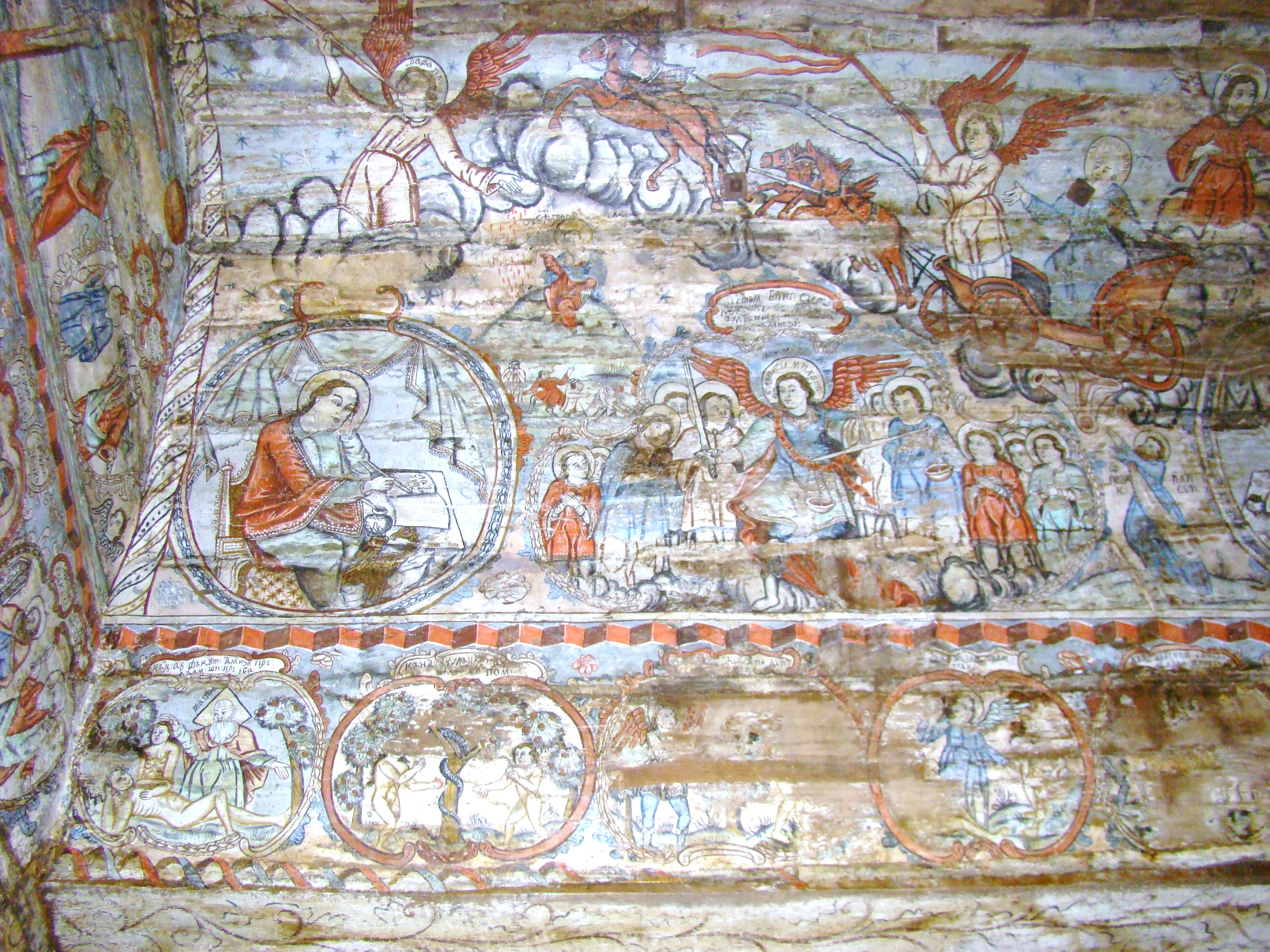
sus: Înălțarea sfântului Ilie, Înger trâmbițând; Jos: Evanghelistul Ioan, Soborul Arhanghelilor
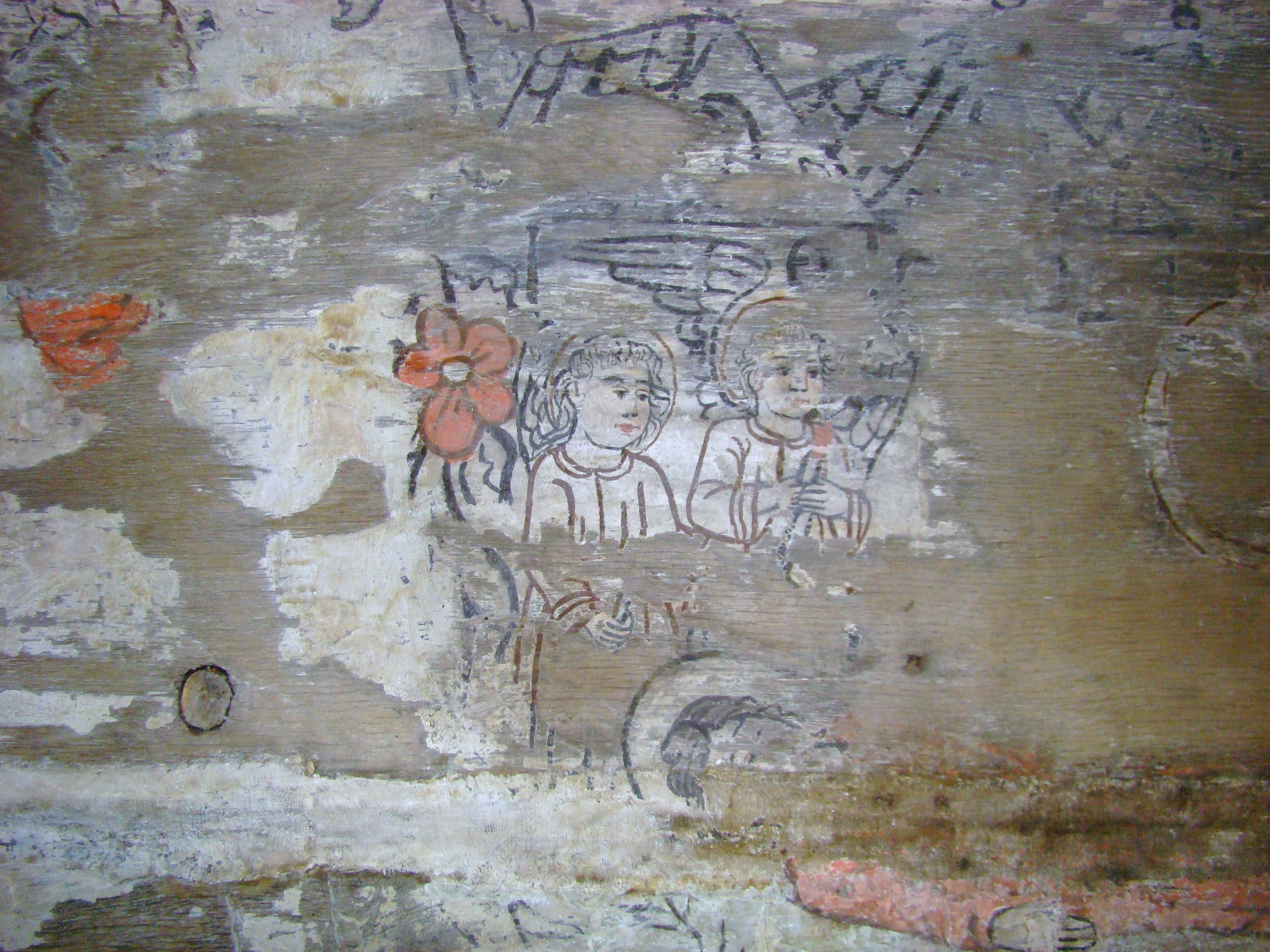
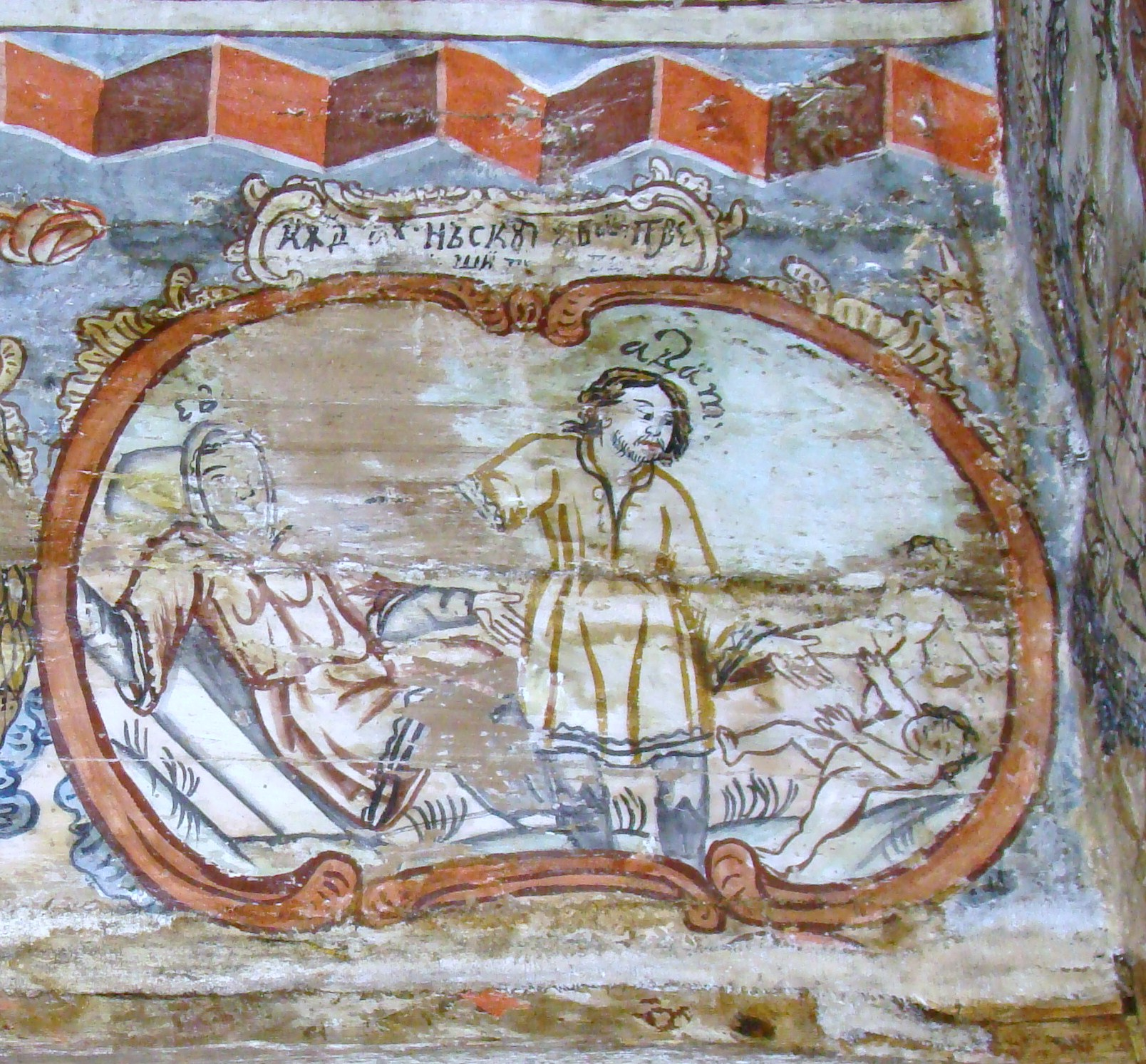
Nașterea lui Cain și Avel
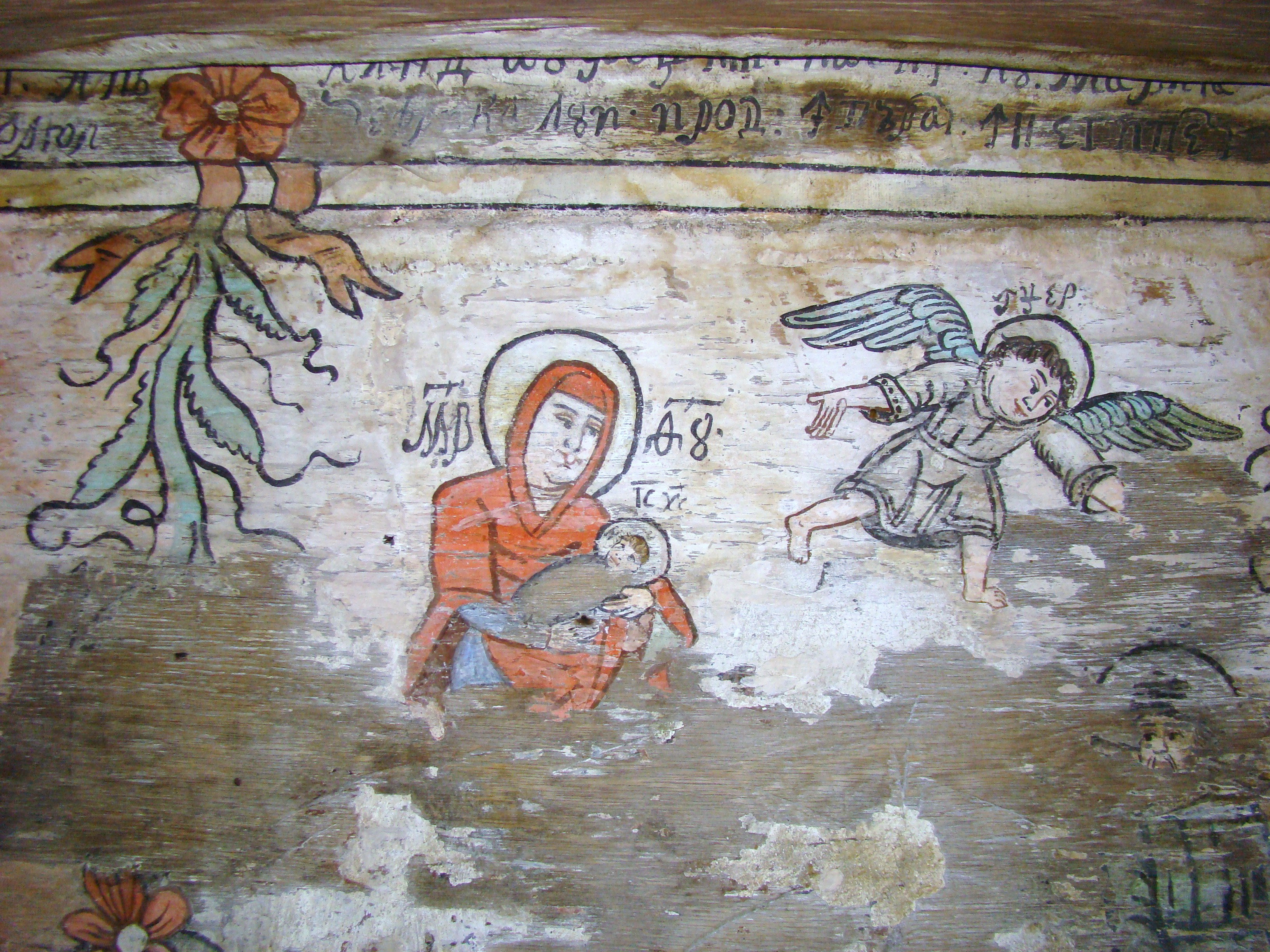
Fuga în Egipt
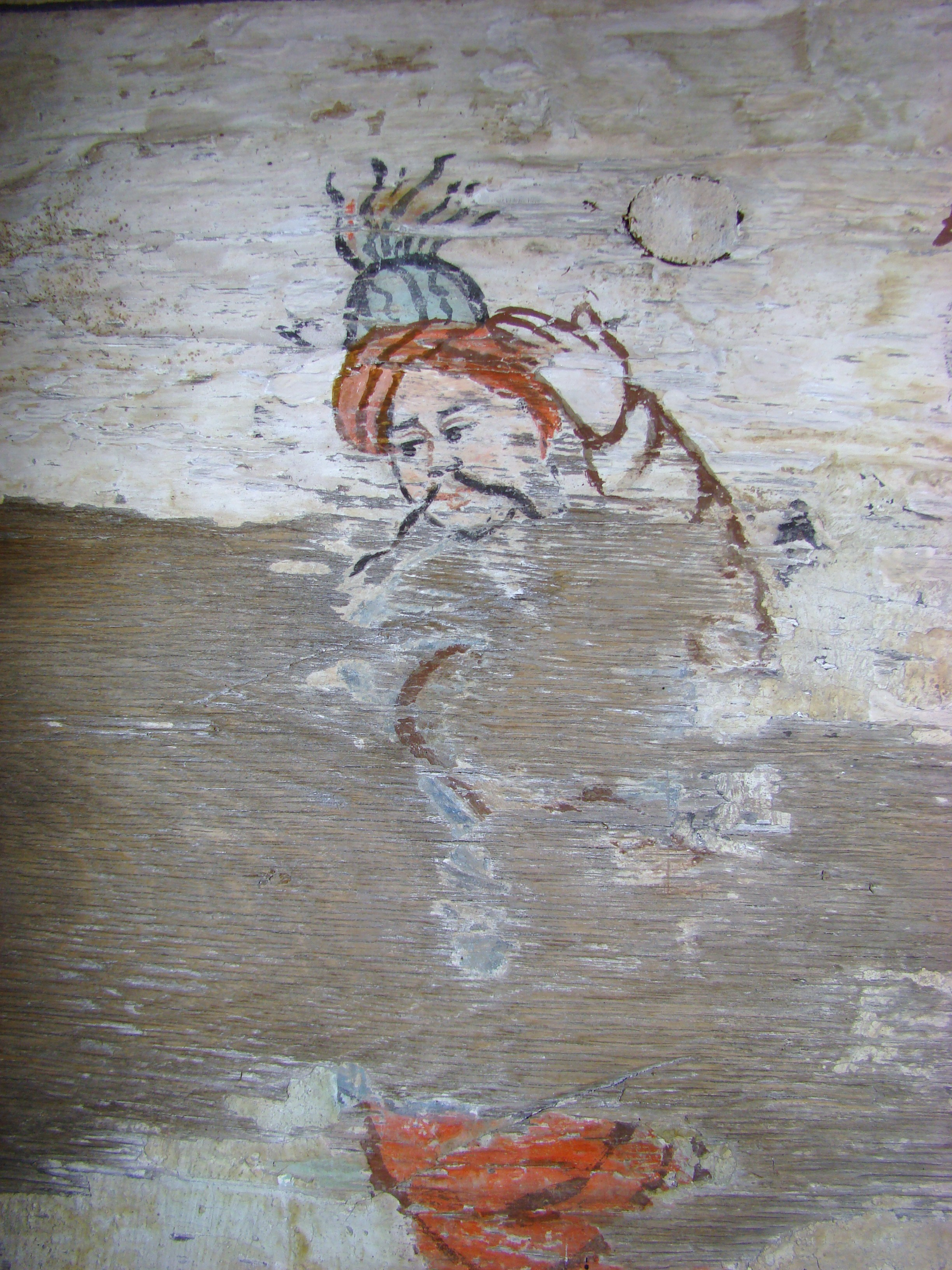
„Când au muncit turcii pe Sf.Ioan Novi de la Suceava”
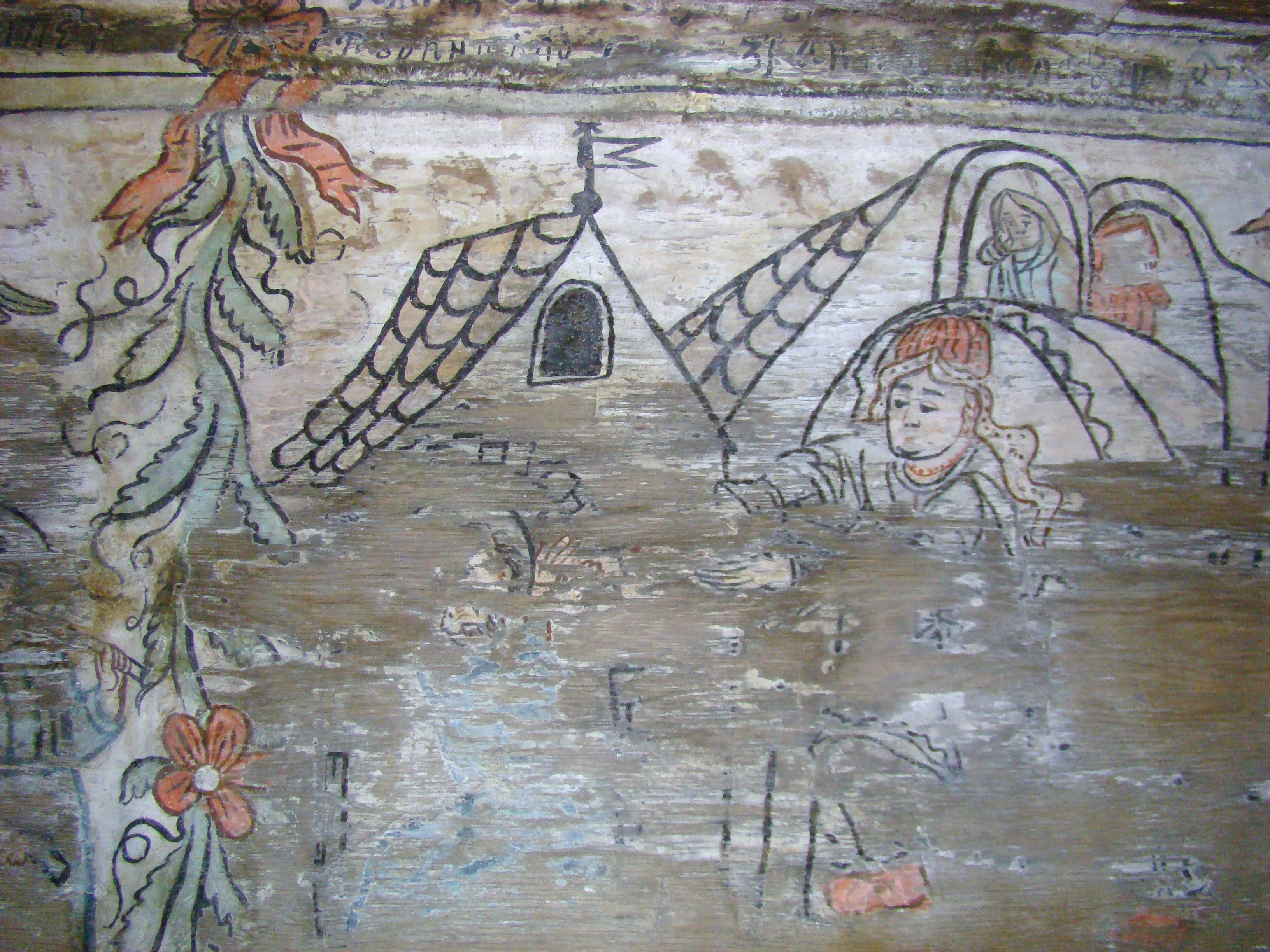
Episod din viața sfântului Petru(?)
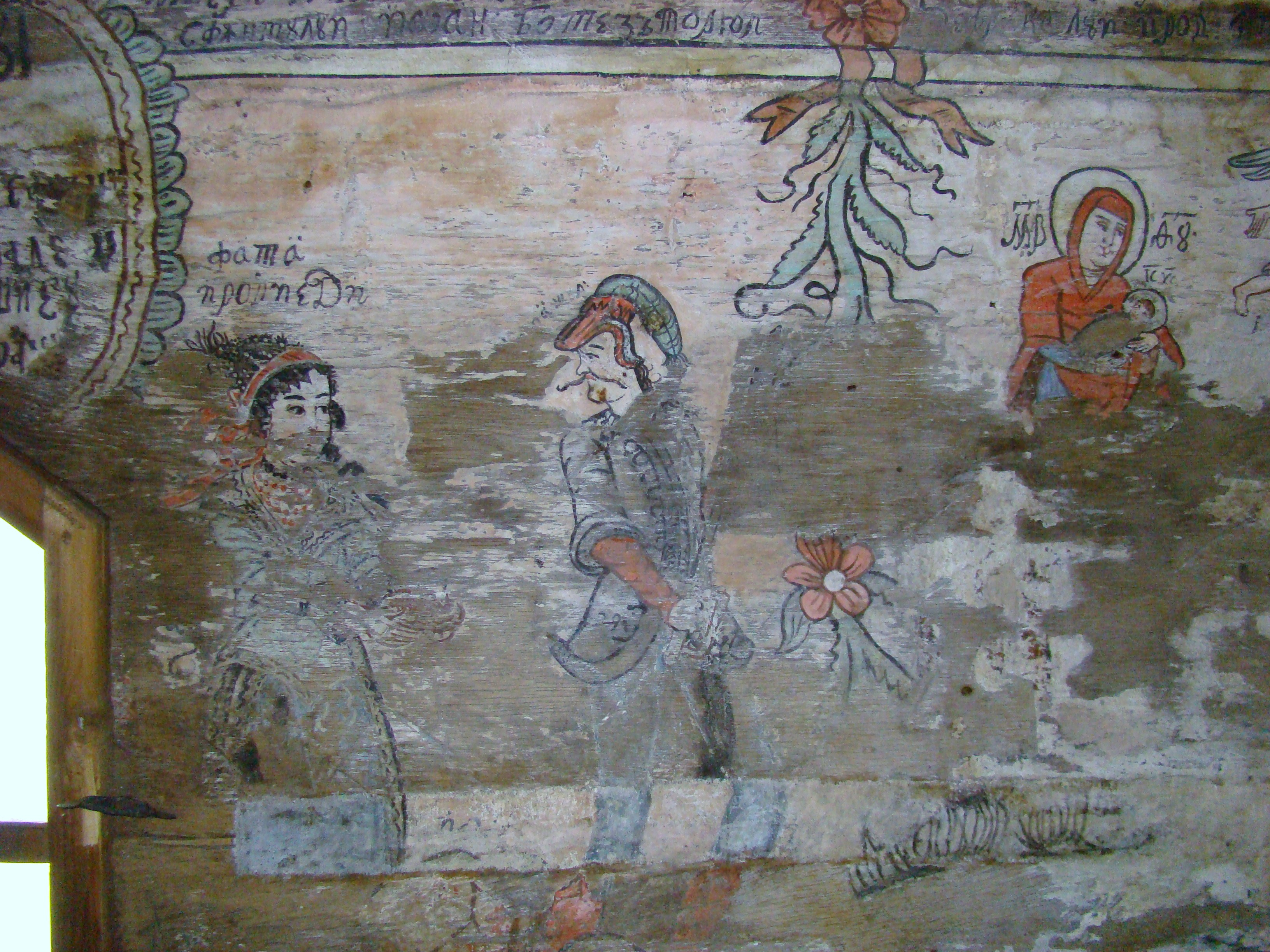
Irodiada și un soldat cu capul sfântului Ioan Botezătorul
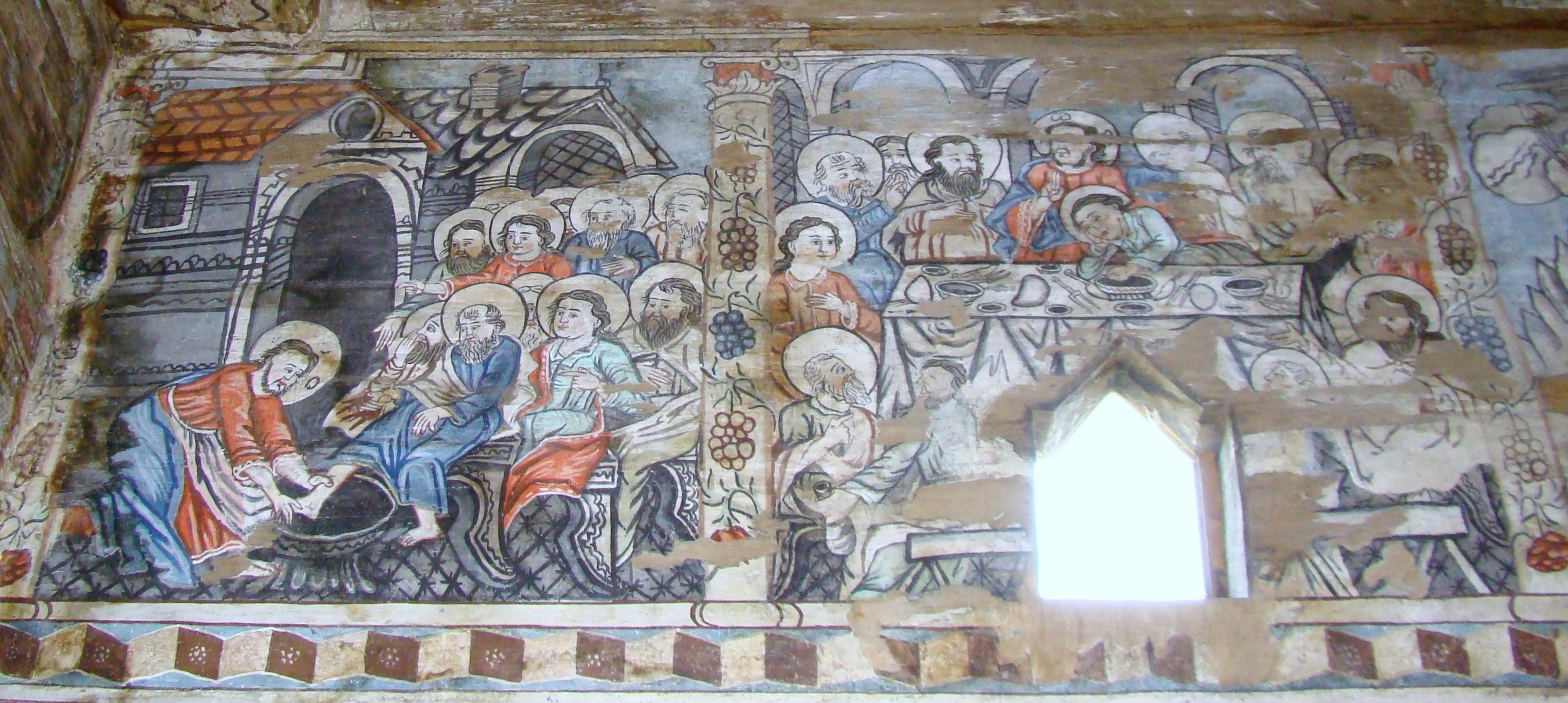
Spălarea picioarelor; Cina cea de taină
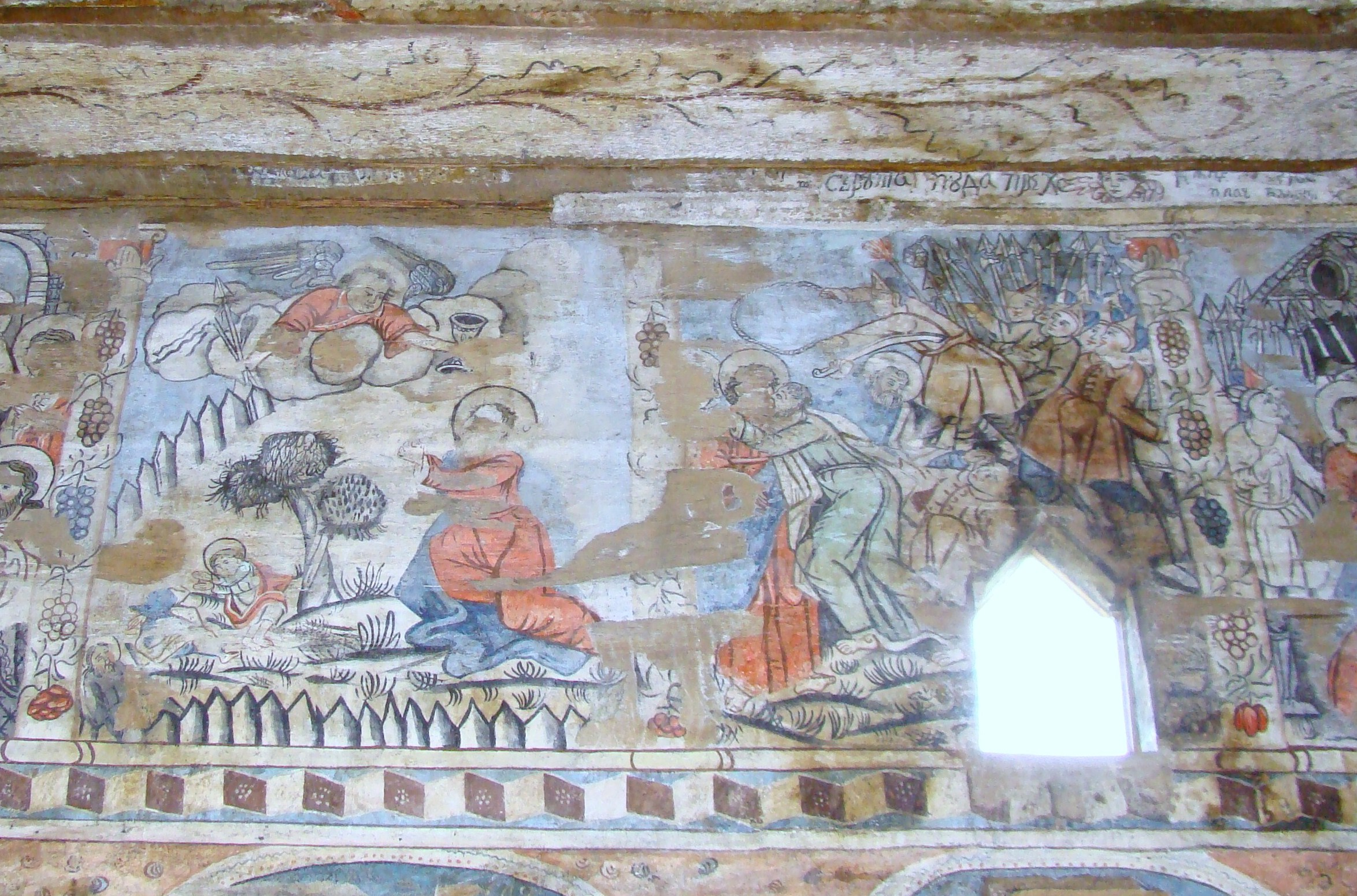
Rugăciunea din Grădina Ghetsimani; Sărutul lui Iuda
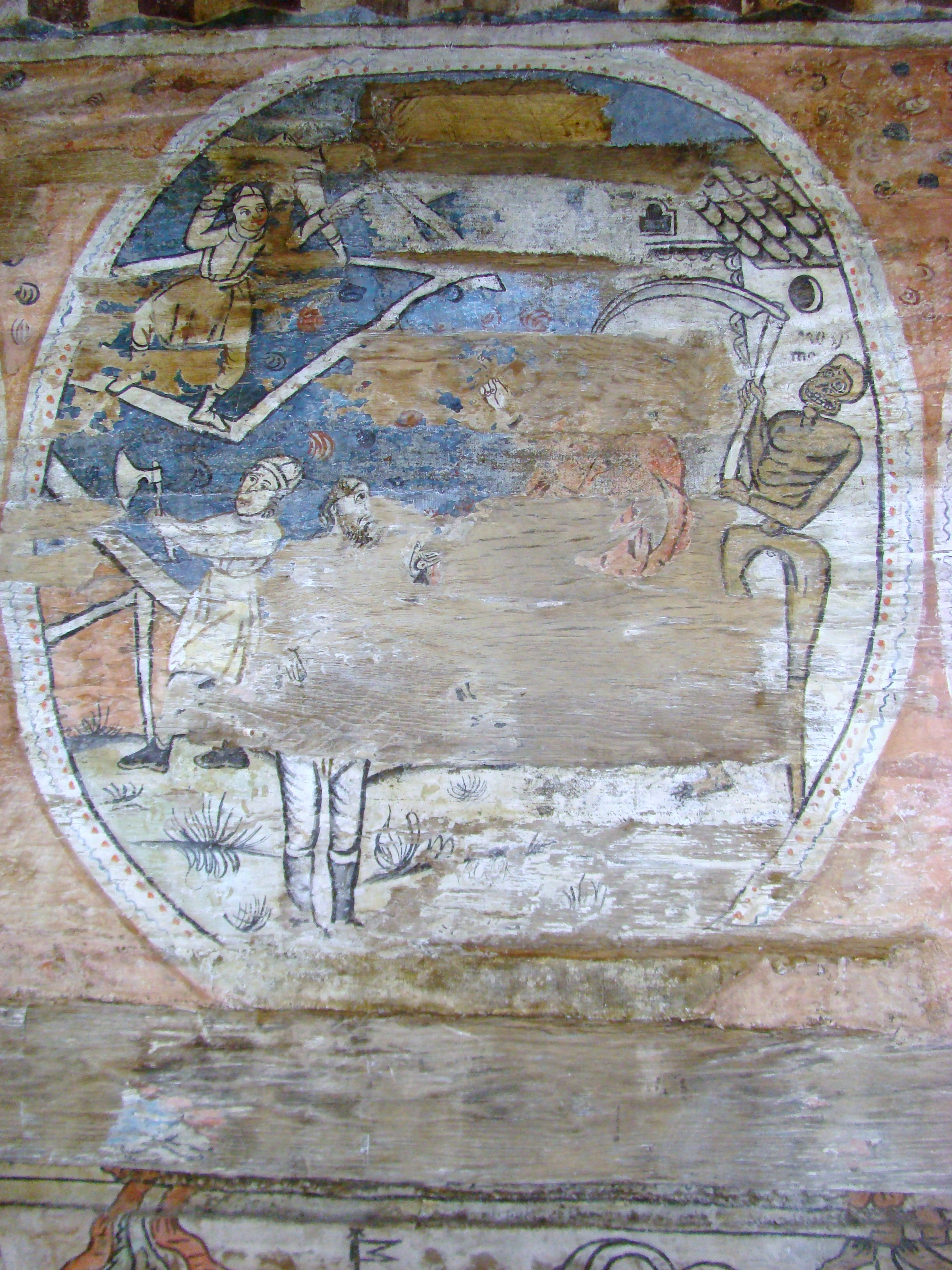
Pilda bogatului și a săracului Lazăr
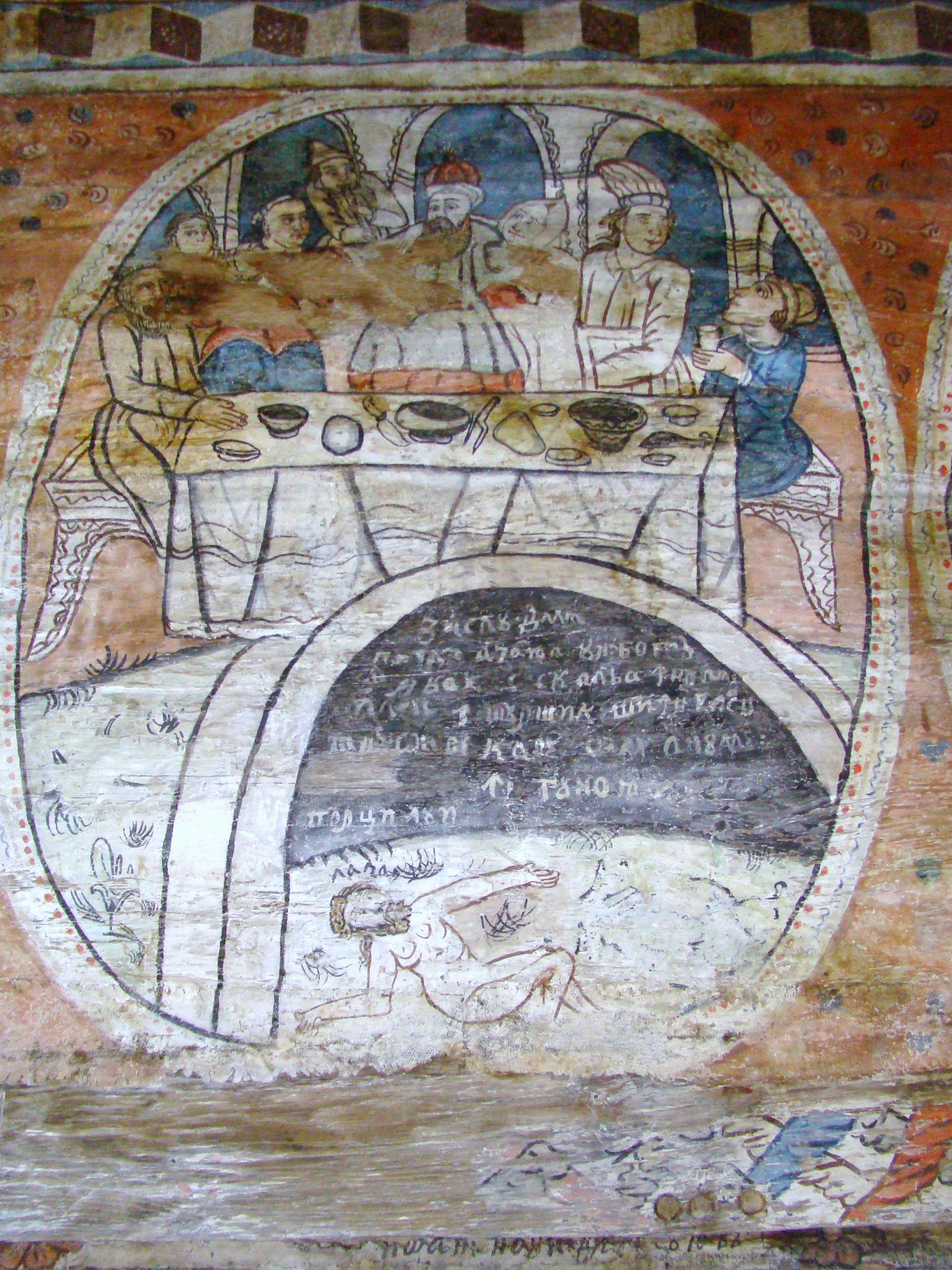
Pilda bogatului și a săracului Lazăr
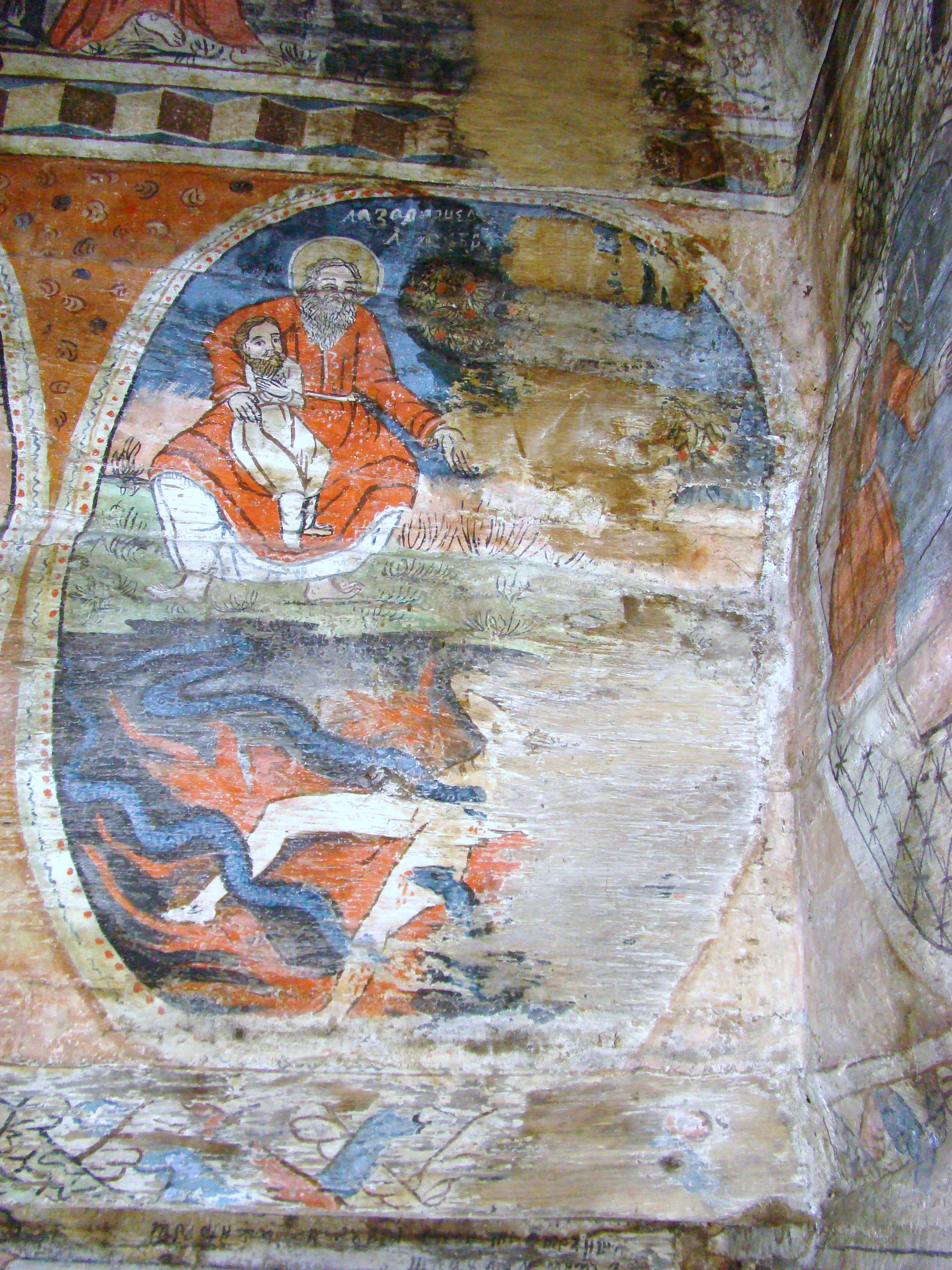
Duminica vameșului și a fariseului
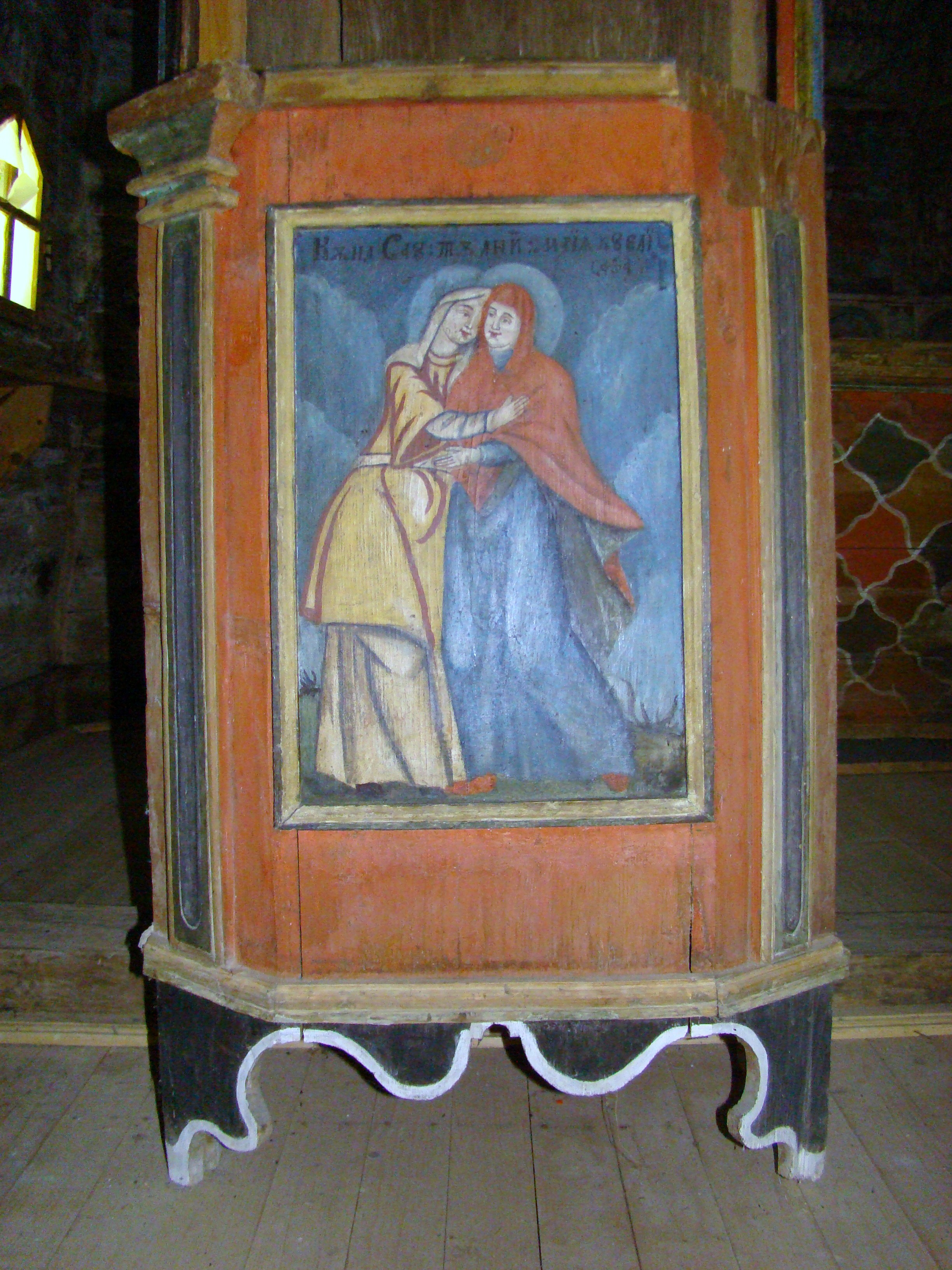
Poală de icoană împărătească
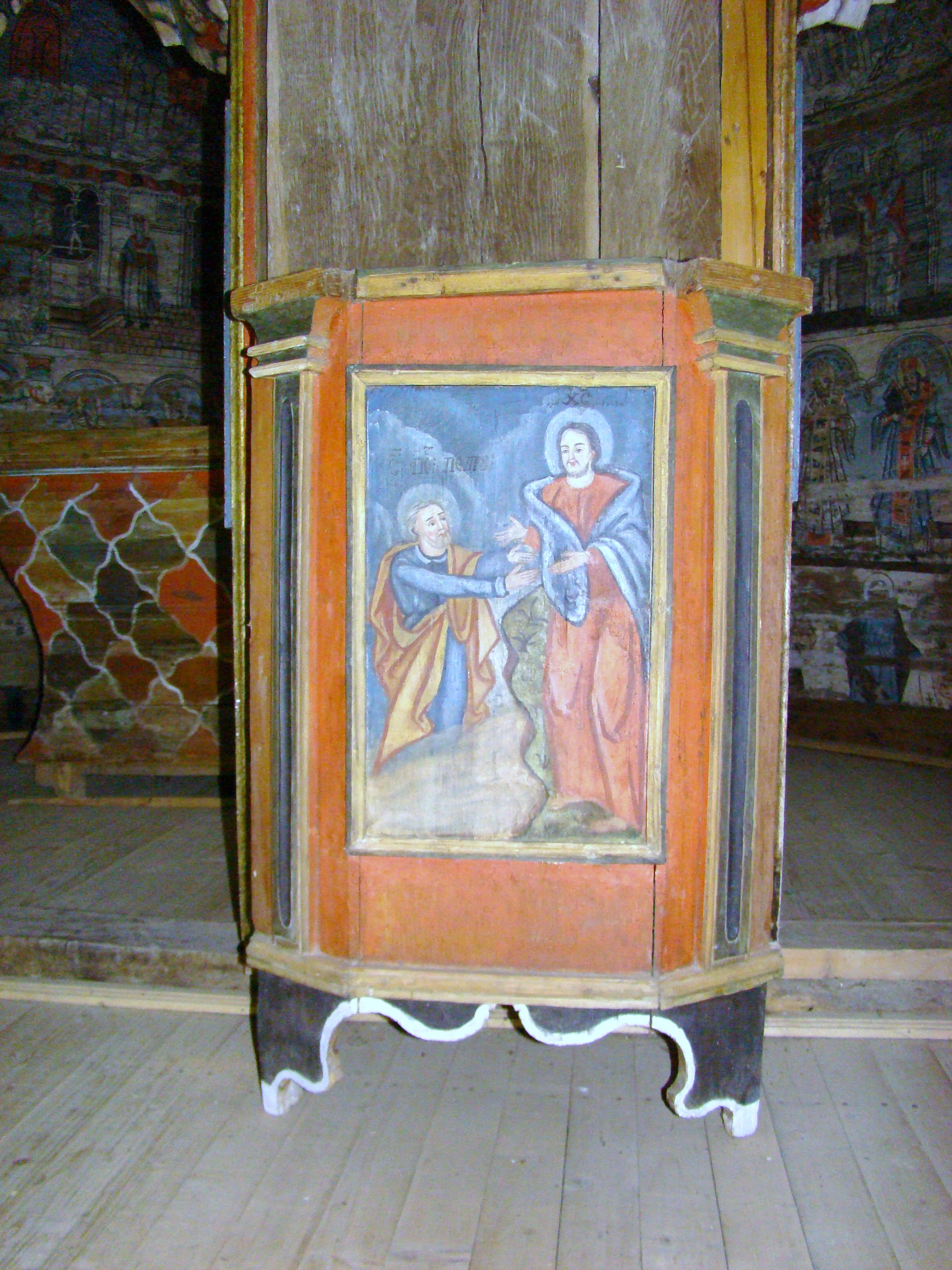
Poală de icoană împărătească
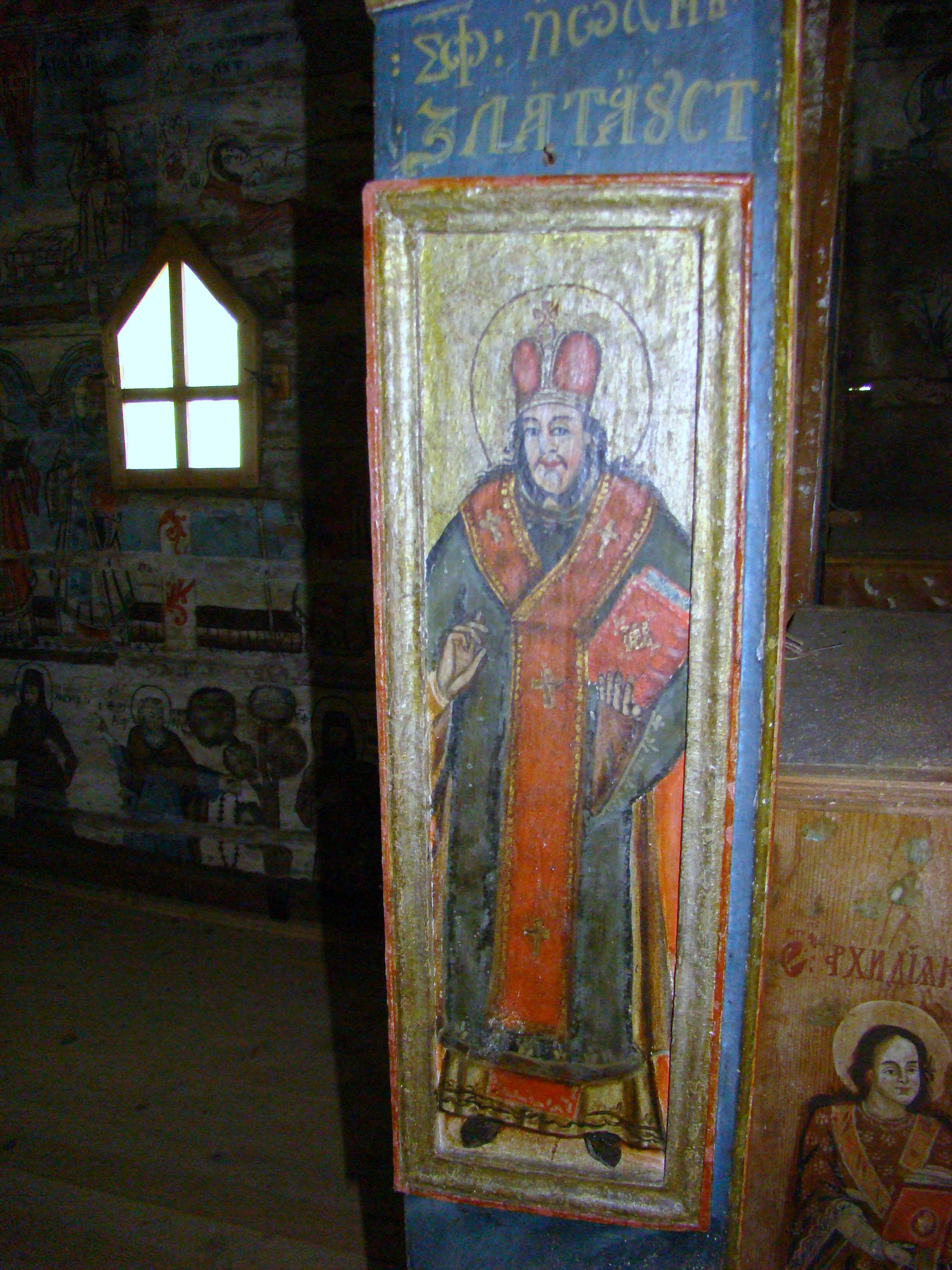
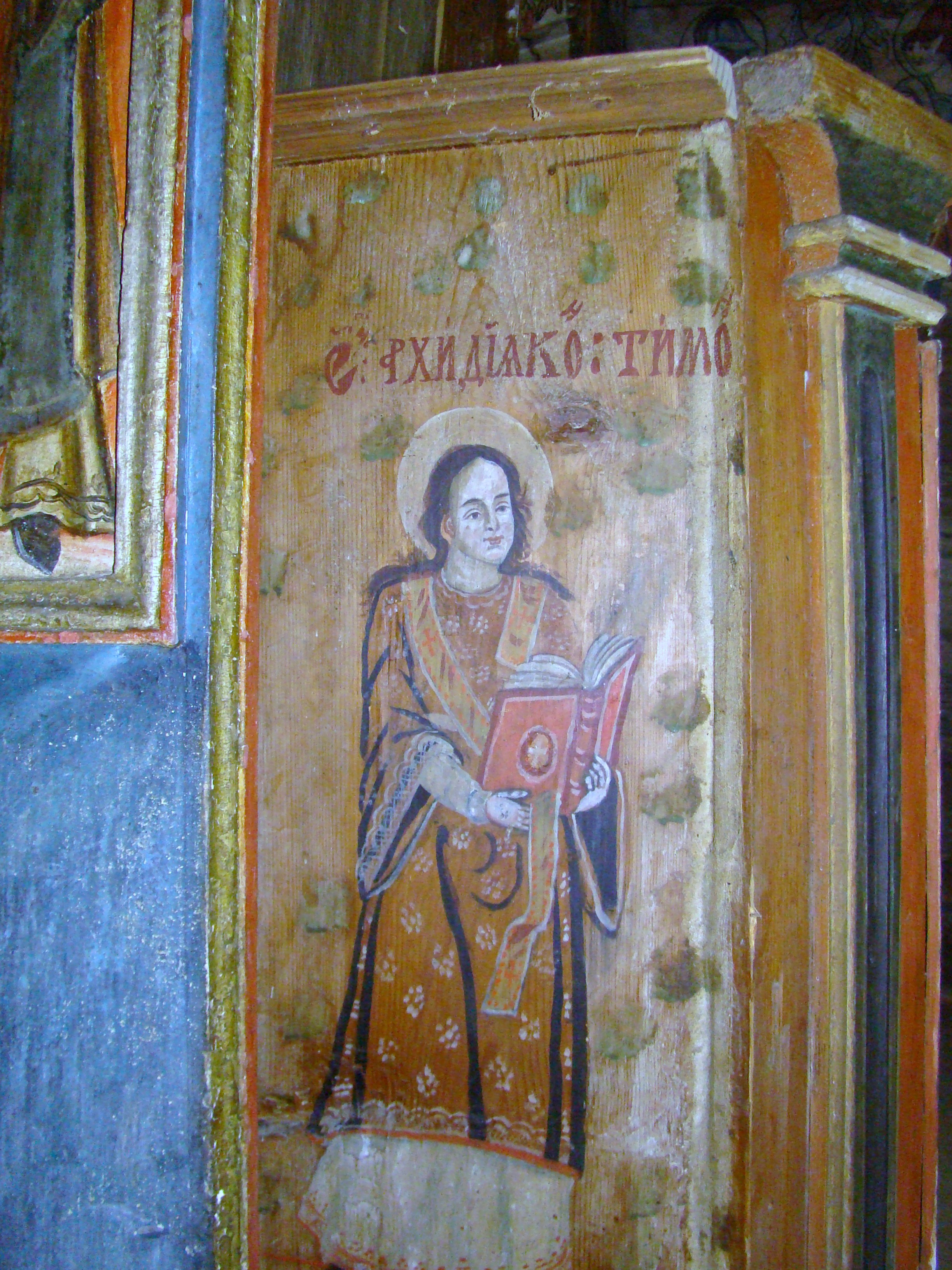
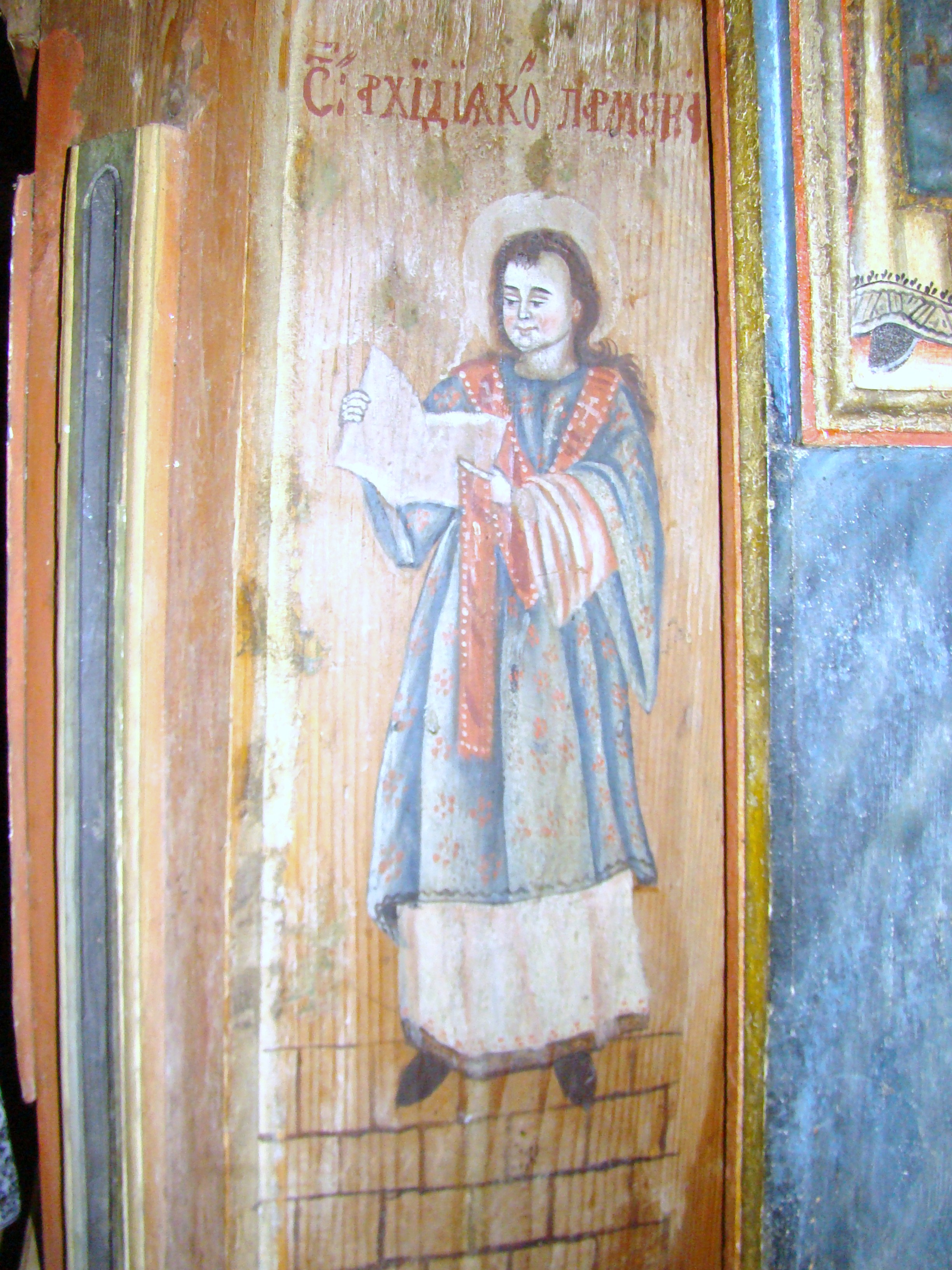
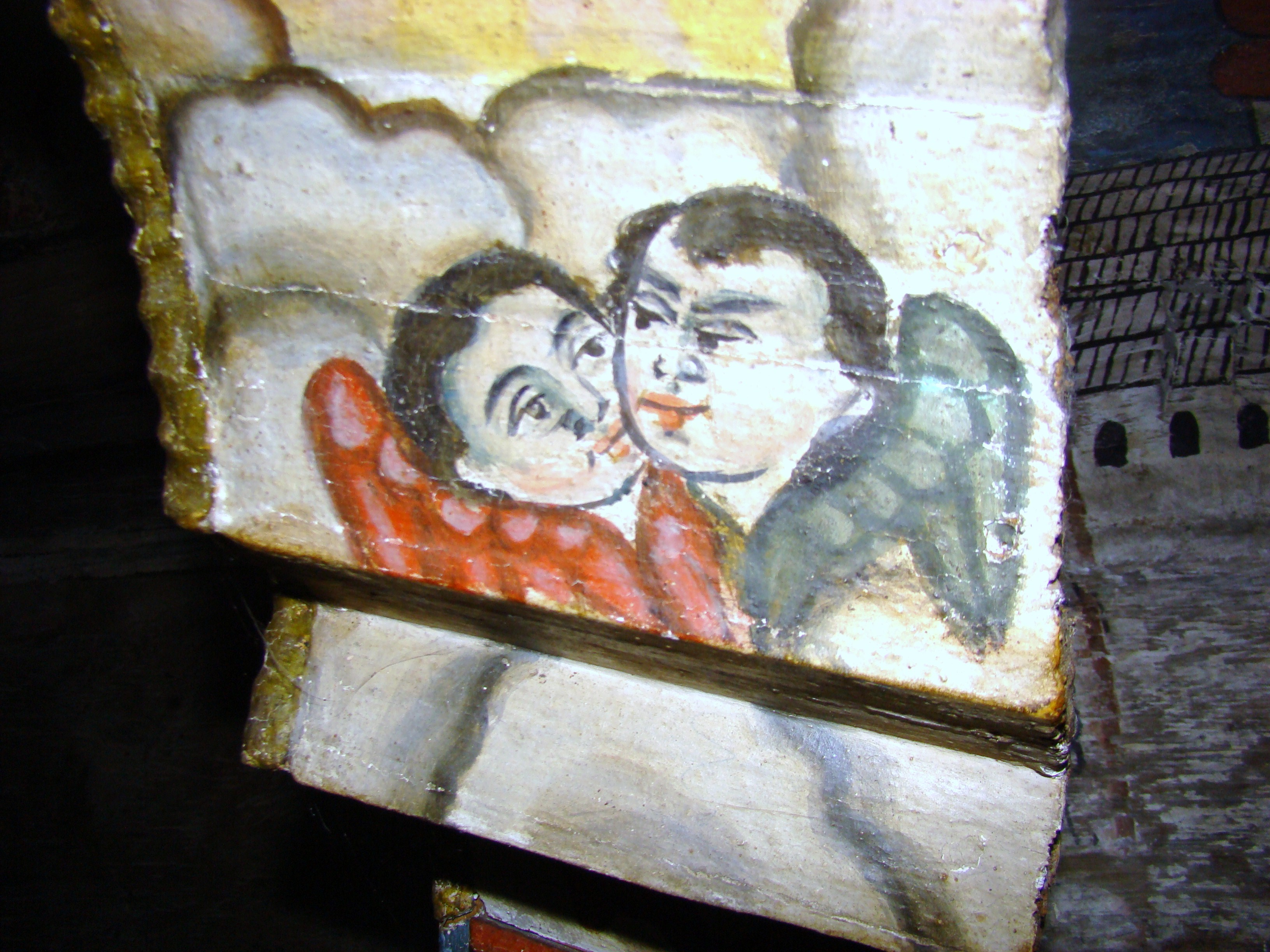
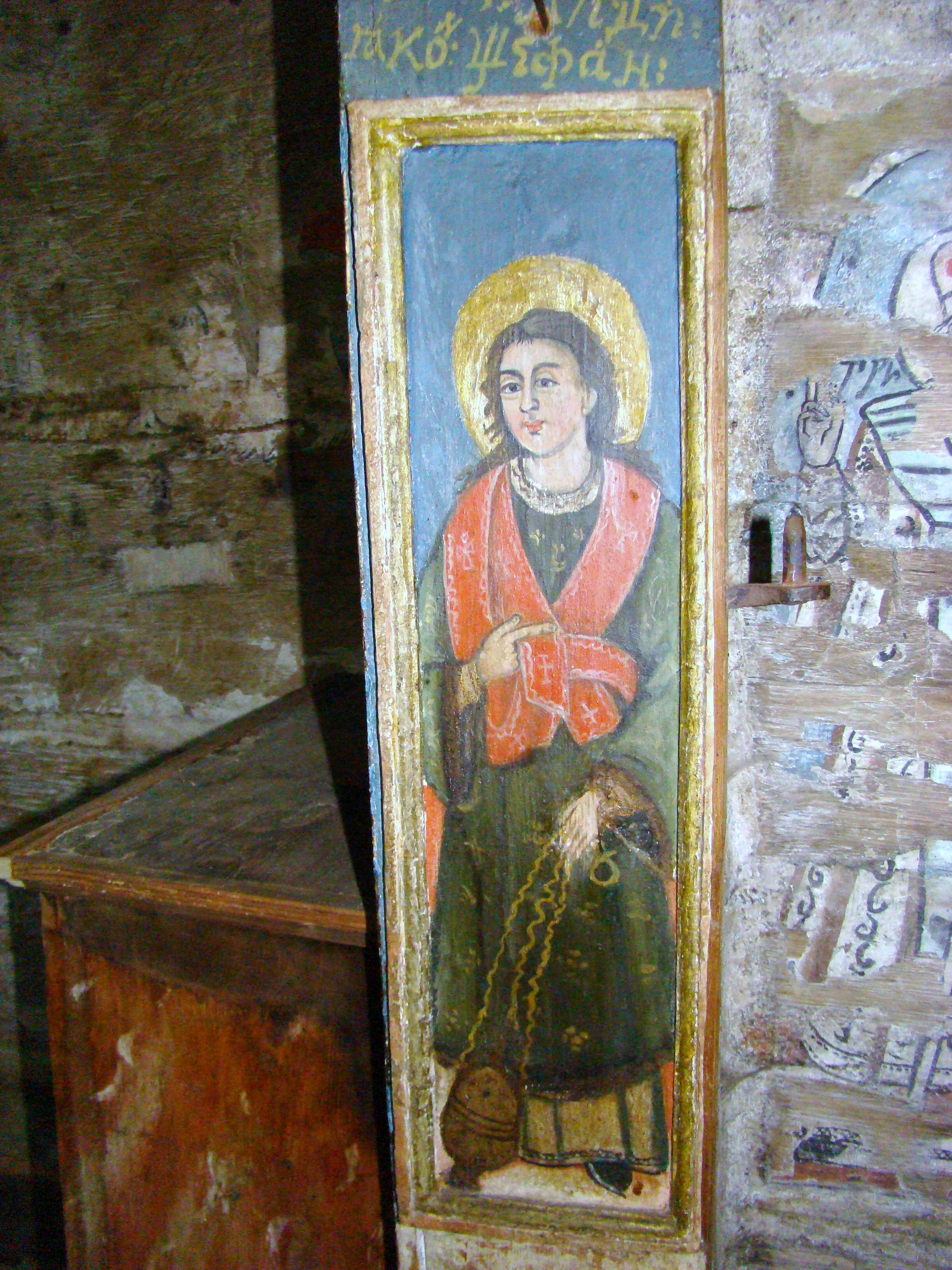
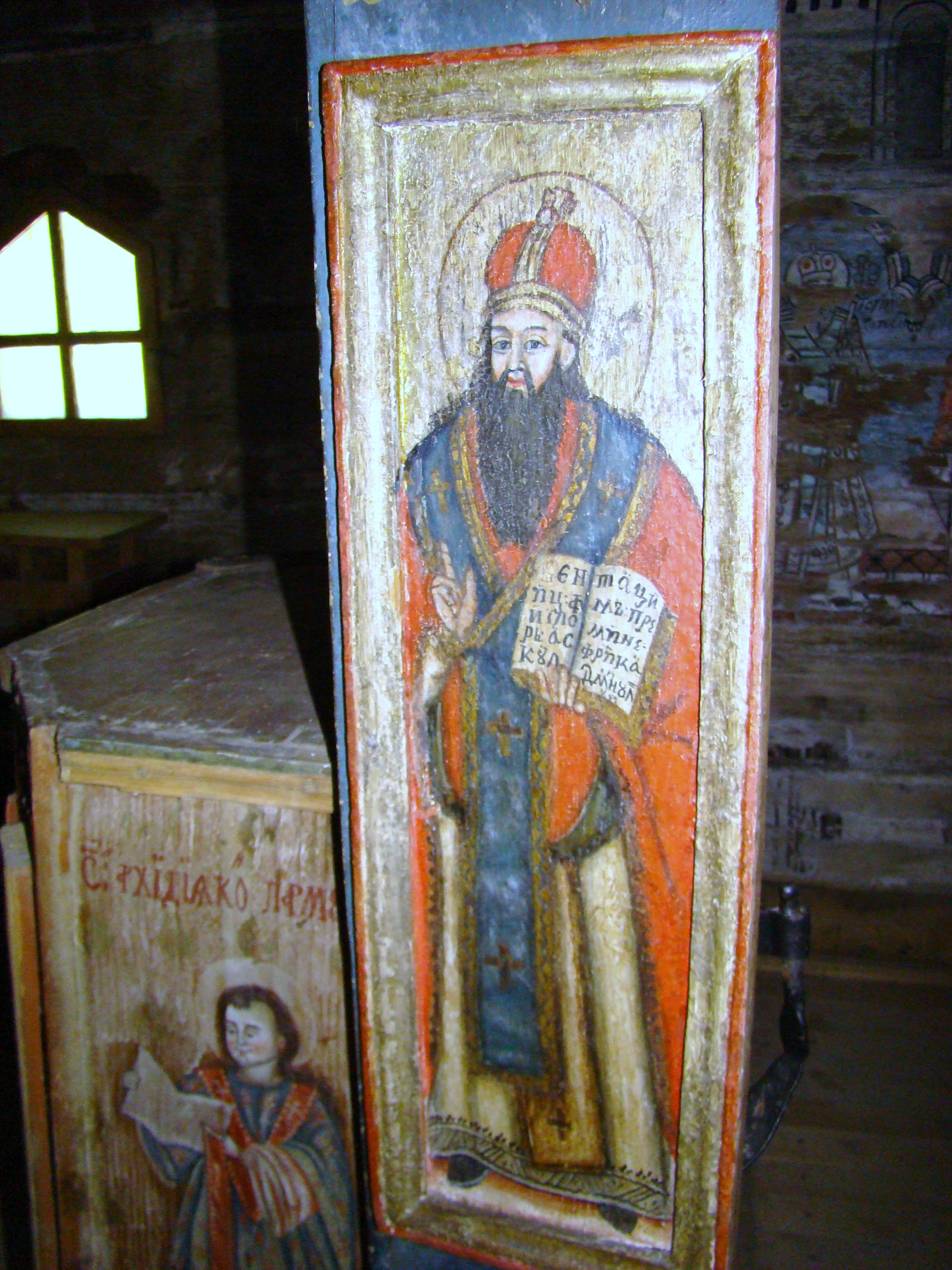
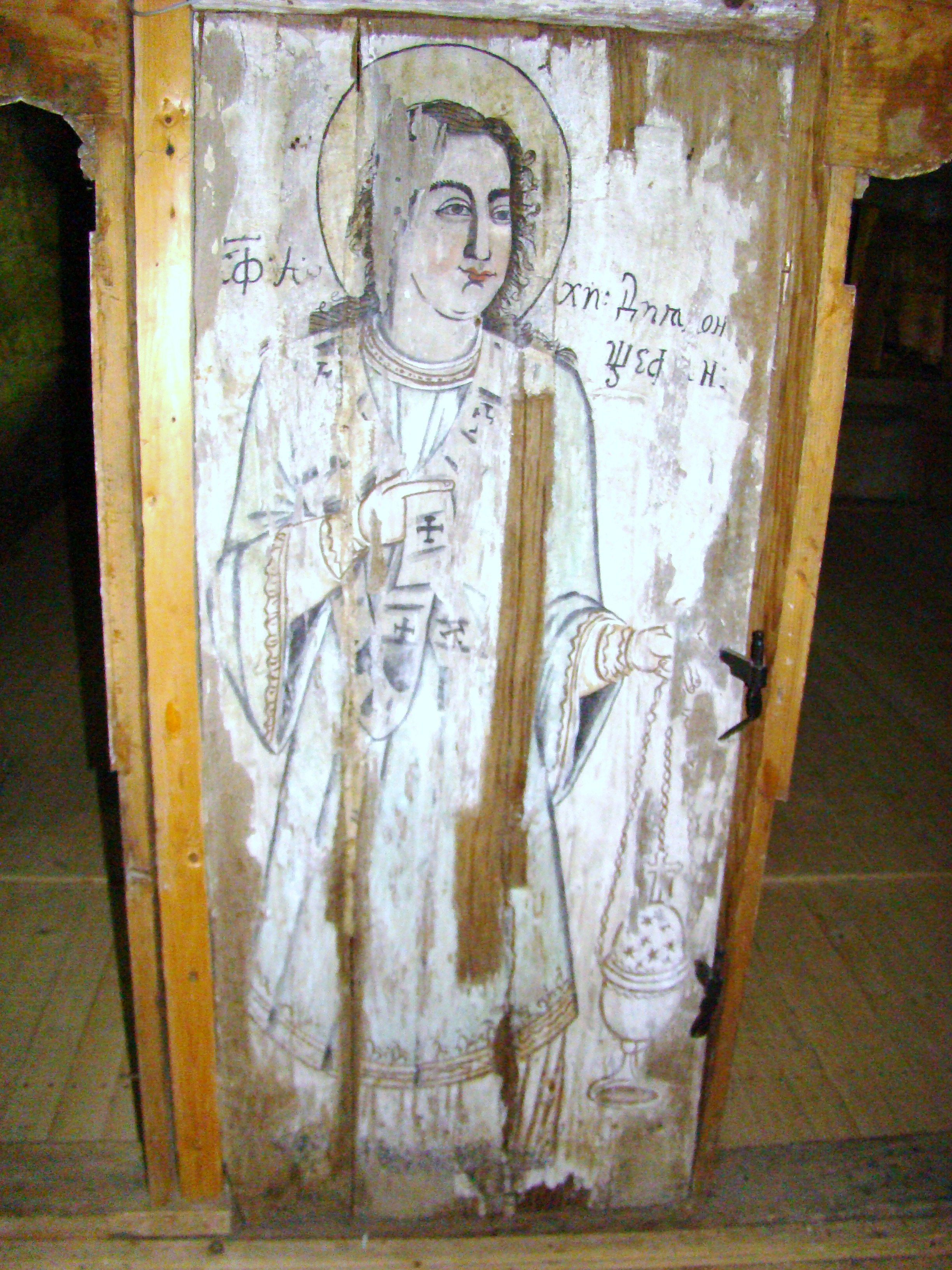
Sf.Arhidiacon Ștefan
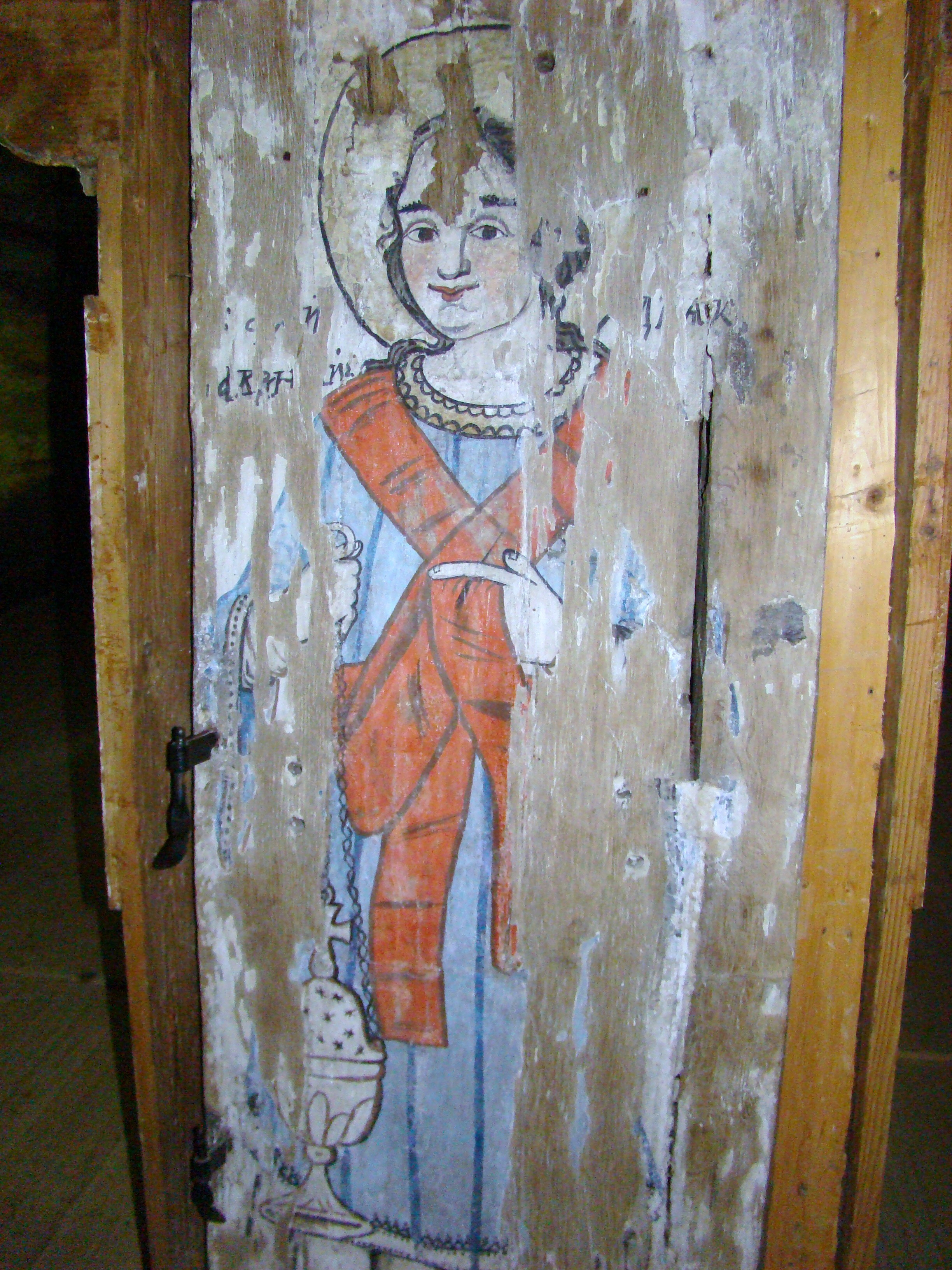
Sf.Arhidiacon Lavrentie

## Patrimoniul mobil al bisericii de lemn, restaurat de Sanda șiPavel Bucur, păstrat în MuzeulMănăstirii Bârsana, biserica de lemn nefiind electrificată

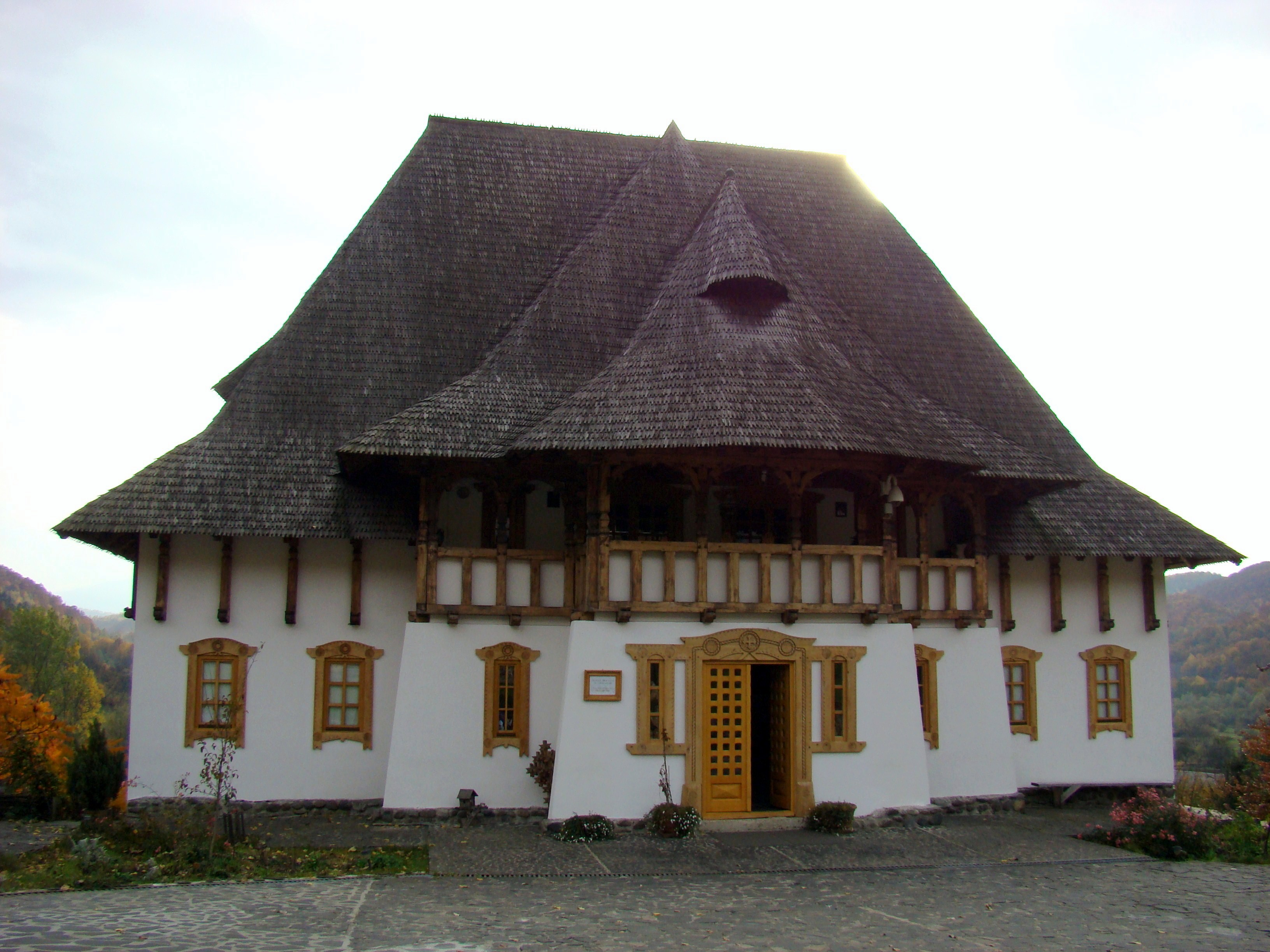
Muzeul Mănăstirii Bârsana
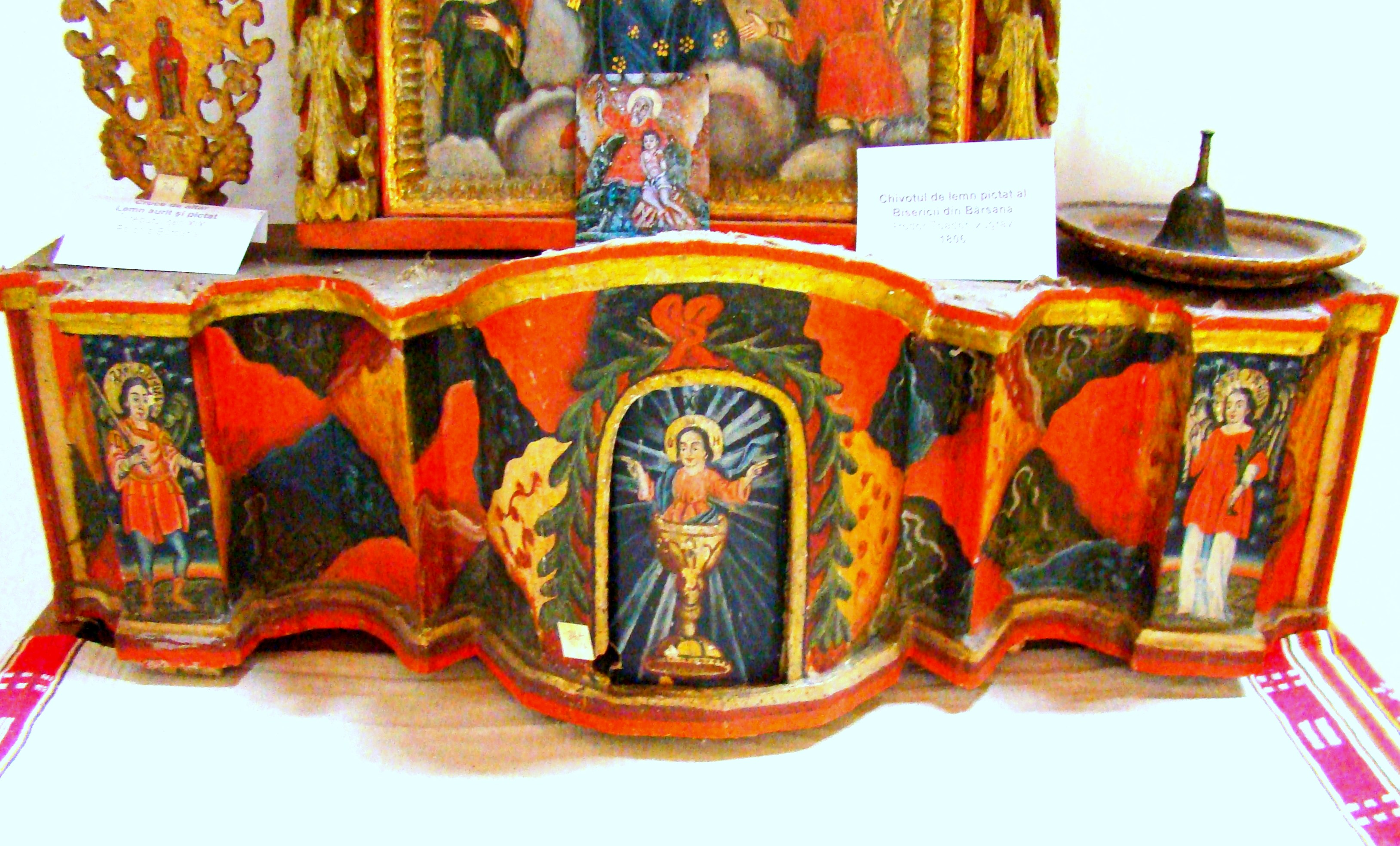
Chivotul de lemn pictat (Hodor Toader, 1806)
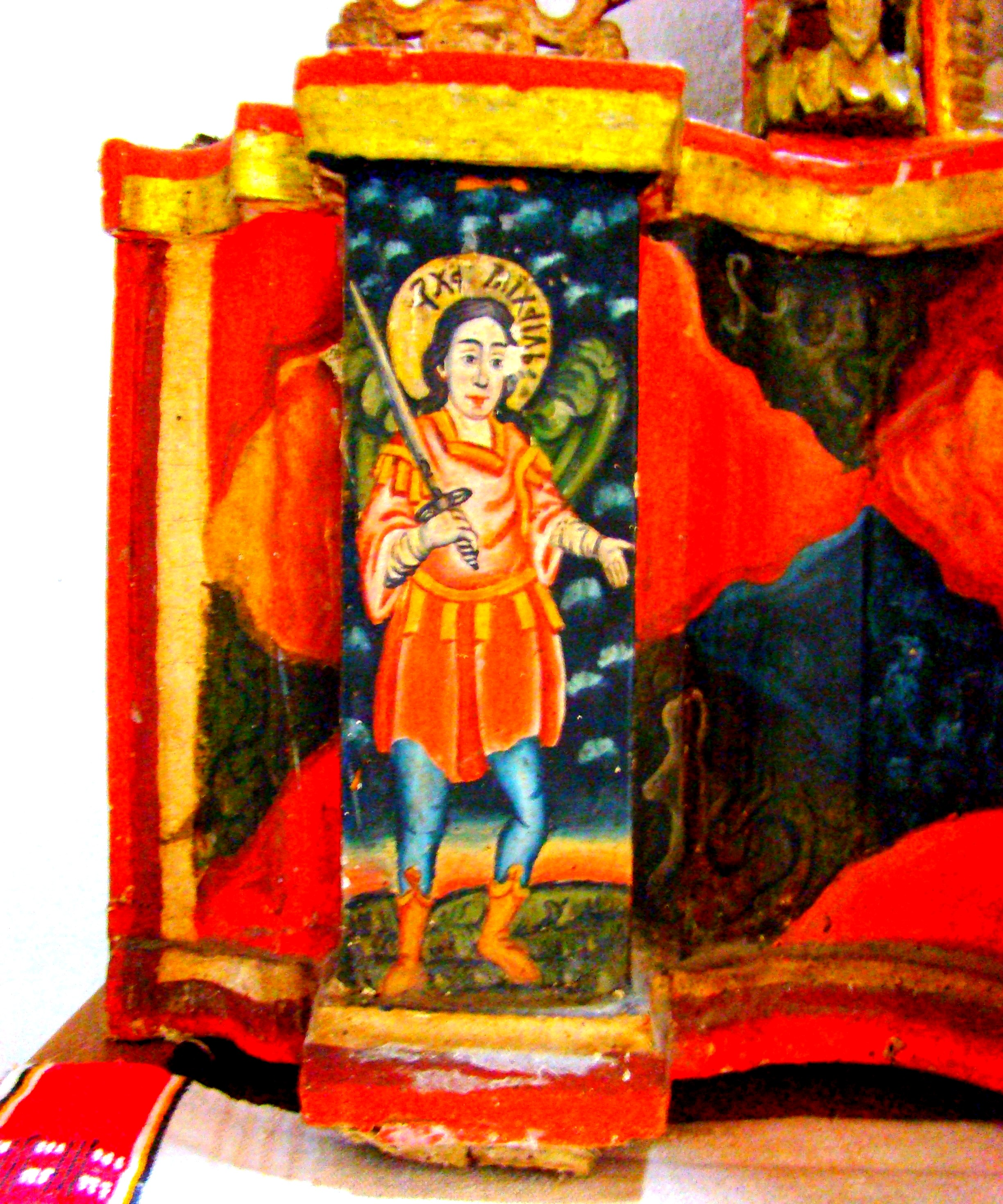
Chivotul de lemn pictat (Hodor Toader, 1806)
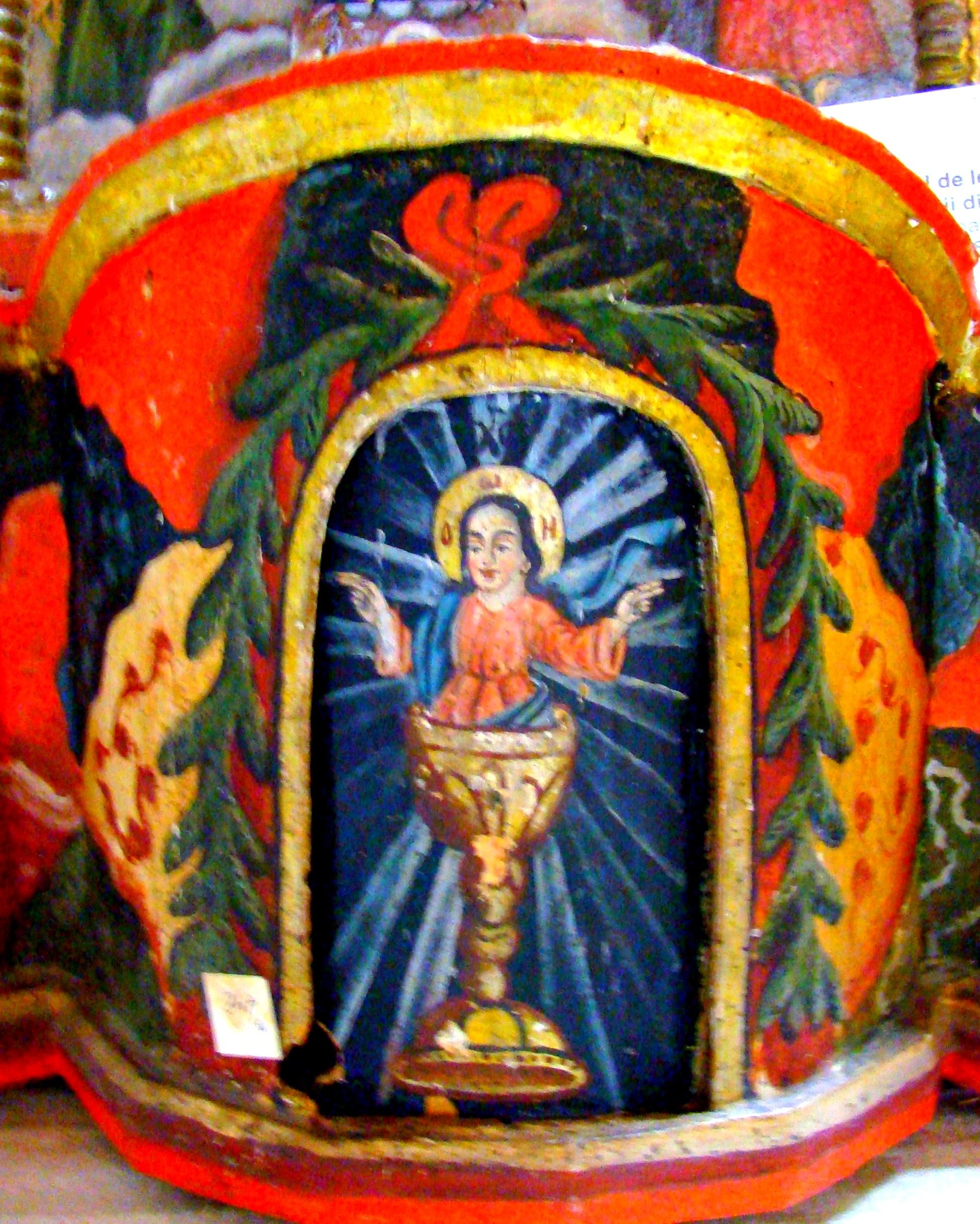
Chivotul de lemn pictat (Hodor Toader, 1806)
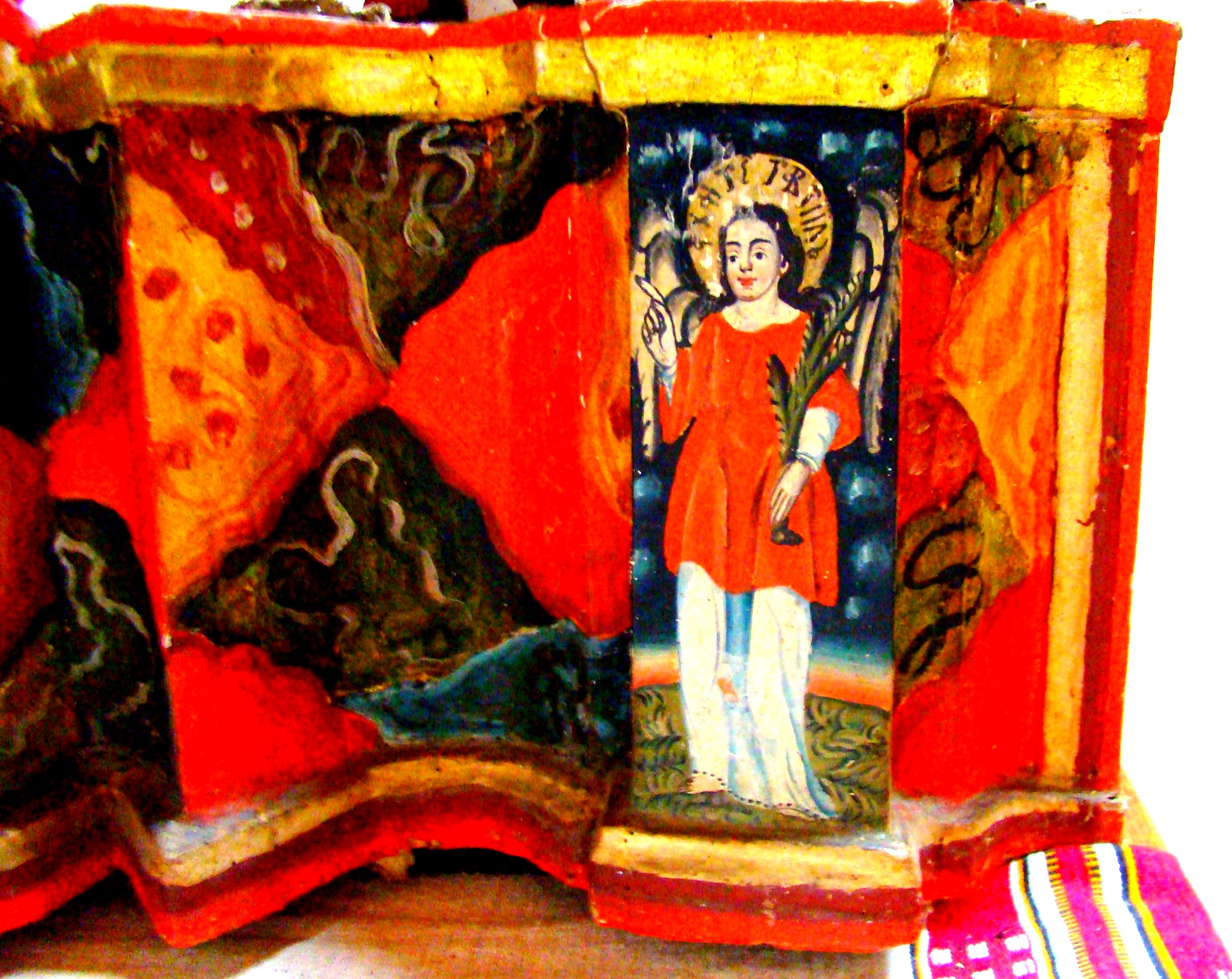
Chivotul de lemn pictat (Hodor Toader, 1806)
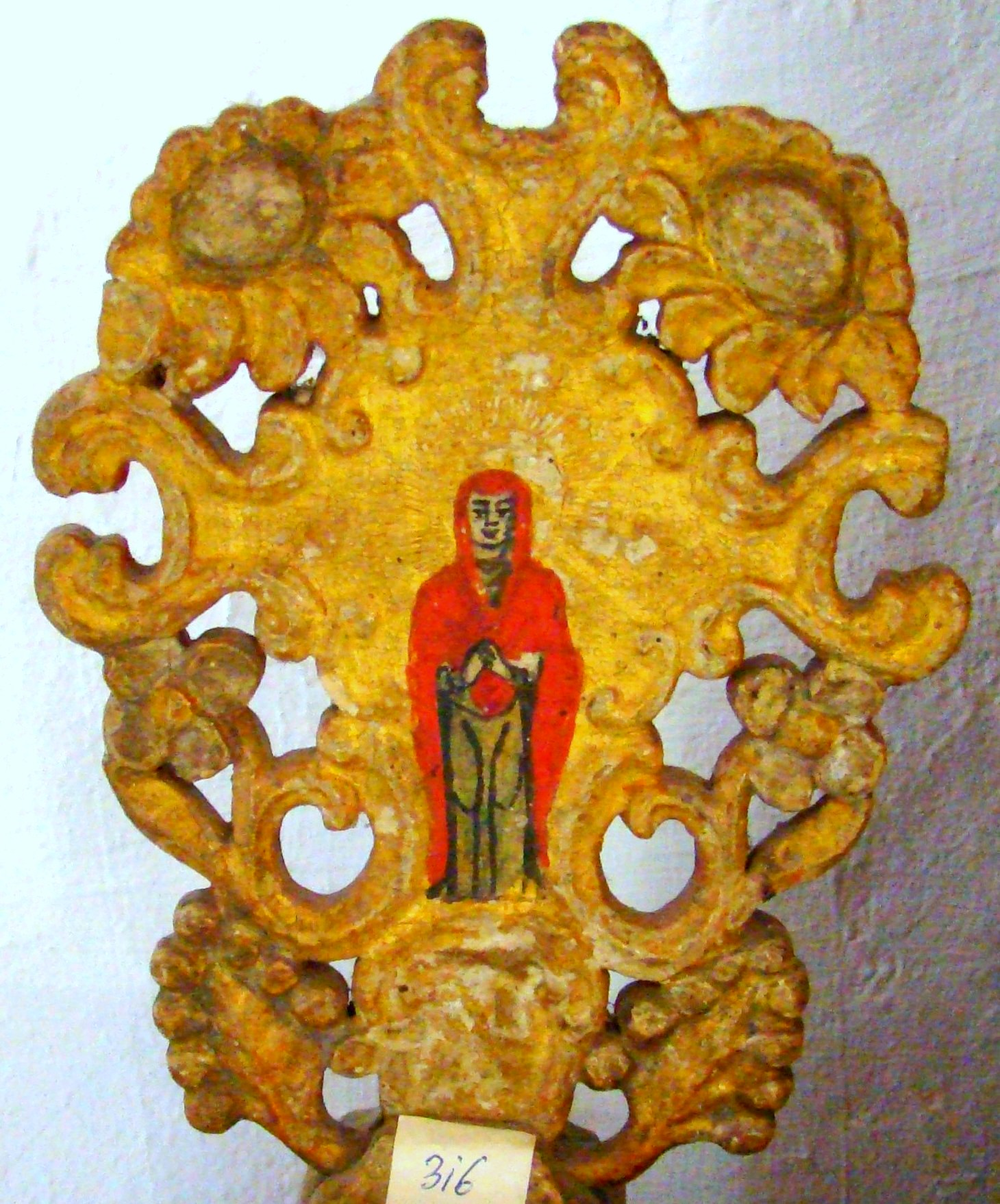
Cruce de altar
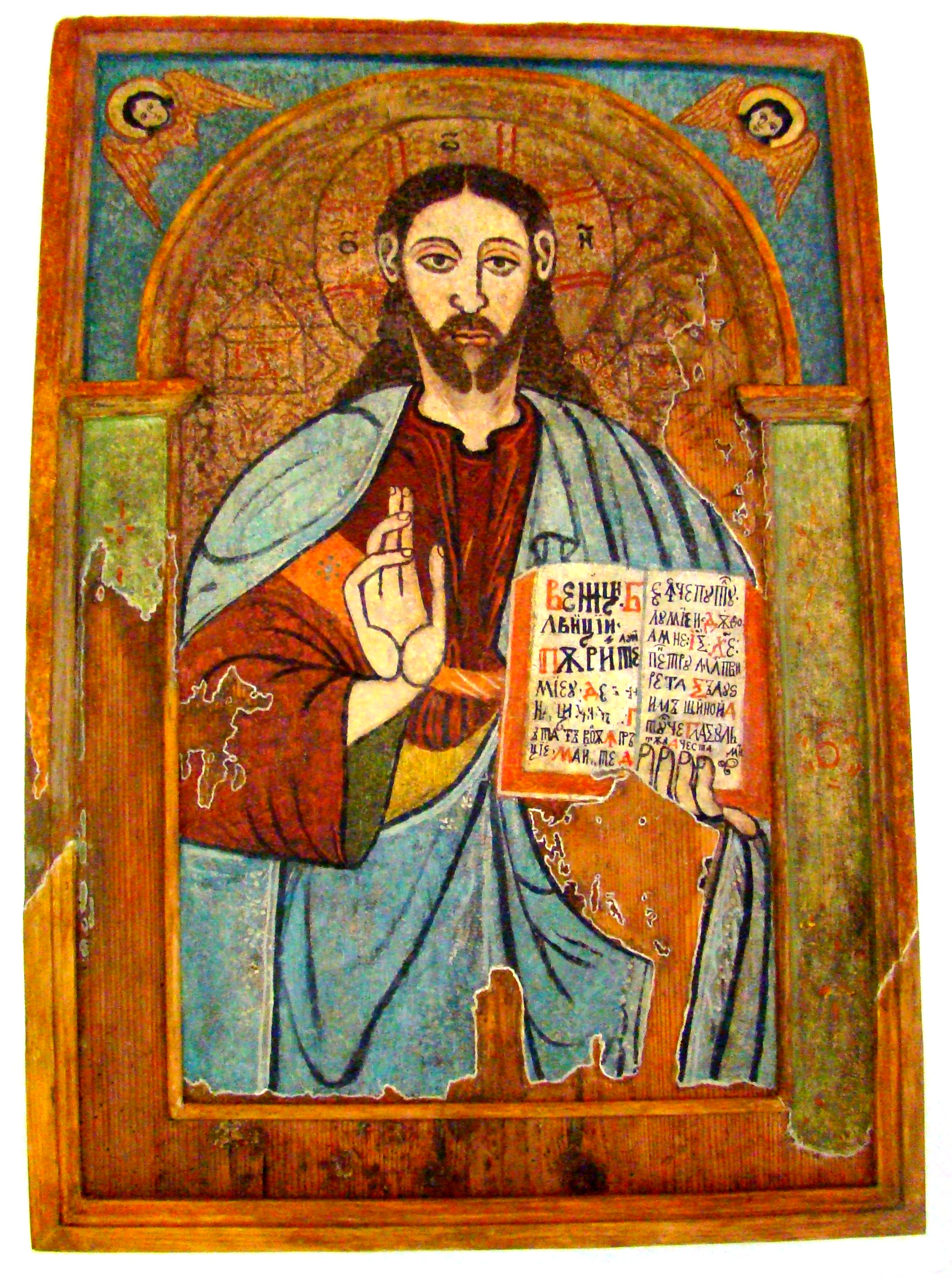
Icoană împărătească
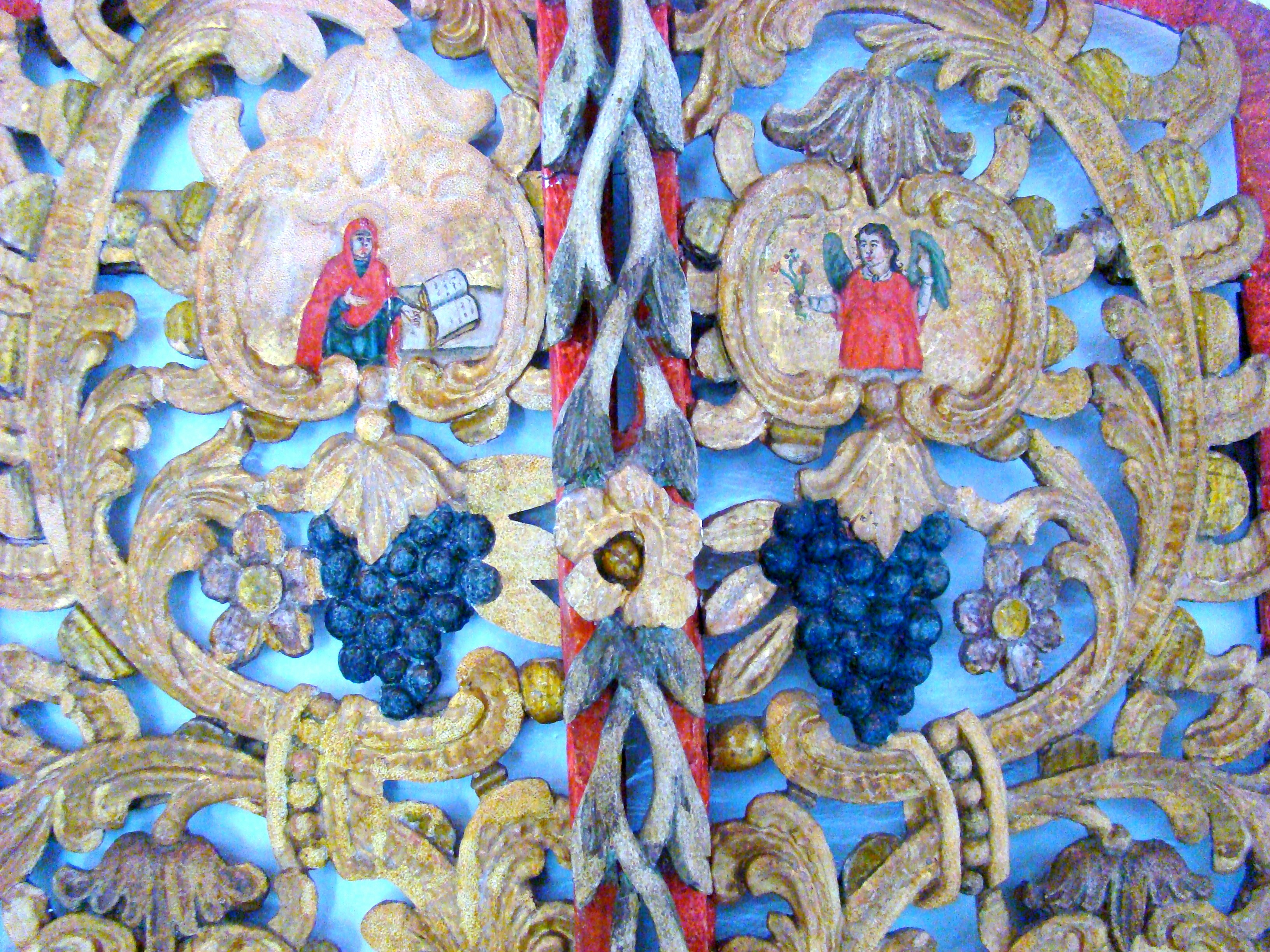
Ușile împărătești
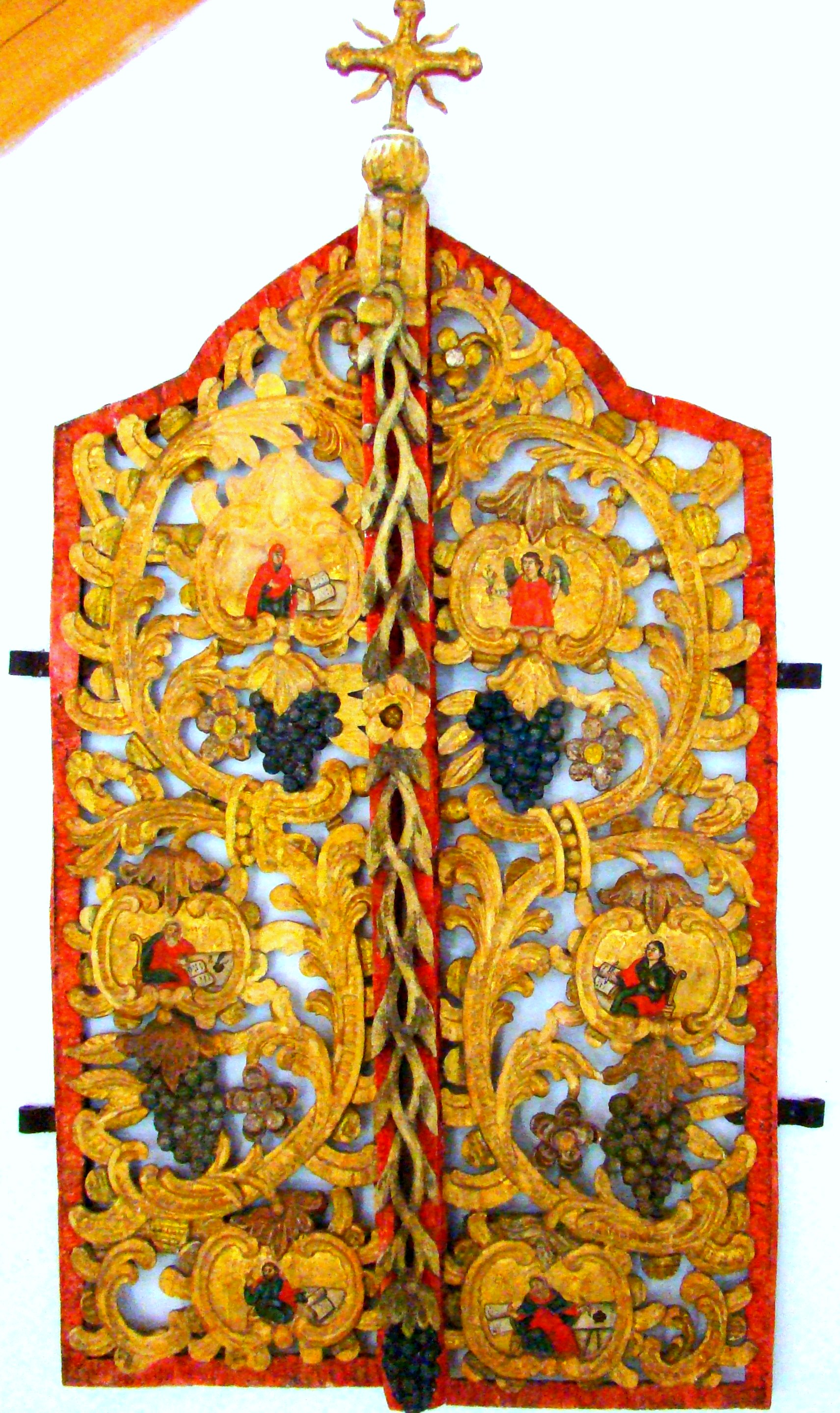
Ușile împărătești
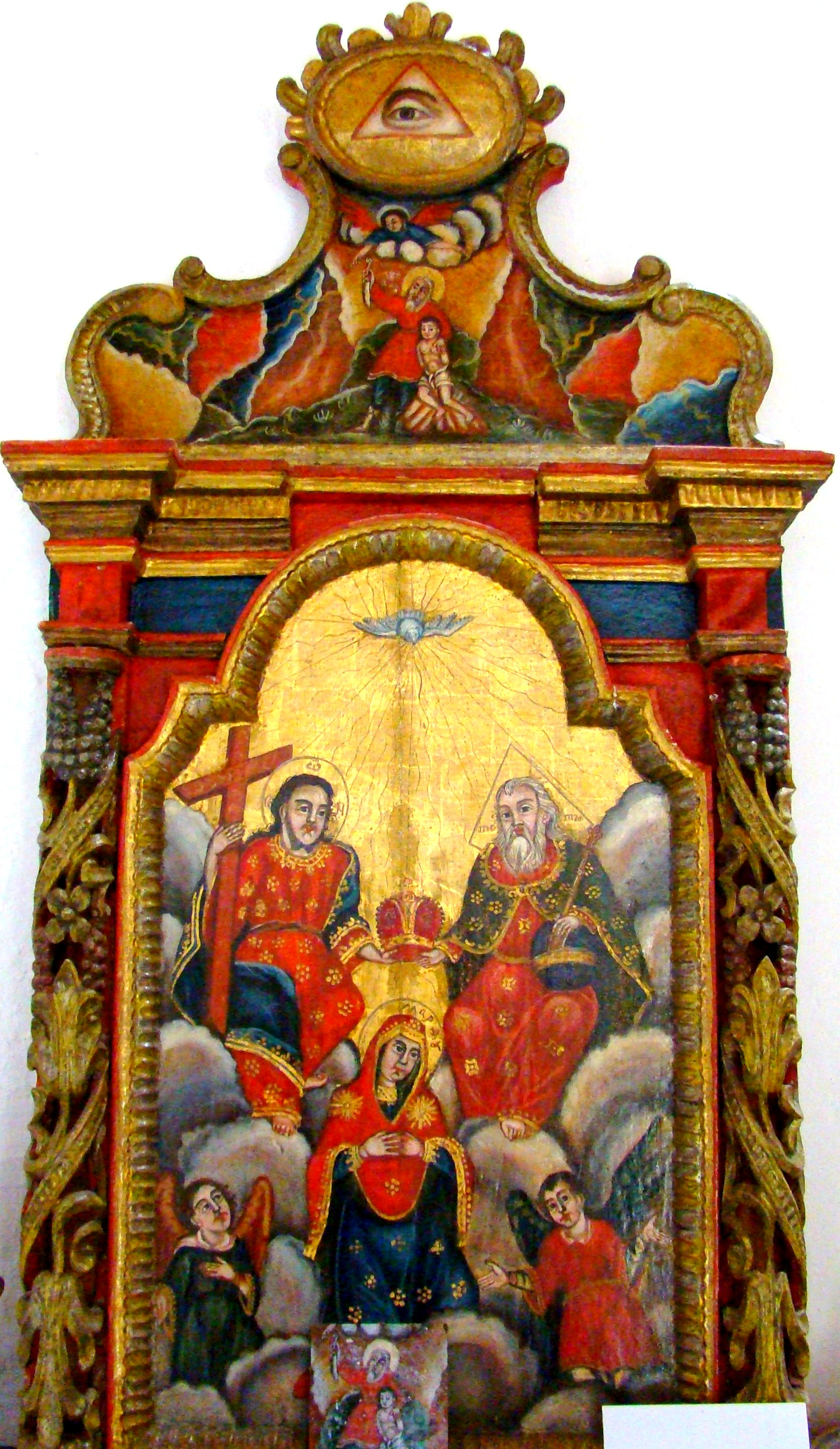
Încoronarea Fecioarei
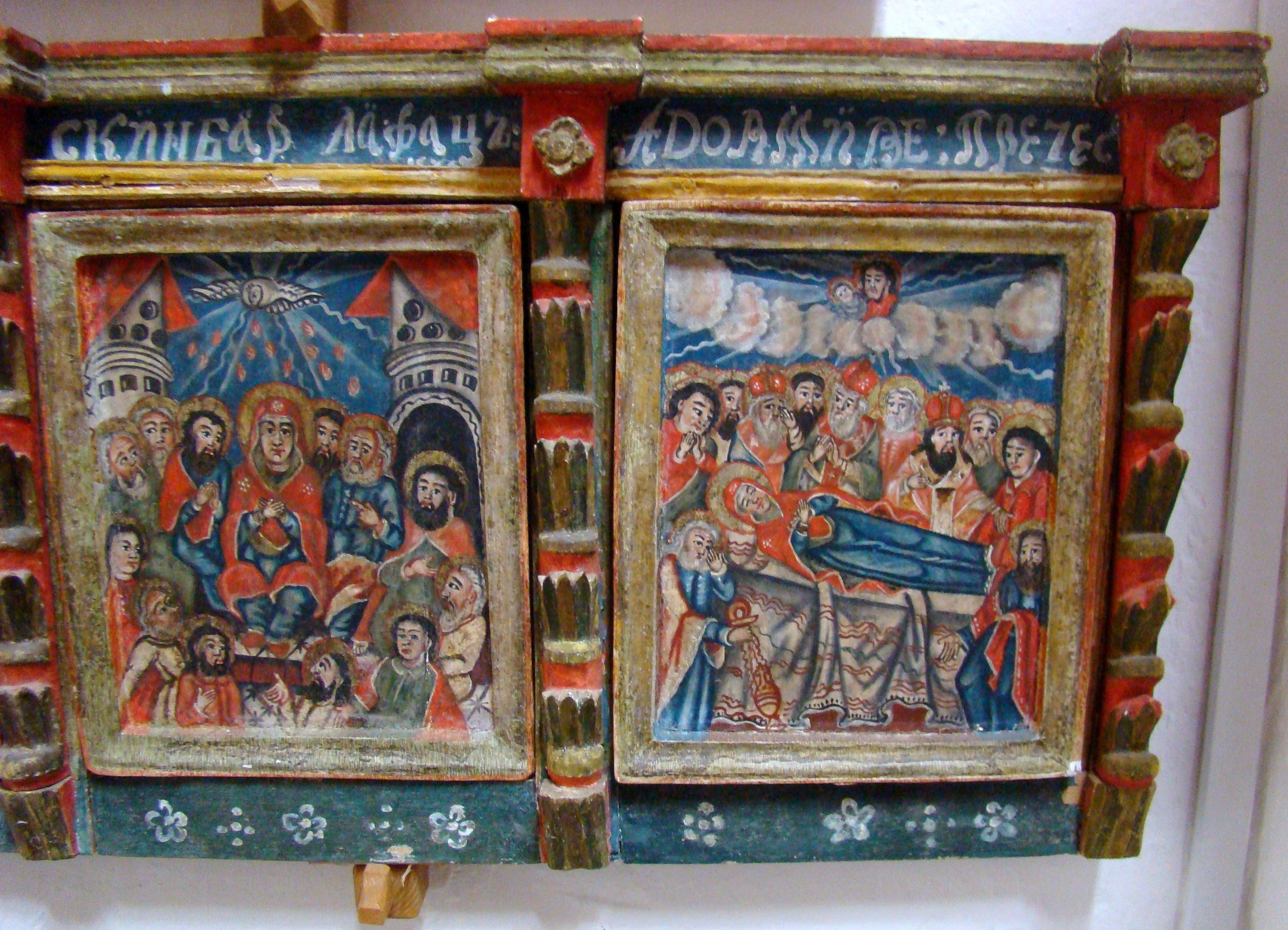
Praznicare din tâmpla bisericii din Bârsana
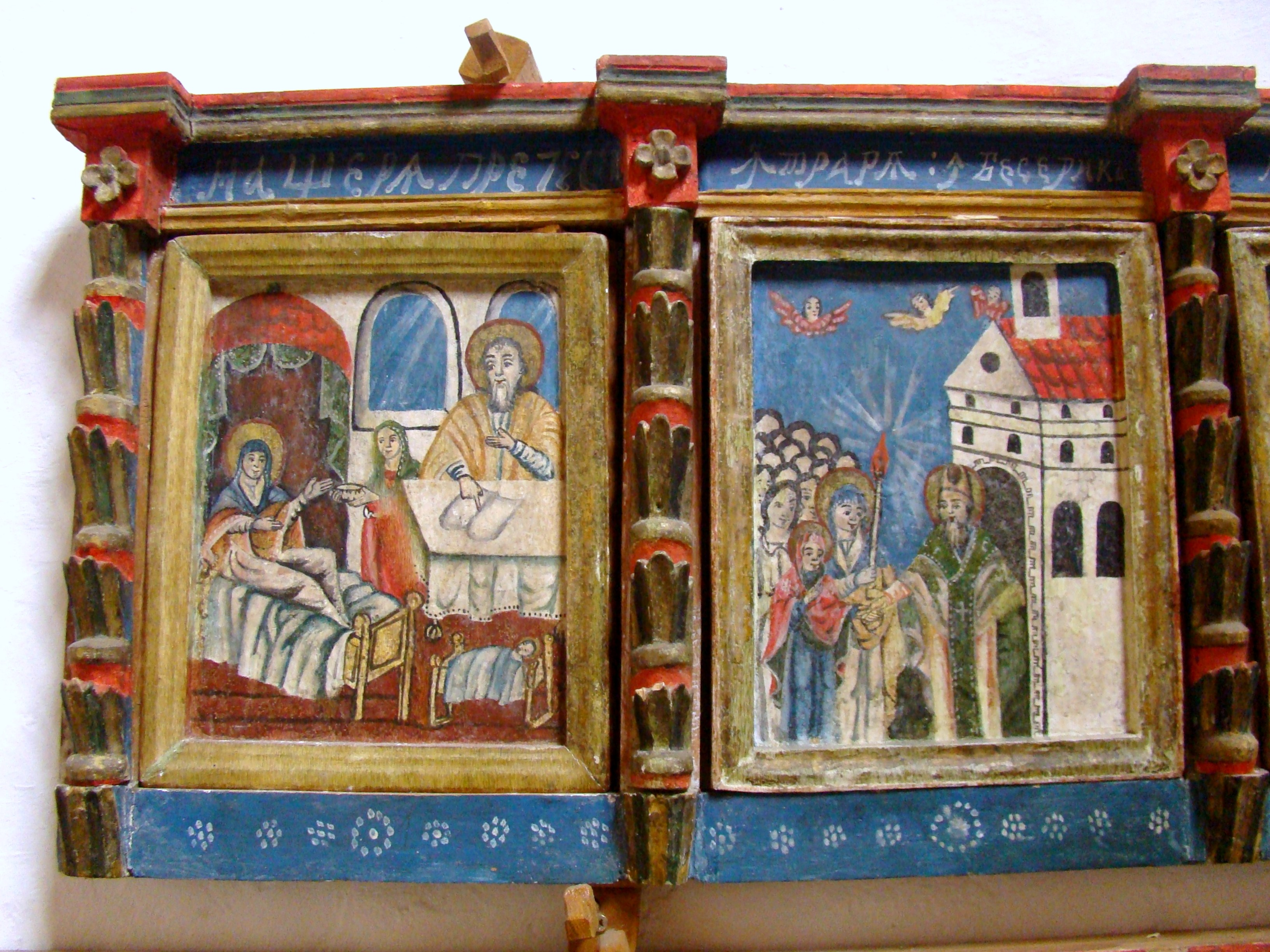
Praznicare din tâmpla bisericii din Bârsana
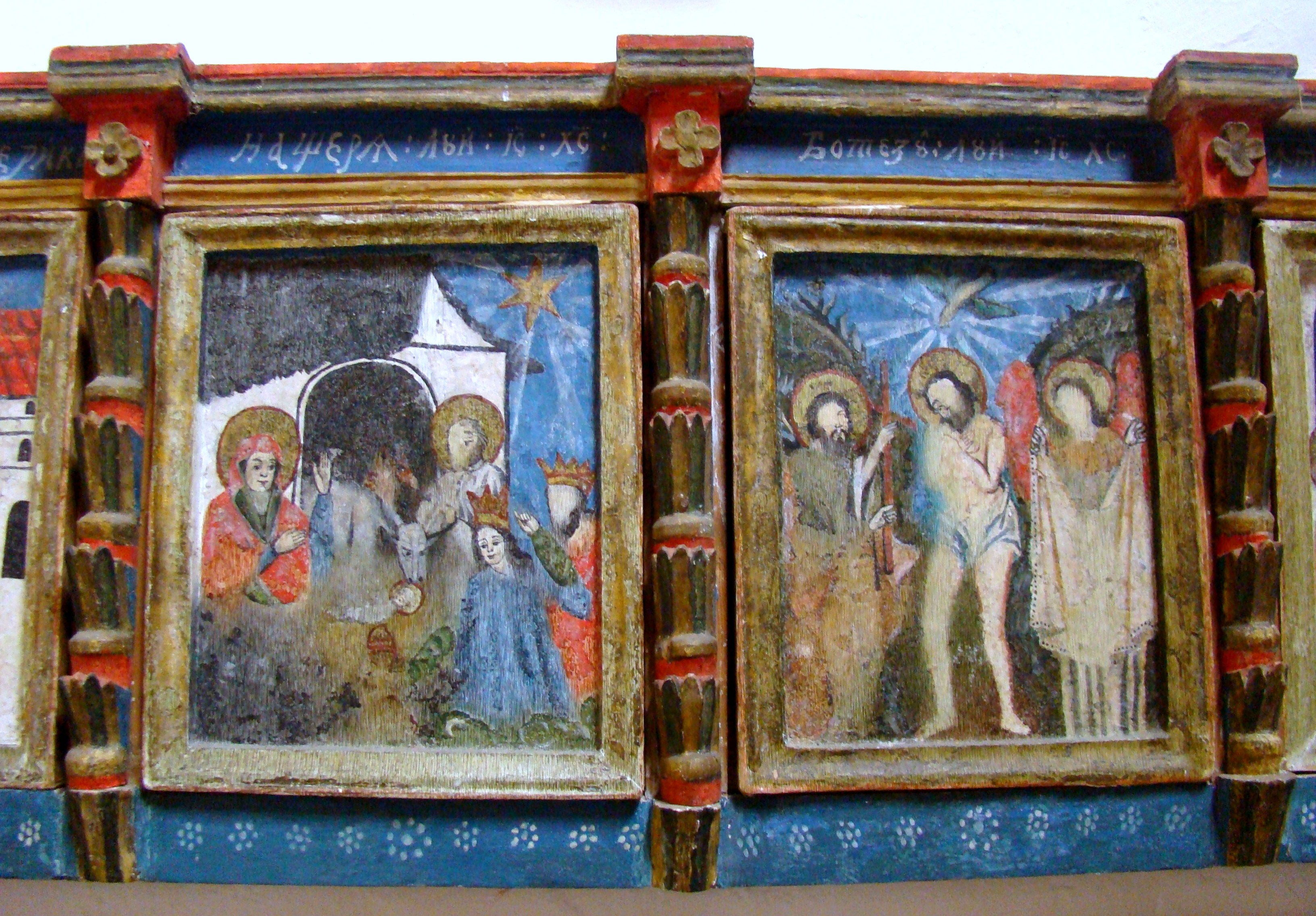
Praznicare din tâmpla bisericii din Bârsana
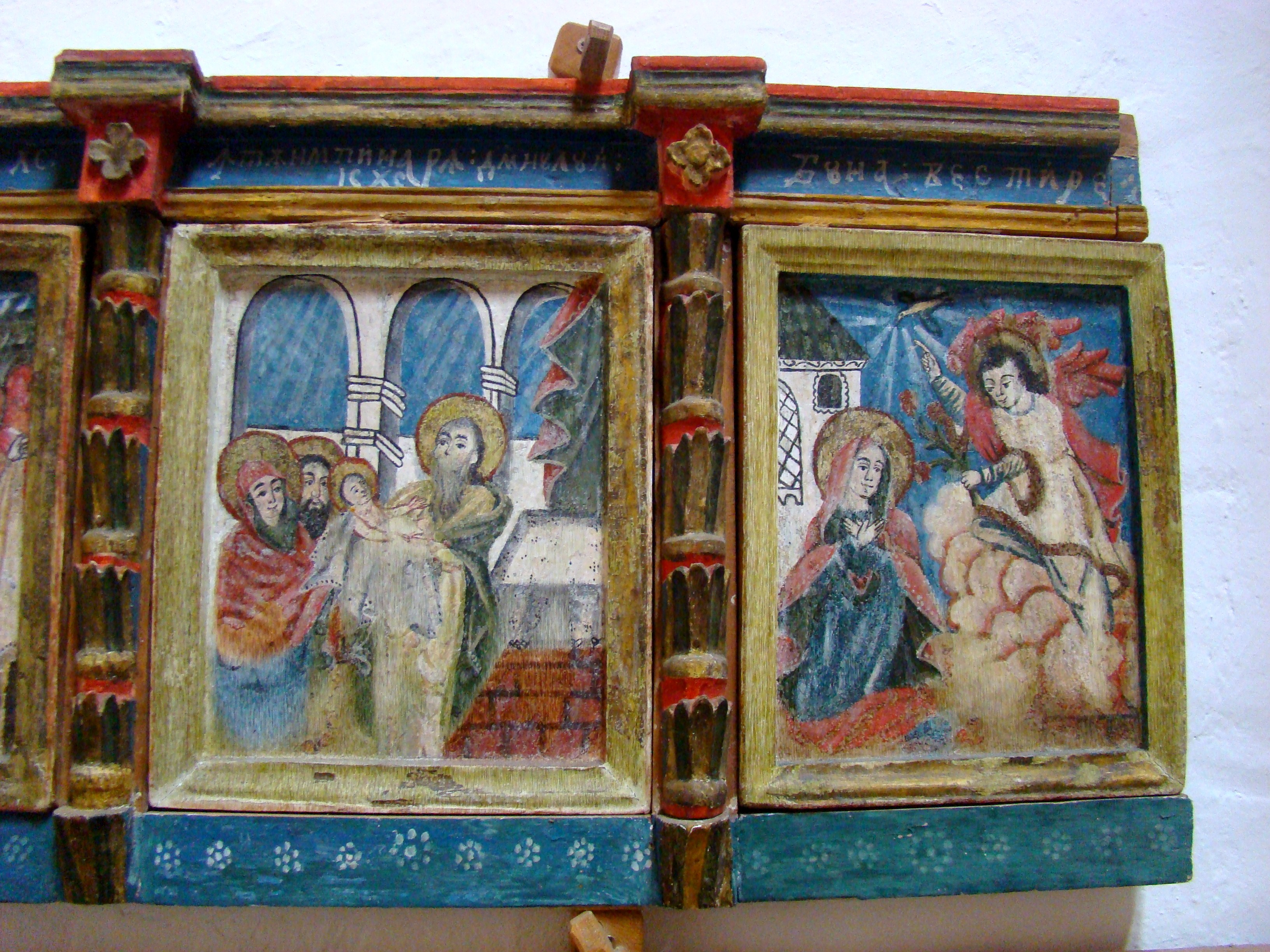
Praznicare din tâmpla bisericii din Bârsana
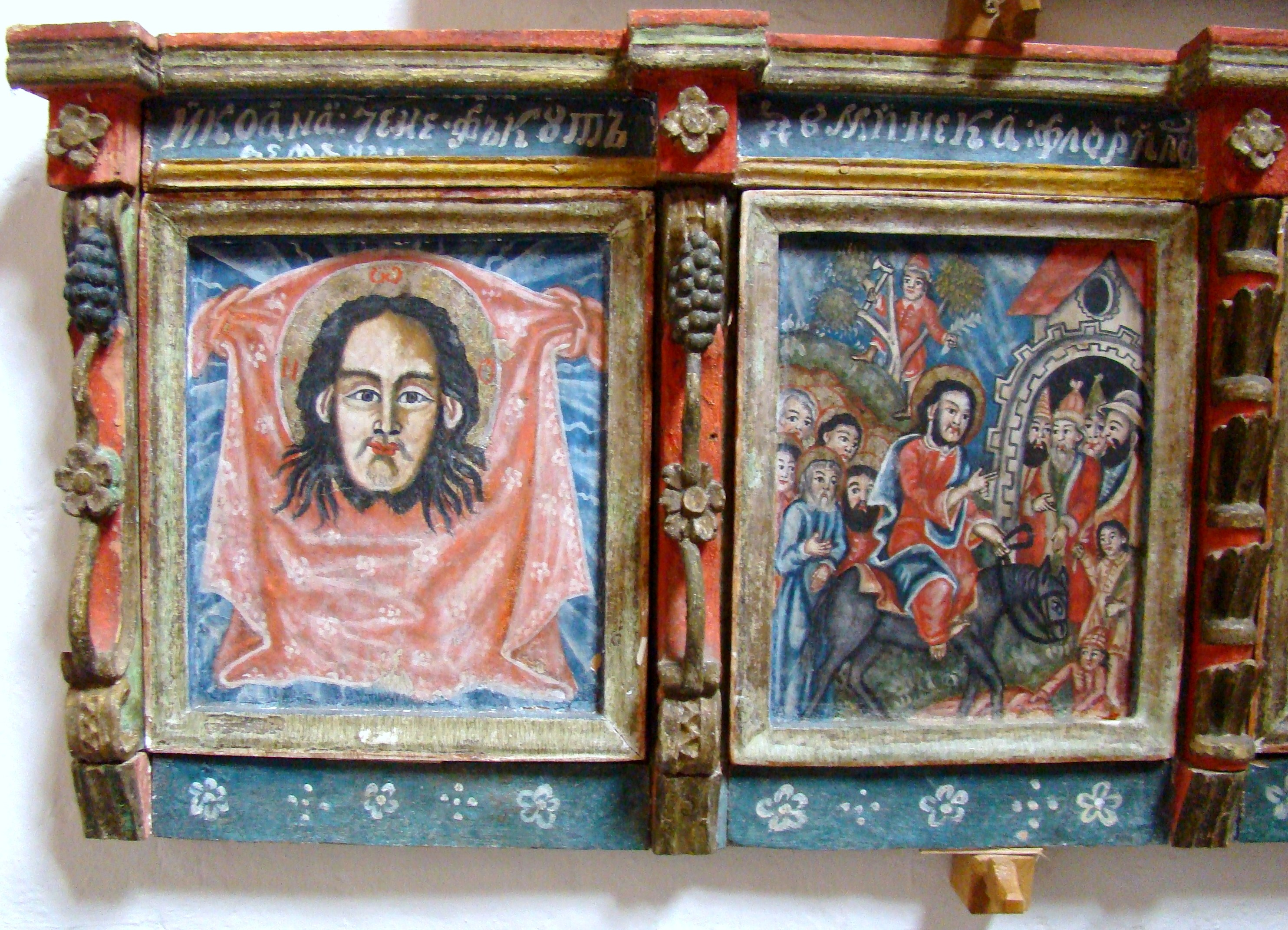
Praznicare din tâmpla bisericii din Bârsana
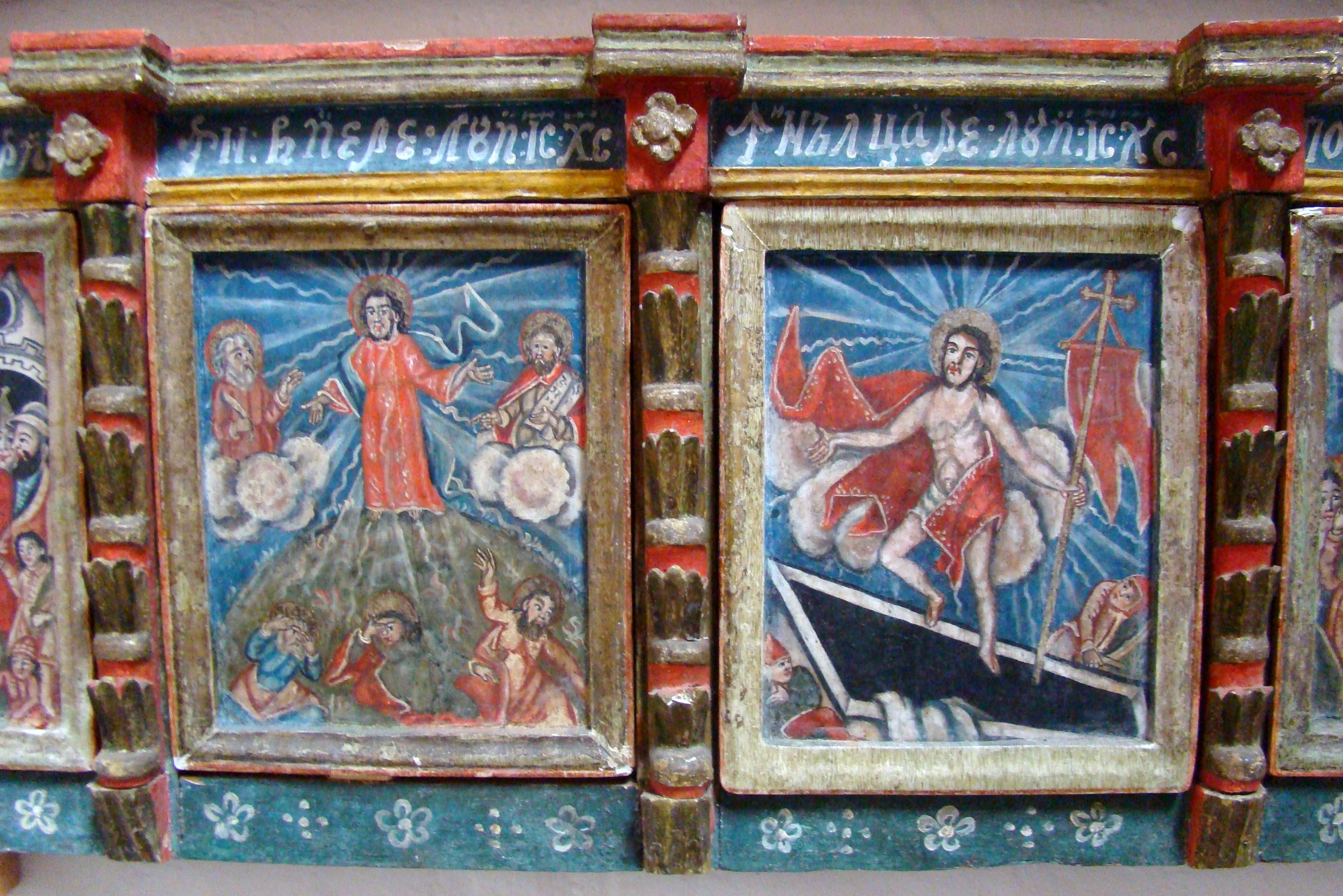
Praznicare din tâmpla bisericii din Bârsana
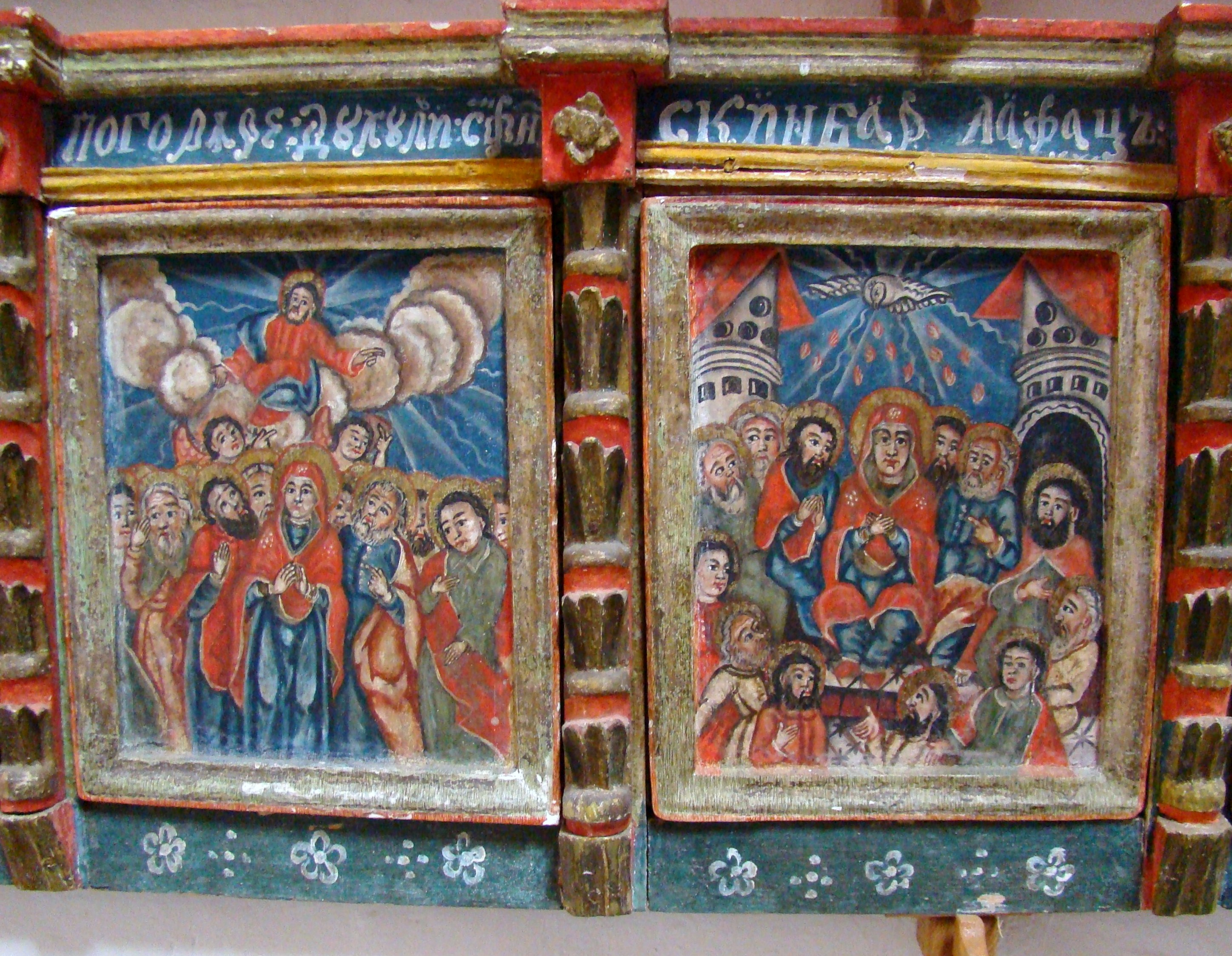
Praznicare din tâmpla bisericii din Bârsana
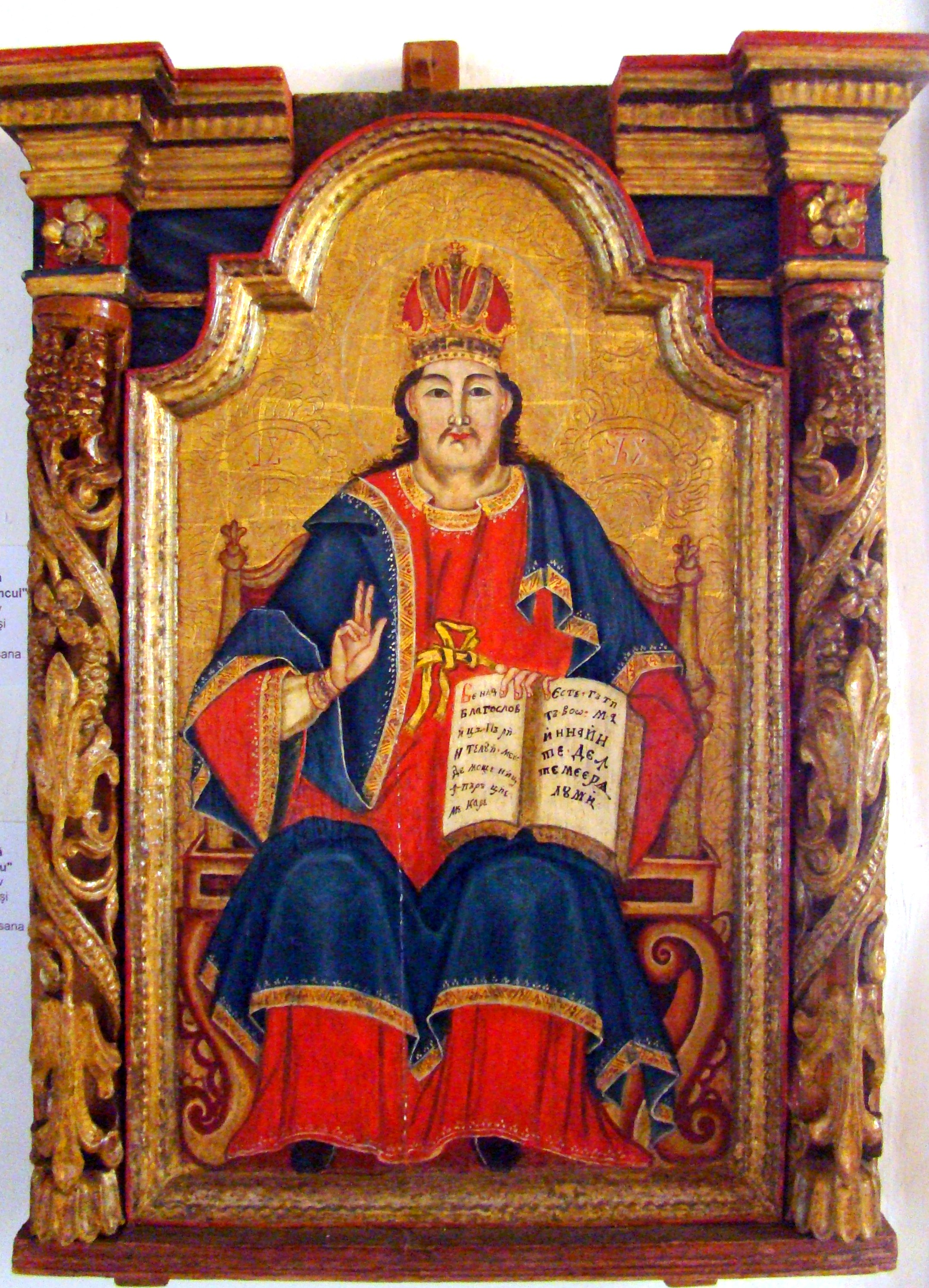
Iisus Hristos Arhiereu
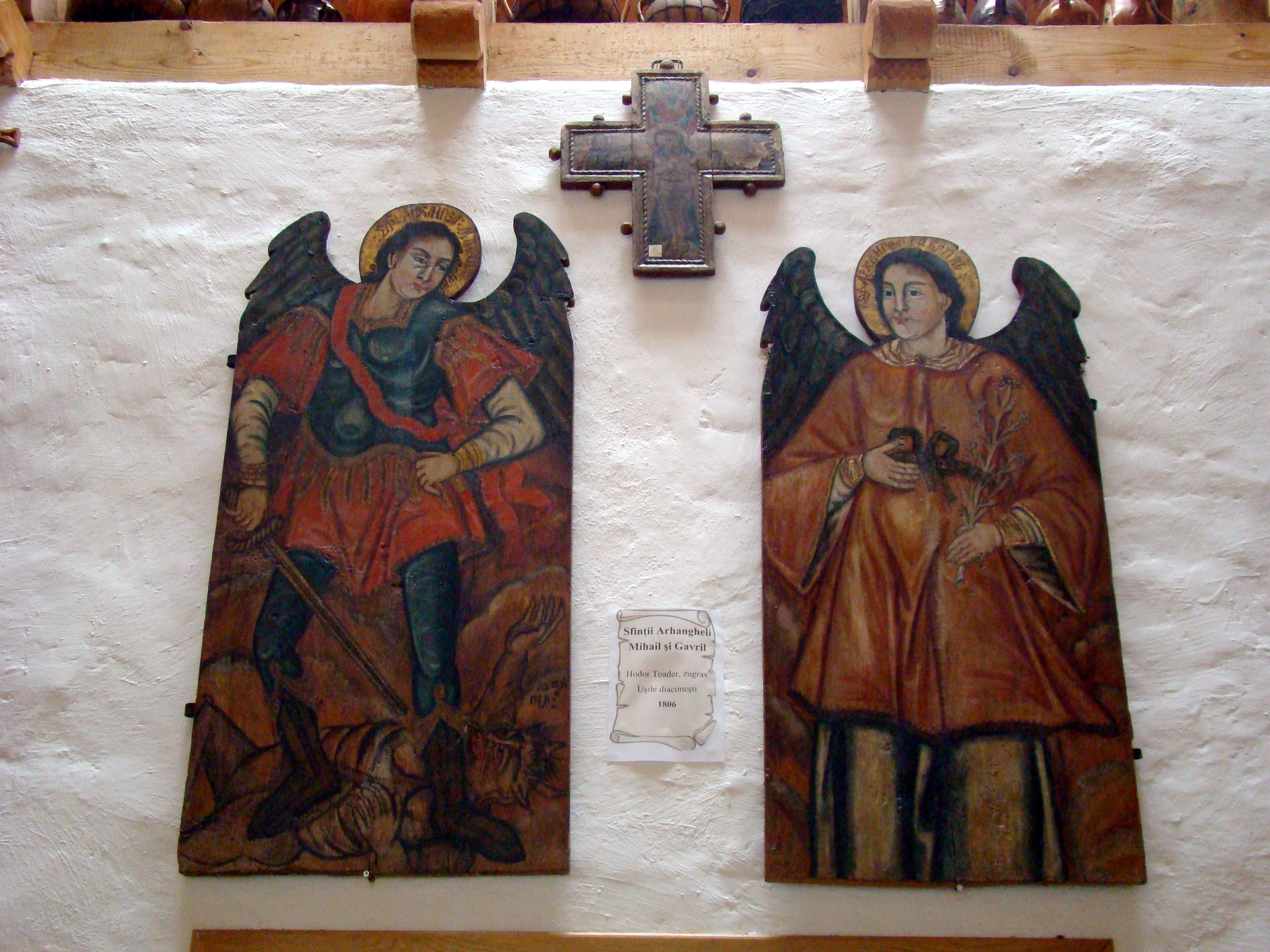
Ușile diaconești: Sfinții Arhangheli Mihail și Gavriil
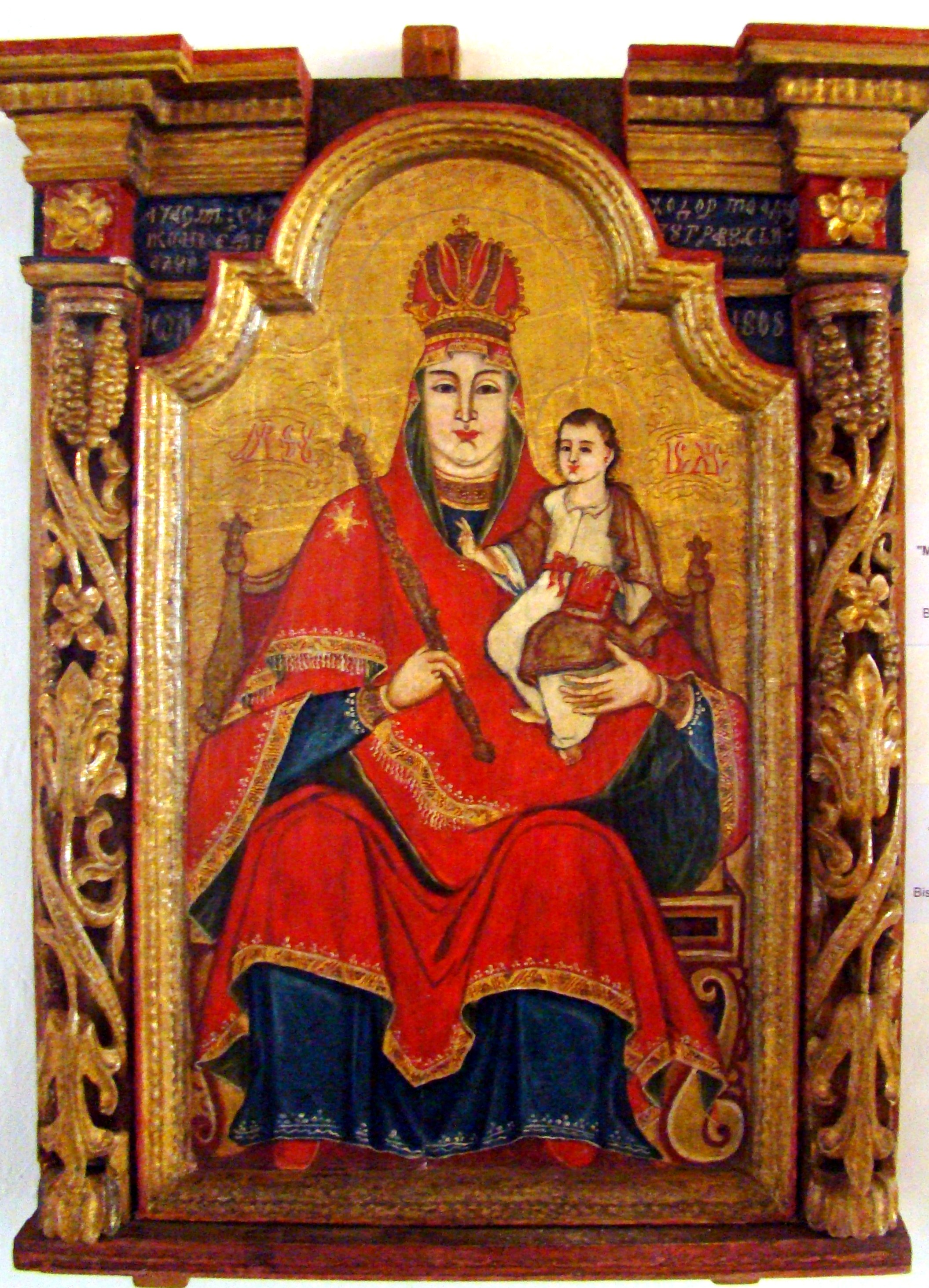
Maica Domnului cu Pruncul
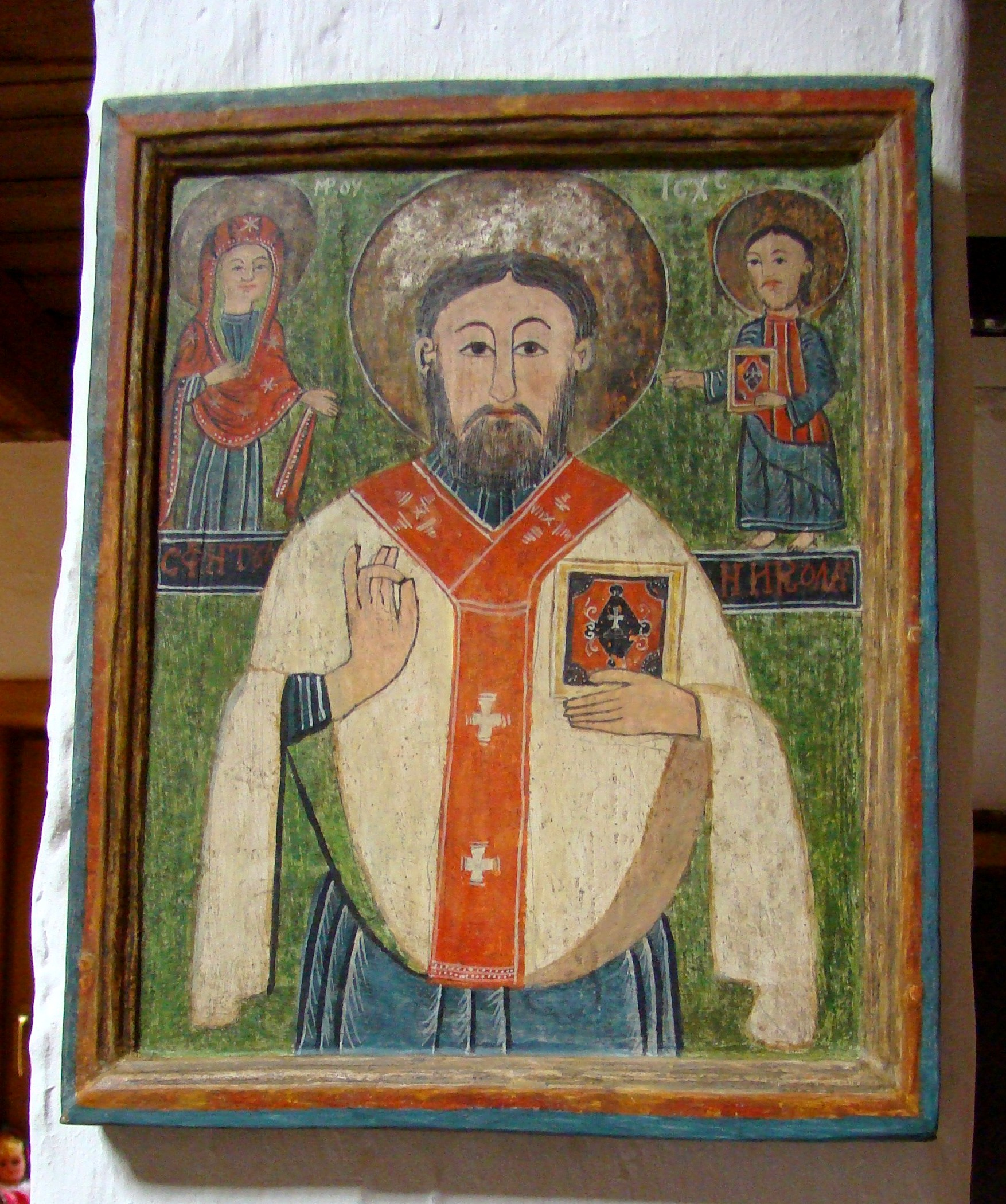
Sfântul Nicolae
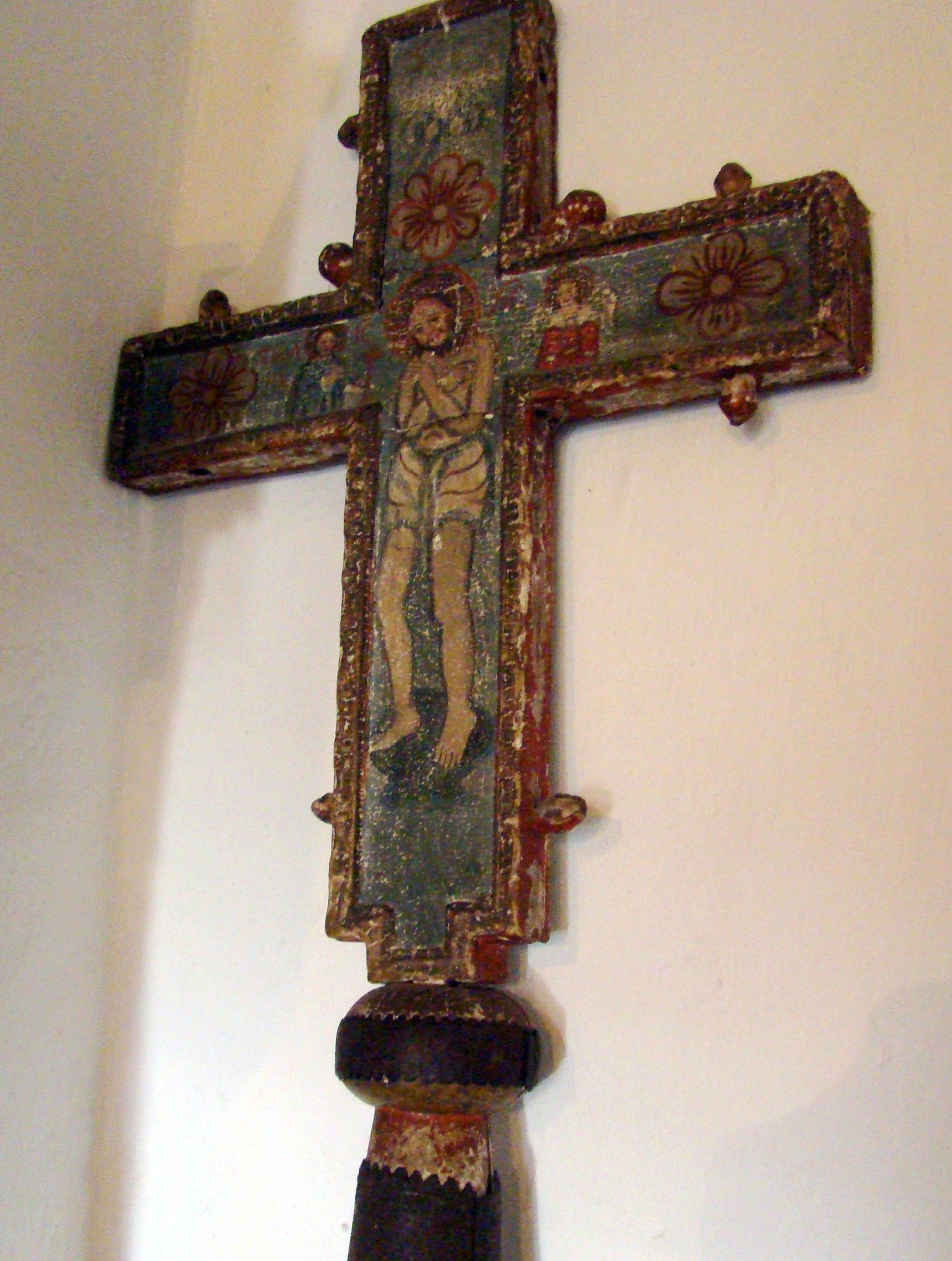
Cruce de procesiune
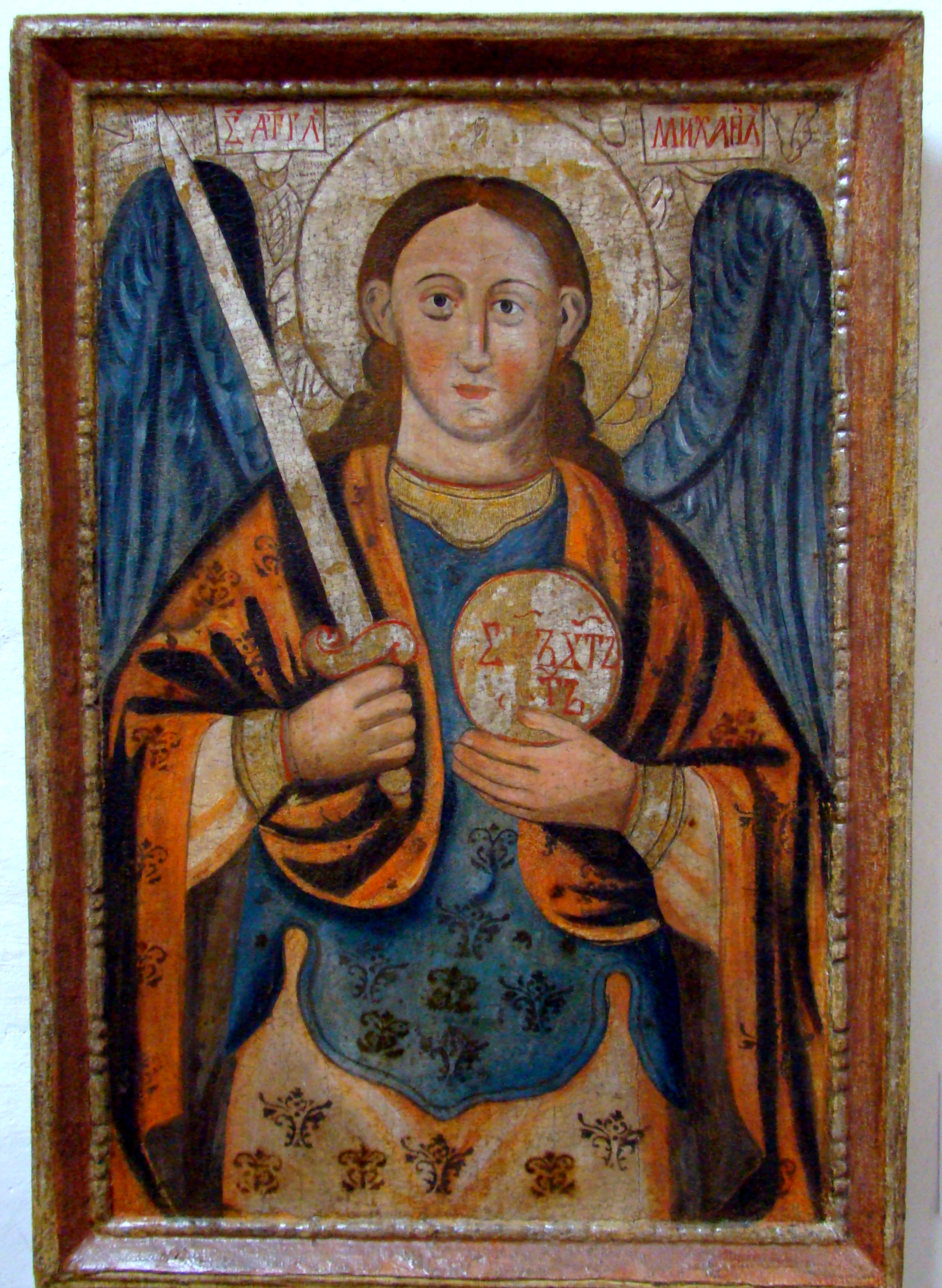
Arhanghelul Mihail
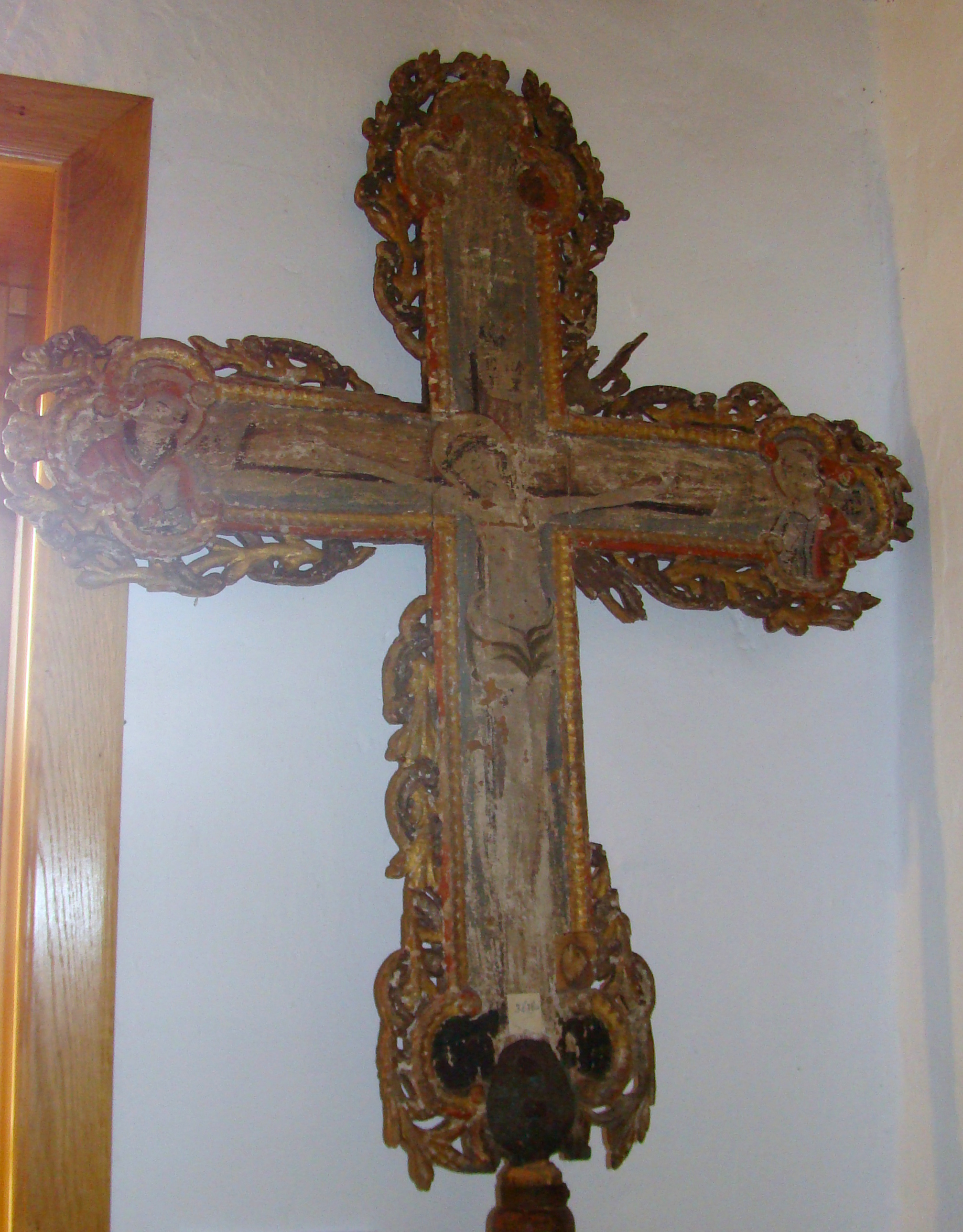
Cruce de procesiune
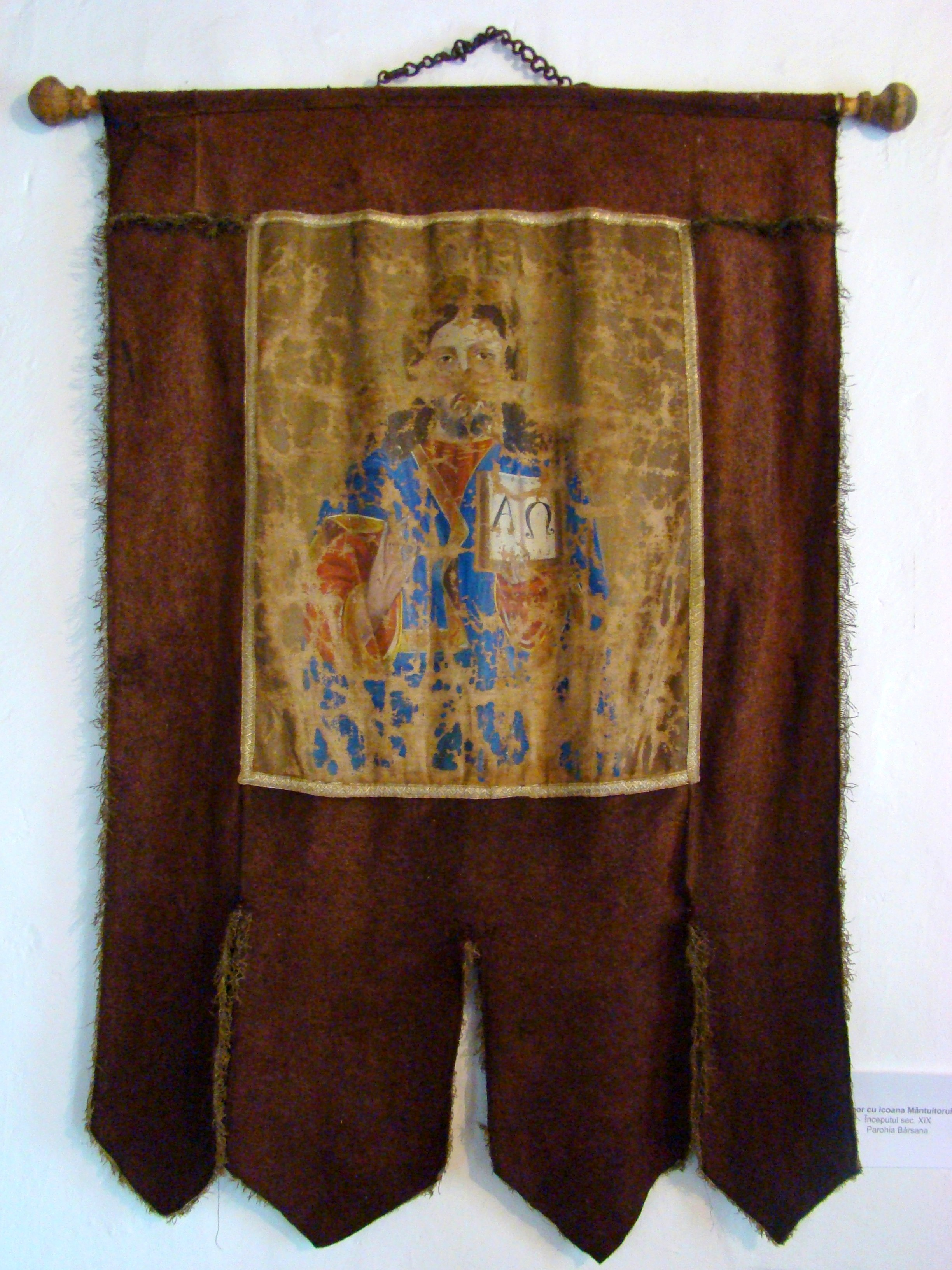
Prapor cu icoana Mântuitorului
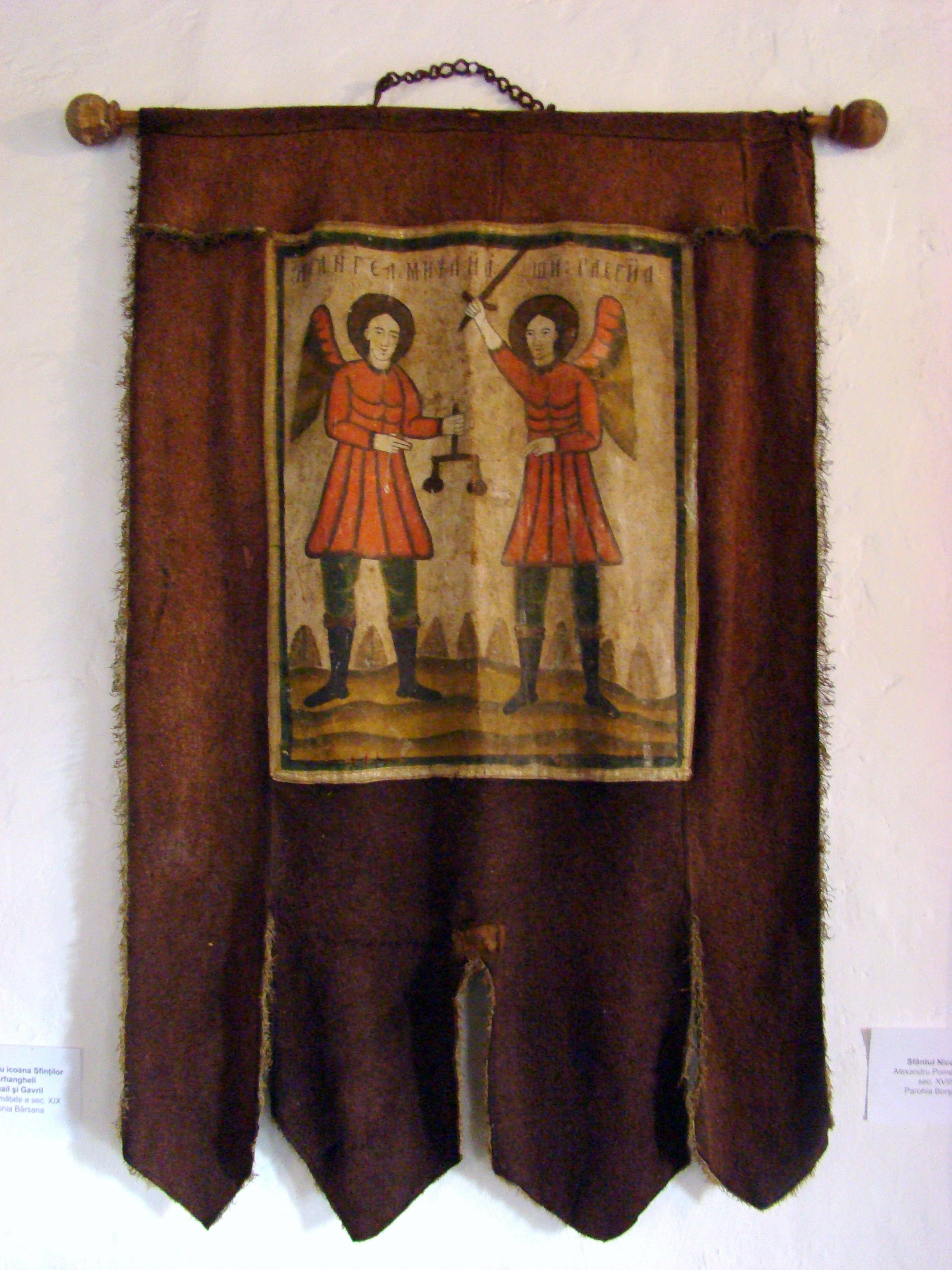
Prapor cu icoana Sfinților Arhangheli
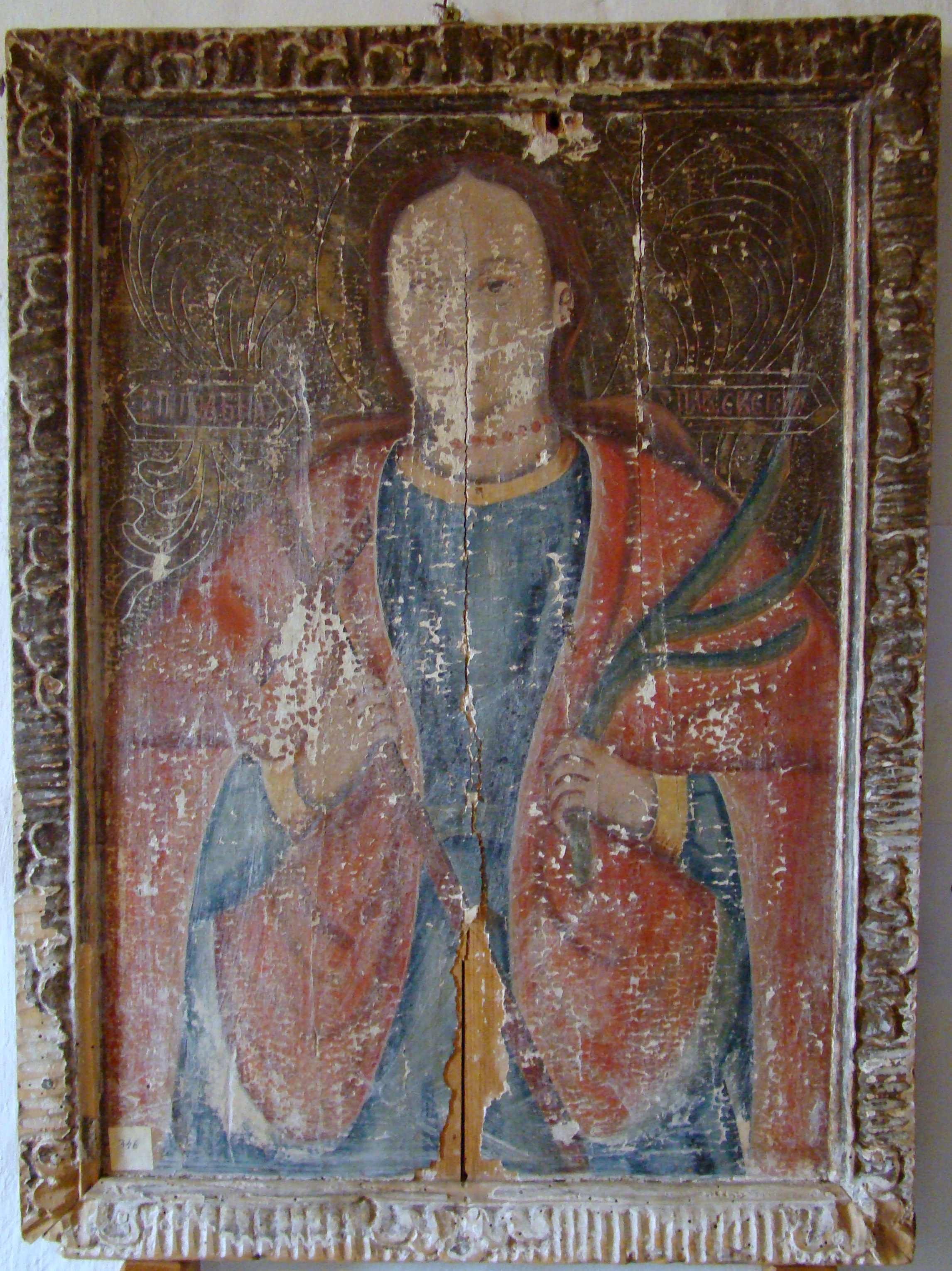
Cuvioasa Paraschiva
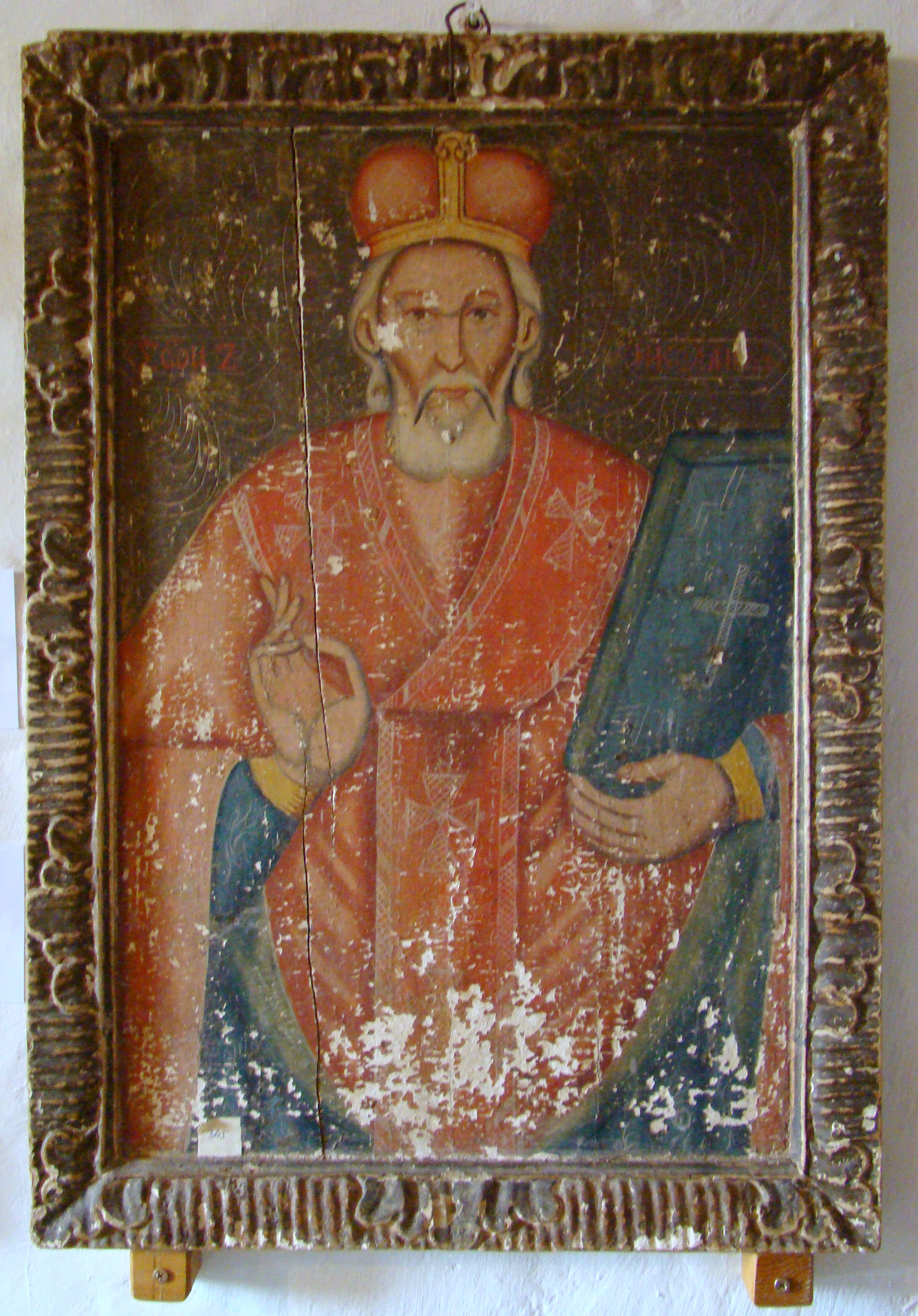
Sfântul Nicolae